# Мат
Мат е позиция в шахмата, при която царят на единия от играчите попада под удар и е заплашен с вземане от противникова фигура с предупреждението „шах“, но няма позволен от правилата ход (нито с царя, нито с друга фигура), при който да се отстрани заплахата и царят му да не е отново в положение шах.
Матова мрежа е позиция, в която царят на слабата страна не в състояние да избегне мата, тъй като възможните полета за отстъпление са атакувани от чужди фигури, или заети от свои.
Постигането на мат е крайната цел на шахматната партия, с която се печели играта. Затова при обявяване на шах задължително заплахата трябва да се отстрани незабавно. Това може да стане чрез преместване на царя на свободен и необстрелван съседен квадрат, взимане на нападащата фигура или прикриване с друга собствена фигура, ако нападащата е дама, топ или офицер и не е на съседно поле.
Матът изисква най-малко два хода (виж раздел „Глупав мат“) и те се увеличават в зависимост от позицията на дъската. В някои ендшпили се изискват повече от 100 хода. При шахматните задачи най-дългият юридически регистриран мат е достигнал 203 хода, а най-дългият неофициален мат досега е 549 хода.
|   | a | b | c | d | e | f | g | h |   |
| 8 | черен топ на бяло поле a8 · черен кон на черно поле b8 · бяла дама на черно поле d8 · черна пешка на черно поле a7 · бял топ на бяло поле h7 · черен офицер на бяло поле a6 · черен цар на бяло поле c6 · черна пешка на бяло поле e6 · черна пешка на черно поле c5 · черна дама на черно поле e5 · бяла пешка на бяло поле c4 · бял офицер на бяло поле e4 · бяла пешка на бяло поле b3 · черна пешка на черно поле c3 · бяла пешка на черно поле g3 · бяла пешка на бяло поле a2 · бяла пешка на черно поле f2 · бял цар на бяло поле f1 | черен топ на бяло поле a8 · черен кон на черно поле b8 · бяла дама на черно поле d8 · черна пешка на черно поле a7 · бял топ на бяло поле h7 · черен офицер на бяло поле a6 · черен цар на бяло поле c6 · черна пешка на бяло поле e6 · черна пешка на черно поле c5 · черна дама на черно поле e5 · бяла пешка на бяло поле c4 · бял офицер на бяло поле e4 · бяла пешка на бяло поле b3 · черна пешка на черно поле c3 · бяла пешка на черно поле g3 · бяла пешка на бяло поле a2 · бяла пешка на черно поле f2 · бял цар на бяло поле f1 | черен топ на бяло поле a8 · черен кон на черно поле b8 · бяла дама на черно поле d8 · черна пешка на черно поле a7 · бял топ на бяло поле h7 · черен офицер на бяло поле a6 · черен цар на бяло поле c6 · черна пешка на бяло поле e6 · черна пешка на черно поле c5 · черна дама на черно поле e5 · бяла пешка на бяло поле c4 · бял офицер на бяло поле e4 · бяла пешка на бяло поле b3 · черна пешка на черно поле c3 · бяла пешка на черно поле g3 · бяла пешка на бяло поле a2 · бяла пешка на черно поле f2 · бял цар на бяло поле f1 | черен топ на бяло поле a8 · черен кон на черно поле b8 · бяла дама на черно поле d8 · черна пешка на черно поле a7 · бял топ на бяло поле h7 · черен офицер на бяло поле a6 · черен цар на бяло поле c6 · черна пешка на бяло поле e6 · черна пешка на черно поле c5 · черна дама на черно поле e5 · бяла пешка на бяло поле c4 · бял офицер на бяло поле e4 · бяла пешка на бяло поле b3 · черна пешка на черно поле c3 · бяла пешка на черно поле g3 · бяла пешка на бяло поле a2 · бяла пешка на черно поле f2 · бял цар на бяло поле f1 | черен топ на бяло поле a8 · черен кон на черно поле b8 · бяла дама на черно поле d8 · черна пешка на черно поле a7 · бял топ на бяло поле h7 · черен офицер на бяло поле a6 · черен цар на бяло поле c6 · черна пешка на бяло поле e6 · черна пешка на черно поле c5 · черна дама на черно поле e5 · бяла пешка на бяло поле c4 · бял офицер на бяло поле e4 · бяла пешка на бяло поле b3 · черна пешка на черно поле c3 · бяла пешка на черно поле g3 · бяла пешка на бяло поле a2 · бяла пешка на черно поле f2 · бял цар на бяло поле f1 | черен топ на бяло поле a8 · черен кон на черно поле b8 · бяла дама на черно поле d8 · черна пешка на черно поле a7 · бял топ на бяло поле h7 · черен офицер на бяло поле a6 · черен цар на бяло поле c6 · черна пешка на бяло поле e6 · черна пешка на черно поле c5 · черна дама на черно поле e5 · бяла пешка на бяло поле c4 · бял офицер на бяло поле e4 · бяла пешка на бяло поле b3 · черна пешка на черно поле c3 · бяла пешка на черно поле g3 · бяла пешка на бяло поле a2 · бяла пешка на черно поле f2 · бял цар на бяло поле f1 | черен топ на бяло поле a8 · черен кон на черно поле b8 · бяла дама на черно поле d8 · черна пешка на черно поле a7 · бял топ на бяло поле h7 · черен офицер на бяло поле a6 · черен цар на бяло поле c6 · черна пешка на бяло поле e6 · черна пешка на черно поле c5 · черна дама на черно поле e5 · бяла пешка на бяло поле c4 · бял офицер на бяло поле e4 · бяла пешка на бяло поле b3 · черна пешка на черно поле c3 · бяла пешка на черно поле g3 · бяла пешка на бяло поле a2 · бяла пешка на черно поле f2 · бял цар на бяло поле f1 | черен топ на бяло поле a8 · черен кон на черно поле b8 · бяла дама на черно поле d8 · черна пешка на черно поле a7 · бял топ на бяло поле h7 · черен офицер на бяло поле a6 · черен цар на бяло поле c6 · черна пешка на бяло поле e6 · черна пешка на черно поле c5 · черна дама на черно поле e5 · бяла пешка на бяло поле c4 · бял офицер на бяло поле e4 · бяла пешка на бяло поле b3 · черна пешка на черно поле c3 · бяла пешка на черно поле g3 · бяла пешка на бяло поле a2 · бяла пешка на черно поле f2 · бял цар на бяло поле f1 | 8 |
| 7 | черен топ на бяло поле a8 · черен кон на черно поле b8 · бяла дама на черно поле d8 · черна пешка на черно поле a7 · бял топ на бяло поле h7 · черен офицер на бяло поле a6 · черен цар на бяло поле c6 · черна пешка на бяло поле e6 · черна пешка на черно поле c5 · черна дама на черно поле e5 · бяла пешка на бяло поле c4 · бял офицер на бяло поле e4 · бяла пешка на бяло поле b3 · черна пешка на черно поле c3 · бяла пешка на черно поле g3 · бяла пешка на бяло поле a2 · бяла пешка на черно поле f2 · бял цар на бяло поле f1 | черен топ на бяло поле a8 · черен кон на черно поле b8 · бяла дама на черно поле d8 · черна пешка на черно поле a7 · бял топ на бяло поле h7 · черен офицер на бяло поле a6 · черен цар на бяло поле c6 · черна пешка на бяло поле e6 · черна пешка на черно поле c5 · черна дама на черно поле e5 · бяла пешка на бяло поле c4 · бял офицер на бяло поле e4 · бяла пешка на бяло поле b3 · черна пешка на черно поле c3 · бяла пешка на черно поле g3 · бяла пешка на бяло поле a2 · бяла пешка на черно поле f2 · бял цар на бяло поле f1 | черен топ на бяло поле a8 · черен кон на черно поле b8 · бяла дама на черно поле d8 · черна пешка на черно поле a7 · бял топ на бяло поле h7 · черен офицер на бяло поле a6 · черен цар на бяло поле c6 · черна пешка на бяло поле e6 · черна пешка на черно поле c5 · черна дама на черно поле e5 · бяла пешка на бяло поле c4 · бял офицер на бяло поле e4 · бяла пешка на бяло поле b3 · черна пешка на черно поле c3 · бяла пешка на черно поле g3 · бяла пешка на бяло поле a2 · бяла пешка на черно поле f2 · бял цар на бяло поле f1 | черен топ на бяло поле a8 · черен кон на черно поле b8 · бяла дама на черно поле d8 · черна пешка на черно поле a7 · бял топ на бяло поле h7 · черен офицер на бяло поле a6 · черен цар на бяло поле c6 · черна пешка на бяло поле e6 · черна пешка на черно поле c5 · черна дама на черно поле e5 · бяла пешка на бяло поле c4 · бял офицер на бяло поле e4 · бяла пешка на бяло поле b3 · черна пешка на черно поле c3 · бяла пешка на черно поле g3 · бяла пешка на бяло поле a2 · бяла пешка на черно поле f2 · бял цар на бяло поле f1 | черен топ на бяло поле a8 · черен кон на черно поле b8 · бяла дама на черно поле d8 · черна пешка на черно поле a7 · бял топ на бяло поле h7 · черен офицер на бяло поле a6 · черен цар на бяло поле c6 · черна пешка на бяло поле e6 · черна пешка на черно поле c5 · черна дама на черно поле e5 · бяла пешка на бяло поле c4 · бял офицер на бяло поле e4 · бяла пешка на бяло поле b3 · черна пешка на черно поле c3 · бяла пешка на черно поле g3 · бяла пешка на бяло поле a2 · бяла пешка на черно поле f2 · бял цар на бяло поле f1 | черен топ на бяло поле a8 · черен кон на черно поле b8 · бяла дама на черно поле d8 · черна пешка на черно поле a7 · бял топ на бяло поле h7 · черен офицер на бяло поле a6 · черен цар на бяло поле c6 · черна пешка на бяло поле e6 · черна пешка на черно поле c5 · черна дама на черно поле e5 · бяла пешка на бяло поле c4 · бял офицер на бяло поле e4 · бяла пешка на бяло поле b3 · черна пешка на черно поле c3 · бяла пешка на черно поле g3 · бяла пешка на бяло поле a2 · бяла пешка на черно поле f2 · бял цар на бяло поле f1 | черен топ на бяло поле a8 · черен кон на черно поле b8 · бяла дама на черно поле d8 · черна пешка на черно поле a7 · бял топ на бяло поле h7 · черен офицер на бяло поле a6 · черен цар на бяло поле c6 · черна пешка на бяло поле e6 · черна пешка на черно поле c5 · черна дама на черно поле e5 · бяла пешка на бяло поле c4 · бял офицер на бяло поле e4 · бяла пешка на бяло поле b3 · черна пешка на черно поле c3 · бяла пешка на черно поле g3 · бяла пешка на бяло поле a2 · бяла пешка на черно поле f2 · бял цар на бяло поле f1 | черен топ на бяло поле a8 · черен кон на черно поле b8 · бяла дама на черно поле d8 · черна пешка на черно поле a7 · бял топ на бяло поле h7 · черен офицер на бяло поле a6 · черен цар на бяло поле c6 · черна пешка на бяло поле e6 · черна пешка на черно поле c5 · черна дама на черно поле e5 · бяла пешка на бяло поле c4 · бял офицер на бяло поле e4 · бяла пешка на бяло поле b3 · черна пешка на черно поле c3 · бяла пешка на черно поле g3 · бяла пешка на бяло поле a2 · бяла пешка на черно поле f2 · бял цар на бяло поле f1 | 7 |
| 6 | черен топ на бяло поле a8 · черен кон на черно поле b8 · бяла дама на черно поле d8 · черна пешка на черно поле a7 · бял топ на бяло поле h7 · черен офицер на бяло поле a6 · черен цар на бяло поле c6 · черна пешка на бяло поле e6 · черна пешка на черно поле c5 · черна дама на черно поле e5 · бяла пешка на бяло поле c4 · бял офицер на бяло поле e4 · бяла пешка на бяло поле b3 · черна пешка на черно поле c3 · бяла пешка на черно поле g3 · бяла пешка на бяло поле a2 · бяла пешка на черно поле f2 · бял цар на бяло поле f1 | черен топ на бяло поле a8 · черен кон на черно поле b8 · бяла дама на черно поле d8 · черна пешка на черно поле a7 · бял топ на бяло поле h7 · черен офицер на бяло поле a6 · черен цар на бяло поле c6 · черна пешка на бяло поле e6 · черна пешка на черно поле c5 · черна дама на черно поле e5 · бяла пешка на бяло поле c4 · бял офицер на бяло поле e4 · бяла пешка на бяло поле b3 · черна пешка на черно поле c3 · бяла пешка на черно поле g3 · бяла пешка на бяло поле a2 · бяла пешка на черно поле f2 · бял цар на бяло поле f1 | черен топ на бяло поле a8 · черен кон на черно поле b8 · бяла дама на черно поле d8 · черна пешка на черно поле a7 · бял топ на бяло поле h7 · черен офицер на бяло поле a6 · черен цар на бяло поле c6 · черна пешка на бяло поле e6 · черна пешка на черно поле c5 · черна дама на черно поле e5 · бяла пешка на бяло поле c4 · бял офицер на бяло поле e4 · бяла пешка на бяло поле b3 · черна пешка на черно поле c3 · бяла пешка на черно поле g3 · бяла пешка на бяло поле a2 · бяла пешка на черно поле f2 · бял цар на бяло поле f1 | черен топ на бяло поле a8 · черен кон на черно поле b8 · бяла дама на черно поле d8 · черна пешка на черно поле a7 · бял топ на бяло поле h7 · черен офицер на бяло поле a6 · черен цар на бяло поле c6 · черна пешка на бяло поле e6 · черна пешка на черно поле c5 · черна дама на черно поле e5 · бяла пешка на бяло поле c4 · бял офицер на бяло поле e4 · бяла пешка на бяло поле b3 · черна пешка на черно поле c3 · бяла пешка на черно поле g3 · бяла пешка на бяло поле a2 · бяла пешка на черно поле f2 · бял цар на бяло поле f1 | черен топ на бяло поле a8 · черен кон на черно поле b8 · бяла дама на черно поле d8 · черна пешка на черно поле a7 · бял топ на бяло поле h7 · черен офицер на бяло поле a6 · черен цар на бяло поле c6 · черна пешка на бяло поле e6 · черна пешка на черно поле c5 · черна дама на черно поле e5 · бяла пешка на бяло поле c4 · бял офицер на бяло поле e4 · бяла пешка на бяло поле b3 · черна пешка на черно поле c3 · бяла пешка на черно поле g3 · бяла пешка на бяло поле a2 · бяла пешка на черно поле f2 · бял цар на бяло поле f1 | черен топ на бяло поле a8 · черен кон на черно поле b8 · бяла дама на черно поле d8 · черна пешка на черно поле a7 · бял топ на бяло поле h7 · черен офицер на бяло поле a6 · черен цар на бяло поле c6 · черна пешка на бяло поле e6 · черна пешка на черно поле c5 · черна дама на черно поле e5 · бяла пешка на бяло поле c4 · бял офицер на бяло поле e4 · бяла пешка на бяло поле b3 · черна пешка на черно поле c3 · бяла пешка на черно поле g3 · бяла пешка на бяло поле a2 · бяла пешка на черно поле f2 · бял цар на бяло поле f1 | черен топ на бяло поле a8 · черен кон на черно поле b8 · бяла дама на черно поле d8 · черна пешка на черно поле a7 · бял топ на бяло поле h7 · черен офицер на бяло поле a6 · черен цар на бяло поле c6 · черна пешка на бяло поле e6 · черна пешка на черно поле c5 · черна дама на черно поле e5 · бяла пешка на бяло поле c4 · бял офицер на бяло поле e4 · бяла пешка на бяло поле b3 · черна пешка на черно поле c3 · бяла пешка на черно поле g3 · бяла пешка на бяло поле a2 · бяла пешка на черно поле f2 · бял цар на бяло поле f1 | черен топ на бяло поле a8 · черен кон на черно поле b8 · бяла дама на черно поле d8 · черна пешка на черно поле a7 · бял топ на бяло поле h7 · черен офицер на бяло поле a6 · черен цар на бяло поле c6 · черна пешка на бяло поле e6 · черна пешка на черно поле c5 · черна дама на черно поле e5 · бяла пешка на бяло поле c4 · бял офицер на бяло поле e4 · бяла пешка на бяло поле b3 · черна пешка на черно поле c3 · бяла пешка на черно поле g3 · бяла пешка на бяло поле a2 · бяла пешка на черно поле f2 · бял цар на бяло поле f1 | 6 |
| 5 | черен топ на бяло поле a8 · черен кон на черно поле b8 · бяла дама на черно поле d8 · черна пешка на черно поле a7 · бял топ на бяло поле h7 · черен офицер на бяло поле a6 · черен цар на бяло поле c6 · черна пешка на бяло поле e6 · черна пешка на черно поле c5 · черна дама на черно поле e5 · бяла пешка на бяло поле c4 · бял офицер на бяло поле e4 · бяла пешка на бяло поле b3 · черна пешка на черно поле c3 · бяла пешка на черно поле g3 · бяла пешка на бяло поле a2 · бяла пешка на черно поле f2 · бял цар на бяло поле f1 | черен топ на бяло поле a8 · черен кон на черно поле b8 · бяла дама на черно поле d8 · черна пешка на черно поле a7 · бял топ на бяло поле h7 · черен офицер на бяло поле a6 · черен цар на бяло поле c6 · черна пешка на бяло поле e6 · черна пешка на черно поле c5 · черна дама на черно поле e5 · бяла пешка на бяло поле c4 · бял офицер на бяло поле e4 · бяла пешка на бяло поле b3 · черна пешка на черно поле c3 · бяла пешка на черно поле g3 · бяла пешка на бяло поле a2 · бяла пешка на черно поле f2 · бял цар на бяло поле f1 | черен топ на бяло поле a8 · черен кон на черно поле b8 · бяла дама на черно поле d8 · черна пешка на черно поле a7 · бял топ на бяло поле h7 · черен офицер на бяло поле a6 · черен цар на бяло поле c6 · черна пешка на бяло поле e6 · черна пешка на черно поле c5 · черна дама на черно поле e5 · бяла пешка на бяло поле c4 · бял офицер на бяло поле e4 · бяла пешка на бяло поле b3 · черна пешка на черно поле c3 · бяла пешка на черно поле g3 · бяла пешка на бяло поле a2 · бяла пешка на черно поле f2 · бял цар на бяло поле f1 | черен топ на бяло поле a8 · черен кон на черно поле b8 · бяла дама на черно поле d8 · черна пешка на черно поле a7 · бял топ на бяло поле h7 · черен офицер на бяло поле a6 · черен цар на бяло поле c6 · черна пешка на бяло поле e6 · черна пешка на черно поле c5 · черна дама на черно поле e5 · бяла пешка на бяло поле c4 · бял офицер на бяло поле e4 · бяла пешка на бяло поле b3 · черна пешка на черно поле c3 · бяла пешка на черно поле g3 · бяла пешка на бяло поле a2 · бяла пешка на черно поле f2 · бял цар на бяло поле f1 | черен топ на бяло поле a8 · черен кон на черно поле b8 · бяла дама на черно поле d8 · черна пешка на черно поле a7 · бял топ на бяло поле h7 · черен офицер на бяло поле a6 · черен цар на бяло поле c6 · черна пешка на бяло поле e6 · черна пешка на черно поле c5 · черна дама на черно поле e5 · бяла пешка на бяло поле c4 · бял офицер на бяло поле e4 · бяла пешка на бяло поле b3 · черна пешка на черно поле c3 · бяла пешка на черно поле g3 · бяла пешка на бяло поле a2 · бяла пешка на черно поле f2 · бял цар на бяло поле f1 | черен топ на бяло поле a8 · черен кон на черно поле b8 · бяла дама на черно поле d8 · черна пешка на черно поле a7 · бял топ на бяло поле h7 · черен офицер на бяло поле a6 · черен цар на бяло поле c6 · черна пешка на бяло поле e6 · черна пешка на черно поле c5 · черна дама на черно поле e5 · бяла пешка на бяло поле c4 · бял офицер на бяло поле e4 · бяла пешка на бяло поле b3 · черна пешка на черно поле c3 · бяла пешка на черно поле g3 · бяла пешка на бяло поле a2 · бяла пешка на черно поле f2 · бял цар на бяло поле f1 | черен топ на бяло поле a8 · черен кон на черно поле b8 · бяла дама на черно поле d8 · черна пешка на черно поле a7 · бял топ на бяло поле h7 · черен офицер на бяло поле a6 · черен цар на бяло поле c6 · черна пешка на бяло поле e6 · черна пешка на черно поле c5 · черна дама на черно поле e5 · бяла пешка на бяло поле c4 · бял офицер на бяло поле e4 · бяла пешка на бяло поле b3 · черна пешка на черно поле c3 · бяла пешка на черно поле g3 · бяла пешка на бяло поле a2 · бяла пешка на черно поле f2 · бял цар на бяло поле f1 | черен топ на бяло поле a8 · черен кон на черно поле b8 · бяла дама на черно поле d8 · черна пешка на черно поле a7 · бял топ на бяло поле h7 · черен офицер на бяло поле a6 · черен цар на бяло поле c6 · черна пешка на бяло поле e6 · черна пешка на черно поле c5 · черна дама на черно поле e5 · бяла пешка на бяло поле c4 · бял офицер на бяло поле e4 · бяла пешка на бяло поле b3 · черна пешка на черно поле c3 · бяла пешка на черно поле g3 · бяла пешка на бяло поле a2 · бяла пешка на черно поле f2 · бял цар на бяло поле f1 | 5 |
| 4 | черен топ на бяло поле a8 · черен кон на черно поле b8 · бяла дама на черно поле d8 · черна пешка на черно поле a7 · бял топ на бяло поле h7 · черен офицер на бяло поле a6 · черен цар на бяло поле c6 · черна пешка на бяло поле e6 · черна пешка на черно поле c5 · черна дама на черно поле e5 · бяла пешка на бяло поле c4 · бял офицер на бяло поле e4 · бяла пешка на бяло поле b3 · черна пешка на черно поле c3 · бяла пешка на черно поле g3 · бяла пешка на бяло поле a2 · бяла пешка на черно поле f2 · бял цар на бяло поле f1 | черен топ на бяло поле a8 · черен кон на черно поле b8 · бяла дама на черно поле d8 · черна пешка на черно поле a7 · бял топ на бяло поле h7 · черен офицер на бяло поле a6 · черен цар на бяло поле c6 · черна пешка на бяло поле e6 · черна пешка на черно поле c5 · черна дама на черно поле e5 · бяла пешка на бяло поле c4 · бял офицер на бяло поле e4 · бяла пешка на бяло поле b3 · черна пешка на черно поле c3 · бяла пешка на черно поле g3 · бяла пешка на бяло поле a2 · бяла пешка на черно поле f2 · бял цар на бяло поле f1 | черен топ на бяло поле a8 · черен кон на черно поле b8 · бяла дама на черно поле d8 · черна пешка на черно поле a7 · бял топ на бяло поле h7 · черен офицер на бяло поле a6 · черен цар на бяло поле c6 · черна пешка на бяло поле e6 · черна пешка на черно поле c5 · черна дама на черно поле e5 · бяла пешка на бяло поле c4 · бял офицер на бяло поле e4 · бяла пешка на бяло поле b3 · черна пешка на черно поле c3 · бяла пешка на черно поле g3 · бяла пешка на бяло поле a2 · бяла пешка на черно поле f2 · бял цар на бяло поле f1 | черен топ на бяло поле a8 · черен кон на черно поле b8 · бяла дама на черно поле d8 · черна пешка на черно поле a7 · бял топ на бяло поле h7 · черен офицер на бяло поле a6 · черен цар на бяло поле c6 · черна пешка на бяло поле e6 · черна пешка на черно поле c5 · черна дама на черно поле e5 · бяла пешка на бяло поле c4 · бял офицер на бяло поле e4 · бяла пешка на бяло поле b3 · черна пешка на черно поле c3 · бяла пешка на черно поле g3 · бяла пешка на бяло поле a2 · бяла пешка на черно поле f2 · бял цар на бяло поле f1 | черен топ на бяло поле a8 · черен кон на черно поле b8 · бяла дама на черно поле d8 · черна пешка на черно поле a7 · бял топ на бяло поле h7 · черен офицер на бяло поле a6 · черен цар на бяло поле c6 · черна пешка на бяло поле e6 · черна пешка на черно поле c5 · черна дама на черно поле e5 · бяла пешка на бяло поле c4 · бял офицер на бяло поле e4 · бяла пешка на бяло поле b3 · черна пешка на черно поле c3 · бяла пешка на черно поле g3 · бяла пешка на бяло поле a2 · бяла пешка на черно поле f2 · бял цар на бяло поле f1 | черен топ на бяло поле a8 · черен кон на черно поле b8 · бяла дама на черно поле d8 · черна пешка на черно поле a7 · бял топ на бяло поле h7 · черен офицер на бяло поле a6 · черен цар на бяло поле c6 · черна пешка на бяло поле e6 · черна пешка на черно поле c5 · черна дама на черно поле e5 · бяла пешка на бяло поле c4 · бял офицер на бяло поле e4 · бяла пешка на бяло поле b3 · черна пешка на черно поле c3 · бяла пешка на черно поле g3 · бяла пешка на бяло поле a2 · бяла пешка на черно поле f2 · бял цар на бяло поле f1 | черен топ на бяло поле a8 · черен кон на черно поле b8 · бяла дама на черно поле d8 · черна пешка на черно поле a7 · бял топ на бяло поле h7 · черен офицер на бяло поле a6 · черен цар на бяло поле c6 · черна пешка на бяло поле e6 · черна пешка на черно поле c5 · черна дама на черно поле e5 · бяла пешка на бяло поле c4 · бял офицер на бяло поле e4 · бяла пешка на бяло поле b3 · черна пешка на черно поле c3 · бяла пешка на черно поле g3 · бяла пешка на бяло поле a2 · бяла пешка на черно поле f2 · бял цар на бяло поле f1 | черен топ на бяло поле a8 · черен кон на черно поле b8 · бяла дама на черно поле d8 · черна пешка на черно поле a7 · бял топ на бяло поле h7 · черен офицер на бяло поле a6 · черен цар на бяло поле c6 · черна пешка на бяло поле e6 · черна пешка на черно поле c5 · черна дама на черно поле e5 · бяла пешка на бяло поле c4 · бял офицер на бяло поле e4 · бяла пешка на бяло поле b3 · черна пешка на черно поле c3 · бяла пешка на черно поле g3 · бяла пешка на бяло поле a2 · бяла пешка на черно поле f2 · бял цар на бяло поле f1 | 4 |
| 3 | черен топ на бяло поле a8 · черен кон на черно поле b8 · бяла дама на черно поле d8 · черна пешка на черно поле a7 · бял топ на бяло поле h7 · черен офицер на бяло поле a6 · черен цар на бяло поле c6 · черна пешка на бяло поле e6 · черна пешка на черно поле c5 · черна дама на черно поле e5 · бяла пешка на бяло поле c4 · бял офицер на бяло поле e4 · бяла пешка на бяло поле b3 · черна пешка на черно поле c3 · бяла пешка на черно поле g3 · бяла пешка на бяло поле a2 · бяла пешка на черно поле f2 · бял цар на бяло поле f1 | черен топ на бяло поле a8 · черен кон на черно поле b8 · бяла дама на черно поле d8 · черна пешка на черно поле a7 · бял топ на бяло поле h7 · черен офицер на бяло поле a6 · черен цар на бяло поле c6 · черна пешка на бяло поле e6 · черна пешка на черно поле c5 · черна дама на черно поле e5 · бяла пешка на бяло поле c4 · бял офицер на бяло поле e4 · бяла пешка на бяло поле b3 · черна пешка на черно поле c3 · бяла пешка на черно поле g3 · бяла пешка на бяло поле a2 · бяла пешка на черно поле f2 · бял цар на бяло поле f1 | черен топ на бяло поле a8 · черен кон на черно поле b8 · бяла дама на черно поле d8 · черна пешка на черно поле a7 · бял топ на бяло поле h7 · черен офицер на бяло поле a6 · черен цар на бяло поле c6 · черна пешка на бяло поле e6 · черна пешка на черно поле c5 · черна дама на черно поле e5 · бяла пешка на бяло поле c4 · бял офицер на бяло поле e4 · бяла пешка на бяло поле b3 · черна пешка на черно поле c3 · бяла пешка на черно поле g3 · бяла пешка на бяло поле a2 · бяла пешка на черно поле f2 · бял цар на бяло поле f1 | черен топ на бяло поле a8 · черен кон на черно поле b8 · бяла дама на черно поле d8 · черна пешка на черно поле a7 · бял топ на бяло поле h7 · черен офицер на бяло поле a6 · черен цар на бяло поле c6 · черна пешка на бяло поле e6 · черна пешка на черно поле c5 · черна дама на черно поле e5 · бяла пешка на бяло поле c4 · бял офицер на бяло поле e4 · бяла пешка на бяло поле b3 · черна пешка на черно поле c3 · бяла пешка на черно поле g3 · бяла пешка на бяло поле a2 · бяла пешка на черно поле f2 · бял цар на бяло поле f1 | черен топ на бяло поле a8 · черен кон на черно поле b8 · бяла дама на черно поле d8 · черна пешка на черно поле a7 · бял топ на бяло поле h7 · черен офицер на бяло поле a6 · черен цар на бяло поле c6 · черна пешка на бяло поле e6 · черна пешка на черно поле c5 · черна дама на черно поле e5 · бяла пешка на бяло поле c4 · бял офицер на бяло поле e4 · бяла пешка на бяло поле b3 · черна пешка на черно поле c3 · бяла пешка на черно поле g3 · бяла пешка на бяло поле a2 · бяла пешка на черно поле f2 · бял цар на бяло поле f1 | черен топ на бяло поле a8 · черен кон на черно поле b8 · бяла дама на черно поле d8 · черна пешка на черно поле a7 · бял топ на бяло поле h7 · черен офицер на бяло поле a6 · черен цар на бяло поле c6 · черна пешка на бяло поле e6 · черна пешка на черно поле c5 · черна дама на черно поле e5 · бяла пешка на бяло поле c4 · бял офицер на бяло поле e4 · бяла пешка на бяло поле b3 · черна пешка на черно поле c3 · бяла пешка на черно поле g3 · бяла пешка на бяло поле a2 · бяла пешка на черно поле f2 · бял цар на бяло поле f1 | черен топ на бяло поле a8 · черен кон на черно поле b8 · бяла дама на черно поле d8 · черна пешка на черно поле a7 · бял топ на бяло поле h7 · черен офицер на бяло поле a6 · черен цар на бяло поле c6 · черна пешка на бяло поле e6 · черна пешка на черно поле c5 · черна дама на черно поле e5 · бяла пешка на бяло поле c4 · бял офицер на бяло поле e4 · бяла пешка на бяло поле b3 · черна пешка на черно поле c3 · бяла пешка на черно поле g3 · бяла пешка на бяло поле a2 · бяла пешка на черно поле f2 · бял цар на бяло поле f1 | черен топ на бяло поле a8 · черен кон на черно поле b8 · бяла дама на черно поле d8 · черна пешка на черно поле a7 · бял топ на бяло поле h7 · черен офицер на бяло поле a6 · черен цар на бяло поле c6 · черна пешка на бяло поле e6 · черна пешка на черно поле c5 · черна дама на черно поле e5 · бяла пешка на бяло поле c4 · бял офицер на бяло поле e4 · бяла пешка на бяло поле b3 · черна пешка на черно поле c3 · бяла пешка на черно поле g3 · бяла пешка на бяло поле a2 · бяла пешка на черно поле f2 · бял цар на бяло поле f1 | 3 |
| 2 | черен топ на бяло поле a8 · черен кон на черно поле b8 · бяла дама на черно поле d8 · черна пешка на черно поле a7 · бял топ на бяло поле h7 · черен офицер на бяло поле a6 · черен цар на бяло поле c6 · черна пешка на бяло поле e6 · черна пешка на черно поле c5 · черна дама на черно поле e5 · бяла пешка на бяло поле c4 · бял офицер на бяло поле e4 · бяла пешка на бяло поле b3 · черна пешка на черно поле c3 · бяла пешка на черно поле g3 · бяла пешка на бяло поле a2 · бяла пешка на черно поле f2 · бял цар на бяло поле f1 | черен топ на бяло поле a8 · черен кон на черно поле b8 · бяла дама на черно поле d8 · черна пешка на черно поле a7 · бял топ на бяло поле h7 · черен офицер на бяло поле a6 · черен цар на бяло поле c6 · черна пешка на бяло поле e6 · черна пешка на черно поле c5 · черна дама на черно поле e5 · бяла пешка на бяло поле c4 · бял офицер на бяло поле e4 · бяла пешка на бяло поле b3 · черна пешка на черно поле c3 · бяла пешка на черно поле g3 · бяла пешка на бяло поле a2 · бяла пешка на черно поле f2 · бял цар на бяло поле f1 | черен топ на бяло поле a8 · черен кон на черно поле b8 · бяла дама на черно поле d8 · черна пешка на черно поле a7 · бял топ на бяло поле h7 · черен офицер на бяло поле a6 · черен цар на бяло поле c6 · черна пешка на бяло поле e6 · черна пешка на черно поле c5 · черна дама на черно поле e5 · бяла пешка на бяло поле c4 · бял офицер на бяло поле e4 · бяла пешка на бяло поле b3 · черна пешка на черно поле c3 · бяла пешка на черно поле g3 · бяла пешка на бяло поле a2 · бяла пешка на черно поле f2 · бял цар на бяло поле f1 | черен топ на бяло поле a8 · черен кон на черно поле b8 · бяла дама на черно поле d8 · черна пешка на черно поле a7 · бял топ на бяло поле h7 · черен офицер на бяло поле a6 · черен цар на бяло поле c6 · черна пешка на бяло поле e6 · черна пешка на черно поле c5 · черна дама на черно поле e5 · бяла пешка на бяло поле c4 · бял офицер на бяло поле e4 · бяла пешка на бяло поле b3 · черна пешка на черно поле c3 · бяла пешка на черно поле g3 · бяла пешка на бяло поле a2 · бяла пешка на черно поле f2 · бял цар на бяло поле f1 | черен топ на бяло поле a8 · черен кон на черно поле b8 · бяла дама на черно поле d8 · черна пешка на черно поле a7 · бял топ на бяло поле h7 · черен офицер на бяло поле a6 · черен цар на бяло поле c6 · черна пешка на бяло поле e6 · черна пешка на черно поле c5 · черна дама на черно поле e5 · бяла пешка на бяло поле c4 · бял офицер на бяло поле e4 · бяла пешка на бяло поле b3 · черна пешка на черно поле c3 · бяла пешка на черно поле g3 · бяла пешка на бяло поле a2 · бяла пешка на черно поле f2 · бял цар на бяло поле f1 | черен топ на бяло поле a8 · черен кон на черно поле b8 · бяла дама на черно поле d8 · черна пешка на черно поле a7 · бял топ на бяло поле h7 · черен офицер на бяло поле a6 · черен цар на бяло поле c6 · черна пешка на бяло поле e6 · черна пешка на черно поле c5 · черна дама на черно поле e5 · бяла пешка на бяло поле c4 · бял офицер на бяло поле e4 · бяла пешка на бяло поле b3 · черна пешка на черно поле c3 · бяла пешка на черно поле g3 · бяла пешка на бяло поле a2 · бяла пешка на черно поле f2 · бял цар на бяло поле f1 | черен топ на бяло поле a8 · черен кон на черно поле b8 · бяла дама на черно поле d8 · черна пешка на черно поле a7 · бял топ на бяло поле h7 · черен офицер на бяло поле a6 · черен цар на бяло поле c6 · черна пешка на бяло поле e6 · черна пешка на черно поле c5 · черна дама на черно поле e5 · бяла пешка на бяло поле c4 · бял офицер на бяло поле e4 · бяла пешка на бяло поле b3 · черна пешка на черно поле c3 · бяла пешка на черно поле g3 · бяла пешка на бяло поле a2 · бяла пешка на черно поле f2 · бял цар на бяло поле f1 | черен топ на бяло поле a8 · черен кон на черно поле b8 · бяла дама на черно поле d8 · черна пешка на черно поле a7 · бял топ на бяло поле h7 · черен офицер на бяло поле a6 · черен цар на бяло поле c6 · черна пешка на бяло поле e6 · черна пешка на черно поле c5 · черна дама на черно поле e5 · бяла пешка на бяло поле c4 · бял офицер на бяло поле e4 · бяла пешка на бяло поле b3 · черна пешка на черно поле c3 · бяла пешка на черно поле g3 · бяла пешка на бяло поле a2 · бяла пешка на черно поле f2 · бял цар на бяло поле f1 | 2 |
| 1 | черен топ на бяло поле a8 · черен кон на черно поле b8 · бяла дама на черно поле d8 · черна пешка на черно поле a7 · бял топ на бяло поле h7 · черен офицер на бяло поле a6 · черен цар на бяло поле c6 · черна пешка на бяло поле e6 · черна пешка на черно поле c5 · черна дама на черно поле e5 · бяла пешка на бяло поле c4 · бял офицер на бяло поле e4 · бяла пешка на бяло поле b3 · черна пешка на черно поле c3 · бяла пешка на черно поле g3 · бяла пешка на бяло поле a2 · бяла пешка на черно поле f2 · бял цар на бяло поле f1 | черен топ на бяло поле a8 · черен кон на черно поле b8 · бяла дама на черно поле d8 · черна пешка на черно поле a7 · бял топ на бяло поле h7 · черен офицер на бяло поле a6 · черен цар на бяло поле c6 · черна пешка на бяло поле e6 · черна пешка на черно поле c5 · черна дама на черно поле e5 · бяла пешка на бяло поле c4 · бял офицер на бяло поле e4 · бяла пешка на бяло поле b3 · черна пешка на черно поле c3 · бяла пешка на черно поле g3 · бяла пешка на бяло поле a2 · бяла пешка на черно поле f2 · бял цар на бяло поле f1 | черен топ на бяло поле a8 · черен кон на черно поле b8 · бяла дама на черно поле d8 · черна пешка на черно поле a7 · бял топ на бяло поле h7 · черен офицер на бяло поле a6 · черен цар на бяло поле c6 · черна пешка на бяло поле e6 · черна пешка на черно поле c5 · черна дама на черно поле e5 · бяла пешка на бяло поле c4 · бял офицер на бяло поле e4 · бяла пешка на бяло поле b3 · черна пешка на черно поле c3 · бяла пешка на черно поле g3 · бяла пешка на бяло поле a2 · бяла пешка на черно поле f2 · бял цар на бяло поле f1 | черен топ на бяло поле a8 · черен кон на черно поле b8 · бяла дама на черно поле d8 · черна пешка на черно поле a7 · бял топ на бяло поле h7 · черен офицер на бяло поле a6 · черен цар на бяло поле c6 · черна пешка на бяло поле e6 · черна пешка на черно поле c5 · черна дама на черно поле e5 · бяла пешка на бяло поле c4 · бял офицер на бяло поле e4 · бяла пешка на бяло поле b3 · черна пешка на черно поле c3 · бяла пешка на черно поле g3 · бяла пешка на бяло поле a2 · бяла пешка на черно поле f2 · бял цар на бяло поле f1 | черен топ на бяло поле a8 · черен кон на черно поле b8 · бяла дама на черно поле d8 · черна пешка на черно поле a7 · бял топ на бяло поле h7 · черен офицер на бяло поле a6 · черен цар на бяло поле c6 · черна пешка на бяло поле e6 · черна пешка на черно поле c5 · черна дама на черно поле e5 · бяла пешка на бяло поле c4 · бял офицер на бяло поле e4 · бяла пешка на бяло поле b3 · черна пешка на черно поле c3 · бяла пешка на черно поле g3 · бяла пешка на бяло поле a2 · бяла пешка на черно поле f2 · бял цар на бяло поле f1 | черен топ на бяло поле a8 · черен кон на черно поле b8 · бяла дама на черно поле d8 · черна пешка на черно поле a7 · бял топ на бяло поле h7 · черен офицер на бяло поле a6 · черен цар на бяло поле c6 · черна пешка на бяло поле e6 · черна пешка на черно поле c5 · черна дама на черно поле e5 · бяла пешка на бяло поле c4 · бял офицер на бяло поле e4 · бяла пешка на бяло поле b3 · черна пешка на черно поле c3 · бяла пешка на черно поле g3 · бяла пешка на бяло поле a2 · бяла пешка на черно поле f2 · бял цар на бяло поле f1 | черен топ на бяло поле a8 · черен кон на черно поле b8 · бяла дама на черно поле d8 · черна пешка на черно поле a7 · бял топ на бяло поле h7 · черен офицер на бяло поле a6 · черен цар на бяло поле c6 · черна пешка на бяло поле e6 · черна пешка на черно поле c5 · черна дама на черно поле e5 · бяла пешка на бяло поле c4 · бял офицер на бяло поле e4 · бяла пешка на бяло поле b3 · черна пешка на черно поле c3 · бяла пешка на черно поле g3 · бяла пешка на бяло поле a2 · бяла пешка на черно поле f2 · бял цар на бяло поле f1 | черен топ на бяло поле a8 · черен кон на черно поле b8 · бяла дама на черно поле d8 · черна пешка на черно поле a7 · бял топ на бяло поле h7 · черен офицер на бяло поле a6 · черен цар на бяло поле c6 · черна пешка на бяло поле e6 · черна пешка на черно поле c5 · черна дама на черно поле e5 · бяла пешка на бяло поле c4 · бял офицер на бяло поле e4 · бяла пешка на бяло поле b3 · черна пешка на черно поле c3 · бяла пешка на черно поле g3 · бяла пешка на бяло поле a2 · бяла пешка на черно поле f2 · бял цар на бяло поле f1 | 1 |
|   | a | b | c | d | e | f | g | h |   |

В повечето мачове на ниво „майстор“ и други подобни, играчът се предава автоматично, след като осъзнае, че ще получи мат след 2 – 3 хода, докато на високо ниво (гросмайстор) се предава, след като осъзнае, че губи позиция и матът може да е на 10 или 20 хода. В партията на такова ниво на диаграмата вдясно световният шампион Веселин Топалов неочаквано завлича черната дама и  гросмайстор Руслан Пономарьов се предава един ход преди мата. Примерът е за икономичен мат: участват всички бели фигури без царя и пешки.
Матът се символизира в алгебрична нотация със символа Х или #. Примери: 31. Дс7Х (т.е. на 31-ия ход на белите дамата към колона с, седми ред, мат) или 26...Tа1# (топът към колона а, първи ред, мат).
Ако играчът не е изложен на шах и няма законен ход, това се счита за „пат“ и играта приключва незабавно с равенство.
На долните три диаграми са показани типови матови позиции в ендшпила, когато фигурите на дъската са крайно ограничени. Полетата на отделните варианти от всеки тип са разделени с кръстчета.
|   | a | b | c | d | e | f | g | h |   |
| 8 | черен цар на бяло поле c8 · черен кръст на бяло поле e8 · черен цар на черно поле h8 · бяла дама на черно поле c7 · черен кръст на черно поле e7 · бяла дама на черно поле g7 · бял цар на черно поле d6 · черен кръст на бяло поле e6 · бял цар на черно поле f6 · черен кръст на черно поле e5 · черен кръст на бяло поле a4 · черен кръст на черно поле b4 · черен кръст на бяло поле c4 · черен кръст на черно поле d4 · черен кръст на бяло поле e4 · черен кръст на черно поле f4 · черен кръст на бяло поле g4 · черен кръст на черно поле h4 · черен цар на черно поле a3 · черен кръст на черно поле e3 · черен цар на черно поле g3 · черен кръст на бяло поле e2 · черна дама на бяло поле g2 · бял цар на бяло поле b1 · черна дама на бяло поле d1 · черен кръст на черно поле e1 · бял цар на черно поле g1 | черен цар на бяло поле c8 · черен кръст на бяло поле e8 · черен цар на черно поле h8 · бяла дама на черно поле c7 · черен кръст на черно поле e7 · бяла дама на черно поле g7 · бял цар на черно поле d6 · черен кръст на бяло поле e6 · бял цар на черно поле f6 · черен кръст на черно поле e5 · черен кръст на бяло поле a4 · черен кръст на черно поле b4 · черен кръст на бяло поле c4 · черен кръст на черно поле d4 · черен кръст на бяло поле e4 · черен кръст на черно поле f4 · черен кръст на бяло поле g4 · черен кръст на черно поле h4 · черен цар на черно поле a3 · черен кръст на черно поле e3 · черен цар на черно поле g3 · черен кръст на бяло поле e2 · черна дама на бяло поле g2 · бял цар на бяло поле b1 · черна дама на бяло поле d1 · черен кръст на черно поле e1 · бял цар на черно поле g1 | черен цар на бяло поле c8 · черен кръст на бяло поле e8 · черен цар на черно поле h8 · бяла дама на черно поле c7 · черен кръст на черно поле e7 · бяла дама на черно поле g7 · бял цар на черно поле d6 · черен кръст на бяло поле e6 · бял цар на черно поле f6 · черен кръст на черно поле e5 · черен кръст на бяло поле a4 · черен кръст на черно поле b4 · черен кръст на бяло поле c4 · черен кръст на черно поле d4 · черен кръст на бяло поле e4 · черен кръст на черно поле f4 · черен кръст на бяло поле g4 · черен кръст на черно поле h4 · черен цар на черно поле a3 · черен кръст на черно поле e3 · черен цар на черно поле g3 · черен кръст на бяло поле e2 · черна дама на бяло поле g2 · бял цар на бяло поле b1 · черна дама на бяло поле d1 · черен кръст на черно поле e1 · бял цар на черно поле g1 | черен цар на бяло поле c8 · черен кръст на бяло поле e8 · черен цар на черно поле h8 · бяла дама на черно поле c7 · черен кръст на черно поле e7 · бяла дама на черно поле g7 · бял цар на черно поле d6 · черен кръст на бяло поле e6 · бял цар на черно поле f6 · черен кръст на черно поле e5 · черен кръст на бяло поле a4 · черен кръст на черно поле b4 · черен кръст на бяло поле c4 · черен кръст на черно поле d4 · черен кръст на бяло поле e4 · черен кръст на черно поле f4 · черен кръст на бяло поле g4 · черен кръст на черно поле h4 · черен цар на черно поле a3 · черен кръст на черно поле e3 · черен цар на черно поле g3 · черен кръст на бяло поле e2 · черна дама на бяло поле g2 · бял цар на бяло поле b1 · черна дама на бяло поле d1 · черен кръст на черно поле e1 · бял цар на черно поле g1 | черен цар на бяло поле c8 · черен кръст на бяло поле e8 · черен цар на черно поле h8 · бяла дама на черно поле c7 · черен кръст на черно поле e7 · бяла дама на черно поле g7 · бял цар на черно поле d6 · черен кръст на бяло поле e6 · бял цар на черно поле f6 · черен кръст на черно поле e5 · черен кръст на бяло поле a4 · черен кръст на черно поле b4 · черен кръст на бяло поле c4 · черен кръст на черно поле d4 · черен кръст на бяло поле e4 · черен кръст на черно поле f4 · черен кръст на бяло поле g4 · черен кръст на черно поле h4 · черен цар на черно поле a3 · черен кръст на черно поле e3 · черен цар на черно поле g3 · черен кръст на бяло поле e2 · черна дама на бяло поле g2 · бял цар на бяло поле b1 · черна дама на бяло поле d1 · черен кръст на черно поле e1 · бял цар на черно поле g1 | черен цар на бяло поле c8 · черен кръст на бяло поле e8 · черен цар на черно поле h8 · бяла дама на черно поле c7 · черен кръст на черно поле e7 · бяла дама на черно поле g7 · бял цар на черно поле d6 · черен кръст на бяло поле e6 · бял цар на черно поле f6 · черен кръст на черно поле e5 · черен кръст на бяло поле a4 · черен кръст на черно поле b4 · черен кръст на бяло поле c4 · черен кръст на черно поле d4 · черен кръст на бяло поле e4 · черен кръст на черно поле f4 · черен кръст на бяло поле g4 · черен кръст на черно поле h4 · черен цар на черно поле a3 · черен кръст на черно поле e3 · черен цар на черно поле g3 · черен кръст на бяло поле e2 · черна дама на бяло поле g2 · бял цар на бяло поле b1 · черна дама на бяло поле d1 · черен кръст на черно поле e1 · бял цар на черно поле g1 | черен цар на бяло поле c8 · черен кръст на бяло поле e8 · черен цар на черно поле h8 · бяла дама на черно поле c7 · черен кръст на черно поле e7 · бяла дама на черно поле g7 · бял цар на черно поле d6 · черен кръст на бяло поле e6 · бял цар на черно поле f6 · черен кръст на черно поле e5 · черен кръст на бяло поле a4 · черен кръст на черно поле b4 · черен кръст на бяло поле c4 · черен кръст на черно поле d4 · черен кръст на бяло поле e4 · черен кръст на черно поле f4 · черен кръст на бяло поле g4 · черен кръст на черно поле h4 · черен цар на черно поле a3 · черен кръст на черно поле e3 · черен цар на черно поле g3 · черен кръст на бяло поле e2 · черна дама на бяло поле g2 · бял цар на бяло поле b1 · черна дама на бяло поле d1 · черен кръст на черно поле e1 · бял цар на черно поле g1 | черен цар на бяло поле c8 · черен кръст на бяло поле e8 · черен цар на черно поле h8 · бяла дама на черно поле c7 · черен кръст на черно поле e7 · бяла дама на черно поле g7 · бял цар на черно поле d6 · черен кръст на бяло поле e6 · бял цар на черно поле f6 · черен кръст на черно поле e5 · черен кръст на бяло поле a4 · черен кръст на черно поле b4 · черен кръст на бяло поле c4 · черен кръст на черно поле d4 · черен кръст на бяло поле e4 · черен кръст на черно поле f4 · черен кръст на бяло поле g4 · черен кръст на черно поле h4 · черен цар на черно поле a3 · черен кръст на черно поле e3 · черен цар на черно поле g3 · черен кръст на бяло поле e2 · черна дама на бяло поле g2 · бял цар на бяло поле b1 · черна дама на бяло поле d1 · черен кръст на черно поле e1 · бял цар на черно поле g1 | 8 |
| 7 | черен цар на бяло поле c8 · черен кръст на бяло поле e8 · черен цар на черно поле h8 · бяла дама на черно поле c7 · черен кръст на черно поле e7 · бяла дама на черно поле g7 · бял цар на черно поле d6 · черен кръст на бяло поле e6 · бял цар на черно поле f6 · черен кръст на черно поле e5 · черен кръст на бяло поле a4 · черен кръст на черно поле b4 · черен кръст на бяло поле c4 · черен кръст на черно поле d4 · черен кръст на бяло поле e4 · черен кръст на черно поле f4 · черен кръст на бяло поле g4 · черен кръст на черно поле h4 · черен цар на черно поле a3 · черен кръст на черно поле e3 · черен цар на черно поле g3 · черен кръст на бяло поле e2 · черна дама на бяло поле g2 · бял цар на бяло поле b1 · черна дама на бяло поле d1 · черен кръст на черно поле e1 · бял цар на черно поле g1 | черен цар на бяло поле c8 · черен кръст на бяло поле e8 · черен цар на черно поле h8 · бяла дама на черно поле c7 · черен кръст на черно поле e7 · бяла дама на черно поле g7 · бял цар на черно поле d6 · черен кръст на бяло поле e6 · бял цар на черно поле f6 · черен кръст на черно поле e5 · черен кръст на бяло поле a4 · черен кръст на черно поле b4 · черен кръст на бяло поле c4 · черен кръст на черно поле d4 · черен кръст на бяло поле e4 · черен кръст на черно поле f4 · черен кръст на бяло поле g4 · черен кръст на черно поле h4 · черен цар на черно поле a3 · черен кръст на черно поле e3 · черен цар на черно поле g3 · черен кръст на бяло поле e2 · черна дама на бяло поле g2 · бял цар на бяло поле b1 · черна дама на бяло поле d1 · черен кръст на черно поле e1 · бял цар на черно поле g1 | черен цар на бяло поле c8 · черен кръст на бяло поле e8 · черен цар на черно поле h8 · бяла дама на черно поле c7 · черен кръст на черно поле e7 · бяла дама на черно поле g7 · бял цар на черно поле d6 · черен кръст на бяло поле e6 · бял цар на черно поле f6 · черен кръст на черно поле e5 · черен кръст на бяло поле a4 · черен кръст на черно поле b4 · черен кръст на бяло поле c4 · черен кръст на черно поле d4 · черен кръст на бяло поле e4 · черен кръст на черно поле f4 · черен кръст на бяло поле g4 · черен кръст на черно поле h4 · черен цар на черно поле a3 · черен кръст на черно поле e3 · черен цар на черно поле g3 · черен кръст на бяло поле e2 · черна дама на бяло поле g2 · бял цар на бяло поле b1 · черна дама на бяло поле d1 · черен кръст на черно поле e1 · бял цар на черно поле g1 | черен цар на бяло поле c8 · черен кръст на бяло поле e8 · черен цар на черно поле h8 · бяла дама на черно поле c7 · черен кръст на черно поле e7 · бяла дама на черно поле g7 · бял цар на черно поле d6 · черен кръст на бяло поле e6 · бял цар на черно поле f6 · черен кръст на черно поле e5 · черен кръст на бяло поле a4 · черен кръст на черно поле b4 · черен кръст на бяло поле c4 · черен кръст на черно поле d4 · черен кръст на бяло поле e4 · черен кръст на черно поле f4 · черен кръст на бяло поле g4 · черен кръст на черно поле h4 · черен цар на черно поле a3 · черен кръст на черно поле e3 · черен цар на черно поле g3 · черен кръст на бяло поле e2 · черна дама на бяло поле g2 · бял цар на бяло поле b1 · черна дама на бяло поле d1 · черен кръст на черно поле e1 · бял цар на черно поле g1 | черен цар на бяло поле c8 · черен кръст на бяло поле e8 · черен цар на черно поле h8 · бяла дама на черно поле c7 · черен кръст на черно поле e7 · бяла дама на черно поле g7 · бял цар на черно поле d6 · черен кръст на бяло поле e6 · бял цар на черно поле f6 · черен кръст на черно поле e5 · черен кръст на бяло поле a4 · черен кръст на черно поле b4 · черен кръст на бяло поле c4 · черен кръст на черно поле d4 · черен кръст на бяло поле e4 · черен кръст на черно поле f4 · черен кръст на бяло поле g4 · черен кръст на черно поле h4 · черен цар на черно поле a3 · черен кръст на черно поле e3 · черен цар на черно поле g3 · черен кръст на бяло поле e2 · черна дама на бяло поле g2 · бял цар на бяло поле b1 · черна дама на бяло поле d1 · черен кръст на черно поле e1 · бял цар на черно поле g1 | черен цар на бяло поле c8 · черен кръст на бяло поле e8 · черен цар на черно поле h8 · бяла дама на черно поле c7 · черен кръст на черно поле e7 · бяла дама на черно поле g7 · бял цар на черно поле d6 · черен кръст на бяло поле e6 · бял цар на черно поле f6 · черен кръст на черно поле e5 · черен кръст на бяло поле a4 · черен кръст на черно поле b4 · черен кръст на бяло поле c4 · черен кръст на черно поле d4 · черен кръст на бяло поле e4 · черен кръст на черно поле f4 · черен кръст на бяло поле g4 · черен кръст на черно поле h4 · черен цар на черно поле a3 · черен кръст на черно поле e3 · черен цар на черно поле g3 · черен кръст на бяло поле e2 · черна дама на бяло поле g2 · бял цар на бяло поле b1 · черна дама на бяло поле d1 · черен кръст на черно поле e1 · бял цар на черно поле g1 | черен цар на бяло поле c8 · черен кръст на бяло поле e8 · черен цар на черно поле h8 · бяла дама на черно поле c7 · черен кръст на черно поле e7 · бяла дама на черно поле g7 · бял цар на черно поле d6 · черен кръст на бяло поле e6 · бял цар на черно поле f6 · черен кръст на черно поле e5 · черен кръст на бяло поле a4 · черен кръст на черно поле b4 · черен кръст на бяло поле c4 · черен кръст на черно поле d4 · черен кръст на бяло поле e4 · черен кръст на черно поле f4 · черен кръст на бяло поле g4 · черен кръст на черно поле h4 · черен цар на черно поле a3 · черен кръст на черно поле e3 · черен цар на черно поле g3 · черен кръст на бяло поле e2 · черна дама на бяло поле g2 · бял цар на бяло поле b1 · черна дама на бяло поле d1 · черен кръст на черно поле e1 · бял цар на черно поле g1 | черен цар на бяло поле c8 · черен кръст на бяло поле e8 · черен цар на черно поле h8 · бяла дама на черно поле c7 · черен кръст на черно поле e7 · бяла дама на черно поле g7 · бял цар на черно поле d6 · черен кръст на бяло поле e6 · бял цар на черно поле f6 · черен кръст на черно поле e5 · черен кръст на бяло поле a4 · черен кръст на черно поле b4 · черен кръст на бяло поле c4 · черен кръст на черно поле d4 · черен кръст на бяло поле e4 · черен кръст на черно поле f4 · черен кръст на бяло поле g4 · черен кръст на черно поле h4 · черен цар на черно поле a3 · черен кръст на черно поле e3 · черен цар на черно поле g3 · черен кръст на бяло поле e2 · черна дама на бяло поле g2 · бял цар на бяло поле b1 · черна дама на бяло поле d1 · черен кръст на черно поле e1 · бял цар на черно поле g1 | 7 |
| 6 | черен цар на бяло поле c8 · черен кръст на бяло поле e8 · черен цар на черно поле h8 · бяла дама на черно поле c7 · черен кръст на черно поле e7 · бяла дама на черно поле g7 · бял цар на черно поле d6 · черен кръст на бяло поле e6 · бял цар на черно поле f6 · черен кръст на черно поле e5 · черен кръст на бяло поле a4 · черен кръст на черно поле b4 · черен кръст на бяло поле c4 · черен кръст на черно поле d4 · черен кръст на бяло поле e4 · черен кръст на черно поле f4 · черен кръст на бяло поле g4 · черен кръст на черно поле h4 · черен цар на черно поле a3 · черен кръст на черно поле e3 · черен цар на черно поле g3 · черен кръст на бяло поле e2 · черна дама на бяло поле g2 · бял цар на бяло поле b1 · черна дама на бяло поле d1 · черен кръст на черно поле e1 · бял цар на черно поле g1 | черен цар на бяло поле c8 · черен кръст на бяло поле e8 · черен цар на черно поле h8 · бяла дама на черно поле c7 · черен кръст на черно поле e7 · бяла дама на черно поле g7 · бял цар на черно поле d6 · черен кръст на бяло поле e6 · бял цар на черно поле f6 · черен кръст на черно поле e5 · черен кръст на бяло поле a4 · черен кръст на черно поле b4 · черен кръст на бяло поле c4 · черен кръст на черно поле d4 · черен кръст на бяло поле e4 · черен кръст на черно поле f4 · черен кръст на бяло поле g4 · черен кръст на черно поле h4 · черен цар на черно поле a3 · черен кръст на черно поле e3 · черен цар на черно поле g3 · черен кръст на бяло поле e2 · черна дама на бяло поле g2 · бял цар на бяло поле b1 · черна дама на бяло поле d1 · черен кръст на черно поле e1 · бял цар на черно поле g1 | черен цар на бяло поле c8 · черен кръст на бяло поле e8 · черен цар на черно поле h8 · бяла дама на черно поле c7 · черен кръст на черно поле e7 · бяла дама на черно поле g7 · бял цар на черно поле d6 · черен кръст на бяло поле e6 · бял цар на черно поле f6 · черен кръст на черно поле e5 · черен кръст на бяло поле a4 · черен кръст на черно поле b4 · черен кръст на бяло поле c4 · черен кръст на черно поле d4 · черен кръст на бяло поле e4 · черен кръст на черно поле f4 · черен кръст на бяло поле g4 · черен кръст на черно поле h4 · черен цар на черно поле a3 · черен кръст на черно поле e3 · черен цар на черно поле g3 · черен кръст на бяло поле e2 · черна дама на бяло поле g2 · бял цар на бяло поле b1 · черна дама на бяло поле d1 · черен кръст на черно поле e1 · бял цар на черно поле g1 | черен цар на бяло поле c8 · черен кръст на бяло поле e8 · черен цар на черно поле h8 · бяла дама на черно поле c7 · черен кръст на черно поле e7 · бяла дама на черно поле g7 · бял цар на черно поле d6 · черен кръст на бяло поле e6 · бял цар на черно поле f6 · черен кръст на черно поле e5 · черен кръст на бяло поле a4 · черен кръст на черно поле b4 · черен кръст на бяло поле c4 · черен кръст на черно поле d4 · черен кръст на бяло поле e4 · черен кръст на черно поле f4 · черен кръст на бяло поле g4 · черен кръст на черно поле h4 · черен цар на черно поле a3 · черен кръст на черно поле e3 · черен цар на черно поле g3 · черен кръст на бяло поле e2 · черна дама на бяло поле g2 · бял цар на бяло поле b1 · черна дама на бяло поле d1 · черен кръст на черно поле e1 · бял цар на черно поле g1 | черен цар на бяло поле c8 · черен кръст на бяло поле e8 · черен цар на черно поле h8 · бяла дама на черно поле c7 · черен кръст на черно поле e7 · бяла дама на черно поле g7 · бял цар на черно поле d6 · черен кръст на бяло поле e6 · бял цар на черно поле f6 · черен кръст на черно поле e5 · черен кръст на бяло поле a4 · черен кръст на черно поле b4 · черен кръст на бяло поле c4 · черен кръст на черно поле d4 · черен кръст на бяло поле e4 · черен кръст на черно поле f4 · черен кръст на бяло поле g4 · черен кръст на черно поле h4 · черен цар на черно поле a3 · черен кръст на черно поле e3 · черен цар на черно поле g3 · черен кръст на бяло поле e2 · черна дама на бяло поле g2 · бял цар на бяло поле b1 · черна дама на бяло поле d1 · черен кръст на черно поле e1 · бял цар на черно поле g1 | черен цар на бяло поле c8 · черен кръст на бяло поле e8 · черен цар на черно поле h8 · бяла дама на черно поле c7 · черен кръст на черно поле e7 · бяла дама на черно поле g7 · бял цар на черно поле d6 · черен кръст на бяло поле e6 · бял цар на черно поле f6 · черен кръст на черно поле e5 · черен кръст на бяло поле a4 · черен кръст на черно поле b4 · черен кръст на бяло поле c4 · черен кръст на черно поле d4 · черен кръст на бяло поле e4 · черен кръст на черно поле f4 · черен кръст на бяло поле g4 · черен кръст на черно поле h4 · черен цар на черно поле a3 · черен кръст на черно поле e3 · черен цар на черно поле g3 · черен кръст на бяло поле e2 · черна дама на бяло поле g2 · бял цар на бяло поле b1 · черна дама на бяло поле d1 · черен кръст на черно поле e1 · бял цар на черно поле g1 | черен цар на бяло поле c8 · черен кръст на бяло поле e8 · черен цар на черно поле h8 · бяла дама на черно поле c7 · черен кръст на черно поле e7 · бяла дама на черно поле g7 · бял цар на черно поле d6 · черен кръст на бяло поле e6 · бял цар на черно поле f6 · черен кръст на черно поле e5 · черен кръст на бяло поле a4 · черен кръст на черно поле b4 · черен кръст на бяло поле c4 · черен кръст на черно поле d4 · черен кръст на бяло поле e4 · черен кръст на черно поле f4 · черен кръст на бяло поле g4 · черен кръст на черно поле h4 · черен цар на черно поле a3 · черен кръст на черно поле e3 · черен цар на черно поле g3 · черен кръст на бяло поле e2 · черна дама на бяло поле g2 · бял цар на бяло поле b1 · черна дама на бяло поле d1 · черен кръст на черно поле e1 · бял цар на черно поле g1 | черен цар на бяло поле c8 · черен кръст на бяло поле e8 · черен цар на черно поле h8 · бяла дама на черно поле c7 · черен кръст на черно поле e7 · бяла дама на черно поле g7 · бял цар на черно поле d6 · черен кръст на бяло поле e6 · бял цар на черно поле f6 · черен кръст на черно поле e5 · черен кръст на бяло поле a4 · черен кръст на черно поле b4 · черен кръст на бяло поле c4 · черен кръст на черно поле d4 · черен кръст на бяло поле e4 · черен кръст на черно поле f4 · черен кръст на бяло поле g4 · черен кръст на черно поле h4 · черен цар на черно поле a3 · черен кръст на черно поле e3 · черен цар на черно поле g3 · черен кръст на бяло поле e2 · черна дама на бяло поле g2 · бял цар на бяло поле b1 · черна дама на бяло поле d1 · черен кръст на черно поле e1 · бял цар на черно поле g1 | 6 |
| 5 | черен цар на бяло поле c8 · черен кръст на бяло поле e8 · черен цар на черно поле h8 · бяла дама на черно поле c7 · черен кръст на черно поле e7 · бяла дама на черно поле g7 · бял цар на черно поле d6 · черен кръст на бяло поле e6 · бял цар на черно поле f6 · черен кръст на черно поле e5 · черен кръст на бяло поле a4 · черен кръст на черно поле b4 · черен кръст на бяло поле c4 · черен кръст на черно поле d4 · черен кръст на бяло поле e4 · черен кръст на черно поле f4 · черен кръст на бяло поле g4 · черен кръст на черно поле h4 · черен цар на черно поле a3 · черен кръст на черно поле e3 · черен цар на черно поле g3 · черен кръст на бяло поле e2 · черна дама на бяло поле g2 · бял цар на бяло поле b1 · черна дама на бяло поле d1 · черен кръст на черно поле e1 · бял цар на черно поле g1 | черен цар на бяло поле c8 · черен кръст на бяло поле e8 · черен цар на черно поле h8 · бяла дама на черно поле c7 · черен кръст на черно поле e7 · бяла дама на черно поле g7 · бял цар на черно поле d6 · черен кръст на бяло поле e6 · бял цар на черно поле f6 · черен кръст на черно поле e5 · черен кръст на бяло поле a4 · черен кръст на черно поле b4 · черен кръст на бяло поле c4 · черен кръст на черно поле d4 · черен кръст на бяло поле e4 · черен кръст на черно поле f4 · черен кръст на бяло поле g4 · черен кръст на черно поле h4 · черен цар на черно поле a3 · черен кръст на черно поле e3 · черен цар на черно поле g3 · черен кръст на бяло поле e2 · черна дама на бяло поле g2 · бял цар на бяло поле b1 · черна дама на бяло поле d1 · черен кръст на черно поле e1 · бял цар на черно поле g1 | черен цар на бяло поле c8 · черен кръст на бяло поле e8 · черен цар на черно поле h8 · бяла дама на черно поле c7 · черен кръст на черно поле e7 · бяла дама на черно поле g7 · бял цар на черно поле d6 · черен кръст на бяло поле e6 · бял цар на черно поле f6 · черен кръст на черно поле e5 · черен кръст на бяло поле a4 · черен кръст на черно поле b4 · черен кръст на бяло поле c4 · черен кръст на черно поле d4 · черен кръст на бяло поле e4 · черен кръст на черно поле f4 · черен кръст на бяло поле g4 · черен кръст на черно поле h4 · черен цар на черно поле a3 · черен кръст на черно поле e3 · черен цар на черно поле g3 · черен кръст на бяло поле e2 · черна дама на бяло поле g2 · бял цар на бяло поле b1 · черна дама на бяло поле d1 · черен кръст на черно поле e1 · бял цар на черно поле g1 | черен цар на бяло поле c8 · черен кръст на бяло поле e8 · черен цар на черно поле h8 · бяла дама на черно поле c7 · черен кръст на черно поле e7 · бяла дама на черно поле g7 · бял цар на черно поле d6 · черен кръст на бяло поле e6 · бял цар на черно поле f6 · черен кръст на черно поле e5 · черен кръст на бяло поле a4 · черен кръст на черно поле b4 · черен кръст на бяло поле c4 · черен кръст на черно поле d4 · черен кръст на бяло поле e4 · черен кръст на черно поле f4 · черен кръст на бяло поле g4 · черен кръст на черно поле h4 · черен цар на черно поле a3 · черен кръст на черно поле e3 · черен цар на черно поле g3 · черен кръст на бяло поле e2 · черна дама на бяло поле g2 · бял цар на бяло поле b1 · черна дама на бяло поле d1 · черен кръст на черно поле e1 · бял цар на черно поле g1 | черен цар на бяло поле c8 · черен кръст на бяло поле e8 · черен цар на черно поле h8 · бяла дама на черно поле c7 · черен кръст на черно поле e7 · бяла дама на черно поле g7 · бял цар на черно поле d6 · черен кръст на бяло поле e6 · бял цар на черно поле f6 · черен кръст на черно поле e5 · черен кръст на бяло поле a4 · черен кръст на черно поле b4 · черен кръст на бяло поле c4 · черен кръст на черно поле d4 · черен кръст на бяло поле e4 · черен кръст на черно поле f4 · черен кръст на бяло поле g4 · черен кръст на черно поле h4 · черен цар на черно поле a3 · черен кръст на черно поле e3 · черен цар на черно поле g3 · черен кръст на бяло поле e2 · черна дама на бяло поле g2 · бял цар на бяло поле b1 · черна дама на бяло поле d1 · черен кръст на черно поле e1 · бял цар на черно поле g1 | черен цар на бяло поле c8 · черен кръст на бяло поле e8 · черен цар на черно поле h8 · бяла дама на черно поле c7 · черен кръст на черно поле e7 · бяла дама на черно поле g7 · бял цар на черно поле d6 · черен кръст на бяло поле e6 · бял цар на черно поле f6 · черен кръст на черно поле e5 · черен кръст на бяло поле a4 · черен кръст на черно поле b4 · черен кръст на бяло поле c4 · черен кръст на черно поле d4 · черен кръст на бяло поле e4 · черен кръст на черно поле f4 · черен кръст на бяло поле g4 · черен кръст на черно поле h4 · черен цар на черно поле a3 · черен кръст на черно поле e3 · черен цар на черно поле g3 · черен кръст на бяло поле e2 · черна дама на бяло поле g2 · бял цар на бяло поле b1 · черна дама на бяло поле d1 · черен кръст на черно поле e1 · бял цар на черно поле g1 | черен цар на бяло поле c8 · черен кръст на бяло поле e8 · черен цар на черно поле h8 · бяла дама на черно поле c7 · черен кръст на черно поле e7 · бяла дама на черно поле g7 · бял цар на черно поле d6 · черен кръст на бяло поле e6 · бял цар на черно поле f6 · черен кръст на черно поле e5 · черен кръст на бяло поле a4 · черен кръст на черно поле b4 · черен кръст на бяло поле c4 · черен кръст на черно поле d4 · черен кръст на бяло поле e4 · черен кръст на черно поле f4 · черен кръст на бяло поле g4 · черен кръст на черно поле h4 · черен цар на черно поле a3 · черен кръст на черно поле e3 · черен цар на черно поле g3 · черен кръст на бяло поле e2 · черна дама на бяло поле g2 · бял цар на бяло поле b1 · черна дама на бяло поле d1 · черен кръст на черно поле e1 · бял цар на черно поле g1 | черен цар на бяло поле c8 · черен кръст на бяло поле e8 · черен цар на черно поле h8 · бяла дама на черно поле c7 · черен кръст на черно поле e7 · бяла дама на черно поле g7 · бял цар на черно поле d6 · черен кръст на бяло поле e6 · бял цар на черно поле f6 · черен кръст на черно поле e5 · черен кръст на бяло поле a4 · черен кръст на черно поле b4 · черен кръст на бяло поле c4 · черен кръст на черно поле d4 · черен кръст на бяло поле e4 · черен кръст на черно поле f4 · черен кръст на бяло поле g4 · черен кръст на черно поле h4 · черен цар на черно поле a3 · черен кръст на черно поле e3 · черен цар на черно поле g3 · черен кръст на бяло поле e2 · черна дама на бяло поле g2 · бял цар на бяло поле b1 · черна дама на бяло поле d1 · черен кръст на черно поле e1 · бял цар на черно поле g1 | 5 |
| 4 | черен цар на бяло поле c8 · черен кръст на бяло поле e8 · черен цар на черно поле h8 · бяла дама на черно поле c7 · черен кръст на черно поле e7 · бяла дама на черно поле g7 · бял цар на черно поле d6 · черен кръст на бяло поле e6 · бял цар на черно поле f6 · черен кръст на черно поле e5 · черен кръст на бяло поле a4 · черен кръст на черно поле b4 · черен кръст на бяло поле c4 · черен кръст на черно поле d4 · черен кръст на бяло поле e4 · черен кръст на черно поле f4 · черен кръст на бяло поле g4 · черен кръст на черно поле h4 · черен цар на черно поле a3 · черен кръст на черно поле e3 · черен цар на черно поле g3 · черен кръст на бяло поле e2 · черна дама на бяло поле g2 · бял цар на бяло поле b1 · черна дама на бяло поле d1 · черен кръст на черно поле e1 · бял цар на черно поле g1 | черен цар на бяло поле c8 · черен кръст на бяло поле e8 · черен цар на черно поле h8 · бяла дама на черно поле c7 · черен кръст на черно поле e7 · бяла дама на черно поле g7 · бял цар на черно поле d6 · черен кръст на бяло поле e6 · бял цар на черно поле f6 · черен кръст на черно поле e5 · черен кръст на бяло поле a4 · черен кръст на черно поле b4 · черен кръст на бяло поле c4 · черен кръст на черно поле d4 · черен кръст на бяло поле e4 · черен кръст на черно поле f4 · черен кръст на бяло поле g4 · черен кръст на черно поле h4 · черен цар на черно поле a3 · черен кръст на черно поле e3 · черен цар на черно поле g3 · черен кръст на бяло поле e2 · черна дама на бяло поле g2 · бял цар на бяло поле b1 · черна дама на бяло поле d1 · черен кръст на черно поле e1 · бял цар на черно поле g1 | черен цар на бяло поле c8 · черен кръст на бяло поле e8 · черен цар на черно поле h8 · бяла дама на черно поле c7 · черен кръст на черно поле e7 · бяла дама на черно поле g7 · бял цар на черно поле d6 · черен кръст на бяло поле e6 · бял цар на черно поле f6 · черен кръст на черно поле e5 · черен кръст на бяло поле a4 · черен кръст на черно поле b4 · черен кръст на бяло поле c4 · черен кръст на черно поле d4 · черен кръст на бяло поле e4 · черен кръст на черно поле f4 · черен кръст на бяло поле g4 · черен кръст на черно поле h4 · черен цар на черно поле a3 · черен кръст на черно поле e3 · черен цар на черно поле g3 · черен кръст на бяло поле e2 · черна дама на бяло поле g2 · бял цар на бяло поле b1 · черна дама на бяло поле d1 · черен кръст на черно поле e1 · бял цар на черно поле g1 | черен цар на бяло поле c8 · черен кръст на бяло поле e8 · черен цар на черно поле h8 · бяла дама на черно поле c7 · черен кръст на черно поле e7 · бяла дама на черно поле g7 · бял цар на черно поле d6 · черен кръст на бяло поле e6 · бял цар на черно поле f6 · черен кръст на черно поле e5 · черен кръст на бяло поле a4 · черен кръст на черно поле b4 · черен кръст на бяло поле c4 · черен кръст на черно поле d4 · черен кръст на бяло поле e4 · черен кръст на черно поле f4 · черен кръст на бяло поле g4 · черен кръст на черно поле h4 · черен цар на черно поле a3 · черен кръст на черно поле e3 · черен цар на черно поле g3 · черен кръст на бяло поле e2 · черна дама на бяло поле g2 · бял цар на бяло поле b1 · черна дама на бяло поле d1 · черен кръст на черно поле e1 · бял цар на черно поле g1 | черен цар на бяло поле c8 · черен кръст на бяло поле e8 · черен цар на черно поле h8 · бяла дама на черно поле c7 · черен кръст на черно поле e7 · бяла дама на черно поле g7 · бял цар на черно поле d6 · черен кръст на бяло поле e6 · бял цар на черно поле f6 · черен кръст на черно поле e5 · черен кръст на бяло поле a4 · черен кръст на черно поле b4 · черен кръст на бяло поле c4 · черен кръст на черно поле d4 · черен кръст на бяло поле e4 · черен кръст на черно поле f4 · черен кръст на бяло поле g4 · черен кръст на черно поле h4 · черен цар на черно поле a3 · черен кръст на черно поле e3 · черен цар на черно поле g3 · черен кръст на бяло поле e2 · черна дама на бяло поле g2 · бял цар на бяло поле b1 · черна дама на бяло поле d1 · черен кръст на черно поле e1 · бял цар на черно поле g1 | черен цар на бяло поле c8 · черен кръст на бяло поле e8 · черен цар на черно поле h8 · бяла дама на черно поле c7 · черен кръст на черно поле e7 · бяла дама на черно поле g7 · бял цар на черно поле d6 · черен кръст на бяло поле e6 · бял цар на черно поле f6 · черен кръст на черно поле e5 · черен кръст на бяло поле a4 · черен кръст на черно поле b4 · черен кръст на бяло поле c4 · черен кръст на черно поле d4 · черен кръст на бяло поле e4 · черен кръст на черно поле f4 · черен кръст на бяло поле g4 · черен кръст на черно поле h4 · черен цар на черно поле a3 · черен кръст на черно поле e3 · черен цар на черно поле g3 · черен кръст на бяло поле e2 · черна дама на бяло поле g2 · бял цар на бяло поле b1 · черна дама на бяло поле d1 · черен кръст на черно поле e1 · бял цар на черно поле g1 | черен цар на бяло поле c8 · черен кръст на бяло поле e8 · черен цар на черно поле h8 · бяла дама на черно поле c7 · черен кръст на черно поле e7 · бяла дама на черно поле g7 · бял цар на черно поле d6 · черен кръст на бяло поле e6 · бял цар на черно поле f6 · черен кръст на черно поле e5 · черен кръст на бяло поле a4 · черен кръст на черно поле b4 · черен кръст на бяло поле c4 · черен кръст на черно поле d4 · черен кръст на бяло поле e4 · черен кръст на черно поле f4 · черен кръст на бяло поле g4 · черен кръст на черно поле h4 · черен цар на черно поле a3 · черен кръст на черно поле e3 · черен цар на черно поле g3 · черен кръст на бяло поле e2 · черна дама на бяло поле g2 · бял цар на бяло поле b1 · черна дама на бяло поле d1 · черен кръст на черно поле e1 · бял цар на черно поле g1 | черен цар на бяло поле c8 · черен кръст на бяло поле e8 · черен цар на черно поле h8 · бяла дама на черно поле c7 · черен кръст на черно поле e7 · бяла дама на черно поле g7 · бял цар на черно поле d6 · черен кръст на бяло поле e6 · бял цар на черно поле f6 · черен кръст на черно поле e5 · черен кръст на бяло поле a4 · черен кръст на черно поле b4 · черен кръст на бяло поле c4 · черен кръст на черно поле d4 · черен кръст на бяло поле e4 · черен кръст на черно поле f4 · черен кръст на бяло поле g4 · черен кръст на черно поле h4 · черен цар на черно поле a3 · черен кръст на черно поле e3 · черен цар на черно поле g3 · черен кръст на бяло поле e2 · черна дама на бяло поле g2 · бял цар на бяло поле b1 · черна дама на бяло поле d1 · черен кръст на черно поле e1 · бял цар на черно поле g1 | 4 |
| 3 | черен цар на бяло поле c8 · черен кръст на бяло поле e8 · черен цар на черно поле h8 · бяла дама на черно поле c7 · черен кръст на черно поле e7 · бяла дама на черно поле g7 · бял цар на черно поле d6 · черен кръст на бяло поле e6 · бял цар на черно поле f6 · черен кръст на черно поле e5 · черен кръст на бяло поле a4 · черен кръст на черно поле b4 · черен кръст на бяло поле c4 · черен кръст на черно поле d4 · черен кръст на бяло поле e4 · черен кръст на черно поле f4 · черен кръст на бяло поле g4 · черен кръст на черно поле h4 · черен цар на черно поле a3 · черен кръст на черно поле e3 · черен цар на черно поле g3 · черен кръст на бяло поле e2 · черна дама на бяло поле g2 · бял цар на бяло поле b1 · черна дама на бяло поле d1 · черен кръст на черно поле e1 · бял цар на черно поле g1 | черен цар на бяло поле c8 · черен кръст на бяло поле e8 · черен цар на черно поле h8 · бяла дама на черно поле c7 · черен кръст на черно поле e7 · бяла дама на черно поле g7 · бял цар на черно поле d6 · черен кръст на бяло поле e6 · бял цар на черно поле f6 · черен кръст на черно поле e5 · черен кръст на бяло поле a4 · черен кръст на черно поле b4 · черен кръст на бяло поле c4 · черен кръст на черно поле d4 · черен кръст на бяло поле e4 · черен кръст на черно поле f4 · черен кръст на бяло поле g4 · черен кръст на черно поле h4 · черен цар на черно поле a3 · черен кръст на черно поле e3 · черен цар на черно поле g3 · черен кръст на бяло поле e2 · черна дама на бяло поле g2 · бял цар на бяло поле b1 · черна дама на бяло поле d1 · черен кръст на черно поле e1 · бял цар на черно поле g1 | черен цар на бяло поле c8 · черен кръст на бяло поле e8 · черен цар на черно поле h8 · бяла дама на черно поле c7 · черен кръст на черно поле e7 · бяла дама на черно поле g7 · бял цар на черно поле d6 · черен кръст на бяло поле e6 · бял цар на черно поле f6 · черен кръст на черно поле e5 · черен кръст на бяло поле a4 · черен кръст на черно поле b4 · черен кръст на бяло поле c4 · черен кръст на черно поле d4 · черен кръст на бяло поле e4 · черен кръст на черно поле f4 · черен кръст на бяло поле g4 · черен кръст на черно поле h4 · черен цар на черно поле a3 · черен кръст на черно поле e3 · черен цар на черно поле g3 · черен кръст на бяло поле e2 · черна дама на бяло поле g2 · бял цар на бяло поле b1 · черна дама на бяло поле d1 · черен кръст на черно поле e1 · бял цар на черно поле g1 | черен цар на бяло поле c8 · черен кръст на бяло поле e8 · черен цар на черно поле h8 · бяла дама на черно поле c7 · черен кръст на черно поле e7 · бяла дама на черно поле g7 · бял цар на черно поле d6 · черен кръст на бяло поле e6 · бял цар на черно поле f6 · черен кръст на черно поле e5 · черен кръст на бяло поле a4 · черен кръст на черно поле b4 · черен кръст на бяло поле c4 · черен кръст на черно поле d4 · черен кръст на бяло поле e4 · черен кръст на черно поле f4 · черен кръст на бяло поле g4 · черен кръст на черно поле h4 · черен цар на черно поле a3 · черен кръст на черно поле e3 · черен цар на черно поле g3 · черен кръст на бяло поле e2 · черна дама на бяло поле g2 · бял цар на бяло поле b1 · черна дама на бяло поле d1 · черен кръст на черно поле e1 · бял цар на черно поле g1 | черен цар на бяло поле c8 · черен кръст на бяло поле e8 · черен цар на черно поле h8 · бяла дама на черно поле c7 · черен кръст на черно поле e7 · бяла дама на черно поле g7 · бял цар на черно поле d6 · черен кръст на бяло поле e6 · бял цар на черно поле f6 · черен кръст на черно поле e5 · черен кръст на бяло поле a4 · черен кръст на черно поле b4 · черен кръст на бяло поле c4 · черен кръст на черно поле d4 · черен кръст на бяло поле e4 · черен кръст на черно поле f4 · черен кръст на бяло поле g4 · черен кръст на черно поле h4 · черен цар на черно поле a3 · черен кръст на черно поле e3 · черен цар на черно поле g3 · черен кръст на бяло поле e2 · черна дама на бяло поле g2 · бял цар на бяло поле b1 · черна дама на бяло поле d1 · черен кръст на черно поле e1 · бял цар на черно поле g1 | черен цар на бяло поле c8 · черен кръст на бяло поле e8 · черен цар на черно поле h8 · бяла дама на черно поле c7 · черен кръст на черно поле e7 · бяла дама на черно поле g7 · бял цар на черно поле d6 · черен кръст на бяло поле e6 · бял цар на черно поле f6 · черен кръст на черно поле e5 · черен кръст на бяло поле a4 · черен кръст на черно поле b4 · черен кръст на бяло поле c4 · черен кръст на черно поле d4 · черен кръст на бяло поле e4 · черен кръст на черно поле f4 · черен кръст на бяло поле g4 · черен кръст на черно поле h4 · черен цар на черно поле a3 · черен кръст на черно поле e3 · черен цар на черно поле g3 · черен кръст на бяло поле e2 · черна дама на бяло поле g2 · бял цар на бяло поле b1 · черна дама на бяло поле d1 · черен кръст на черно поле e1 · бял цар на черно поле g1 | черен цар на бяло поле c8 · черен кръст на бяло поле e8 · черен цар на черно поле h8 · бяла дама на черно поле c7 · черен кръст на черно поле e7 · бяла дама на черно поле g7 · бял цар на черно поле d6 · черен кръст на бяло поле e6 · бял цар на черно поле f6 · черен кръст на черно поле e5 · черен кръст на бяло поле a4 · черен кръст на черно поле b4 · черен кръст на бяло поле c4 · черен кръст на черно поле d4 · черен кръст на бяло поле e4 · черен кръст на черно поле f4 · черен кръст на бяло поле g4 · черен кръст на черно поле h4 · черен цар на черно поле a3 · черен кръст на черно поле e3 · черен цар на черно поле g3 · черен кръст на бяло поле e2 · черна дама на бяло поле g2 · бял цар на бяло поле b1 · черна дама на бяло поле d1 · черен кръст на черно поле e1 · бял цар на черно поле g1 | черен цар на бяло поле c8 · черен кръст на бяло поле e8 · черен цар на черно поле h8 · бяла дама на черно поле c7 · черен кръст на черно поле e7 · бяла дама на черно поле g7 · бял цар на черно поле d6 · черен кръст на бяло поле e6 · бял цар на черно поле f6 · черен кръст на черно поле e5 · черен кръст на бяло поле a4 · черен кръст на черно поле b4 · черен кръст на бяло поле c4 · черен кръст на черно поле d4 · черен кръст на бяло поле e4 · черен кръст на черно поле f4 · черен кръст на бяло поле g4 · черен кръст на черно поле h4 · черен цар на черно поле a3 · черен кръст на черно поле e3 · черен цар на черно поле g3 · черен кръст на бяло поле e2 · черна дама на бяло поле g2 · бял цар на бяло поле b1 · черна дама на бяло поле d1 · черен кръст на черно поле e1 · бял цар на черно поле g1 | 3 |
| 2 | черен цар на бяло поле c8 · черен кръст на бяло поле e8 · черен цар на черно поле h8 · бяла дама на черно поле c7 · черен кръст на черно поле e7 · бяла дама на черно поле g7 · бял цар на черно поле d6 · черен кръст на бяло поле e6 · бял цар на черно поле f6 · черен кръст на черно поле e5 · черен кръст на бяло поле a4 · черен кръст на черно поле b4 · черен кръст на бяло поле c4 · черен кръст на черно поле d4 · черен кръст на бяло поле e4 · черен кръст на черно поле f4 · черен кръст на бяло поле g4 · черен кръст на черно поле h4 · черен цар на черно поле a3 · черен кръст на черно поле e3 · черен цар на черно поле g3 · черен кръст на бяло поле e2 · черна дама на бяло поле g2 · бял цар на бяло поле b1 · черна дама на бяло поле d1 · черен кръст на черно поле e1 · бял цар на черно поле g1 | черен цар на бяло поле c8 · черен кръст на бяло поле e8 · черен цар на черно поле h8 · бяла дама на черно поле c7 · черен кръст на черно поле e7 · бяла дама на черно поле g7 · бял цар на черно поле d6 · черен кръст на бяло поле e6 · бял цар на черно поле f6 · черен кръст на черно поле e5 · черен кръст на бяло поле a4 · черен кръст на черно поле b4 · черен кръст на бяло поле c4 · черен кръст на черно поле d4 · черен кръст на бяло поле e4 · черен кръст на черно поле f4 · черен кръст на бяло поле g4 · черен кръст на черно поле h4 · черен цар на черно поле a3 · черен кръст на черно поле e3 · черен цар на черно поле g3 · черен кръст на бяло поле e2 · черна дама на бяло поле g2 · бял цар на бяло поле b1 · черна дама на бяло поле d1 · черен кръст на черно поле e1 · бял цар на черно поле g1 | черен цар на бяло поле c8 · черен кръст на бяло поле e8 · черен цар на черно поле h8 · бяла дама на черно поле c7 · черен кръст на черно поле e7 · бяла дама на черно поле g7 · бял цар на черно поле d6 · черен кръст на бяло поле e6 · бял цар на черно поле f6 · черен кръст на черно поле e5 · черен кръст на бяло поле a4 · черен кръст на черно поле b4 · черен кръст на бяло поле c4 · черен кръст на черно поле d4 · черен кръст на бяло поле e4 · черен кръст на черно поле f4 · черен кръст на бяло поле g4 · черен кръст на черно поле h4 · черен цар на черно поле a3 · черен кръст на черно поле e3 · черен цар на черно поле g3 · черен кръст на бяло поле e2 · черна дама на бяло поле g2 · бял цар на бяло поле b1 · черна дама на бяло поле d1 · черен кръст на черно поле e1 · бял цар на черно поле g1 | черен цар на бяло поле c8 · черен кръст на бяло поле e8 · черен цар на черно поле h8 · бяла дама на черно поле c7 · черен кръст на черно поле e7 · бяла дама на черно поле g7 · бял цар на черно поле d6 · черен кръст на бяло поле e6 · бял цар на черно поле f6 · черен кръст на черно поле e5 · черен кръст на бяло поле a4 · черен кръст на черно поле b4 · черен кръст на бяло поле c4 · черен кръст на черно поле d4 · черен кръст на бяло поле e4 · черен кръст на черно поле f4 · черен кръст на бяло поле g4 · черен кръст на черно поле h4 · черен цар на черно поле a3 · черен кръст на черно поле e3 · черен цар на черно поле g3 · черен кръст на бяло поле e2 · черна дама на бяло поле g2 · бял цар на бяло поле b1 · черна дама на бяло поле d1 · черен кръст на черно поле e1 · бял цар на черно поле g1 | черен цар на бяло поле c8 · черен кръст на бяло поле e8 · черен цар на черно поле h8 · бяла дама на черно поле c7 · черен кръст на черно поле e7 · бяла дама на черно поле g7 · бял цар на черно поле d6 · черен кръст на бяло поле e6 · бял цар на черно поле f6 · черен кръст на черно поле e5 · черен кръст на бяло поле a4 · черен кръст на черно поле b4 · черен кръст на бяло поле c4 · черен кръст на черно поле d4 · черен кръст на бяло поле e4 · черен кръст на черно поле f4 · черен кръст на бяло поле g4 · черен кръст на черно поле h4 · черен цар на черно поле a3 · черен кръст на черно поле e3 · черен цар на черно поле g3 · черен кръст на бяло поле e2 · черна дама на бяло поле g2 · бял цар на бяло поле b1 · черна дама на бяло поле d1 · черен кръст на черно поле e1 · бял цар на черно поле g1 | черен цар на бяло поле c8 · черен кръст на бяло поле e8 · черен цар на черно поле h8 · бяла дама на черно поле c7 · черен кръст на черно поле e7 · бяла дама на черно поле g7 · бял цар на черно поле d6 · черен кръст на бяло поле e6 · бял цар на черно поле f6 · черен кръст на черно поле e5 · черен кръст на бяло поле a4 · черен кръст на черно поле b4 · черен кръст на бяло поле c4 · черен кръст на черно поле d4 · черен кръст на бяло поле e4 · черен кръст на черно поле f4 · черен кръст на бяло поле g4 · черен кръст на черно поле h4 · черен цар на черно поле a3 · черен кръст на черно поле e3 · черен цар на черно поле g3 · черен кръст на бяло поле e2 · черна дама на бяло поле g2 · бял цар на бяло поле b1 · черна дама на бяло поле d1 · черен кръст на черно поле e1 · бял цар на черно поле g1 | черен цар на бяло поле c8 · черен кръст на бяло поле e8 · черен цар на черно поле h8 · бяла дама на черно поле c7 · черен кръст на черно поле e7 · бяла дама на черно поле g7 · бял цар на черно поле d6 · черен кръст на бяло поле e6 · бял цар на черно поле f6 · черен кръст на черно поле e5 · черен кръст на бяло поле a4 · черен кръст на черно поле b4 · черен кръст на бяло поле c4 · черен кръст на черно поле d4 · черен кръст на бяло поле e4 · черен кръст на черно поле f4 · черен кръст на бяло поле g4 · черен кръст на черно поле h4 · черен цар на черно поле a3 · черен кръст на черно поле e3 · черен цар на черно поле g3 · черен кръст на бяло поле e2 · черна дама на бяло поле g2 · бял цар на бяло поле b1 · черна дама на бяло поле d1 · черен кръст на черно поле e1 · бял цар на черно поле g1 | черен цар на бяло поле c8 · черен кръст на бяло поле e8 · черен цар на черно поле h8 · бяла дама на черно поле c7 · черен кръст на черно поле e7 · бяла дама на черно поле g7 · бял цар на черно поле d6 · черен кръст на бяло поле e6 · бял цар на черно поле f6 · черен кръст на черно поле e5 · черен кръст на бяло поле a4 · черен кръст на черно поле b4 · черен кръст на бяло поле c4 · черен кръст на черно поле d4 · черен кръст на бяло поле e4 · черен кръст на черно поле f4 · черен кръст на бяло поле g4 · черен кръст на черно поле h4 · черен цар на черно поле a3 · черен кръст на черно поле e3 · черен цар на черно поле g3 · черен кръст на бяло поле e2 · черна дама на бяло поле g2 · бял цар на бяло поле b1 · черна дама на бяло поле d1 · черен кръст на черно поле e1 · бял цар на черно поле g1 | 2 |
| 1 | черен цар на бяло поле c8 · черен кръст на бяло поле e8 · черен цар на черно поле h8 · бяла дама на черно поле c7 · черен кръст на черно поле e7 · бяла дама на черно поле g7 · бял цар на черно поле d6 · черен кръст на бяло поле e6 · бял цар на черно поле f6 · черен кръст на черно поле e5 · черен кръст на бяло поле a4 · черен кръст на черно поле b4 · черен кръст на бяло поле c4 · черен кръст на черно поле d4 · черен кръст на бяло поле e4 · черен кръст на черно поле f4 · черен кръст на бяло поле g4 · черен кръст на черно поле h4 · черен цар на черно поле a3 · черен кръст на черно поле e3 · черен цар на черно поле g3 · черен кръст на бяло поле e2 · черна дама на бяло поле g2 · бял цар на бяло поле b1 · черна дама на бяло поле d1 · черен кръст на черно поле e1 · бял цар на черно поле g1 | черен цар на бяло поле c8 · черен кръст на бяло поле e8 · черен цар на черно поле h8 · бяла дама на черно поле c7 · черен кръст на черно поле e7 · бяла дама на черно поле g7 · бял цар на черно поле d6 · черен кръст на бяло поле e6 · бял цар на черно поле f6 · черен кръст на черно поле e5 · черен кръст на бяло поле a4 · черен кръст на черно поле b4 · черен кръст на бяло поле c4 · черен кръст на черно поле d4 · черен кръст на бяло поле e4 · черен кръст на черно поле f4 · черен кръст на бяло поле g4 · черен кръст на черно поле h4 · черен цар на черно поле a3 · черен кръст на черно поле e3 · черен цар на черно поле g3 · черен кръст на бяло поле e2 · черна дама на бяло поле g2 · бял цар на бяло поле b1 · черна дама на бяло поле d1 · черен кръст на черно поле e1 · бял цар на черно поле g1 | черен цар на бяло поле c8 · черен кръст на бяло поле e8 · черен цар на черно поле h8 · бяла дама на черно поле c7 · черен кръст на черно поле e7 · бяла дама на черно поле g7 · бял цар на черно поле d6 · черен кръст на бяло поле e6 · бял цар на черно поле f6 · черен кръст на черно поле e5 · черен кръст на бяло поле a4 · черен кръст на черно поле b4 · черен кръст на бяло поле c4 · черен кръст на черно поле d4 · черен кръст на бяло поле e4 · черен кръст на черно поле f4 · черен кръст на бяло поле g4 · черен кръст на черно поле h4 · черен цар на черно поле a3 · черен кръст на черно поле e3 · черен цар на черно поле g3 · черен кръст на бяло поле e2 · черна дама на бяло поле g2 · бял цар на бяло поле b1 · черна дама на бяло поле d1 · черен кръст на черно поле e1 · бял цар на черно поле g1 | черен цар на бяло поле c8 · черен кръст на бяло поле e8 · черен цар на черно поле h8 · бяла дама на черно поле c7 · черен кръст на черно поле e7 · бяла дама на черно поле g7 · бял цар на черно поле d6 · черен кръст на бяло поле e6 · бял цар на черно поле f6 · черен кръст на черно поле e5 · черен кръст на бяло поле a4 · черен кръст на черно поле b4 · черен кръст на бяло поле c4 · черен кръст на черно поле d4 · черен кръст на бяло поле e4 · черен кръст на черно поле f4 · черен кръст на бяло поле g4 · черен кръст на черно поле h4 · черен цар на черно поле a3 · черен кръст на черно поле e3 · черен цар на черно поле g3 · черен кръст на бяло поле e2 · черна дама на бяло поле g2 · бял цар на бяло поле b1 · черна дама на бяло поле d1 · черен кръст на черно поле e1 · бял цар на черно поле g1 | черен цар на бяло поле c8 · черен кръст на бяло поле e8 · черен цар на черно поле h8 · бяла дама на черно поле c7 · черен кръст на черно поле e7 · бяла дама на черно поле g7 · бял цар на черно поле d6 · черен кръст на бяло поле e6 · бял цар на черно поле f6 · черен кръст на черно поле e5 · черен кръст на бяло поле a4 · черен кръст на черно поле b4 · черен кръст на бяло поле c4 · черен кръст на черно поле d4 · черен кръст на бяло поле e4 · черен кръст на черно поле f4 · черен кръст на бяло поле g4 · черен кръст на черно поле h4 · черен цар на черно поле a3 · черен кръст на черно поле e3 · черен цар на черно поле g3 · черен кръст на бяло поле e2 · черна дама на бяло поле g2 · бял цар на бяло поле b1 · черна дама на бяло поле d1 · черен кръст на черно поле e1 · бял цар на черно поле g1 | черен цар на бяло поле c8 · черен кръст на бяло поле e8 · черен цар на черно поле h8 · бяла дама на черно поле c7 · черен кръст на черно поле e7 · бяла дама на черно поле g7 · бял цар на черно поле d6 · черен кръст на бяло поле e6 · бял цар на черно поле f6 · черен кръст на черно поле e5 · черен кръст на бяло поле a4 · черен кръст на черно поле b4 · черен кръст на бяло поле c4 · черен кръст на черно поле d4 · черен кръст на бяло поле e4 · черен кръст на черно поле f4 · черен кръст на бяло поле g4 · черен кръст на черно поле h4 · черен цар на черно поле a3 · черен кръст на черно поле e3 · черен цар на черно поле g3 · черен кръст на бяло поле e2 · черна дама на бяло поле g2 · бял цар на бяло поле b1 · черна дама на бяло поле d1 · черен кръст на черно поле e1 · бял цар на черно поле g1 | черен цар на бяло поле c8 · черен кръст на бяло поле e8 · черен цар на черно поле h8 · бяла дама на черно поле c7 · черен кръст на черно поле e7 · бяла дама на черно поле g7 · бял цар на черно поле d6 · черен кръст на бяло поле e6 · бял цар на черно поле f6 · черен кръст на черно поле e5 · черен кръст на бяло поле a4 · черен кръст на черно поле b4 · черен кръст на бяло поле c4 · черен кръст на черно поле d4 · черен кръст на бяло поле e4 · черен кръст на черно поле f4 · черен кръст на бяло поле g4 · черен кръст на черно поле h4 · черен цар на черно поле a3 · черен кръст на черно поле e3 · черен цар на черно поле g3 · черен кръст на бяло поле e2 · черна дама на бяло поле g2 · бял цар на бяло поле b1 · черна дама на бяло поле d1 · черен кръст на черно поле e1 · бял цар на черно поле g1 | черен цар на бяло поле c8 · черен кръст на бяло поле e8 · черен цар на черно поле h8 · бяла дама на черно поле c7 · черен кръст на черно поле e7 · бяла дама на черно поле g7 · бял цар на черно поле d6 · черен кръст на бяло поле e6 · бял цар на черно поле f6 · черен кръст на черно поле e5 · черен кръст на бяло поле a4 · черен кръст на черно поле b4 · черен кръст на бяло поле c4 · черен кръст на черно поле d4 · черен кръст на бяло поле e4 · черен кръст на черно поле f4 · черен кръст на бяло поле g4 · черен кръст на черно поле h4 · черен цар на черно поле a3 · черен кръст на черно поле e3 · черен цар на черно поле g3 · черен кръст на бяло поле e2 · черна дама на бяло поле g2 · бял цар на бяло поле b1 · черна дама на бяло поле d1 · черен кръст на черно поле e1 · бял цар на черно поле g1 | 1 |
|   | a | b | c | d | e | f | g | h |   |

|   | a | b | c | d | e | f | g | h |   |
| 8 | черен цар на черно поле d8 · бял топ на черно поле f8 · бял цар на черно поле d6 · черен кръст на бяло поле a4 · черен кръст на черно поле b4 · черен кръст на бяло поле c4 · черен кръст на черно поле d4 · черен кръст на бяло поле e4 · черен кръст на черно поле f4 · черен кръст на бяло поле g4 · черен кръст на черно поле h4 · черен цар на бяло поле b3 · бял цар на черно поле a1 · черен топ на черно поле c1 | черен цар на черно поле d8 · бял топ на черно поле f8 · бял цар на черно поле d6 · черен кръст на бяло поле a4 · черен кръст на черно поле b4 · черен кръст на бяло поле c4 · черен кръст на черно поле d4 · черен кръст на бяло поле e4 · черен кръст на черно поле f4 · черен кръст на бяло поле g4 · черен кръст на черно поле h4 · черен цар на бяло поле b3 · бял цар на черно поле a1 · черен топ на черно поле c1 | черен цар на черно поле d8 · бял топ на черно поле f8 · бял цар на черно поле d6 · черен кръст на бяло поле a4 · черен кръст на черно поле b4 · черен кръст на бяло поле c4 · черен кръст на черно поле d4 · черен кръст на бяло поле e4 · черен кръст на черно поле f4 · черен кръст на бяло поле g4 · черен кръст на черно поле h4 · черен цар на бяло поле b3 · бял цар на черно поле a1 · черен топ на черно поле c1 | черен цар на черно поле d8 · бял топ на черно поле f8 · бял цар на черно поле d6 · черен кръст на бяло поле a4 · черен кръст на черно поле b4 · черен кръст на бяло поле c4 · черен кръст на черно поле d4 · черен кръст на бяло поле e4 · черен кръст на черно поле f4 · черен кръст на бяло поле g4 · черен кръст на черно поле h4 · черен цар на бяло поле b3 · бял цар на черно поле a1 · черен топ на черно поле c1 | черен цар на черно поле d8 · бял топ на черно поле f8 · бял цар на черно поле d6 · черен кръст на бяло поле a4 · черен кръст на черно поле b4 · черен кръст на бяло поле c4 · черен кръст на черно поле d4 · черен кръст на бяло поле e4 · черен кръст на черно поле f4 · черен кръст на бяло поле g4 · черен кръст на черно поле h4 · черен цар на бяло поле b3 · бял цар на черно поле a1 · черен топ на черно поле c1 | черен цар на черно поле d8 · бял топ на черно поле f8 · бял цар на черно поле d6 · черен кръст на бяло поле a4 · черен кръст на черно поле b4 · черен кръст на бяло поле c4 · черен кръст на черно поле d4 · черен кръст на бяло поле e4 · черен кръст на черно поле f4 · черен кръст на бяло поле g4 · черен кръст на черно поле h4 · черен цар на бяло поле b3 · бял цар на черно поле a1 · черен топ на черно поле c1 | черен цар на черно поле d8 · бял топ на черно поле f8 · бял цар на черно поле d6 · черен кръст на бяло поле a4 · черен кръст на черно поле b4 · черен кръст на бяло поле c4 · черен кръст на черно поле d4 · черен кръст на бяло поле e4 · черен кръст на черно поле f4 · черен кръст на бяло поле g4 · черен кръст на черно поле h4 · черен цар на бяло поле b3 · бял цар на черно поле a1 · черен топ на черно поле c1 | черен цар на черно поле d8 · бял топ на черно поле f8 · бял цар на черно поле d6 · черен кръст на бяло поле a4 · черен кръст на черно поле b4 · черен кръст на бяло поле c4 · черен кръст на черно поле d4 · черен кръст на бяло поле e4 · черен кръст на черно поле f4 · черен кръст на бяло поле g4 · черен кръст на черно поле h4 · черен цар на бяло поле b3 · бял цар на черно поле a1 · черен топ на черно поле c1 | 8 |
| 7 | черен цар на черно поле d8 · бял топ на черно поле f8 · бял цар на черно поле d6 · черен кръст на бяло поле a4 · черен кръст на черно поле b4 · черен кръст на бяло поле c4 · черен кръст на черно поле d4 · черен кръст на бяло поле e4 · черен кръст на черно поле f4 · черен кръст на бяло поле g4 · черен кръст на черно поле h4 · черен цар на бяло поле b3 · бял цар на черно поле a1 · черен топ на черно поле c1 | черен цар на черно поле d8 · бял топ на черно поле f8 · бял цар на черно поле d6 · черен кръст на бяло поле a4 · черен кръст на черно поле b4 · черен кръст на бяло поле c4 · черен кръст на черно поле d4 · черен кръст на бяло поле e4 · черен кръст на черно поле f4 · черен кръст на бяло поле g4 · черен кръст на черно поле h4 · черен цар на бяло поле b3 · бял цар на черно поле a1 · черен топ на черно поле c1 | черен цар на черно поле d8 · бял топ на черно поле f8 · бял цар на черно поле d6 · черен кръст на бяло поле a4 · черен кръст на черно поле b4 · черен кръст на бяло поле c4 · черен кръст на черно поле d4 · черен кръст на бяло поле e4 · черен кръст на черно поле f4 · черен кръст на бяло поле g4 · черен кръст на черно поле h4 · черен цар на бяло поле b3 · бял цар на черно поле a1 · черен топ на черно поле c1 | черен цар на черно поле d8 · бял топ на черно поле f8 · бял цар на черно поле d6 · черен кръст на бяло поле a4 · черен кръст на черно поле b4 · черен кръст на бяло поле c4 · черен кръст на черно поле d4 · черен кръст на бяло поле e4 · черен кръст на черно поле f4 · черен кръст на бяло поле g4 · черен кръст на черно поле h4 · черен цар на бяло поле b3 · бял цар на черно поле a1 · черен топ на черно поле c1 | черен цар на черно поле d8 · бял топ на черно поле f8 · бял цар на черно поле d6 · черен кръст на бяло поле a4 · черен кръст на черно поле b4 · черен кръст на бяло поле c4 · черен кръст на черно поле d4 · черен кръст на бяло поле e4 · черен кръст на черно поле f4 · черен кръст на бяло поле g4 · черен кръст на черно поле h4 · черен цар на бяло поле b3 · бял цар на черно поле a1 · черен топ на черно поле c1 | черен цар на черно поле d8 · бял топ на черно поле f8 · бял цар на черно поле d6 · черен кръст на бяло поле a4 · черен кръст на черно поле b4 · черен кръст на бяло поле c4 · черен кръст на черно поле d4 · черен кръст на бяло поле e4 · черен кръст на черно поле f4 · черен кръст на бяло поле g4 · черен кръст на черно поле h4 · черен цар на бяло поле b3 · бял цар на черно поле a1 · черен топ на черно поле c1 | черен цар на черно поле d8 · бял топ на черно поле f8 · бял цар на черно поле d6 · черен кръст на бяло поле a4 · черен кръст на черно поле b4 · черен кръст на бяло поле c4 · черен кръст на черно поле d4 · черен кръст на бяло поле e4 · черен кръст на черно поле f4 · черен кръст на бяло поле g4 · черен кръст на черно поле h4 · черен цар на бяло поле b3 · бял цар на черно поле a1 · черен топ на черно поле c1 | черен цар на черно поле d8 · бял топ на черно поле f8 · бял цар на черно поле d6 · черен кръст на бяло поле a4 · черен кръст на черно поле b4 · черен кръст на бяло поле c4 · черен кръст на черно поле d4 · черен кръст на бяло поле e4 · черен кръст на черно поле f4 · черен кръст на бяло поле g4 · черен кръст на черно поле h4 · черен цар на бяло поле b3 · бял цар на черно поле a1 · черен топ на черно поле c1 | 7 |
| 6 | черен цар на черно поле d8 · бял топ на черно поле f8 · бял цар на черно поле d6 · черен кръст на бяло поле a4 · черен кръст на черно поле b4 · черен кръст на бяло поле c4 · черен кръст на черно поле d4 · черен кръст на бяло поле e4 · черен кръст на черно поле f4 · черен кръст на бяло поле g4 · черен кръст на черно поле h4 · черен цар на бяло поле b3 · бял цар на черно поле a1 · черен топ на черно поле c1 | черен цар на черно поле d8 · бял топ на черно поле f8 · бял цар на черно поле d6 · черен кръст на бяло поле a4 · черен кръст на черно поле b4 · черен кръст на бяло поле c4 · черен кръст на черно поле d4 · черен кръст на бяло поле e4 · черен кръст на черно поле f4 · черен кръст на бяло поле g4 · черен кръст на черно поле h4 · черен цар на бяло поле b3 · бял цар на черно поле a1 · черен топ на черно поле c1 | черен цар на черно поле d8 · бял топ на черно поле f8 · бял цар на черно поле d6 · черен кръст на бяло поле a4 · черен кръст на черно поле b4 · черен кръст на бяло поле c4 · черен кръст на черно поле d4 · черен кръст на бяло поле e4 · черен кръст на черно поле f4 · черен кръст на бяло поле g4 · черен кръст на черно поле h4 · черен цар на бяло поле b3 · бял цар на черно поле a1 · черен топ на черно поле c1 | черен цар на черно поле d8 · бял топ на черно поле f8 · бял цар на черно поле d6 · черен кръст на бяло поле a4 · черен кръст на черно поле b4 · черен кръст на бяло поле c4 · черен кръст на черно поле d4 · черен кръст на бяло поле e4 · черен кръст на черно поле f4 · черен кръст на бяло поле g4 · черен кръст на черно поле h4 · черен цар на бяло поле b3 · бял цар на черно поле a1 · черен топ на черно поле c1 | черен цар на черно поле d8 · бял топ на черно поле f8 · бял цар на черно поле d6 · черен кръст на бяло поле a4 · черен кръст на черно поле b4 · черен кръст на бяло поле c4 · черен кръст на черно поле d4 · черен кръст на бяло поле e4 · черен кръст на черно поле f4 · черен кръст на бяло поле g4 · черен кръст на черно поле h4 · черен цар на бяло поле b3 · бял цар на черно поле a1 · черен топ на черно поле c1 | черен цар на черно поле d8 · бял топ на черно поле f8 · бял цар на черно поле d6 · черен кръст на бяло поле a4 · черен кръст на черно поле b4 · черен кръст на бяло поле c4 · черен кръст на черно поле d4 · черен кръст на бяло поле e4 · черен кръст на черно поле f4 · черен кръст на бяло поле g4 · черен кръст на черно поле h4 · черен цар на бяло поле b3 · бял цар на черно поле a1 · черен топ на черно поле c1 | черен цар на черно поле d8 · бял топ на черно поле f8 · бял цар на черно поле d6 · черен кръст на бяло поле a4 · черен кръст на черно поле b4 · черен кръст на бяло поле c4 · черен кръст на черно поле d4 · черен кръст на бяло поле e4 · черен кръст на черно поле f4 · черен кръст на бяло поле g4 · черен кръст на черно поле h4 · черен цар на бяло поле b3 · бял цар на черно поле a1 · черен топ на черно поле c1 | черен цар на черно поле d8 · бял топ на черно поле f8 · бял цар на черно поле d6 · черен кръст на бяло поле a4 · черен кръст на черно поле b4 · черен кръст на бяло поле c4 · черен кръст на черно поле d4 · черен кръст на бяло поле e4 · черен кръст на черно поле f4 · черен кръст на бяло поле g4 · черен кръст на черно поле h4 · черен цар на бяло поле b3 · бял цар на черно поле a1 · черен топ на черно поле c1 | 6 |
| 5 | черен цар на черно поле d8 · бял топ на черно поле f8 · бял цар на черно поле d6 · черен кръст на бяло поле a4 · черен кръст на черно поле b4 · черен кръст на бяло поле c4 · черен кръст на черно поле d4 · черен кръст на бяло поле e4 · черен кръст на черно поле f4 · черен кръст на бяло поле g4 · черен кръст на черно поле h4 · черен цар на бяло поле b3 · бял цар на черно поле a1 · черен топ на черно поле c1 | черен цар на черно поле d8 · бял топ на черно поле f8 · бял цар на черно поле d6 · черен кръст на бяло поле a4 · черен кръст на черно поле b4 · черен кръст на бяло поле c4 · черен кръст на черно поле d4 · черен кръст на бяло поле e4 · черен кръст на черно поле f4 · черен кръст на бяло поле g4 · черен кръст на черно поле h4 · черен цар на бяло поле b3 · бял цар на черно поле a1 · черен топ на черно поле c1 | черен цар на черно поле d8 · бял топ на черно поле f8 · бял цар на черно поле d6 · черен кръст на бяло поле a4 · черен кръст на черно поле b4 · черен кръст на бяло поле c4 · черен кръст на черно поле d4 · черен кръст на бяло поле e4 · черен кръст на черно поле f4 · черен кръст на бяло поле g4 · черен кръст на черно поле h4 · черен цар на бяло поле b3 · бял цар на черно поле a1 · черен топ на черно поле c1 | черен цар на черно поле d8 · бял топ на черно поле f8 · бял цар на черно поле d6 · черен кръст на бяло поле a4 · черен кръст на черно поле b4 · черен кръст на бяло поле c4 · черен кръст на черно поле d4 · черен кръст на бяло поле e4 · черен кръст на черно поле f4 · черен кръст на бяло поле g4 · черен кръст на черно поле h4 · черен цар на бяло поле b3 · бял цар на черно поле a1 · черен топ на черно поле c1 | черен цар на черно поле d8 · бял топ на черно поле f8 · бял цар на черно поле d6 · черен кръст на бяло поле a4 · черен кръст на черно поле b4 · черен кръст на бяло поле c4 · черен кръст на черно поле d4 · черен кръст на бяло поле e4 · черен кръст на черно поле f4 · черен кръст на бяло поле g4 · черен кръст на черно поле h4 · черен цар на бяло поле b3 · бял цар на черно поле a1 · черен топ на черно поле c1 | черен цар на черно поле d8 · бял топ на черно поле f8 · бял цар на черно поле d6 · черен кръст на бяло поле a4 · черен кръст на черно поле b4 · черен кръст на бяло поле c4 · черен кръст на черно поле d4 · черен кръст на бяло поле e4 · черен кръст на черно поле f4 · черен кръст на бяло поле g4 · черен кръст на черно поле h4 · черен цар на бяло поле b3 · бял цар на черно поле a1 · черен топ на черно поле c1 | черен цар на черно поле d8 · бял топ на черно поле f8 · бял цар на черно поле d6 · черен кръст на бяло поле a4 · черен кръст на черно поле b4 · черен кръст на бяло поле c4 · черен кръст на черно поле d4 · черен кръст на бяло поле e4 · черен кръст на черно поле f4 · черен кръст на бяло поле g4 · черен кръст на черно поле h4 · черен цар на бяло поле b3 · бял цар на черно поле a1 · черен топ на черно поле c1 | черен цар на черно поле d8 · бял топ на черно поле f8 · бял цар на черно поле d6 · черен кръст на бяло поле a4 · черен кръст на черно поле b4 · черен кръст на бяло поле c4 · черен кръст на черно поле d4 · черен кръст на бяло поле e4 · черен кръст на черно поле f4 · черен кръст на бяло поле g4 · черен кръст на черно поле h4 · черен цар на бяло поле b3 · бял цар на черно поле a1 · черен топ на черно поле c1 | 5 |
| 4 | черен цар на черно поле d8 · бял топ на черно поле f8 · бял цар на черно поле d6 · черен кръст на бяло поле a4 · черен кръст на черно поле b4 · черен кръст на бяло поле c4 · черен кръст на черно поле d4 · черен кръст на бяло поле e4 · черен кръст на черно поле f4 · черен кръст на бяло поле g4 · черен кръст на черно поле h4 · черен цар на бяло поле b3 · бял цар на черно поле a1 · черен топ на черно поле c1 | черен цар на черно поле d8 · бял топ на черно поле f8 · бял цар на черно поле d6 · черен кръст на бяло поле a4 · черен кръст на черно поле b4 · черен кръст на бяло поле c4 · черен кръст на черно поле d4 · черен кръст на бяло поле e4 · черен кръст на черно поле f4 · черен кръст на бяло поле g4 · черен кръст на черно поле h4 · черен цар на бяло поле b3 · бял цар на черно поле a1 · черен топ на черно поле c1 | черен цар на черно поле d8 · бял топ на черно поле f8 · бял цар на черно поле d6 · черен кръст на бяло поле a4 · черен кръст на черно поле b4 · черен кръст на бяло поле c4 · черен кръст на черно поле d4 · черен кръст на бяло поле e4 · черен кръст на черно поле f4 · черен кръст на бяло поле g4 · черен кръст на черно поле h4 · черен цар на бяло поле b3 · бял цар на черно поле a1 · черен топ на черно поле c1 | черен цар на черно поле d8 · бял топ на черно поле f8 · бял цар на черно поле d6 · черен кръст на бяло поле a4 · черен кръст на черно поле b4 · черен кръст на бяло поле c4 · черен кръст на черно поле d4 · черен кръст на бяло поле e4 · черен кръст на черно поле f4 · черен кръст на бяло поле g4 · черен кръст на черно поле h4 · черен цар на бяло поле b3 · бял цар на черно поле a1 · черен топ на черно поле c1 | черен цар на черно поле d8 · бял топ на черно поле f8 · бял цар на черно поле d6 · черен кръст на бяло поле a4 · черен кръст на черно поле b4 · черен кръст на бяло поле c4 · черен кръст на черно поле d4 · черен кръст на бяло поле e4 · черен кръст на черно поле f4 · черен кръст на бяло поле g4 · черен кръст на черно поле h4 · черен цар на бяло поле b3 · бял цар на черно поле a1 · черен топ на черно поле c1 | черен цар на черно поле d8 · бял топ на черно поле f8 · бял цар на черно поле d6 · черен кръст на бяло поле a4 · черен кръст на черно поле b4 · черен кръст на бяло поле c4 · черен кръст на черно поле d4 · черен кръст на бяло поле e4 · черен кръст на черно поле f4 · черен кръст на бяло поле g4 · черен кръст на черно поле h4 · черен цар на бяло поле b3 · бял цар на черно поле a1 · черен топ на черно поле c1 | черен цар на черно поле d8 · бял топ на черно поле f8 · бял цар на черно поле d6 · черен кръст на бяло поле a4 · черен кръст на черно поле b4 · черен кръст на бяло поле c4 · черен кръст на черно поле d4 · черен кръст на бяло поле e4 · черен кръст на черно поле f4 · черен кръст на бяло поле g4 · черен кръст на черно поле h4 · черен цар на бяло поле b3 · бял цар на черно поле a1 · черен топ на черно поле c1 | черен цар на черно поле d8 · бял топ на черно поле f8 · бял цар на черно поле d6 · черен кръст на бяло поле a4 · черен кръст на черно поле b4 · черен кръст на бяло поле c4 · черен кръст на черно поле d4 · черен кръст на бяло поле e4 · черен кръст на черно поле f4 · черен кръст на бяло поле g4 · черен кръст на черно поле h4 · черен цар на бяло поле b3 · бял цар на черно поле a1 · черен топ на черно поле c1 | 4 |
| 3 | черен цар на черно поле d8 · бял топ на черно поле f8 · бял цар на черно поле d6 · черен кръст на бяло поле a4 · черен кръст на черно поле b4 · черен кръст на бяло поле c4 · черен кръст на черно поле d4 · черен кръст на бяло поле e4 · черен кръст на черно поле f4 · черен кръст на бяло поле g4 · черен кръст на черно поле h4 · черен цар на бяло поле b3 · бял цар на черно поле a1 · черен топ на черно поле c1 | черен цар на черно поле d8 · бял топ на черно поле f8 · бял цар на черно поле d6 · черен кръст на бяло поле a4 · черен кръст на черно поле b4 · черен кръст на бяло поле c4 · черен кръст на черно поле d4 · черен кръст на бяло поле e4 · черен кръст на черно поле f4 · черен кръст на бяло поле g4 · черен кръст на черно поле h4 · черен цар на бяло поле b3 · бял цар на черно поле a1 · черен топ на черно поле c1 | черен цар на черно поле d8 · бял топ на черно поле f8 · бял цар на черно поле d6 · черен кръст на бяло поле a4 · черен кръст на черно поле b4 · черен кръст на бяло поле c4 · черен кръст на черно поле d4 · черен кръст на бяло поле e4 · черен кръст на черно поле f4 · черен кръст на бяло поле g4 · черен кръст на черно поле h4 · черен цар на бяло поле b3 · бял цар на черно поле a1 · черен топ на черно поле c1 | черен цар на черно поле d8 · бял топ на черно поле f8 · бял цар на черно поле d6 · черен кръст на бяло поле a4 · черен кръст на черно поле b4 · черен кръст на бяло поле c4 · черен кръст на черно поле d4 · черен кръст на бяло поле e4 · черен кръст на черно поле f4 · черен кръст на бяло поле g4 · черен кръст на черно поле h4 · черен цар на бяло поле b3 · бял цар на черно поле a1 · черен топ на черно поле c1 | черен цар на черно поле d8 · бял топ на черно поле f8 · бял цар на черно поле d6 · черен кръст на бяло поле a4 · черен кръст на черно поле b4 · черен кръст на бяло поле c4 · черен кръст на черно поле d4 · черен кръст на бяло поле e4 · черен кръст на черно поле f4 · черен кръст на бяло поле g4 · черен кръст на черно поле h4 · черен цар на бяло поле b3 · бял цар на черно поле a1 · черен топ на черно поле c1 | черен цар на черно поле d8 · бял топ на черно поле f8 · бял цар на черно поле d6 · черен кръст на бяло поле a4 · черен кръст на черно поле b4 · черен кръст на бяло поле c4 · черен кръст на черно поле d4 · черен кръст на бяло поле e4 · черен кръст на черно поле f4 · черен кръст на бяло поле g4 · черен кръст на черно поле h4 · черен цар на бяло поле b3 · бял цар на черно поле a1 · черен топ на черно поле c1 | черен цар на черно поле d8 · бял топ на черно поле f8 · бял цар на черно поле d6 · черен кръст на бяло поле a4 · черен кръст на черно поле b4 · черен кръст на бяло поле c4 · черен кръст на черно поле d4 · черен кръст на бяло поле e4 · черен кръст на черно поле f4 · черен кръст на бяло поле g4 · черен кръст на черно поле h4 · черен цар на бяло поле b3 · бял цар на черно поле a1 · черен топ на черно поле c1 | черен цар на черно поле d8 · бял топ на черно поле f8 · бял цар на черно поле d6 · черен кръст на бяло поле a4 · черен кръст на черно поле b4 · черен кръст на бяло поле c4 · черен кръст на черно поле d4 · черен кръст на бяло поле e4 · черен кръст на черно поле f4 · черен кръст на бяло поле g4 · черен кръст на черно поле h4 · черен цар на бяло поле b3 · бял цар на черно поле a1 · черен топ на черно поле c1 | 3 |
| 2 | черен цар на черно поле d8 · бял топ на черно поле f8 · бял цар на черно поле d6 · черен кръст на бяло поле a4 · черен кръст на черно поле b4 · черен кръст на бяло поле c4 · черен кръст на черно поле d4 · черен кръст на бяло поле e4 · черен кръст на черно поле f4 · черен кръст на бяло поле g4 · черен кръст на черно поле h4 · черен цар на бяло поле b3 · бял цар на черно поле a1 · черен топ на черно поле c1 | черен цар на черно поле d8 · бял топ на черно поле f8 · бял цар на черно поле d6 · черен кръст на бяло поле a4 · черен кръст на черно поле b4 · черен кръст на бяло поле c4 · черен кръст на черно поле d4 · черен кръст на бяло поле e4 · черен кръст на черно поле f4 · черен кръст на бяло поле g4 · черен кръст на черно поле h4 · черен цар на бяло поле b3 · бял цар на черно поле a1 · черен топ на черно поле c1 | черен цар на черно поле d8 · бял топ на черно поле f8 · бял цар на черно поле d6 · черен кръст на бяло поле a4 · черен кръст на черно поле b4 · черен кръст на бяло поле c4 · черен кръст на черно поле d4 · черен кръст на бяло поле e4 · черен кръст на черно поле f4 · черен кръст на бяло поле g4 · черен кръст на черно поле h4 · черен цар на бяло поле b3 · бял цар на черно поле a1 · черен топ на черно поле c1 | черен цар на черно поле d8 · бял топ на черно поле f8 · бял цар на черно поле d6 · черен кръст на бяло поле a4 · черен кръст на черно поле b4 · черен кръст на бяло поле c4 · черен кръст на черно поле d4 · черен кръст на бяло поле e4 · черен кръст на черно поле f4 · черен кръст на бяло поле g4 · черен кръст на черно поле h4 · черен цар на бяло поле b3 · бял цар на черно поле a1 · черен топ на черно поле c1 | черен цар на черно поле d8 · бял топ на черно поле f8 · бял цар на черно поле d6 · черен кръст на бяло поле a4 · черен кръст на черно поле b4 · черен кръст на бяло поле c4 · черен кръст на черно поле d4 · черен кръст на бяло поле e4 · черен кръст на черно поле f4 · черен кръст на бяло поле g4 · черен кръст на черно поле h4 · черен цар на бяло поле b3 · бял цар на черно поле a1 · черен топ на черно поле c1 | черен цар на черно поле d8 · бял топ на черно поле f8 · бял цар на черно поле d6 · черен кръст на бяло поле a4 · черен кръст на черно поле b4 · черен кръст на бяло поле c4 · черен кръст на черно поле d4 · черен кръст на бяло поле e4 · черен кръст на черно поле f4 · черен кръст на бяло поле g4 · черен кръст на черно поле h4 · черен цар на бяло поле b3 · бял цар на черно поле a1 · черен топ на черно поле c1 | черен цар на черно поле d8 · бял топ на черно поле f8 · бял цар на черно поле d6 · черен кръст на бяло поле a4 · черен кръст на черно поле b4 · черен кръст на бяло поле c4 · черен кръст на черно поле d4 · черен кръст на бяло поле e4 · черен кръст на черно поле f4 · черен кръст на бяло поле g4 · черен кръст на черно поле h4 · черен цар на бяло поле b3 · бял цар на черно поле a1 · черен топ на черно поле c1 | черен цар на черно поле d8 · бял топ на черно поле f8 · бял цар на черно поле d6 · черен кръст на бяло поле a4 · черен кръст на черно поле b4 · черен кръст на бяло поле c4 · черен кръст на черно поле d4 · черен кръст на бяло поле e4 · черен кръст на черно поле f4 · черен кръст на бяло поле g4 · черен кръст на черно поле h4 · черен цар на бяло поле b3 · бял цар на черно поле a1 · черен топ на черно поле c1 | 2 |
| 1 | черен цар на черно поле d8 · бял топ на черно поле f8 · бял цар на черно поле d6 · черен кръст на бяло поле a4 · черен кръст на черно поле b4 · черен кръст на бяло поле c4 · черен кръст на черно поле d4 · черен кръст на бяло поле e4 · черен кръст на черно поле f4 · черен кръст на бяло поле g4 · черен кръст на черно поле h4 · черен цар на бяло поле b3 · бял цар на черно поле a1 · черен топ на черно поле c1 | черен цар на черно поле d8 · бял топ на черно поле f8 · бял цар на черно поле d6 · черен кръст на бяло поле a4 · черен кръст на черно поле b4 · черен кръст на бяло поле c4 · черен кръст на черно поле d4 · черен кръст на бяло поле e4 · черен кръст на черно поле f4 · черен кръст на бяло поле g4 · черен кръст на черно поле h4 · черен цар на бяло поле b3 · бял цар на черно поле a1 · черен топ на черно поле c1 | черен цар на черно поле d8 · бял топ на черно поле f8 · бял цар на черно поле d6 · черен кръст на бяло поле a4 · черен кръст на черно поле b4 · черен кръст на бяло поле c4 · черен кръст на черно поле d4 · черен кръст на бяло поле e4 · черен кръст на черно поле f4 · черен кръст на бяло поле g4 · черен кръст на черно поле h4 · черен цар на бяло поле b3 · бял цар на черно поле a1 · черен топ на черно поле c1 | черен цар на черно поле d8 · бял топ на черно поле f8 · бял цар на черно поле d6 · черен кръст на бяло поле a4 · черен кръст на черно поле b4 · черен кръст на бяло поле c4 · черен кръст на черно поле d4 · черен кръст на бяло поле e4 · черен кръст на черно поле f4 · черен кръст на бяло поле g4 · черен кръст на черно поле h4 · черен цар на бяло поле b3 · бял цар на черно поле a1 · черен топ на черно поле c1 | черен цар на черно поле d8 · бял топ на черно поле f8 · бял цар на черно поле d6 · черен кръст на бяло поле a4 · черен кръст на черно поле b4 · черен кръст на бяло поле c4 · черен кръст на черно поле d4 · черен кръст на бяло поле e4 · черен кръст на черно поле f4 · черен кръст на бяло поле g4 · черен кръст на черно поле h4 · черен цар на бяло поле b3 · бял цар на черно поле a1 · черен топ на черно поле c1 | черен цар на черно поле d8 · бял топ на черно поле f8 · бял цар на черно поле d6 · черен кръст на бяло поле a4 · черен кръст на черно поле b4 · черен кръст на бяло поле c4 · черен кръст на черно поле d4 · черен кръст на бяло поле e4 · черен кръст на черно поле f4 · черен кръст на бяло поле g4 · черен кръст на черно поле h4 · черен цар на бяло поле b3 · бял цар на черно поле a1 · черен топ на черно поле c1 | черен цар на черно поле d8 · бял топ на черно поле f8 · бял цар на черно поле d6 · черен кръст на бяло поле a4 · черен кръст на черно поле b4 · черен кръст на бяло поле c4 · черен кръст на черно поле d4 · черен кръст на бяло поле e4 · черен кръст на черно поле f4 · черен кръст на бяло поле g4 · черен кръст на черно поле h4 · черен цар на бяло поле b3 · бял цар на черно поле a1 · черен топ на черно поле c1 | черен цар на черно поле d8 · бял топ на черно поле f8 · бял цар на черно поле d6 · черен кръст на бяло поле a4 · черен кръст на черно поле b4 · черен кръст на бяло поле c4 · черен кръст на черно поле d4 · черен кръст на бяло поле e4 · черен кръст на черно поле f4 · черен кръст на бяло поле g4 · черен кръст на черно поле h4 · черен цар на бяло поле b3 · бял цар на черно поле a1 · черен топ на черно поле c1 | 1 |
|   | a | b | c | d | e | f | g | h |   |

|   | a | b | c | d | e | f | g | h |   |
| 8 | черен цар на бяло поле a8 · черен кръст на бяло поле e8 · бял цар на черно поле f8 · черен цар на черно поле h8 · бял офицер на черно поле c7 · черен кръст на черно поле e7 · бял офицер на черно поле g7 · бял цар на черно поле b6 · бял офицер на бяло поле c6 · черен кръст на бяло поле e6 · бял офицер на бяло поле g6 · черен кръст на черно поле e5 · черен кръст на бяло поле a4 · черен кръст на черно поле b4 · черен кръст на бяло поле c4 · черен кръст на черно поле d4 · черен кръст на бяло поле e4 · черен кръст на черно поле f4 · черен кръст на бяло поле g4 · черен кръст на черно поле h4 · черен цар на черно поле a3 · черен офицер на бяло поле d3 · черен кръст на черно поле e3 · черен цар на черно поле g3 · черен офицер на черно поле b2 · черен кръст на бяло поле e2 · черен офицер на черно поле f2 · черен офицер на бяло поле g2 · бял цар на бяло поле b1 · черен кръст на черно поле e1 · бял цар на черно поле g1 | черен цар на бяло поле a8 · черен кръст на бяло поле e8 · бял цар на черно поле f8 · черен цар на черно поле h8 · бял офицер на черно поле c7 · черен кръст на черно поле e7 · бял офицер на черно поле g7 · бял цар на черно поле b6 · бял офицер на бяло поле c6 · черен кръст на бяло поле e6 · бял офицер на бяло поле g6 · черен кръст на черно поле e5 · черен кръст на бяло поле a4 · черен кръст на черно поле b4 · черен кръст на бяло поле c4 · черен кръст на черно поле d4 · черен кръст на бяло поле e4 · черен кръст на черно поле f4 · черен кръст на бяло поле g4 · черен кръст на черно поле h4 · черен цар на черно поле a3 · черен офицер на бяло поле d3 · черен кръст на черно поле e3 · черен цар на черно поле g3 · черен офицер на черно поле b2 · черен кръст на бяло поле e2 · черен офицер на черно поле f2 · черен офицер на бяло поле g2 · бял цар на бяло поле b1 · черен кръст на черно поле e1 · бял цар на черно поле g1 | черен цар на бяло поле a8 · черен кръст на бяло поле e8 · бял цар на черно поле f8 · черен цар на черно поле h8 · бял офицер на черно поле c7 · черен кръст на черно поле e7 · бял офицер на черно поле g7 · бял цар на черно поле b6 · бял офицер на бяло поле c6 · черен кръст на бяло поле e6 · бял офицер на бяло поле g6 · черен кръст на черно поле e5 · черен кръст на бяло поле a4 · черен кръст на черно поле b4 · черен кръст на бяло поле c4 · черен кръст на черно поле d4 · черен кръст на бяло поле e4 · черен кръст на черно поле f4 · черен кръст на бяло поле g4 · черен кръст на черно поле h4 · черен цар на черно поле a3 · черен офицер на бяло поле d3 · черен кръст на черно поле e3 · черен цар на черно поле g3 · черен офицер на черно поле b2 · черен кръст на бяло поле e2 · черен офицер на черно поле f2 · черен офицер на бяло поле g2 · бял цар на бяло поле b1 · черен кръст на черно поле e1 · бял цар на черно поле g1 | черен цар на бяло поле a8 · черен кръст на бяло поле e8 · бял цар на черно поле f8 · черен цар на черно поле h8 · бял офицер на черно поле c7 · черен кръст на черно поле e7 · бял офицер на черно поле g7 · бял цар на черно поле b6 · бял офицер на бяло поле c6 · черен кръст на бяло поле e6 · бял офицер на бяло поле g6 · черен кръст на черно поле e5 · черен кръст на бяло поле a4 · черен кръст на черно поле b4 · черен кръст на бяло поле c4 · черен кръст на черно поле d4 · черен кръст на бяло поле e4 · черен кръст на черно поле f4 · черен кръст на бяло поле g4 · черен кръст на черно поле h4 · черен цар на черно поле a3 · черен офицер на бяло поле d3 · черен кръст на черно поле e3 · черен цар на черно поле g3 · черен офицер на черно поле b2 · черен кръст на бяло поле e2 · черен офицер на черно поле f2 · черен офицер на бяло поле g2 · бял цар на бяло поле b1 · черен кръст на черно поле e1 · бял цар на черно поле g1 | черен цар на бяло поле a8 · черен кръст на бяло поле e8 · бял цар на черно поле f8 · черен цар на черно поле h8 · бял офицер на черно поле c7 · черен кръст на черно поле e7 · бял офицер на черно поле g7 · бял цар на черно поле b6 · бял офицер на бяло поле c6 · черен кръст на бяло поле e6 · бял офицер на бяло поле g6 · черен кръст на черно поле e5 · черен кръст на бяло поле a4 · черен кръст на черно поле b4 · черен кръст на бяло поле c4 · черен кръст на черно поле d4 · черен кръст на бяло поле e4 · черен кръст на черно поле f4 · черен кръст на бяло поле g4 · черен кръст на черно поле h4 · черен цар на черно поле a3 · черен офицер на бяло поле d3 · черен кръст на черно поле e3 · черен цар на черно поле g3 · черен офицер на черно поле b2 · черен кръст на бяло поле e2 · черен офицер на черно поле f2 · черен офицер на бяло поле g2 · бял цар на бяло поле b1 · черен кръст на черно поле e1 · бял цар на черно поле g1 | черен цар на бяло поле a8 · черен кръст на бяло поле e8 · бял цар на черно поле f8 · черен цар на черно поле h8 · бял офицер на черно поле c7 · черен кръст на черно поле e7 · бял офицер на черно поле g7 · бял цар на черно поле b6 · бял офицер на бяло поле c6 · черен кръст на бяло поле e6 · бял офицер на бяло поле g6 · черен кръст на черно поле e5 · черен кръст на бяло поле a4 · черен кръст на черно поле b4 · черен кръст на бяло поле c4 · черен кръст на черно поле d4 · черен кръст на бяло поле e4 · черен кръст на черно поле f4 · черен кръст на бяло поле g4 · черен кръст на черно поле h4 · черен цар на черно поле a3 · черен офицер на бяло поле d3 · черен кръст на черно поле e3 · черен цар на черно поле g3 · черен офицер на черно поле b2 · черен кръст на бяло поле e2 · черен офицер на черно поле f2 · черен офицер на бяло поле g2 · бял цар на бяло поле b1 · черен кръст на черно поле e1 · бял цар на черно поле g1 | черен цар на бяло поле a8 · черен кръст на бяло поле e8 · бял цар на черно поле f8 · черен цар на черно поле h8 · бял офицер на черно поле c7 · черен кръст на черно поле e7 · бял офицер на черно поле g7 · бял цар на черно поле b6 · бял офицер на бяло поле c6 · черен кръст на бяло поле e6 · бял офицер на бяло поле g6 · черен кръст на черно поле e5 · черен кръст на бяло поле a4 · черен кръст на черно поле b4 · черен кръст на бяло поле c4 · черен кръст на черно поле d4 · черен кръст на бяло поле e4 · черен кръст на черно поле f4 · черен кръст на бяло поле g4 · черен кръст на черно поле h4 · черен цар на черно поле a3 · черен офицер на бяло поле d3 · черен кръст на черно поле e3 · черен цар на черно поле g3 · черен офицер на черно поле b2 · черен кръст на бяло поле e2 · черен офицер на черно поле f2 · черен офицер на бяло поле g2 · бял цар на бяло поле b1 · черен кръст на черно поле e1 · бял цар на черно поле g1 | черен цар на бяло поле a8 · черен кръст на бяло поле e8 · бял цар на черно поле f8 · черен цар на черно поле h8 · бял офицер на черно поле c7 · черен кръст на черно поле e7 · бял офицер на черно поле g7 · бял цар на черно поле b6 · бял офицер на бяло поле c6 · черен кръст на бяло поле e6 · бял офицер на бяло поле g6 · черен кръст на черно поле e5 · черен кръст на бяло поле a4 · черен кръст на черно поле b4 · черен кръст на бяло поле c4 · черен кръст на черно поле d4 · черен кръст на бяло поле e4 · черен кръст на черно поле f4 · черен кръст на бяло поле g4 · черен кръст на черно поле h4 · черен цар на черно поле a3 · черен офицер на бяло поле d3 · черен кръст на черно поле e3 · черен цар на черно поле g3 · черен офицер на черно поле b2 · черен кръст на бяло поле e2 · черен офицер на черно поле f2 · черен офицер на бяло поле g2 · бял цар на бяло поле b1 · черен кръст на черно поле e1 · бял цар на черно поле g1 | 8 |
| 7 | черен цар на бяло поле a8 · черен кръст на бяло поле e8 · бял цар на черно поле f8 · черен цар на черно поле h8 · бял офицер на черно поле c7 · черен кръст на черно поле e7 · бял офицер на черно поле g7 · бял цар на черно поле b6 · бял офицер на бяло поле c6 · черен кръст на бяло поле e6 · бял офицер на бяло поле g6 · черен кръст на черно поле e5 · черен кръст на бяло поле a4 · черен кръст на черно поле b4 · черен кръст на бяло поле c4 · черен кръст на черно поле d4 · черен кръст на бяло поле e4 · черен кръст на черно поле f4 · черен кръст на бяло поле g4 · черен кръст на черно поле h4 · черен цар на черно поле a3 · черен офицер на бяло поле d3 · черен кръст на черно поле e3 · черен цар на черно поле g3 · черен офицер на черно поле b2 · черен кръст на бяло поле e2 · черен офицер на черно поле f2 · черен офицер на бяло поле g2 · бял цар на бяло поле b1 · черен кръст на черно поле e1 · бял цар на черно поле g1 | черен цар на бяло поле a8 · черен кръст на бяло поле e8 · бял цар на черно поле f8 · черен цар на черно поле h8 · бял офицер на черно поле c7 · черен кръст на черно поле e7 · бял офицер на черно поле g7 · бял цар на черно поле b6 · бял офицер на бяло поле c6 · черен кръст на бяло поле e6 · бял офицер на бяло поле g6 · черен кръст на черно поле e5 · черен кръст на бяло поле a4 · черен кръст на черно поле b4 · черен кръст на бяло поле c4 · черен кръст на черно поле d4 · черен кръст на бяло поле e4 · черен кръст на черно поле f4 · черен кръст на бяло поле g4 · черен кръст на черно поле h4 · черен цар на черно поле a3 · черен офицер на бяло поле d3 · черен кръст на черно поле e3 · черен цар на черно поле g3 · черен офицер на черно поле b2 · черен кръст на бяло поле e2 · черен офицер на черно поле f2 · черен офицер на бяло поле g2 · бял цар на бяло поле b1 · черен кръст на черно поле e1 · бял цар на черно поле g1 | черен цар на бяло поле a8 · черен кръст на бяло поле e8 · бял цар на черно поле f8 · черен цар на черно поле h8 · бял офицер на черно поле c7 · черен кръст на черно поле e7 · бял офицер на черно поле g7 · бял цар на черно поле b6 · бял офицер на бяло поле c6 · черен кръст на бяло поле e6 · бял офицер на бяло поле g6 · черен кръст на черно поле e5 · черен кръст на бяло поле a4 · черен кръст на черно поле b4 · черен кръст на бяло поле c4 · черен кръст на черно поле d4 · черен кръст на бяло поле e4 · черен кръст на черно поле f4 · черен кръст на бяло поле g4 · черен кръст на черно поле h4 · черен цар на черно поле a3 · черен офицер на бяло поле d3 · черен кръст на черно поле e3 · черен цар на черно поле g3 · черен офицер на черно поле b2 · черен кръст на бяло поле e2 · черен офицер на черно поле f2 · черен офицер на бяло поле g2 · бял цар на бяло поле b1 · черен кръст на черно поле e1 · бял цар на черно поле g1 | черен цар на бяло поле a8 · черен кръст на бяло поле e8 · бял цар на черно поле f8 · черен цар на черно поле h8 · бял офицер на черно поле c7 · черен кръст на черно поле e7 · бял офицер на черно поле g7 · бял цар на черно поле b6 · бял офицер на бяло поле c6 · черен кръст на бяло поле e6 · бял офицер на бяло поле g6 · черен кръст на черно поле e5 · черен кръст на бяло поле a4 · черен кръст на черно поле b4 · черен кръст на бяло поле c4 · черен кръст на черно поле d4 · черен кръст на бяло поле e4 · черен кръст на черно поле f4 · черен кръст на бяло поле g4 · черен кръст на черно поле h4 · черен цар на черно поле a3 · черен офицер на бяло поле d3 · черен кръст на черно поле e3 · черен цар на черно поле g3 · черен офицер на черно поле b2 · черен кръст на бяло поле e2 · черен офицер на черно поле f2 · черен офицер на бяло поле g2 · бял цар на бяло поле b1 · черен кръст на черно поле e1 · бял цар на черно поле g1 | черен цар на бяло поле a8 · черен кръст на бяло поле e8 · бял цар на черно поле f8 · черен цар на черно поле h8 · бял офицер на черно поле c7 · черен кръст на черно поле e7 · бял офицер на черно поле g7 · бял цар на черно поле b6 · бял офицер на бяло поле c6 · черен кръст на бяло поле e6 · бял офицер на бяло поле g6 · черен кръст на черно поле e5 · черен кръст на бяло поле a4 · черен кръст на черно поле b4 · черен кръст на бяло поле c4 · черен кръст на черно поле d4 · черен кръст на бяло поле e4 · черен кръст на черно поле f4 · черен кръст на бяло поле g4 · черен кръст на черно поле h4 · черен цар на черно поле a3 · черен офицер на бяло поле d3 · черен кръст на черно поле e3 · черен цар на черно поле g3 · черен офицер на черно поле b2 · черен кръст на бяло поле e2 · черен офицер на черно поле f2 · черен офицер на бяло поле g2 · бял цар на бяло поле b1 · черен кръст на черно поле e1 · бял цар на черно поле g1 | черен цар на бяло поле a8 · черен кръст на бяло поле e8 · бял цар на черно поле f8 · черен цар на черно поле h8 · бял офицер на черно поле c7 · черен кръст на черно поле e7 · бял офицер на черно поле g7 · бял цар на черно поле b6 · бял офицер на бяло поле c6 · черен кръст на бяло поле e6 · бял офицер на бяло поле g6 · черен кръст на черно поле e5 · черен кръст на бяло поле a4 · черен кръст на черно поле b4 · черен кръст на бяло поле c4 · черен кръст на черно поле d4 · черен кръст на бяло поле e4 · черен кръст на черно поле f4 · черен кръст на бяло поле g4 · черен кръст на черно поле h4 · черен цар на черно поле a3 · черен офицер на бяло поле d3 · черен кръст на черно поле e3 · черен цар на черно поле g3 · черен офицер на черно поле b2 · черен кръст на бяло поле e2 · черен офицер на черно поле f2 · черен офицер на бяло поле g2 · бял цар на бяло поле b1 · черен кръст на черно поле e1 · бял цар на черно поле g1 | черен цар на бяло поле a8 · черен кръст на бяло поле e8 · бял цар на черно поле f8 · черен цар на черно поле h8 · бял офицер на черно поле c7 · черен кръст на черно поле e7 · бял офицер на черно поле g7 · бял цар на черно поле b6 · бял офицер на бяло поле c6 · черен кръст на бяло поле e6 · бял офицер на бяло поле g6 · черен кръст на черно поле e5 · черен кръст на бяло поле a4 · черен кръст на черно поле b4 · черен кръст на бяло поле c4 · черен кръст на черно поле d4 · черен кръст на бяло поле e4 · черен кръст на черно поле f4 · черен кръст на бяло поле g4 · черен кръст на черно поле h4 · черен цар на черно поле a3 · черен офицер на бяло поле d3 · черен кръст на черно поле e3 · черен цар на черно поле g3 · черен офицер на черно поле b2 · черен кръст на бяло поле e2 · черен офицер на черно поле f2 · черен офицер на бяло поле g2 · бял цар на бяло поле b1 · черен кръст на черно поле e1 · бял цар на черно поле g1 | черен цар на бяло поле a8 · черен кръст на бяло поле e8 · бял цар на черно поле f8 · черен цар на черно поле h8 · бял офицер на черно поле c7 · черен кръст на черно поле e7 · бял офицер на черно поле g7 · бял цар на черно поле b6 · бял офицер на бяло поле c6 · черен кръст на бяло поле e6 · бял офицер на бяло поле g6 · черен кръст на черно поле e5 · черен кръст на бяло поле a4 · черен кръст на черно поле b4 · черен кръст на бяло поле c4 · черен кръст на черно поле d4 · черен кръст на бяло поле e4 · черен кръст на черно поле f4 · черен кръст на бяло поле g4 · черен кръст на черно поле h4 · черен цар на черно поле a3 · черен офицер на бяло поле d3 · черен кръст на черно поле e3 · черен цар на черно поле g3 · черен офицер на черно поле b2 · черен кръст на бяло поле e2 · черен офицер на черно поле f2 · черен офицер на бяло поле g2 · бял цар на бяло поле b1 · черен кръст на черно поле e1 · бял цар на черно поле g1 | 7 |
| 6 | черен цар на бяло поле a8 · черен кръст на бяло поле e8 · бял цар на черно поле f8 · черен цар на черно поле h8 · бял офицер на черно поле c7 · черен кръст на черно поле e7 · бял офицер на черно поле g7 · бял цар на черно поле b6 · бял офицер на бяло поле c6 · черен кръст на бяло поле e6 · бял офицер на бяло поле g6 · черен кръст на черно поле e5 · черен кръст на бяло поле a4 · черен кръст на черно поле b4 · черен кръст на бяло поле c4 · черен кръст на черно поле d4 · черен кръст на бяло поле e4 · черен кръст на черно поле f4 · черен кръст на бяло поле g4 · черен кръст на черно поле h4 · черен цар на черно поле a3 · черен офицер на бяло поле d3 · черен кръст на черно поле e3 · черен цар на черно поле g3 · черен офицер на черно поле b2 · черен кръст на бяло поле e2 · черен офицер на черно поле f2 · черен офицер на бяло поле g2 · бял цар на бяло поле b1 · черен кръст на черно поле e1 · бял цар на черно поле g1 | черен цар на бяло поле a8 · черен кръст на бяло поле e8 · бял цар на черно поле f8 · черен цар на черно поле h8 · бял офицер на черно поле c7 · черен кръст на черно поле e7 · бял офицер на черно поле g7 · бял цар на черно поле b6 · бял офицер на бяло поле c6 · черен кръст на бяло поле e6 · бял офицер на бяло поле g6 · черен кръст на черно поле e5 · черен кръст на бяло поле a4 · черен кръст на черно поле b4 · черен кръст на бяло поле c4 · черен кръст на черно поле d4 · черен кръст на бяло поле e4 · черен кръст на черно поле f4 · черен кръст на бяло поле g4 · черен кръст на черно поле h4 · черен цар на черно поле a3 · черен офицер на бяло поле d3 · черен кръст на черно поле e3 · черен цар на черно поле g3 · черен офицер на черно поле b2 · черен кръст на бяло поле e2 · черен офицер на черно поле f2 · черен офицер на бяло поле g2 · бял цар на бяло поле b1 · черен кръст на черно поле e1 · бял цар на черно поле g1 | черен цар на бяло поле a8 · черен кръст на бяло поле e8 · бял цар на черно поле f8 · черен цар на черно поле h8 · бял офицер на черно поле c7 · черен кръст на черно поле e7 · бял офицер на черно поле g7 · бял цар на черно поле b6 · бял офицер на бяло поле c6 · черен кръст на бяло поле e6 · бял офицер на бяло поле g6 · черен кръст на черно поле e5 · черен кръст на бяло поле a4 · черен кръст на черно поле b4 · черен кръст на бяло поле c4 · черен кръст на черно поле d4 · черен кръст на бяло поле e4 · черен кръст на черно поле f4 · черен кръст на бяло поле g4 · черен кръст на черно поле h4 · черен цар на черно поле a3 · черен офицер на бяло поле d3 · черен кръст на черно поле e3 · черен цар на черно поле g3 · черен офицер на черно поле b2 · черен кръст на бяло поле e2 · черен офицер на черно поле f2 · черен офицер на бяло поле g2 · бял цар на бяло поле b1 · черен кръст на черно поле e1 · бял цар на черно поле g1 | черен цар на бяло поле a8 · черен кръст на бяло поле e8 · бял цар на черно поле f8 · черен цар на черно поле h8 · бял офицер на черно поле c7 · черен кръст на черно поле e7 · бял офицер на черно поле g7 · бял цар на черно поле b6 · бял офицер на бяло поле c6 · черен кръст на бяло поле e6 · бял офицер на бяло поле g6 · черен кръст на черно поле e5 · черен кръст на бяло поле a4 · черен кръст на черно поле b4 · черен кръст на бяло поле c4 · черен кръст на черно поле d4 · черен кръст на бяло поле e4 · черен кръст на черно поле f4 · черен кръст на бяло поле g4 · черен кръст на черно поле h4 · черен цар на черно поле a3 · черен офицер на бяло поле d3 · черен кръст на черно поле e3 · черен цар на черно поле g3 · черен офицер на черно поле b2 · черен кръст на бяло поле e2 · черен офицер на черно поле f2 · черен офицер на бяло поле g2 · бял цар на бяло поле b1 · черен кръст на черно поле e1 · бял цар на черно поле g1 | черен цар на бяло поле a8 · черен кръст на бяло поле e8 · бял цар на черно поле f8 · черен цар на черно поле h8 · бял офицер на черно поле c7 · черен кръст на черно поле e7 · бял офицер на черно поле g7 · бял цар на черно поле b6 · бял офицер на бяло поле c6 · черен кръст на бяло поле e6 · бял офицер на бяло поле g6 · черен кръст на черно поле e5 · черен кръст на бяло поле a4 · черен кръст на черно поле b4 · черен кръст на бяло поле c4 · черен кръст на черно поле d4 · черен кръст на бяло поле e4 · черен кръст на черно поле f4 · черен кръст на бяло поле g4 · черен кръст на черно поле h4 · черен цар на черно поле a3 · черен офицер на бяло поле d3 · черен кръст на черно поле e3 · черен цар на черно поле g3 · черен офицер на черно поле b2 · черен кръст на бяло поле e2 · черен офицер на черно поле f2 · черен офицер на бяло поле g2 · бял цар на бяло поле b1 · черен кръст на черно поле e1 · бял цар на черно поле g1 | черен цар на бяло поле a8 · черен кръст на бяло поле e8 · бял цар на черно поле f8 · черен цар на черно поле h8 · бял офицер на черно поле c7 · черен кръст на черно поле e7 · бял офицер на черно поле g7 · бял цар на черно поле b6 · бял офицер на бяло поле c6 · черен кръст на бяло поле e6 · бял офицер на бяло поле g6 · черен кръст на черно поле e5 · черен кръст на бяло поле a4 · черен кръст на черно поле b4 · черен кръст на бяло поле c4 · черен кръст на черно поле d4 · черен кръст на бяло поле e4 · черен кръст на черно поле f4 · черен кръст на бяло поле g4 · черен кръст на черно поле h4 · черен цар на черно поле a3 · черен офицер на бяло поле d3 · черен кръст на черно поле e3 · черен цар на черно поле g3 · черен офицер на черно поле b2 · черен кръст на бяло поле e2 · черен офицер на черно поле f2 · черен офицер на бяло поле g2 · бял цар на бяло поле b1 · черен кръст на черно поле e1 · бял цар на черно поле g1 | черен цар на бяло поле a8 · черен кръст на бяло поле e8 · бял цар на черно поле f8 · черен цар на черно поле h8 · бял офицер на черно поле c7 · черен кръст на черно поле e7 · бял офицер на черно поле g7 · бял цар на черно поле b6 · бял офицер на бяло поле c6 · черен кръст на бяло поле e6 · бял офицер на бяло поле g6 · черен кръст на черно поле e5 · черен кръст на бяло поле a4 · черен кръст на черно поле b4 · черен кръст на бяло поле c4 · черен кръст на черно поле d4 · черен кръст на бяло поле e4 · черен кръст на черно поле f4 · черен кръст на бяло поле g4 · черен кръст на черно поле h4 · черен цар на черно поле a3 · черен офицер на бяло поле d3 · черен кръст на черно поле e3 · черен цар на черно поле g3 · черен офицер на черно поле b2 · черен кръст на бяло поле e2 · черен офицер на черно поле f2 · черен офицер на бяло поле g2 · бял цар на бяло поле b1 · черен кръст на черно поле e1 · бял цар на черно поле g1 | черен цар на бяло поле a8 · черен кръст на бяло поле e8 · бял цар на черно поле f8 · черен цар на черно поле h8 · бял офицер на черно поле c7 · черен кръст на черно поле e7 · бял офицер на черно поле g7 · бял цар на черно поле b6 · бял офицер на бяло поле c6 · черен кръст на бяло поле e6 · бял офицер на бяло поле g6 · черен кръст на черно поле e5 · черен кръст на бяло поле a4 · черен кръст на черно поле b4 · черен кръст на бяло поле c4 · черен кръст на черно поле d4 · черен кръст на бяло поле e4 · черен кръст на черно поле f4 · черен кръст на бяло поле g4 · черен кръст на черно поле h4 · черен цар на черно поле a3 · черен офицер на бяло поле d3 · черен кръст на черно поле e3 · черен цар на черно поле g3 · черен офицер на черно поле b2 · черен кръст на бяло поле e2 · черен офицер на черно поле f2 · черен офицер на бяло поле g2 · бял цар на бяло поле b1 · черен кръст на черно поле e1 · бял цар на черно поле g1 | 6 |
| 5 | черен цар на бяло поле a8 · черен кръст на бяло поле e8 · бял цар на черно поле f8 · черен цар на черно поле h8 · бял офицер на черно поле c7 · черен кръст на черно поле e7 · бял офицер на черно поле g7 · бял цар на черно поле b6 · бял офицер на бяло поле c6 · черен кръст на бяло поле e6 · бял офицер на бяло поле g6 · черен кръст на черно поле e5 · черен кръст на бяло поле a4 · черен кръст на черно поле b4 · черен кръст на бяло поле c4 · черен кръст на черно поле d4 · черен кръст на бяло поле e4 · черен кръст на черно поле f4 · черен кръст на бяло поле g4 · черен кръст на черно поле h4 · черен цар на черно поле a3 · черен офицер на бяло поле d3 · черен кръст на черно поле e3 · черен цар на черно поле g3 · черен офицер на черно поле b2 · черен кръст на бяло поле e2 · черен офицер на черно поле f2 · черен офицер на бяло поле g2 · бял цар на бяло поле b1 · черен кръст на черно поле e1 · бял цар на черно поле g1 | черен цар на бяло поле a8 · черен кръст на бяло поле e8 · бял цар на черно поле f8 · черен цар на черно поле h8 · бял офицер на черно поле c7 · черен кръст на черно поле e7 · бял офицер на черно поле g7 · бял цар на черно поле b6 · бял офицер на бяло поле c6 · черен кръст на бяло поле e6 · бял офицер на бяло поле g6 · черен кръст на черно поле e5 · черен кръст на бяло поле a4 · черен кръст на черно поле b4 · черен кръст на бяло поле c4 · черен кръст на черно поле d4 · черен кръст на бяло поле e4 · черен кръст на черно поле f4 · черен кръст на бяло поле g4 · черен кръст на черно поле h4 · черен цар на черно поле a3 · черен офицер на бяло поле d3 · черен кръст на черно поле e3 · черен цар на черно поле g3 · черен офицер на черно поле b2 · черен кръст на бяло поле e2 · черен офицер на черно поле f2 · черен офицер на бяло поле g2 · бял цар на бяло поле b1 · черен кръст на черно поле e1 · бял цар на черно поле g1 | черен цар на бяло поле a8 · черен кръст на бяло поле e8 · бял цар на черно поле f8 · черен цар на черно поле h8 · бял офицер на черно поле c7 · черен кръст на черно поле e7 · бял офицер на черно поле g7 · бял цар на черно поле b6 · бял офицер на бяло поле c6 · черен кръст на бяло поле e6 · бял офицер на бяло поле g6 · черен кръст на черно поле e5 · черен кръст на бяло поле a4 · черен кръст на черно поле b4 · черен кръст на бяло поле c4 · черен кръст на черно поле d4 · черен кръст на бяло поле e4 · черен кръст на черно поле f4 · черен кръст на бяло поле g4 · черен кръст на черно поле h4 · черен цар на черно поле a3 · черен офицер на бяло поле d3 · черен кръст на черно поле e3 · черен цар на черно поле g3 · черен офицер на черно поле b2 · черен кръст на бяло поле e2 · черен офицер на черно поле f2 · черен офицер на бяло поле g2 · бял цар на бяло поле b1 · черен кръст на черно поле e1 · бял цар на черно поле g1 | черен цар на бяло поле a8 · черен кръст на бяло поле e8 · бял цар на черно поле f8 · черен цар на черно поле h8 · бял офицер на черно поле c7 · черен кръст на черно поле e7 · бял офицер на черно поле g7 · бял цар на черно поле b6 · бял офицер на бяло поле c6 · черен кръст на бяло поле e6 · бял офицер на бяло поле g6 · черен кръст на черно поле e5 · черен кръст на бяло поле a4 · черен кръст на черно поле b4 · черен кръст на бяло поле c4 · черен кръст на черно поле d4 · черен кръст на бяло поле e4 · черен кръст на черно поле f4 · черен кръст на бяло поле g4 · черен кръст на черно поле h4 · черен цар на черно поле a3 · черен офицер на бяло поле d3 · черен кръст на черно поле e3 · черен цар на черно поле g3 · черен офицер на черно поле b2 · черен кръст на бяло поле e2 · черен офицер на черно поле f2 · черен офицер на бяло поле g2 · бял цар на бяло поле b1 · черен кръст на черно поле e1 · бял цар на черно поле g1 | черен цар на бяло поле a8 · черен кръст на бяло поле e8 · бял цар на черно поле f8 · черен цар на черно поле h8 · бял офицер на черно поле c7 · черен кръст на черно поле e7 · бял офицер на черно поле g7 · бял цар на черно поле b6 · бял офицер на бяло поле c6 · черен кръст на бяло поле e6 · бял офицер на бяло поле g6 · черен кръст на черно поле e5 · черен кръст на бяло поле a4 · черен кръст на черно поле b4 · черен кръст на бяло поле c4 · черен кръст на черно поле d4 · черен кръст на бяло поле e4 · черен кръст на черно поле f4 · черен кръст на бяло поле g4 · черен кръст на черно поле h4 · черен цар на черно поле a3 · черен офицер на бяло поле d3 · черен кръст на черно поле e3 · черен цар на черно поле g3 · черен офицер на черно поле b2 · черен кръст на бяло поле e2 · черен офицер на черно поле f2 · черен офицер на бяло поле g2 · бял цар на бяло поле b1 · черен кръст на черно поле e1 · бял цар на черно поле g1 | черен цар на бяло поле a8 · черен кръст на бяло поле e8 · бял цар на черно поле f8 · черен цар на черно поле h8 · бял офицер на черно поле c7 · черен кръст на черно поле e7 · бял офицер на черно поле g7 · бял цар на черно поле b6 · бял офицер на бяло поле c6 · черен кръст на бяло поле e6 · бял офицер на бяло поле g6 · черен кръст на черно поле e5 · черен кръст на бяло поле a4 · черен кръст на черно поле b4 · черен кръст на бяло поле c4 · черен кръст на черно поле d4 · черен кръст на бяло поле e4 · черен кръст на черно поле f4 · черен кръст на бяло поле g4 · черен кръст на черно поле h4 · черен цар на черно поле a3 · черен офицер на бяло поле d3 · черен кръст на черно поле e3 · черен цар на черно поле g3 · черен офицер на черно поле b2 · черен кръст на бяло поле e2 · черен офицер на черно поле f2 · черен офицер на бяло поле g2 · бял цар на бяло поле b1 · черен кръст на черно поле e1 · бял цар на черно поле g1 | черен цар на бяло поле a8 · черен кръст на бяло поле e8 · бял цар на черно поле f8 · черен цар на черно поле h8 · бял офицер на черно поле c7 · черен кръст на черно поле e7 · бял офицер на черно поле g7 · бял цар на черно поле b6 · бял офицер на бяло поле c6 · черен кръст на бяло поле e6 · бял офицер на бяло поле g6 · черен кръст на черно поле e5 · черен кръст на бяло поле a4 · черен кръст на черно поле b4 · черен кръст на бяло поле c4 · черен кръст на черно поле d4 · черен кръст на бяло поле e4 · черен кръст на черно поле f4 · черен кръст на бяло поле g4 · черен кръст на черно поле h4 · черен цар на черно поле a3 · черен офицер на бяло поле d3 · черен кръст на черно поле e3 · черен цар на черно поле g3 · черен офицер на черно поле b2 · черен кръст на бяло поле e2 · черен офицер на черно поле f2 · черен офицер на бяло поле g2 · бял цар на бяло поле b1 · черен кръст на черно поле e1 · бял цар на черно поле g1 | черен цар на бяло поле a8 · черен кръст на бяло поле e8 · бял цар на черно поле f8 · черен цар на черно поле h8 · бял офицер на черно поле c7 · черен кръст на черно поле e7 · бял офицер на черно поле g7 · бял цар на черно поле b6 · бял офицер на бяло поле c6 · черен кръст на бяло поле e6 · бял офицер на бяло поле g6 · черен кръст на черно поле e5 · черен кръст на бяло поле a4 · черен кръст на черно поле b4 · черен кръст на бяло поле c4 · черен кръст на черно поле d4 · черен кръст на бяло поле e4 · черен кръст на черно поле f4 · черен кръст на бяло поле g4 · черен кръст на черно поле h4 · черен цар на черно поле a3 · черен офицер на бяло поле d3 · черен кръст на черно поле e3 · черен цар на черно поле g3 · черен офицер на черно поле b2 · черен кръст на бяло поле e2 · черен офицер на черно поле f2 · черен офицер на бяло поле g2 · бял цар на бяло поле b1 · черен кръст на черно поле e1 · бял цар на черно поле g1 | 5 |
| 4 | черен цар на бяло поле a8 · черен кръст на бяло поле e8 · бял цар на черно поле f8 · черен цар на черно поле h8 · бял офицер на черно поле c7 · черен кръст на черно поле e7 · бял офицер на черно поле g7 · бял цар на черно поле b6 · бял офицер на бяло поле c6 · черен кръст на бяло поле e6 · бял офицер на бяло поле g6 · черен кръст на черно поле e5 · черен кръст на бяло поле a4 · черен кръст на черно поле b4 · черен кръст на бяло поле c4 · черен кръст на черно поле d4 · черен кръст на бяло поле e4 · черен кръст на черно поле f4 · черен кръст на бяло поле g4 · черен кръст на черно поле h4 · черен цар на черно поле a3 · черен офицер на бяло поле d3 · черен кръст на черно поле e3 · черен цар на черно поле g3 · черен офицер на черно поле b2 · черен кръст на бяло поле e2 · черен офицер на черно поле f2 · черен офицер на бяло поле g2 · бял цар на бяло поле b1 · черен кръст на черно поле e1 · бял цар на черно поле g1 | черен цар на бяло поле a8 · черен кръст на бяло поле e8 · бял цар на черно поле f8 · черен цар на черно поле h8 · бял офицер на черно поле c7 · черен кръст на черно поле e7 · бял офицер на черно поле g7 · бял цар на черно поле b6 · бял офицер на бяло поле c6 · черен кръст на бяло поле e6 · бял офицер на бяло поле g6 · черен кръст на черно поле e5 · черен кръст на бяло поле a4 · черен кръст на черно поле b4 · черен кръст на бяло поле c4 · черен кръст на черно поле d4 · черен кръст на бяло поле e4 · черен кръст на черно поле f4 · черен кръст на бяло поле g4 · черен кръст на черно поле h4 · черен цар на черно поле a3 · черен офицер на бяло поле d3 · черен кръст на черно поле e3 · черен цар на черно поле g3 · черен офицер на черно поле b2 · черен кръст на бяло поле e2 · черен офицер на черно поле f2 · черен офицер на бяло поле g2 · бял цар на бяло поле b1 · черен кръст на черно поле e1 · бял цар на черно поле g1 | черен цар на бяло поле a8 · черен кръст на бяло поле e8 · бял цар на черно поле f8 · черен цар на черно поле h8 · бял офицер на черно поле c7 · черен кръст на черно поле e7 · бял офицер на черно поле g7 · бял цар на черно поле b6 · бял офицер на бяло поле c6 · черен кръст на бяло поле e6 · бял офицер на бяло поле g6 · черен кръст на черно поле e5 · черен кръст на бяло поле a4 · черен кръст на черно поле b4 · черен кръст на бяло поле c4 · черен кръст на черно поле d4 · черен кръст на бяло поле e4 · черен кръст на черно поле f4 · черен кръст на бяло поле g4 · черен кръст на черно поле h4 · черен цар на черно поле a3 · черен офицер на бяло поле d3 · черен кръст на черно поле e3 · черен цар на черно поле g3 · черен офицер на черно поле b2 · черен кръст на бяло поле e2 · черен офицер на черно поле f2 · черен офицер на бяло поле g2 · бял цар на бяло поле b1 · черен кръст на черно поле e1 · бял цар на черно поле g1 | черен цар на бяло поле a8 · черен кръст на бяло поле e8 · бял цар на черно поле f8 · черен цар на черно поле h8 · бял офицер на черно поле c7 · черен кръст на черно поле e7 · бял офицер на черно поле g7 · бял цар на черно поле b6 · бял офицер на бяло поле c6 · черен кръст на бяло поле e6 · бял офицер на бяло поле g6 · черен кръст на черно поле e5 · черен кръст на бяло поле a4 · черен кръст на черно поле b4 · черен кръст на бяло поле c4 · черен кръст на черно поле d4 · черен кръст на бяло поле e4 · черен кръст на черно поле f4 · черен кръст на бяло поле g4 · черен кръст на черно поле h4 · черен цар на черно поле a3 · черен офицер на бяло поле d3 · черен кръст на черно поле e3 · черен цар на черно поле g3 · черен офицер на черно поле b2 · черен кръст на бяло поле e2 · черен офицер на черно поле f2 · черен офицер на бяло поле g2 · бял цар на бяло поле b1 · черен кръст на черно поле e1 · бял цар на черно поле g1 | черен цар на бяло поле a8 · черен кръст на бяло поле e8 · бял цар на черно поле f8 · черен цар на черно поле h8 · бял офицер на черно поле c7 · черен кръст на черно поле e7 · бял офицер на черно поле g7 · бял цар на черно поле b6 · бял офицер на бяло поле c6 · черен кръст на бяло поле e6 · бял офицер на бяло поле g6 · черен кръст на черно поле e5 · черен кръст на бяло поле a4 · черен кръст на черно поле b4 · черен кръст на бяло поле c4 · черен кръст на черно поле d4 · черен кръст на бяло поле e4 · черен кръст на черно поле f4 · черен кръст на бяло поле g4 · черен кръст на черно поле h4 · черен цар на черно поле a3 · черен офицер на бяло поле d3 · черен кръст на черно поле e3 · черен цар на черно поле g3 · черен офицер на черно поле b2 · черен кръст на бяло поле e2 · черен офицер на черно поле f2 · черен офицер на бяло поле g2 · бял цар на бяло поле b1 · черен кръст на черно поле e1 · бял цар на черно поле g1 | черен цар на бяло поле a8 · черен кръст на бяло поле e8 · бял цар на черно поле f8 · черен цар на черно поле h8 · бял офицер на черно поле c7 · черен кръст на черно поле e7 · бял офицер на черно поле g7 · бял цар на черно поле b6 · бял офицер на бяло поле c6 · черен кръст на бяло поле e6 · бял офицер на бяло поле g6 · черен кръст на черно поле e5 · черен кръст на бяло поле a4 · черен кръст на черно поле b4 · черен кръст на бяло поле c4 · черен кръст на черно поле d4 · черен кръст на бяло поле e4 · черен кръст на черно поле f4 · черен кръст на бяло поле g4 · черен кръст на черно поле h4 · черен цар на черно поле a3 · черен офицер на бяло поле d3 · черен кръст на черно поле e3 · черен цар на черно поле g3 · черен офицер на черно поле b2 · черен кръст на бяло поле e2 · черен офицер на черно поле f2 · черен офицер на бяло поле g2 · бял цар на бяло поле b1 · черен кръст на черно поле e1 · бял цар на черно поле g1 | черен цар на бяло поле a8 · черен кръст на бяло поле e8 · бял цар на черно поле f8 · черен цар на черно поле h8 · бял офицер на черно поле c7 · черен кръст на черно поле e7 · бял офицер на черно поле g7 · бял цар на черно поле b6 · бял офицер на бяло поле c6 · черен кръст на бяло поле e6 · бял офицер на бяло поле g6 · черен кръст на черно поле e5 · черен кръст на бяло поле a4 · черен кръст на черно поле b4 · черен кръст на бяло поле c4 · черен кръст на черно поле d4 · черен кръст на бяло поле e4 · черен кръст на черно поле f4 · черен кръст на бяло поле g4 · черен кръст на черно поле h4 · черен цар на черно поле a3 · черен офицер на бяло поле d3 · черен кръст на черно поле e3 · черен цар на черно поле g3 · черен офицер на черно поле b2 · черен кръст на бяло поле e2 · черен офицер на черно поле f2 · черен офицер на бяло поле g2 · бял цар на бяло поле b1 · черен кръст на черно поле e1 · бял цар на черно поле g1 | черен цар на бяло поле a8 · черен кръст на бяло поле e8 · бял цар на черно поле f8 · черен цар на черно поле h8 · бял офицер на черно поле c7 · черен кръст на черно поле e7 · бял офицер на черно поле g7 · бял цар на черно поле b6 · бял офицер на бяло поле c6 · черен кръст на бяло поле e6 · бял офицер на бяло поле g6 · черен кръст на черно поле e5 · черен кръст на бяло поле a4 · черен кръст на черно поле b4 · черен кръст на бяло поле c4 · черен кръст на черно поле d4 · черен кръст на бяло поле e4 · черен кръст на черно поле f4 · черен кръст на бяло поле g4 · черен кръст на черно поле h4 · черен цар на черно поле a3 · черен офицер на бяло поле d3 · черен кръст на черно поле e3 · черен цар на черно поле g3 · черен офицер на черно поле b2 · черен кръст на бяло поле e2 · черен офицер на черно поле f2 · черен офицер на бяло поле g2 · бял цар на бяло поле b1 · черен кръст на черно поле e1 · бял цар на черно поле g1 | 4 |
| 3 | черен цар на бяло поле a8 · черен кръст на бяло поле e8 · бял цар на черно поле f8 · черен цар на черно поле h8 · бял офицер на черно поле c7 · черен кръст на черно поле e7 · бял офицер на черно поле g7 · бял цар на черно поле b6 · бял офицер на бяло поле c6 · черен кръст на бяло поле e6 · бял офицер на бяло поле g6 · черен кръст на черно поле e5 · черен кръст на бяло поле a4 · черен кръст на черно поле b4 · черен кръст на бяло поле c4 · черен кръст на черно поле d4 · черен кръст на бяло поле e4 · черен кръст на черно поле f4 · черен кръст на бяло поле g4 · черен кръст на черно поле h4 · черен цар на черно поле a3 · черен офицер на бяло поле d3 · черен кръст на черно поле e3 · черен цар на черно поле g3 · черен офицер на черно поле b2 · черен кръст на бяло поле e2 · черен офицер на черно поле f2 · черен офицер на бяло поле g2 · бял цар на бяло поле b1 · черен кръст на черно поле e1 · бял цар на черно поле g1 | черен цар на бяло поле a8 · черен кръст на бяло поле e8 · бял цар на черно поле f8 · черен цар на черно поле h8 · бял офицер на черно поле c7 · черен кръст на черно поле e7 · бял офицер на черно поле g7 · бял цар на черно поле b6 · бял офицер на бяло поле c6 · черен кръст на бяло поле e6 · бял офицер на бяло поле g6 · черен кръст на черно поле e5 · черен кръст на бяло поле a4 · черен кръст на черно поле b4 · черен кръст на бяло поле c4 · черен кръст на черно поле d4 · черен кръст на бяло поле e4 · черен кръст на черно поле f4 · черен кръст на бяло поле g4 · черен кръст на черно поле h4 · черен цар на черно поле a3 · черен офицер на бяло поле d3 · черен кръст на черно поле e3 · черен цар на черно поле g3 · черен офицер на черно поле b2 · черен кръст на бяло поле e2 · черен офицер на черно поле f2 · черен офицер на бяло поле g2 · бял цар на бяло поле b1 · черен кръст на черно поле e1 · бял цар на черно поле g1 | черен цар на бяло поле a8 · черен кръст на бяло поле e8 · бял цар на черно поле f8 · черен цар на черно поле h8 · бял офицер на черно поле c7 · черен кръст на черно поле e7 · бял офицер на черно поле g7 · бял цар на черно поле b6 · бял офицер на бяло поле c6 · черен кръст на бяло поле e6 · бял офицер на бяло поле g6 · черен кръст на черно поле e5 · черен кръст на бяло поле a4 · черен кръст на черно поле b4 · черен кръст на бяло поле c4 · черен кръст на черно поле d4 · черен кръст на бяло поле e4 · черен кръст на черно поле f4 · черен кръст на бяло поле g4 · черен кръст на черно поле h4 · черен цар на черно поле a3 · черен офицер на бяло поле d3 · черен кръст на черно поле e3 · черен цар на черно поле g3 · черен офицер на черно поле b2 · черен кръст на бяло поле e2 · черен офицер на черно поле f2 · черен офицер на бяло поле g2 · бял цар на бяло поле b1 · черен кръст на черно поле e1 · бял цар на черно поле g1 | черен цар на бяло поле a8 · черен кръст на бяло поле e8 · бял цар на черно поле f8 · черен цар на черно поле h8 · бял офицер на черно поле c7 · черен кръст на черно поле e7 · бял офицер на черно поле g7 · бял цар на черно поле b6 · бял офицер на бяло поле c6 · черен кръст на бяло поле e6 · бял офицер на бяло поле g6 · черен кръст на черно поле e5 · черен кръст на бяло поле a4 · черен кръст на черно поле b4 · черен кръст на бяло поле c4 · черен кръст на черно поле d4 · черен кръст на бяло поле e4 · черен кръст на черно поле f4 · черен кръст на бяло поле g4 · черен кръст на черно поле h4 · черен цар на черно поле a3 · черен офицер на бяло поле d3 · черен кръст на черно поле e3 · черен цар на черно поле g3 · черен офицер на черно поле b2 · черен кръст на бяло поле e2 · черен офицер на черно поле f2 · черен офицер на бяло поле g2 · бял цар на бяло поле b1 · черен кръст на черно поле e1 · бял цар на черно поле g1 | черен цар на бяло поле a8 · черен кръст на бяло поле e8 · бял цар на черно поле f8 · черен цар на черно поле h8 · бял офицер на черно поле c7 · черен кръст на черно поле e7 · бял офицер на черно поле g7 · бял цар на черно поле b6 · бял офицер на бяло поле c6 · черен кръст на бяло поле e6 · бял офицер на бяло поле g6 · черен кръст на черно поле e5 · черен кръст на бяло поле a4 · черен кръст на черно поле b4 · черен кръст на бяло поле c4 · черен кръст на черно поле d4 · черен кръст на бяло поле e4 · черен кръст на черно поле f4 · черен кръст на бяло поле g4 · черен кръст на черно поле h4 · черен цар на черно поле a3 · черен офицер на бяло поле d3 · черен кръст на черно поле e3 · черен цар на черно поле g3 · черен офицер на черно поле b2 · черен кръст на бяло поле e2 · черен офицер на черно поле f2 · черен офицер на бяло поле g2 · бял цар на бяло поле b1 · черен кръст на черно поле e1 · бял цар на черно поле g1 | черен цар на бяло поле a8 · черен кръст на бяло поле e8 · бял цар на черно поле f8 · черен цар на черно поле h8 · бял офицер на черно поле c7 · черен кръст на черно поле e7 · бял офицер на черно поле g7 · бял цар на черно поле b6 · бял офицер на бяло поле c6 · черен кръст на бяло поле e6 · бял офицер на бяло поле g6 · черен кръст на черно поле e5 · черен кръст на бяло поле a4 · черен кръст на черно поле b4 · черен кръст на бяло поле c4 · черен кръст на черно поле d4 · черен кръст на бяло поле e4 · черен кръст на черно поле f4 · черен кръст на бяло поле g4 · черен кръст на черно поле h4 · черен цар на черно поле a3 · черен офицер на бяло поле d3 · черен кръст на черно поле e3 · черен цар на черно поле g3 · черен офицер на черно поле b2 · черен кръст на бяло поле e2 · черен офицер на черно поле f2 · черен офицер на бяло поле g2 · бял цар на бяло поле b1 · черен кръст на черно поле e1 · бял цар на черно поле g1 | черен цар на бяло поле a8 · черен кръст на бяло поле e8 · бял цар на черно поле f8 · черен цар на черно поле h8 · бял офицер на черно поле c7 · черен кръст на черно поле e7 · бял офицер на черно поле g7 · бял цар на черно поле b6 · бял офицер на бяло поле c6 · черен кръст на бяло поле e6 · бял офицер на бяло поле g6 · черен кръст на черно поле e5 · черен кръст на бяло поле a4 · черен кръст на черно поле b4 · черен кръст на бяло поле c4 · черен кръст на черно поле d4 · черен кръст на бяло поле e4 · черен кръст на черно поле f4 · черен кръст на бяло поле g4 · черен кръст на черно поле h4 · черен цар на черно поле a3 · черен офицер на бяло поле d3 · черен кръст на черно поле e3 · черен цар на черно поле g3 · черен офицер на черно поле b2 · черен кръст на бяло поле e2 · черен офицер на черно поле f2 · черен офицер на бяло поле g2 · бял цар на бяло поле b1 · черен кръст на черно поле e1 · бял цар на черно поле g1 | черен цар на бяло поле a8 · черен кръст на бяло поле e8 · бял цар на черно поле f8 · черен цар на черно поле h8 · бял офицер на черно поле c7 · черен кръст на черно поле e7 · бял офицер на черно поле g7 · бял цар на черно поле b6 · бял офицер на бяло поле c6 · черен кръст на бяло поле e6 · бял офицер на бяло поле g6 · черен кръст на черно поле e5 · черен кръст на бяло поле a4 · черен кръст на черно поле b4 · черен кръст на бяло поле c4 · черен кръст на черно поле d4 · черен кръст на бяло поле e4 · черен кръст на черно поле f4 · черен кръст на бяло поле g4 · черен кръст на черно поле h4 · черен цар на черно поле a3 · черен офицер на бяло поле d3 · черен кръст на черно поле e3 · черен цар на черно поле g3 · черен офицер на черно поле b2 · черен кръст на бяло поле e2 · черен офицер на черно поле f2 · черен офицер на бяло поле g2 · бял цар на бяло поле b1 · черен кръст на черно поле e1 · бял цар на черно поле g1 | 3 |
| 2 | черен цар на бяло поле a8 · черен кръст на бяло поле e8 · бял цар на черно поле f8 · черен цар на черно поле h8 · бял офицер на черно поле c7 · черен кръст на черно поле e7 · бял офицер на черно поле g7 · бял цар на черно поле b6 · бял офицер на бяло поле c6 · черен кръст на бяло поле e6 · бял офицер на бяло поле g6 · черен кръст на черно поле e5 · черен кръст на бяло поле a4 · черен кръст на черно поле b4 · черен кръст на бяло поле c4 · черен кръст на черно поле d4 · черен кръст на бяло поле e4 · черен кръст на черно поле f4 · черен кръст на бяло поле g4 · черен кръст на черно поле h4 · черен цар на черно поле a3 · черен офицер на бяло поле d3 · черен кръст на черно поле e3 · черен цар на черно поле g3 · черен офицер на черно поле b2 · черен кръст на бяло поле e2 · черен офицер на черно поле f2 · черен офицер на бяло поле g2 · бял цар на бяло поле b1 · черен кръст на черно поле e1 · бял цар на черно поле g1 | черен цар на бяло поле a8 · черен кръст на бяло поле e8 · бял цар на черно поле f8 · черен цар на черно поле h8 · бял офицер на черно поле c7 · черен кръст на черно поле e7 · бял офицер на черно поле g7 · бял цар на черно поле b6 · бял офицер на бяло поле c6 · черен кръст на бяло поле e6 · бял офицер на бяло поле g6 · черен кръст на черно поле e5 · черен кръст на бяло поле a4 · черен кръст на черно поле b4 · черен кръст на бяло поле c4 · черен кръст на черно поле d4 · черен кръст на бяло поле e4 · черен кръст на черно поле f4 · черен кръст на бяло поле g4 · черен кръст на черно поле h4 · черен цар на черно поле a3 · черен офицер на бяло поле d3 · черен кръст на черно поле e3 · черен цар на черно поле g3 · черен офицер на черно поле b2 · черен кръст на бяло поле e2 · черен офицер на черно поле f2 · черен офицер на бяло поле g2 · бял цар на бяло поле b1 · черен кръст на черно поле e1 · бял цар на черно поле g1 | черен цар на бяло поле a8 · черен кръст на бяло поле e8 · бял цар на черно поле f8 · черен цар на черно поле h8 · бял офицер на черно поле c7 · черен кръст на черно поле e7 · бял офицер на черно поле g7 · бял цар на черно поле b6 · бял офицер на бяло поле c6 · черен кръст на бяло поле e6 · бял офицер на бяло поле g6 · черен кръст на черно поле e5 · черен кръст на бяло поле a4 · черен кръст на черно поле b4 · черен кръст на бяло поле c4 · черен кръст на черно поле d4 · черен кръст на бяло поле e4 · черен кръст на черно поле f4 · черен кръст на бяло поле g4 · черен кръст на черно поле h4 · черен цар на черно поле a3 · черен офицер на бяло поле d3 · черен кръст на черно поле e3 · черен цар на черно поле g3 · черен офицер на черно поле b2 · черен кръст на бяло поле e2 · черен офицер на черно поле f2 · черен офицер на бяло поле g2 · бял цар на бяло поле b1 · черен кръст на черно поле e1 · бял цар на черно поле g1 | черен цар на бяло поле a8 · черен кръст на бяло поле e8 · бял цар на черно поле f8 · черен цар на черно поле h8 · бял офицер на черно поле c7 · черен кръст на черно поле e7 · бял офицер на черно поле g7 · бял цар на черно поле b6 · бял офицер на бяло поле c6 · черен кръст на бяло поле e6 · бял офицер на бяло поле g6 · черен кръст на черно поле e5 · черен кръст на бяло поле a4 · черен кръст на черно поле b4 · черен кръст на бяло поле c4 · черен кръст на черно поле d4 · черен кръст на бяло поле e4 · черен кръст на черно поле f4 · черен кръст на бяло поле g4 · черен кръст на черно поле h4 · черен цар на черно поле a3 · черен офицер на бяло поле d3 · черен кръст на черно поле e3 · черен цар на черно поле g3 · черен офицер на черно поле b2 · черен кръст на бяло поле e2 · черен офицер на черно поле f2 · черен офицер на бяло поле g2 · бял цар на бяло поле b1 · черен кръст на черно поле e1 · бял цар на черно поле g1 | черен цар на бяло поле a8 · черен кръст на бяло поле e8 · бял цар на черно поле f8 · черен цар на черно поле h8 · бял офицер на черно поле c7 · черен кръст на черно поле e7 · бял офицер на черно поле g7 · бял цар на черно поле b6 · бял офицер на бяло поле c6 · черен кръст на бяло поле e6 · бял офицер на бяло поле g6 · черен кръст на черно поле e5 · черен кръст на бяло поле a4 · черен кръст на черно поле b4 · черен кръст на бяло поле c4 · черен кръст на черно поле d4 · черен кръст на бяло поле e4 · черен кръст на черно поле f4 · черен кръст на бяло поле g4 · черен кръст на черно поле h4 · черен цар на черно поле a3 · черен офицер на бяло поле d3 · черен кръст на черно поле e3 · черен цар на черно поле g3 · черен офицер на черно поле b2 · черен кръст на бяло поле e2 · черен офицер на черно поле f2 · черен офицер на бяло поле g2 · бял цар на бяло поле b1 · черен кръст на черно поле e1 · бял цар на черно поле g1 | черен цар на бяло поле a8 · черен кръст на бяло поле e8 · бял цар на черно поле f8 · черен цар на черно поле h8 · бял офицер на черно поле c7 · черен кръст на черно поле e7 · бял офицер на черно поле g7 · бял цар на черно поле b6 · бял офицер на бяло поле c6 · черен кръст на бяло поле e6 · бял офицер на бяло поле g6 · черен кръст на черно поле e5 · черен кръст на бяло поле a4 · черен кръст на черно поле b4 · черен кръст на бяло поле c4 · черен кръст на черно поле d4 · черен кръст на бяло поле e4 · черен кръст на черно поле f4 · черен кръст на бяло поле g4 · черен кръст на черно поле h4 · черен цар на черно поле a3 · черен офицер на бяло поле d3 · черен кръст на черно поле e3 · черен цар на черно поле g3 · черен офицер на черно поле b2 · черен кръст на бяло поле e2 · черен офицер на черно поле f2 · черен офицер на бяло поле g2 · бял цар на бяло поле b1 · черен кръст на черно поле e1 · бял цар на черно поле g1 | черен цар на бяло поле a8 · черен кръст на бяло поле e8 · бял цар на черно поле f8 · черен цар на черно поле h8 · бял офицер на черно поле c7 · черен кръст на черно поле e7 · бял офицер на черно поле g7 · бял цар на черно поле b6 · бял офицер на бяло поле c6 · черен кръст на бяло поле e6 · бял офицер на бяло поле g6 · черен кръст на черно поле e5 · черен кръст на бяло поле a4 · черен кръст на черно поле b4 · черен кръст на бяло поле c4 · черен кръст на черно поле d4 · черен кръст на бяло поле e4 · черен кръст на черно поле f4 · черен кръст на бяло поле g4 · черен кръст на черно поле h4 · черен цар на черно поле a3 · черен офицер на бяло поле d3 · черен кръст на черно поле e3 · черен цар на черно поле g3 · черен офицер на черно поле b2 · черен кръст на бяло поле e2 · черен офицер на черно поле f2 · черен офицер на бяло поле g2 · бял цар на бяло поле b1 · черен кръст на черно поле e1 · бял цар на черно поле g1 | черен цар на бяло поле a8 · черен кръст на бяло поле e8 · бял цар на черно поле f8 · черен цар на черно поле h8 · бял офицер на черно поле c7 · черен кръст на черно поле e7 · бял офицер на черно поле g7 · бял цар на черно поле b6 · бял офицер на бяло поле c6 · черен кръст на бяло поле e6 · бял офицер на бяло поле g6 · черен кръст на черно поле e5 · черен кръст на бяло поле a4 · черен кръст на черно поле b4 · черен кръст на бяло поле c4 · черен кръст на черно поле d4 · черен кръст на бяло поле e4 · черен кръст на черно поле f4 · черен кръст на бяло поле g4 · черен кръст на черно поле h4 · черен цар на черно поле a3 · черен офицер на бяло поле d3 · черен кръст на черно поле e3 · черен цар на черно поле g3 · черен офицер на черно поле b2 · черен кръст на бяло поле e2 · черен офицер на черно поле f2 · черен офицер на бяло поле g2 · бял цар на бяло поле b1 · черен кръст на черно поле e1 · бял цар на черно поле g1 | 2 |
| 1 | черен цар на бяло поле a8 · черен кръст на бяло поле e8 · бял цар на черно поле f8 · черен цар на черно поле h8 · бял офицер на черно поле c7 · черен кръст на черно поле e7 · бял офицер на черно поле g7 · бял цар на черно поле b6 · бял офицер на бяло поле c6 · черен кръст на бяло поле e6 · бял офицер на бяло поле g6 · черен кръст на черно поле e5 · черен кръст на бяло поле a4 · черен кръст на черно поле b4 · черен кръст на бяло поле c4 · черен кръст на черно поле d4 · черен кръст на бяло поле e4 · черен кръст на черно поле f4 · черен кръст на бяло поле g4 · черен кръст на черно поле h4 · черен цар на черно поле a3 · черен офицер на бяло поле d3 · черен кръст на черно поле e3 · черен цар на черно поле g3 · черен офицер на черно поле b2 · черен кръст на бяло поле e2 · черен офицер на черно поле f2 · черен офицер на бяло поле g2 · бял цар на бяло поле b1 · черен кръст на черно поле e1 · бял цар на черно поле g1 | черен цар на бяло поле a8 · черен кръст на бяло поле e8 · бял цар на черно поле f8 · черен цар на черно поле h8 · бял офицер на черно поле c7 · черен кръст на черно поле e7 · бял офицер на черно поле g7 · бял цар на черно поле b6 · бял офицер на бяло поле c6 · черен кръст на бяло поле e6 · бял офицер на бяло поле g6 · черен кръст на черно поле e5 · черен кръст на бяло поле a4 · черен кръст на черно поле b4 · черен кръст на бяло поле c4 · черен кръст на черно поле d4 · черен кръст на бяло поле e4 · черен кръст на черно поле f4 · черен кръст на бяло поле g4 · черен кръст на черно поле h4 · черен цар на черно поле a3 · черен офицер на бяло поле d3 · черен кръст на черно поле e3 · черен цар на черно поле g3 · черен офицер на черно поле b2 · черен кръст на бяло поле e2 · черен офицер на черно поле f2 · черен офицер на бяло поле g2 · бял цар на бяло поле b1 · черен кръст на черно поле e1 · бял цар на черно поле g1 | черен цар на бяло поле a8 · черен кръст на бяло поле e8 · бял цар на черно поле f8 · черен цар на черно поле h8 · бял офицер на черно поле c7 · черен кръст на черно поле e7 · бял офицер на черно поле g7 · бял цар на черно поле b6 · бял офицер на бяло поле c6 · черен кръст на бяло поле e6 · бял офицер на бяло поле g6 · черен кръст на черно поле e5 · черен кръст на бяло поле a4 · черен кръст на черно поле b4 · черен кръст на бяло поле c4 · черен кръст на черно поле d4 · черен кръст на бяло поле e4 · черен кръст на черно поле f4 · черен кръст на бяло поле g4 · черен кръст на черно поле h4 · черен цар на черно поле a3 · черен офицер на бяло поле d3 · черен кръст на черно поле e3 · черен цар на черно поле g3 · черен офицер на черно поле b2 · черен кръст на бяло поле e2 · черен офицер на черно поле f2 · черен офицер на бяло поле g2 · бял цар на бяло поле b1 · черен кръст на черно поле e1 · бял цар на черно поле g1 | черен цар на бяло поле a8 · черен кръст на бяло поле e8 · бял цар на черно поле f8 · черен цар на черно поле h8 · бял офицер на черно поле c7 · черен кръст на черно поле e7 · бял офицер на черно поле g7 · бял цар на черно поле b6 · бял офицер на бяло поле c6 · черен кръст на бяло поле e6 · бял офицер на бяло поле g6 · черен кръст на черно поле e5 · черен кръст на бяло поле a4 · черен кръст на черно поле b4 · черен кръст на бяло поле c4 · черен кръст на черно поле d4 · черен кръст на бяло поле e4 · черен кръст на черно поле f4 · черен кръст на бяло поле g4 · черен кръст на черно поле h4 · черен цар на черно поле a3 · черен офицер на бяло поле d3 · черен кръст на черно поле e3 · черен цар на черно поле g3 · черен офицер на черно поле b2 · черен кръст на бяло поле e2 · черен офицер на черно поле f2 · черен офицер на бяло поле g2 · бял цар на бяло поле b1 · черен кръст на черно поле e1 · бял цар на черно поле g1 | черен цар на бяло поле a8 · черен кръст на бяло поле e8 · бял цар на черно поле f8 · черен цар на черно поле h8 · бял офицер на черно поле c7 · черен кръст на черно поле e7 · бял офицер на черно поле g7 · бял цар на черно поле b6 · бял офицер на бяло поле c6 · черен кръст на бяло поле e6 · бял офицер на бяло поле g6 · черен кръст на черно поле e5 · черен кръст на бяло поле a4 · черен кръст на черно поле b4 · черен кръст на бяло поле c4 · черен кръст на черно поле d4 · черен кръст на бяло поле e4 · черен кръст на черно поле f4 · черен кръст на бяло поле g4 · черен кръст на черно поле h4 · черен цар на черно поле a3 · черен офицер на бяло поле d3 · черен кръст на черно поле e3 · черен цар на черно поле g3 · черен офицер на черно поле b2 · черен кръст на бяло поле e2 · черен офицер на черно поле f2 · черен офицер на бяло поле g2 · бял цар на бяло поле b1 · черен кръст на черно поле e1 · бял цар на черно поле g1 | черен цар на бяло поле a8 · черен кръст на бяло поле e8 · бял цар на черно поле f8 · черен цар на черно поле h8 · бял офицер на черно поле c7 · черен кръст на черно поле e7 · бял офицер на черно поле g7 · бял цар на черно поле b6 · бял офицер на бяло поле c6 · черен кръст на бяло поле e6 · бял офицер на бяло поле g6 · черен кръст на черно поле e5 · черен кръст на бяло поле a4 · черен кръст на черно поле b4 · черен кръст на бяло поле c4 · черен кръст на черно поле d4 · черен кръст на бяло поле e4 · черен кръст на черно поле f4 · черен кръст на бяло поле g4 · черен кръст на черно поле h4 · черен цар на черно поле a3 · черен офицер на бяло поле d3 · черен кръст на черно поле e3 · черен цар на черно поле g3 · черен офицер на черно поле b2 · черен кръст на бяло поле e2 · черен офицер на черно поле f2 · черен офицер на бяло поле g2 · бял цар на бяло поле b1 · черен кръст на черно поле e1 · бял цар на черно поле g1 | черен цар на бяло поле a8 · черен кръст на бяло поле e8 · бял цар на черно поле f8 · черен цар на черно поле h8 · бял офицер на черно поле c7 · черен кръст на черно поле e7 · бял офицер на черно поле g7 · бял цар на черно поле b6 · бял офицер на бяло поле c6 · черен кръст на бяло поле e6 · бял офицер на бяло поле g6 · черен кръст на черно поле e5 · черен кръст на бяло поле a4 · черен кръст на черно поле b4 · черен кръст на бяло поле c4 · черен кръст на черно поле d4 · черен кръст на бяло поле e4 · черен кръст на черно поле f4 · черен кръст на бяло поле g4 · черен кръст на черно поле h4 · черен цар на черно поле a3 · черен офицер на бяло поле d3 · черен кръст на черно поле e3 · черен цар на черно поле g3 · черен офицер на черно поле b2 · черен кръст на бяло поле e2 · черен офицер на черно поле f2 · черен офицер на бяло поле g2 · бял цар на бяло поле b1 · черен кръст на черно поле e1 · бял цар на черно поле g1 | черен цар на бяло поле a8 · черен кръст на бяло поле e8 · бял цар на черно поле f8 · черен цар на черно поле h8 · бял офицер на черно поле c7 · черен кръст на черно поле e7 · бял офицер на черно поле g7 · бял цар на черно поле b6 · бял офицер на бяло поле c6 · черен кръст на бяло поле e6 · бял офицер на бяло поле g6 · черен кръст на черно поле e5 · черен кръст на бяло поле a4 · черен кръст на черно поле b4 · черен кръст на бяло поле c4 · черен кръст на черно поле d4 · черен кръст на бяло поле e4 · черен кръст на черно поле f4 · черен кръст на бяло поле g4 · черен кръст на черно поле h4 · черен цар на черно поле a3 · черен офицер на бяло поле d3 · черен кръст на черно поле e3 · черен цар на черно поле g3 · черен офицер на черно поле b2 · черен кръст на бяло поле e2 · черен офицер на черно поле f2 · черен офицер на бяло поле g2 · бял цар на бяло поле b1 · черен кръст на черно поле e1 · бял цар на черно поле g1 | 1 |
|   | a | b | c | d | e | f | g | h |   |

## Мат с два офицера
Матът с два офицера на сам цар се постига на ръба на дъската. Офицерите трябва да са разнополни (по бели и черни полета), при еднополни офицери матът не е възможен.
|   | a | b | c | d | e | f | g | h |   |
| 8 | черен цар на черно поле d4 · бял офицер на черно поле c1 · бял цар на бяло поле d1 · бял офицер на бяло поле f1 | черен цар на черно поле d4 · бял офицер на черно поле c1 · бял цар на бяло поле d1 · бял офицер на бяло поле f1 | черен цар на черно поле d4 · бял офицер на черно поле c1 · бял цар на бяло поле d1 · бял офицер на бяло поле f1 | черен цар на черно поле d4 · бял офицер на черно поле c1 · бял цар на бяло поле d1 · бял офицер на бяло поле f1 | черен цар на черно поле d4 · бял офицер на черно поле c1 · бял цар на бяло поле d1 · бял офицер на бяло поле f1 | черен цар на черно поле d4 · бял офицер на черно поле c1 · бял цар на бяло поле d1 · бял офицер на бяло поле f1 | черен цар на черно поле d4 · бял офицер на черно поле c1 · бял цар на бяло поле d1 · бял офицер на бяло поле f1 | черен цар на черно поле d4 · бял офицер на черно поле c1 · бял цар на бяло поле d1 · бял офицер на бяло поле f1 | 8 |
| 7 | черен цар на черно поле d4 · бял офицер на черно поле c1 · бял цар на бяло поле d1 · бял офицер на бяло поле f1 | черен цар на черно поле d4 · бял офицер на черно поле c1 · бял цар на бяло поле d1 · бял офицер на бяло поле f1 | черен цар на черно поле d4 · бял офицер на черно поле c1 · бял цар на бяло поле d1 · бял офицер на бяло поле f1 | черен цар на черно поле d4 · бял офицер на черно поле c1 · бял цар на бяло поле d1 · бял офицер на бяло поле f1 | черен цар на черно поле d4 · бял офицер на черно поле c1 · бял цар на бяло поле d1 · бял офицер на бяло поле f1 | черен цар на черно поле d4 · бял офицер на черно поле c1 · бял цар на бяло поле d1 · бял офицер на бяло поле f1 | черен цар на черно поле d4 · бял офицер на черно поле c1 · бял цар на бяло поле d1 · бял офицер на бяло поле f1 | черен цар на черно поле d4 · бял офицер на черно поле c1 · бял цар на бяло поле d1 · бял офицер на бяло поле f1 | 7 |
| 6 | черен цар на черно поле d4 · бял офицер на черно поле c1 · бял цар на бяло поле d1 · бял офицер на бяло поле f1 | черен цар на черно поле d4 · бял офицер на черно поле c1 · бял цар на бяло поле d1 · бял офицер на бяло поле f1 | черен цар на черно поле d4 · бял офицер на черно поле c1 · бял цар на бяло поле d1 · бял офицер на бяло поле f1 | черен цар на черно поле d4 · бял офицер на черно поле c1 · бял цар на бяло поле d1 · бял офицер на бяло поле f1 | черен цар на черно поле d4 · бял офицер на черно поле c1 · бял цар на бяло поле d1 · бял офицер на бяло поле f1 | черен цар на черно поле d4 · бял офицер на черно поле c1 · бял цар на бяло поле d1 · бял офицер на бяло поле f1 | черен цар на черно поле d4 · бял офицер на черно поле c1 · бял цар на бяло поле d1 · бял офицер на бяло поле f1 | черен цар на черно поле d4 · бял офицер на черно поле c1 · бял цар на бяло поле d1 · бял офицер на бяло поле f1 | 6 |
| 5 | черен цар на черно поле d4 · бял офицер на черно поле c1 · бял цар на бяло поле d1 · бял офицер на бяло поле f1 | черен цар на черно поле d4 · бял офицер на черно поле c1 · бял цар на бяло поле d1 · бял офицер на бяло поле f1 | черен цар на черно поле d4 · бял офицер на черно поле c1 · бял цар на бяло поле d1 · бял офицер на бяло поле f1 | черен цар на черно поле d4 · бял офицер на черно поле c1 · бял цар на бяло поле d1 · бял офицер на бяло поле f1 | черен цар на черно поле d4 · бял офицер на черно поле c1 · бял цар на бяло поле d1 · бял офицер на бяло поле f1 | черен цар на черно поле d4 · бял офицер на черно поле c1 · бял цар на бяло поле d1 · бял офицер на бяло поле f1 | черен цар на черно поле d4 · бял офицер на черно поле c1 · бял цар на бяло поле d1 · бял офицер на бяло поле f1 | черен цар на черно поле d4 · бял офицер на черно поле c1 · бял цар на бяло поле d1 · бял офицер на бяло поле f1 | 5 |
| 4 | черен цар на черно поле d4 · бял офицер на черно поле c1 · бял цар на бяло поле d1 · бял офицер на бяло поле f1 | черен цар на черно поле d4 · бял офицер на черно поле c1 · бял цар на бяло поле d1 · бял офицер на бяло поле f1 | черен цар на черно поле d4 · бял офицер на черно поле c1 · бял цар на бяло поле d1 · бял офицер на бяло поле f1 | черен цар на черно поле d4 · бял офицер на черно поле c1 · бял цар на бяло поле d1 · бял офицер на бяло поле f1 | черен цар на черно поле d4 · бял офицер на черно поле c1 · бял цар на бяло поле d1 · бял офицер на бяло поле f1 | черен цар на черно поле d4 · бял офицер на черно поле c1 · бял цар на бяло поле d1 · бял офицер на бяло поле f1 | черен цар на черно поле d4 · бял офицер на черно поле c1 · бял цар на бяло поле d1 · бял офицер на бяло поле f1 | черен цар на черно поле d4 · бял офицер на черно поле c1 · бял цар на бяло поле d1 · бял офицер на бяло поле f1 | 4 |
| 3 | черен цар на черно поле d4 · бял офицер на черно поле c1 · бял цар на бяло поле d1 · бял офицер на бяло поле f1 | черен цар на черно поле d4 · бял офицер на черно поле c1 · бял цар на бяло поле d1 · бял офицер на бяло поле f1 | черен цар на черно поле d4 · бял офицер на черно поле c1 · бял цар на бяло поле d1 · бял офицер на бяло поле f1 | черен цар на черно поле d4 · бял офицер на черно поле c1 · бял цар на бяло поле d1 · бял офицер на бяло поле f1 | черен цар на черно поле d4 · бял офицер на черно поле c1 · бял цар на бяло поле d1 · бял офицер на бяло поле f1 | черен цар на черно поле d4 · бял офицер на черно поле c1 · бял цар на бяло поле d1 · бял офицер на бяло поле f1 | черен цар на черно поле d4 · бял офицер на черно поле c1 · бял цар на бяло поле d1 · бял офицер на бяло поле f1 | черен цар на черно поле d4 · бял офицер на черно поле c1 · бял цар на бяло поле d1 · бял офицер на бяло поле f1 | 3 |
| 2 | черен цар на черно поле d4 · бял офицер на черно поле c1 · бял цар на бяло поле d1 · бял офицер на бяло поле f1 | черен цар на черно поле d4 · бял офицер на черно поле c1 · бял цар на бяло поле d1 · бял офицер на бяло поле f1 | черен цар на черно поле d4 · бял офицер на черно поле c1 · бял цар на бяло поле d1 · бял офицер на бяло поле f1 | черен цар на черно поле d4 · бял офицер на черно поле c1 · бял цар на бяло поле d1 · бял офицер на бяло поле f1 | черен цар на черно поле d4 · бял офицер на черно поле c1 · бял цар на бяло поле d1 · бял офицер на бяло поле f1 | черен цар на черно поле d4 · бял офицер на черно поле c1 · бял цар на бяло поле d1 · бял офицер на бяло поле f1 | черен цар на черно поле d4 · бял офицер на черно поле c1 · бял цар на бяло поле d1 · бял офицер на бяло поле f1 | черен цар на черно поле d4 · бял офицер на черно поле c1 · бял цар на бяло поле d1 · бял офицер на бяло поле f1 | 2 |
| 1 | черен цар на черно поле d4 · бял офицер на черно поле c1 · бял цар на бяло поле d1 · бял офицер на бяло поле f1 | черен цар на черно поле d4 · бял офицер на черно поле c1 · бял цар на бяло поле d1 · бял офицер на бяло поле f1 | черен цар на черно поле d4 · бял офицер на черно поле c1 · бял цар на бяло поле d1 · бял офицер на бяло поле f1 | черен цар на черно поле d4 · бял офицер на черно поле c1 · бял цар на бяло поле d1 · бял офицер на бяло поле f1 | черен цар на черно поле d4 · бял офицер на черно поле c1 · бял цар на бяло поле d1 · бял офицер на бяло поле f1 | черен цар на черно поле d4 · бял офицер на черно поле c1 · бял цар на бяло поле d1 · бял офицер на бяло поле f1 | черен цар на черно поле d4 · бял офицер на черно поле c1 · бял цар на бяло поле d1 · бял офицер на бяло поле f1 | черен цар на черно поле d4 · бял офицер на черно поле c1 · бял цар на бяло поле d1 · бял офицер на бяло поле f1 | 1 |
|   | a | b | c | d | e | f | g | h |   |

Този мат може да бъде труден за някои начинаещи, затова се разглежда един съвсем общ, но и конкретен случай. Нека споменатите фигури са разположени както на диаграма 4. За по-ефективна игра е препоръчително да се следват тези две правила:
1. Офицерите са най-ефективни когато са близо до центъра на дъската и са един до друг, така противниковия цар не може да пресече покриваните от тях диагонали.
2. Атакуващият цар трябва да се използва активно в комбинация с офицерите така че да ограничава възможните ходове на отбраняващия се цар.

За илюстрация е показан следният пример:

(за записа се използва алгебрична шахматна нотация)
- 1. Це2 Це4 (Черните се опитват да задържат царя в центъра)
- 2. Oe3 Це5 (изтласквайки белия цар назад)
- 3. Цd3 Цd5 (диаграма 5)
- 4. Od4 Це6
- 5. Це4 Цd6 (Черните отново се опитват да задържат царя в центъра)
- 6. Oc4 (Белите имат ефективно разположение на офицерите и царя)
- 6... Цс6 (Черният цар избягва ход към края на дъската – диаграма 6)

|   | a | b | c | d | e | f | g | h |   |
| 8 | черен цар на бяло поле d5 · бял цар на бяло поле d3 · бял офицер на черно поле e3 · бял офицер на бяло поле f1 | черен цар на бяло поле d5 · бял цар на бяло поле d3 · бял офицер на черно поле e3 · бял офицер на бяло поле f1 | черен цар на бяло поле d5 · бял цар на бяло поле d3 · бял офицер на черно поле e3 · бял офицер на бяло поле f1 | черен цар на бяло поле d5 · бял цар на бяло поле d3 · бял офицер на черно поле e3 · бял офицер на бяло поле f1 | черен цар на бяло поле d5 · бял цар на бяло поле d3 · бял офицер на черно поле e3 · бял офицер на бяло поле f1 | черен цар на бяло поле d5 · бял цар на бяло поле d3 · бял офицер на черно поле e3 · бял офицер на бяло поле f1 | черен цар на бяло поле d5 · бял цар на бяло поле d3 · бял офицер на черно поле e3 · бял офицер на бяло поле f1 | черен цар на бяло поле d5 · бял цар на бяло поле d3 · бял офицер на черно поле e3 · бял офицер на бяло поле f1 | 8 |
| 7 | черен цар на бяло поле d5 · бял цар на бяло поле d3 · бял офицер на черно поле e3 · бял офицер на бяло поле f1 | черен цар на бяло поле d5 · бял цар на бяло поле d3 · бял офицер на черно поле e3 · бял офицер на бяло поле f1 | черен цар на бяло поле d5 · бял цар на бяло поле d3 · бял офицер на черно поле e3 · бял офицер на бяло поле f1 | черен цар на бяло поле d5 · бял цар на бяло поле d3 · бял офицер на черно поле e3 · бял офицер на бяло поле f1 | черен цар на бяло поле d5 · бял цар на бяло поле d3 · бял офицер на черно поле e3 · бял офицер на бяло поле f1 | черен цар на бяло поле d5 · бял цар на бяло поле d3 · бял офицер на черно поле e3 · бял офицер на бяло поле f1 | черен цар на бяло поле d5 · бял цар на бяло поле d3 · бял офицер на черно поле e3 · бял офицер на бяло поле f1 | черен цар на бяло поле d5 · бял цар на бяло поле d3 · бял офицер на черно поле e3 · бял офицер на бяло поле f1 | 7 |
| 6 | черен цар на бяло поле d5 · бял цар на бяло поле d3 · бял офицер на черно поле e3 · бял офицер на бяло поле f1 | черен цар на бяло поле d5 · бял цар на бяло поле d3 · бял офицер на черно поле e3 · бял офицер на бяло поле f1 | черен цар на бяло поле d5 · бял цар на бяло поле d3 · бял офицер на черно поле e3 · бял офицер на бяло поле f1 | черен цар на бяло поле d5 · бял цар на бяло поле d3 · бял офицер на черно поле e3 · бял офицер на бяло поле f1 | черен цар на бяло поле d5 · бял цар на бяло поле d3 · бял офицер на черно поле e3 · бял офицер на бяло поле f1 | черен цар на бяло поле d5 · бял цар на бяло поле d3 · бял офицер на черно поле e3 · бял офицер на бяло поле f1 | черен цар на бяло поле d5 · бял цар на бяло поле d3 · бял офицер на черно поле e3 · бял офицер на бяло поле f1 | черен цар на бяло поле d5 · бял цар на бяло поле d3 · бял офицер на черно поле e3 · бял офицер на бяло поле f1 | 6 |
| 5 | черен цар на бяло поле d5 · бял цар на бяло поле d3 · бял офицер на черно поле e3 · бял офицер на бяло поле f1 | черен цар на бяло поле d5 · бял цар на бяло поле d3 · бял офицер на черно поле e3 · бял офицер на бяло поле f1 | черен цар на бяло поле d5 · бял цар на бяло поле d3 · бял офицер на черно поле e3 · бял офицер на бяло поле f1 | черен цар на бяло поле d5 · бял цар на бяло поле d3 · бял офицер на черно поле e3 · бял офицер на бяло поле f1 | черен цар на бяло поле d5 · бял цар на бяло поле d3 · бял офицер на черно поле e3 · бял офицер на бяло поле f1 | черен цар на бяло поле d5 · бял цар на бяло поле d3 · бял офицер на черно поле e3 · бял офицер на бяло поле f1 | черен цар на бяло поле d5 · бял цар на бяло поле d3 · бял офицер на черно поле e3 · бял офицер на бяло поле f1 | черен цар на бяло поле d5 · бял цар на бяло поле d3 · бял офицер на черно поле e3 · бял офицер на бяло поле f1 | 5 |
| 4 | черен цар на бяло поле d5 · бял цар на бяло поле d3 · бял офицер на черно поле e3 · бял офицер на бяло поле f1 | черен цар на бяло поле d5 · бял цар на бяло поле d3 · бял офицер на черно поле e3 · бял офицер на бяло поле f1 | черен цар на бяло поле d5 · бял цар на бяло поле d3 · бял офицер на черно поле e3 · бял офицер на бяло поле f1 | черен цар на бяло поле d5 · бял цар на бяло поле d3 · бял офицер на черно поле e3 · бял офицер на бяло поле f1 | черен цар на бяло поле d5 · бял цар на бяло поле d3 · бял офицер на черно поле e3 · бял офицер на бяло поле f1 | черен цар на бяло поле d5 · бял цар на бяло поле d3 · бял офицер на черно поле e3 · бял офицер на бяло поле f1 | черен цар на бяло поле d5 · бял цар на бяло поле d3 · бял офицер на черно поле e3 · бял офицер на бяло поле f1 | черен цар на бяло поле d5 · бял цар на бяло поле d3 · бял офицер на черно поле e3 · бял офицер на бяло поле f1 | 4 |
| 3 | черен цар на бяло поле d5 · бял цар на бяло поле d3 · бял офицер на черно поле e3 · бял офицер на бяло поле f1 | черен цар на бяло поле d5 · бял цар на бяло поле d3 · бял офицер на черно поле e3 · бял офицер на бяло поле f1 | черен цар на бяло поле d5 · бял цар на бяло поле d3 · бял офицер на черно поле e3 · бял офицер на бяло поле f1 | черен цар на бяло поле d5 · бял цар на бяло поле d3 · бял офицер на черно поле e3 · бял офицер на бяло поле f1 | черен цар на бяло поле d5 · бял цар на бяло поле d3 · бял офицер на черно поле e3 · бял офицер на бяло поле f1 | черен цар на бяло поле d5 · бял цар на бяло поле d3 · бял офицер на черно поле e3 · бял офицер на бяло поле f1 | черен цар на бяло поле d5 · бял цар на бяло поле d3 · бял офицер на черно поле e3 · бял офицер на бяло поле f1 | черен цар на бяло поле d5 · бял цар на бяло поле d3 · бял офицер на черно поле e3 · бял офицер на бяло поле f1 | 3 |
| 2 | черен цар на бяло поле d5 · бял цар на бяло поле d3 · бял офицер на черно поле e3 · бял офицер на бяло поле f1 | черен цар на бяло поле d5 · бял цар на бяло поле d3 · бял офицер на черно поле e3 · бял офицер на бяло поле f1 | черен цар на бяло поле d5 · бял цар на бяло поле d3 · бял офицер на черно поле e3 · бял офицер на бяло поле f1 | черен цар на бяло поле d5 · бял цар на бяло поле d3 · бял офицер на черно поле e3 · бял офицер на бяло поле f1 | черен цар на бяло поле d5 · бял цар на бяло поле d3 · бял офицер на черно поле e3 · бял офицер на бяло поле f1 | черен цар на бяло поле d5 · бял цар на бяло поле d3 · бял офицер на черно поле e3 · бял офицер на бяло поле f1 | черен цар на бяло поле d5 · бял цар на бяло поле d3 · бял офицер на черно поле e3 · бял офицер на бяло поле f1 | черен цар на бяло поле d5 · бял цар на бяло поле d3 · бял офицер на черно поле e3 · бял офицер на бяло поле f1 | 2 |
| 1 | черен цар на бяло поле d5 · бял цар на бяло поле d3 · бял офицер на черно поле e3 · бял офицер на бяло поле f1 | черен цар на бяло поле d5 · бял цар на бяло поле d3 · бял офицер на черно поле e3 · бял офицер на бяло поле f1 | черен цар на бяло поле d5 · бял цар на бяло поле d3 · бял офицер на черно поле e3 · бял офицер на бяло поле f1 | черен цар на бяло поле d5 · бял цар на бяло поле d3 · бял офицер на черно поле e3 · бял офицер на бяло поле f1 | черен цар на бяло поле d5 · бял цар на бяло поле d3 · бял офицер на черно поле e3 · бял офицер на бяло поле f1 | черен цар на бяло поле d5 · бял цар на бяло поле d3 · бял офицер на черно поле e3 · бял офицер на бяло поле f1 | черен цар на бяло поле d5 · бял цар на бяло поле d3 · бял офицер на черно поле e3 · бял офицер на бяло поле f1 | черен цар на бяло поле d5 · бял цар на бяло поле d3 · бял офицер на черно поле e3 · бял офицер на бяло поле f1 | 1 |
|   | a | b | c | d | e | f | g | h |   |

|   | a | b | c | d | e | f | g | h |   |
| 8 | черен цар на бяло поле c6 · бял офицер на бяло поле c4 · бял офицер на черно поле d4 · бял цар на бяло поле e4 | черен цар на бяло поле c6 · бял офицер на бяло поле c4 · бял офицер на черно поле d4 · бял цар на бяло поле e4 | черен цар на бяло поле c6 · бял офицер на бяло поле c4 · бял офицер на черно поле d4 · бял цар на бяло поле e4 | черен цар на бяло поле c6 · бял офицер на бяло поле c4 · бял офицер на черно поле d4 · бял цар на бяло поле e4 | черен цар на бяло поле c6 · бял офицер на бяло поле c4 · бял офицер на черно поле d4 · бял цар на бяло поле e4 | черен цар на бяло поле c6 · бял офицер на бяло поле c4 · бял офицер на черно поле d4 · бял цар на бяло поле e4 | черен цар на бяло поле c6 · бял офицер на бяло поле c4 · бял офицер на черно поле d4 · бял цар на бяло поле e4 | черен цар на бяло поле c6 · бял офицер на бяло поле c4 · бял офицер на черно поле d4 · бял цар на бяло поле e4 | 8 |
| 7 | черен цар на бяло поле c6 · бял офицер на бяло поле c4 · бял офицер на черно поле d4 · бял цар на бяло поле e4 | черен цар на бяло поле c6 · бял офицер на бяло поле c4 · бял офицер на черно поле d4 · бял цар на бяло поле e4 | черен цар на бяло поле c6 · бял офицер на бяло поле c4 · бял офицер на черно поле d4 · бял цар на бяло поле e4 | черен цар на бяло поле c6 · бял офицер на бяло поле c4 · бял офицер на черно поле d4 · бял цар на бяло поле e4 | черен цар на бяло поле c6 · бял офицер на бяло поле c4 · бял офицер на черно поле d4 · бял цар на бяло поле e4 | черен цар на бяло поле c6 · бял офицер на бяло поле c4 · бял офицер на черно поле d4 · бял цар на бяло поле e4 | черен цар на бяло поле c6 · бял офицер на бяло поле c4 · бял офицер на черно поле d4 · бял цар на бяло поле e4 | черен цар на бяло поле c6 · бял офицер на бяло поле c4 · бял офицер на черно поле d4 · бял цар на бяло поле e4 | 7 |
| 6 | черен цар на бяло поле c6 · бял офицер на бяло поле c4 · бял офицер на черно поле d4 · бял цар на бяло поле e4 | черен цар на бяло поле c6 · бял офицер на бяло поле c4 · бял офицер на черно поле d4 · бял цар на бяло поле e4 | черен цар на бяло поле c6 · бял офицер на бяло поле c4 · бял офицер на черно поле d4 · бял цар на бяло поле e4 | черен цар на бяло поле c6 · бял офицер на бяло поле c4 · бял офицер на черно поле d4 · бял цар на бяло поле e4 | черен цар на бяло поле c6 · бял офицер на бяло поле c4 · бял офицер на черно поле d4 · бял цар на бяло поле e4 | черен цар на бяло поле c6 · бял офицер на бяло поле c4 · бял офицер на черно поле d4 · бял цар на бяло поле e4 | черен цар на бяло поле c6 · бял офицер на бяло поле c4 · бял офицер на черно поле d4 · бял цар на бяло поле e4 | черен цар на бяло поле c6 · бял офицер на бяло поле c4 · бял офицер на черно поле d4 · бял цар на бяло поле e4 | 6 |
| 5 | черен цар на бяло поле c6 · бял офицер на бяло поле c4 · бял офицер на черно поле d4 · бял цар на бяло поле e4 | черен цар на бяло поле c6 · бял офицер на бяло поле c4 · бял офицер на черно поле d4 · бял цар на бяло поле e4 | черен цар на бяло поле c6 · бял офицер на бяло поле c4 · бял офицер на черно поле d4 · бял цар на бяло поле e4 | черен цар на бяло поле c6 · бял офицер на бяло поле c4 · бял офицер на черно поле d4 · бял цар на бяло поле e4 | черен цар на бяло поле c6 · бял офицер на бяло поле c4 · бял офицер на черно поле d4 · бял цар на бяло поле e4 | черен цар на бяло поле c6 · бял офицер на бяло поле c4 · бял офицер на черно поле d4 · бял цар на бяло поле e4 | черен цар на бяло поле c6 · бял офицер на бяло поле c4 · бял офицер на черно поле d4 · бял цар на бяло поле e4 | черен цар на бяло поле c6 · бял офицер на бяло поле c4 · бял офицер на черно поле d4 · бял цар на бяло поле e4 | 5 |
| 4 | черен цар на бяло поле c6 · бял офицер на бяло поле c4 · бял офицер на черно поле d4 · бял цар на бяло поле e4 | черен цар на бяло поле c6 · бял офицер на бяло поле c4 · бял офицер на черно поле d4 · бял цар на бяло поле e4 | черен цар на бяло поле c6 · бял офицер на бяло поле c4 · бял офицер на черно поле d4 · бял цар на бяло поле e4 | черен цар на бяло поле c6 · бял офицер на бяло поле c4 · бял офицер на черно поле d4 · бял цар на бяло поле e4 | черен цар на бяло поле c6 · бял офицер на бяло поле c4 · бял офицер на черно поле d4 · бял цар на бяло поле e4 | черен цар на бяло поле c6 · бял офицер на бяло поле c4 · бял офицер на черно поле d4 · бял цар на бяло поле e4 | черен цар на бяло поле c6 · бял офицер на бяло поле c4 · бял офицер на черно поле d4 · бял цар на бяло поле e4 | черен цар на бяло поле c6 · бял офицер на бяло поле c4 · бял офицер на черно поле d4 · бял цар на бяло поле e4 | 4 |
| 3 | черен цар на бяло поле c6 · бял офицер на бяло поле c4 · бял офицер на черно поле d4 · бял цар на бяло поле e4 | черен цар на бяло поле c6 · бял офицер на бяло поле c4 · бял офицер на черно поле d4 · бял цар на бяло поле e4 | черен цар на бяло поле c6 · бял офицер на бяло поле c4 · бял офицер на черно поле d4 · бял цар на бяло поле e4 | черен цар на бяло поле c6 · бял офицер на бяло поле c4 · бял офицер на черно поле d4 · бял цар на бяло поле e4 | черен цар на бяло поле c6 · бял офицер на бяло поле c4 · бял офицер на черно поле d4 · бял цар на бяло поле e4 | черен цар на бяло поле c6 · бял офицер на бяло поле c4 · бял офицер на черно поле d4 · бял цар на бяло поле e4 | черен цар на бяло поле c6 · бял офицер на бяло поле c4 · бял офицер на черно поле d4 · бял цар на бяло поле e4 | черен цар на бяло поле c6 · бял офицер на бяло поле c4 · бял офицер на черно поле d4 · бял цар на бяло поле e4 | 3 |
| 2 | черен цар на бяло поле c6 · бял офицер на бяло поле c4 · бял офицер на черно поле d4 · бял цар на бяло поле e4 | черен цар на бяло поле c6 · бял офицер на бяло поле c4 · бял офицер на черно поле d4 · бял цар на бяло поле e4 | черен цар на бяло поле c6 · бял офицер на бяло поле c4 · бял офицер на черно поле d4 · бял цар на бяло поле e4 | черен цар на бяло поле c6 · бял офицер на бяло поле c4 · бял офицер на черно поле d4 · бял цар на бяло поле e4 | черен цар на бяло поле c6 · бял офицер на бяло поле c4 · бял офицер на черно поле d4 · бял цар на бяло поле e4 | черен цар на бяло поле c6 · бял офицер на бяло поле c4 · бял офицер на черно поле d4 · бял цар на бяло поле e4 | черен цар на бяло поле c6 · бял офицер на бяло поле c4 · бял офицер на черно поле d4 · бял цар на бяло поле e4 | черен цар на бяло поле c6 · бял офицер на бяло поле c4 · бял офицер на черно поле d4 · бял цар на бяло поле e4 | 2 |
| 1 | черен цар на бяло поле c6 · бял офицер на бяло поле c4 · бял офицер на черно поле d4 · бял цар на бяло поле e4 | черен цар на бяло поле c6 · бял офицер на бяло поле c4 · бял офицер на черно поле d4 · бял цар на бяло поле e4 | черен цар на бяло поле c6 · бял офицер на бяло поле c4 · бял офицер на черно поле d4 · бял цар на бяло поле e4 | черен цар на бяло поле c6 · бял офицер на бяло поле c4 · бял офицер на черно поле d4 · бял цар на бяло поле e4 | черен цар на бяло поле c6 · бял офицер на бяло поле c4 · бял офицер на черно поле d4 · бял цар на бяло поле e4 | черен цар на бяло поле c6 · бял офицер на бяло поле c4 · бял офицер на черно поле d4 · бял цар на бяло поле e4 | черен цар на бяло поле c6 · бял офицер на бяло поле c4 · бял офицер на черно поле d4 · бял цар на бяло поле e4 | черен цар на бяло поле c6 · бял офицер на бяло поле c4 · бял офицер на черно поле d4 · бял цар на бяло поле e4 | 1 |
|   | a | b | c | d | e | f | g | h |   |

|   | a | b | c | d | e | f | g | h |   |
| 8 | черен цар на бяло поле d7 · бял офицер на черно поле c5 · бял офицер на бяло поле d5 · бял цар на черно поле e5 | черен цар на бяло поле d7 · бял офицер на черно поле c5 · бял офицер на бяло поле d5 · бял цар на черно поле e5 | черен цар на бяло поле d7 · бял офицер на черно поле c5 · бял офицер на бяло поле d5 · бял цар на черно поле e5 | черен цар на бяло поле d7 · бял офицер на черно поле c5 · бял офицер на бяло поле d5 · бял цар на черно поле e5 | черен цар на бяло поле d7 · бял офицер на черно поле c5 · бял офицер на бяло поле d5 · бял цар на черно поле e5 | черен цар на бяло поле d7 · бял офицер на черно поле c5 · бял офицер на бяло поле d5 · бял цар на черно поле e5 | черен цар на бяло поле d7 · бял офицер на черно поле c5 · бял офицер на бяло поле d5 · бял цар на черно поле e5 | черен цар на бяло поле d7 · бял офицер на черно поле c5 · бял офицер на бяло поле d5 · бял цар на черно поле e5 | 8 |
| 7 | черен цар на бяло поле d7 · бял офицер на черно поле c5 · бял офицер на бяло поле d5 · бял цар на черно поле e5 | черен цар на бяло поле d7 · бял офицер на черно поле c5 · бял офицер на бяло поле d5 · бял цар на черно поле e5 | черен цар на бяло поле d7 · бял офицер на черно поле c5 · бял офицер на бяло поле d5 · бял цар на черно поле e5 | черен цар на бяло поле d7 · бял офицер на черно поле c5 · бял офицер на бяло поле d5 · бял цар на черно поле e5 | черен цар на бяло поле d7 · бял офицер на черно поле c5 · бял офицер на бяло поле d5 · бял цар на черно поле e5 | черен цар на бяло поле d7 · бял офицер на черно поле c5 · бял офицер на бяло поле d5 · бял цар на черно поле e5 | черен цар на бяло поле d7 · бял офицер на черно поле c5 · бял офицер на бяло поле d5 · бял цар на черно поле e5 | черен цар на бяло поле d7 · бял офицер на черно поле c5 · бял офицер на бяло поле d5 · бял цар на черно поле e5 | 7 |
| 6 | черен цар на бяло поле d7 · бял офицер на черно поле c5 · бял офицер на бяло поле d5 · бял цар на черно поле e5 | черен цар на бяло поле d7 · бял офицер на черно поле c5 · бял офицер на бяло поле d5 · бял цар на черно поле e5 | черен цар на бяло поле d7 · бял офицер на черно поле c5 · бял офицер на бяло поле d5 · бял цар на черно поле e5 | черен цар на бяло поле d7 · бял офицер на черно поле c5 · бял офицер на бяло поле d5 · бял цар на черно поле e5 | черен цар на бяло поле d7 · бял офицер на черно поле c5 · бял офицер на бяло поле d5 · бял цар на черно поле e5 | черен цар на бяло поле d7 · бял офицер на черно поле c5 · бял офицер на бяло поле d5 · бял цар на черно поле e5 | черен цар на бяло поле d7 · бял офицер на черно поле c5 · бял офицер на бяло поле d5 · бял цар на черно поле e5 | черен цар на бяло поле d7 · бял офицер на черно поле c5 · бял офицер на бяло поле d5 · бял цар на черно поле e5 | 6 |
| 5 | черен цар на бяло поле d7 · бял офицер на черно поле c5 · бял офицер на бяло поле d5 · бял цар на черно поле e5 | черен цар на бяло поле d7 · бял офицер на черно поле c5 · бял офицер на бяло поле d5 · бял цар на черно поле e5 | черен цар на бяло поле d7 · бял офицер на черно поле c5 · бял офицер на бяло поле d5 · бял цар на черно поле e5 | черен цар на бяло поле d7 · бял офицер на черно поле c5 · бял офицер на бяло поле d5 · бял цар на черно поле e5 | черен цар на бяло поле d7 · бял офицер на черно поле c5 · бял офицер на бяло поле d5 · бял цар на черно поле e5 | черен цар на бяло поле d7 · бял офицер на черно поле c5 · бял офицер на бяло поле d5 · бял цар на черно поле e5 | черен цар на бяло поле d7 · бял офицер на черно поле c5 · бял офицер на бяло поле d5 · бял цар на черно поле e5 | черен цар на бяло поле d7 · бял офицер на черно поле c5 · бял офицер на бяло поле d5 · бял цар на черно поле e5 | 5 |
| 4 | черен цар на бяло поле d7 · бял офицер на черно поле c5 · бял офицер на бяло поле d5 · бял цар на черно поле e5 | черен цар на бяло поле d7 · бял офицер на черно поле c5 · бял офицер на бяло поле d5 · бял цар на черно поле e5 | черен цар на бяло поле d7 · бял офицер на черно поле c5 · бял офицер на бяло поле d5 · бял цар на черно поле e5 | черен цар на бяло поле d7 · бял офицер на черно поле c5 · бял офицер на бяло поле d5 · бял цар на черно поле e5 | черен цар на бяло поле d7 · бял офицер на черно поле c5 · бял офицер на бяло поле d5 · бял цар на черно поле e5 | черен цар на бяло поле d7 · бял офицер на черно поле c5 · бял офицер на бяло поле d5 · бял цар на черно поле e5 | черен цар на бяло поле d7 · бял офицер на черно поле c5 · бял офицер на бяло поле d5 · бял цар на черно поле e5 | черен цар на бяло поле d7 · бял офицер на черно поле c5 · бял офицер на бяло поле d5 · бял цар на черно поле e5 | 4 |
| 3 | черен цар на бяло поле d7 · бял офицер на черно поле c5 · бял офицер на бяло поле d5 · бял цар на черно поле e5 | черен цар на бяло поле d7 · бял офицер на черно поле c5 · бял офицер на бяло поле d5 · бял цар на черно поле e5 | черен цар на бяло поле d7 · бял офицер на черно поле c5 · бял офицер на бяло поле d5 · бял цар на черно поле e5 | черен цар на бяло поле d7 · бял офицер на черно поле c5 · бял офицер на бяло поле d5 · бял цар на черно поле e5 | черен цар на бяло поле d7 · бял офицер на черно поле c5 · бял офицер на бяло поле d5 · бял цар на черно поле e5 | черен цар на бяло поле d7 · бял офицер на черно поле c5 · бял офицер на бяло поле d5 · бял цар на черно поле e5 | черен цар на бяло поле d7 · бял офицер на черно поле c5 · бял офицер на бяло поле d5 · бял цар на черно поле e5 | черен цар на бяло поле d7 · бял офицер на черно поле c5 · бял офицер на бяло поле d5 · бял цар на черно поле e5 | 3 |
| 2 | черен цар на бяло поле d7 · бял офицер на черно поле c5 · бял офицер на бяло поле d5 · бял цар на черно поле e5 | черен цар на бяло поле d7 · бял офицер на черно поле c5 · бял офицер на бяло поле d5 · бял цар на черно поле e5 | черен цар на бяло поле d7 · бял офицер на черно поле c5 · бял офицер на бяло поле d5 · бял цар на черно поле e5 | черен цар на бяло поле d7 · бял офицер на черно поле c5 · бял офицер на бяло поле d5 · бял цар на черно поле e5 | черен цар на бяло поле d7 · бял офицер на черно поле c5 · бял офицер на бяло поле d5 · бял цар на черно поле e5 | черен цар на бяло поле d7 · бял офицер на черно поле c5 · бял офицер на бяло поле d5 · бял цар на черно поле e5 | черен цар на бяло поле d7 · бял офицер на черно поле c5 · бял офицер на бяло поле d5 · бял цар на черно поле e5 | черен цар на бяло поле d7 · бял офицер на черно поле c5 · бял офицер на бяло поле d5 · бял цар на черно поле e5 | 2 |
| 1 | черен цар на бяло поле d7 · бял офицер на черно поле c5 · бял офицер на бяло поле d5 · бял цар на черно поле e5 | черен цар на бяло поле d7 · бял офицер на черно поле c5 · бял офицер на бяло поле d5 · бял цар на черно поле e5 | черен цар на бяло поле d7 · бял офицер на черно поле c5 · бял офицер на бяло поле d5 · бял цар на черно поле e5 | черен цар на бяло поле d7 · бял офицер на черно поле c5 · бял офицер на бяло поле d5 · бял цар на черно поле e5 | черен цар на бяло поле d7 · бял офицер на черно поле c5 · бял офицер на бяло поле d5 · бял цар на черно поле e5 | черен цар на бяло поле d7 · бял офицер на черно поле c5 · бял офицер на бяло поле d5 · бял цар на черно поле e5 | черен цар на бяло поле d7 · бял офицер на черно поле c5 · бял офицер на бяло поле d5 · бял цар на черно поле e5 | черен цар на бяло поле d7 · бял офицер на черно поле c5 · бял офицер на бяло поле d5 · бял цар на черно поле e5 | 1 |
|   | a | b | c | d | e | f | g | h |   |

- 7. Це5 Цd7 (също като по-горе)
- 8. Od5 (отрязвайки полето c6 за черните)

|   | a | b | c | d | e | f | g | h |   |
| 8 | черен цар на бяло поле c8 · бял офицер на бяло поле c6 · бял офицер на черно поле d6 · бял цар на бяло поле d5 | черен цар на бяло поле c8 · бял офицер на бяло поле c6 · бял офицер на черно поле d6 · бял цар на бяло поле d5 | черен цар на бяло поле c8 · бял офицер на бяло поле c6 · бял офицер на черно поле d6 · бял цар на бяло поле d5 | черен цар на бяло поле c8 · бял офицер на бяло поле c6 · бял офицер на черно поле d6 · бял цар на бяло поле d5 | черен цар на бяло поле c8 · бял офицер на бяло поле c6 · бял офицер на черно поле d6 · бял цар на бяло поле d5 | черен цар на бяло поле c8 · бял офицер на бяло поле c6 · бял офицер на черно поле d6 · бял цар на бяло поле d5 | черен цар на бяло поле c8 · бял офицер на бяло поле c6 · бял офицер на черно поле d6 · бял цар на бяло поле d5 | черен цар на бяло поле c8 · бял офицер на бяло поле c6 · бял офицер на черно поле d6 · бял цар на бяло поле d5 | 8 |
| 7 | черен цар на бяло поле c8 · бял офицер на бяло поле c6 · бял офицер на черно поле d6 · бял цар на бяло поле d5 | черен цар на бяло поле c8 · бял офицер на бяло поле c6 · бял офицер на черно поле d6 · бял цар на бяло поле d5 | черен цар на бяло поле c8 · бял офицер на бяло поле c6 · бял офицер на черно поле d6 · бял цар на бяло поле d5 | черен цар на бяло поле c8 · бял офицер на бяло поле c6 · бял офицер на черно поле d6 · бял цар на бяло поле d5 | черен цар на бяло поле c8 · бял офицер на бяло поле c6 · бял офицер на черно поле d6 · бял цар на бяло поле d5 | черен цар на бяло поле c8 · бял офицер на бяло поле c6 · бял офицер на черно поле d6 · бял цар на бяло поле d5 | черен цар на бяло поле c8 · бял офицер на бяло поле c6 · бял офицер на черно поле d6 · бял цар на бяло поле d5 | черен цар на бяло поле c8 · бял офицер на бяло поле c6 · бял офицер на черно поле d6 · бял цар на бяло поле d5 | 7 |
| 6 | черен цар на бяло поле c8 · бял офицер на бяло поле c6 · бял офицер на черно поле d6 · бял цар на бяло поле d5 | черен цар на бяло поле c8 · бял офицер на бяло поле c6 · бял офицер на черно поле d6 · бял цар на бяло поле d5 | черен цар на бяло поле c8 · бял офицер на бяло поле c6 · бял офицер на черно поле d6 · бял цар на бяло поле d5 | черен цар на бяло поле c8 · бял офицер на бяло поле c6 · бял офицер на черно поле d6 · бял цар на бяло поле d5 | черен цар на бяло поле c8 · бял офицер на бяло поле c6 · бял офицер на черно поле d6 · бял цар на бяло поле d5 | черен цар на бяло поле c8 · бял офицер на бяло поле c6 · бял офицер на черно поле d6 · бял цар на бяло поле d5 | черен цар на бяло поле c8 · бял офицер на бяло поле c6 · бял офицер на черно поле d6 · бял цар на бяло поле d5 | черен цар на бяло поле c8 · бял офицер на бяло поле c6 · бял офицер на черно поле d6 · бял цар на бяло поле d5 | 6 |
| 5 | черен цар на бяло поле c8 · бял офицер на бяло поле c6 · бял офицер на черно поле d6 · бял цар на бяло поле d5 | черен цар на бяло поле c8 · бял офицер на бяло поле c6 · бял офицер на черно поле d6 · бял цар на бяло поле d5 | черен цар на бяло поле c8 · бял офицер на бяло поле c6 · бял офицер на черно поле d6 · бял цар на бяло поле d5 | черен цар на бяло поле c8 · бял офицер на бяло поле c6 · бял офицер на черно поле d6 · бял цар на бяло поле d5 | черен цар на бяло поле c8 · бял офицер на бяло поле c6 · бял офицер на черно поле d6 · бял цар на бяло поле d5 | черен цар на бяло поле c8 · бял офицер на бяло поле c6 · бял офицер на черно поле d6 · бял цар на бяло поле d5 | черен цар на бяло поле c8 · бял офицер на бяло поле c6 · бял офицер на черно поле d6 · бял цар на бяло поле d5 | черен цар на бяло поле c8 · бял офицер на бяло поле c6 · бял офицер на черно поле d6 · бял цар на бяло поле d5 | 5 |
| 4 | черен цар на бяло поле c8 · бял офицер на бяло поле c6 · бял офицер на черно поле d6 · бял цар на бяло поле d5 | черен цар на бяло поле c8 · бял офицер на бяло поле c6 · бял офицер на черно поле d6 · бял цар на бяло поле d5 | черен цар на бяло поле c8 · бял офицер на бяло поле c6 · бял офицер на черно поле d6 · бял цар на бяло поле d5 | черен цар на бяло поле c8 · бял офицер на бяло поле c6 · бял офицер на черно поле d6 · бял цар на бяло поле d5 | черен цар на бяло поле c8 · бял офицер на бяло поле c6 · бял офицер на черно поле d6 · бял цар на бяло поле d5 | черен цар на бяло поле c8 · бял офицер на бяло поле c6 · бял офицер на черно поле d6 · бял цар на бяло поле d5 | черен цар на бяло поле c8 · бял офицер на бяло поле c6 · бял офицер на черно поле d6 · бял цар на бяло поле d5 | черен цар на бяло поле c8 · бял офицер на бяло поле c6 · бял офицер на черно поле d6 · бял цар на бяло поле d5 | 4 |
| 3 | черен цар на бяло поле c8 · бял офицер на бяло поле c6 · бял офицер на черно поле d6 · бял цар на бяло поле d5 | черен цар на бяло поле c8 · бял офицер на бяло поле c6 · бял офицер на черно поле d6 · бял цар на бяло поле d5 | черен цар на бяло поле c8 · бял офицер на бяло поле c6 · бял офицер на черно поле d6 · бял цар на бяло поле d5 | черен цар на бяло поле c8 · бял офицер на бяло поле c6 · бял офицер на черно поле d6 · бял цар на бяло поле d5 | черен цар на бяло поле c8 · бял офицер на бяло поле c6 · бял офицер на черно поле d6 · бял цар на бяло поле d5 | черен цар на бяло поле c8 · бял офицер на бяло поле c6 · бял офицер на черно поле d6 · бял цар на бяло поле d5 | черен цар на бяло поле c8 · бял офицер на бяло поле c6 · бял офицер на черно поле d6 · бял цар на бяло поле d5 | черен цар на бяло поле c8 · бял офицер на бяло поле c6 · бял офицер на черно поле d6 · бял цар на бяло поле d5 | 3 |
| 2 | черен цар на бяло поле c8 · бял офицер на бяло поле c6 · бял офицер на черно поле d6 · бял цар на бяло поле d5 | черен цар на бяло поле c8 · бял офицер на бяло поле c6 · бял офицер на черно поле d6 · бял цар на бяло поле d5 | черен цар на бяло поле c8 · бял офицер на бяло поле c6 · бял офицер на черно поле d6 · бял цар на бяло поле d5 | черен цар на бяло поле c8 · бял офицер на бяло поле c6 · бял офицер на черно поле d6 · бял цар на бяло поле d5 | черен цар на бяло поле c8 · бял офицер на бяло поле c6 · бял офицер на черно поле d6 · бял цар на бяло поле d5 | черен цар на бяло поле c8 · бял офицер на бяло поле c6 · бял офицер на черно поле d6 · бял цар на бяло поле d5 | черен цар на бяло поле c8 · бял офицер на бяло поле c6 · бял офицер на черно поле d6 · бял цар на бяло поле d5 | черен цар на бяло поле c8 · бял офицер на бяло поле c6 · бял офицер на черно поле d6 · бял цар на бяло поле d5 | 2 |
| 1 | черен цар на бяло поле c8 · бял офицер на бяло поле c6 · бял офицер на черно поле d6 · бял цар на бяло поле d5 | черен цар на бяло поле c8 · бял офицер на бяло поле c6 · бял офицер на черно поле d6 · бял цар на бяло поле d5 | черен цар на бяло поле c8 · бял офицер на бяло поле c6 · бял офицер на черно поле d6 · бял цар на бяло поле d5 | черен цар на бяло поле c8 · бял офицер на бяло поле c6 · бял офицер на черно поле d6 · бял цар на бяло поле d5 | черен цар на бяло поле c8 · бял офицер на бяло поле c6 · бял офицер на черно поле d6 · бял цар на бяло поле d5 | черен цар на бяло поле c8 · бял офицер на бяло поле c6 · бял офицер на черно поле d6 · бял цар на бяло поле d5 | черен цар на бяло поле c8 · бял офицер на бяло поле c6 · бял офицер на черно поле d6 · бял цар на бяло поле d5 | черен цар на бяло поле c8 · бял офицер на бяло поле c6 · бял офицер на черно поле d6 · бял цар на бяло поле d5 | 1 |
|   | a | b | c | d | e | f | g | h |   |

- 8... Цс7
- 9. Oc5 Цd7 (диаграма 7)
- 10. Od6! (важен ход, който изтласква черния цар към края на дъската)
- 10... Це8 (черните отново избягват ъгъла)
- 11. Це6 (сега вече това е невъзможно)
- 11... Цd8
- 12. Oc6 (изтласквайки царя към края на дъската)
- 12... Цс8 (черният цар е ограничен до полетата c8 и d8)
- 13. Цd5 (13. Це7?? е пат) – диаграма 8
- 13...Цd8
- 14. Цс5 Цс8
- 15. Цb6 Цd8 (сега белите трябва да допуснат черните към ъгъла)
- 16. Oc5 Цс8 (диаграма 9)

|   | a | b | c | d | e | f | g | h |   |
| 8 | черен цар на бяло поле c8 · бял цар на черно поле b6 · бял офицер на бяло поле c6 · бял офицер на черно поле c5 | черен цар на бяло поле c8 · бял цар на черно поле b6 · бял офицер на бяло поле c6 · бял офицер на черно поле c5 | черен цар на бяло поле c8 · бял цар на черно поле b6 · бял офицер на бяло поле c6 · бял офицер на черно поле c5 | черен цар на бяло поле c8 · бял цар на черно поле b6 · бял офицер на бяло поле c6 · бял офицер на черно поле c5 | черен цар на бяло поле c8 · бял цар на черно поле b6 · бял офицер на бяло поле c6 · бял офицер на черно поле c5 | черен цар на бяло поле c8 · бял цар на черно поле b6 · бял офицер на бяло поле c6 · бял офицер на черно поле c5 | черен цар на бяло поле c8 · бял цар на черно поле b6 · бял офицер на бяло поле c6 · бял офицер на черно поле c5 | черен цар на бяло поле c8 · бял цар на черно поле b6 · бял офицер на бяло поле c6 · бял офицер на черно поле c5 | 8 |
| 7 | черен цар на бяло поле c8 · бял цар на черно поле b6 · бял офицер на бяло поле c6 · бял офицер на черно поле c5 | черен цар на бяло поле c8 · бял цар на черно поле b6 · бял офицер на бяло поле c6 · бял офицер на черно поле c5 | черен цар на бяло поле c8 · бял цар на черно поле b6 · бял офицер на бяло поле c6 · бял офицер на черно поле c5 | черен цар на бяло поле c8 · бял цар на черно поле b6 · бял офицер на бяло поле c6 · бял офицер на черно поле c5 | черен цар на бяло поле c8 · бял цар на черно поле b6 · бял офицер на бяло поле c6 · бял офицер на черно поле c5 | черен цар на бяло поле c8 · бял цар на черно поле b6 · бял офицер на бяло поле c6 · бял офицер на черно поле c5 | черен цар на бяло поле c8 · бял цар на черно поле b6 · бял офицер на бяло поле c6 · бял офицер на черно поле c5 | черен цар на бяло поле c8 · бял цар на черно поле b6 · бял офицер на бяло поле c6 · бял офицер на черно поле c5 | 7 |
| 6 | черен цар на бяло поле c8 · бял цар на черно поле b6 · бял офицер на бяло поле c6 · бял офицер на черно поле c5 | черен цар на бяло поле c8 · бял цар на черно поле b6 · бял офицер на бяло поле c6 · бял офицер на черно поле c5 | черен цар на бяло поле c8 · бял цар на черно поле b6 · бял офицер на бяло поле c6 · бял офицер на черно поле c5 | черен цар на бяло поле c8 · бял цар на черно поле b6 · бял офицер на бяло поле c6 · бял офицер на черно поле c5 | черен цар на бяло поле c8 · бял цар на черно поле b6 · бял офицер на бяло поле c6 · бял офицер на черно поле c5 | черен цар на бяло поле c8 · бял цар на черно поле b6 · бял офицер на бяло поле c6 · бял офицер на черно поле c5 | черен цар на бяло поле c8 · бял цар на черно поле b6 · бял офицер на бяло поле c6 · бял офицер на черно поле c5 | черен цар на бяло поле c8 · бял цар на черно поле b6 · бял офицер на бяло поле c6 · бял офицер на черно поле c5 | 6 |
| 5 | черен цар на бяло поле c8 · бял цар на черно поле b6 · бял офицер на бяло поле c6 · бял офицер на черно поле c5 | черен цар на бяло поле c8 · бял цар на черно поле b6 · бял офицер на бяло поле c6 · бял офицер на черно поле c5 | черен цар на бяло поле c8 · бял цар на черно поле b6 · бял офицер на бяло поле c6 · бял офицер на черно поле c5 | черен цар на бяло поле c8 · бял цар на черно поле b6 · бял офицер на бяло поле c6 · бял офицер на черно поле c5 | черен цар на бяло поле c8 · бял цар на черно поле b6 · бял офицер на бяло поле c6 · бял офицер на черно поле c5 | черен цар на бяло поле c8 · бял цар на черно поле b6 · бял офицер на бяло поле c6 · бял офицер на черно поле c5 | черен цар на бяло поле c8 · бял цар на черно поле b6 · бял офицер на бяло поле c6 · бял офицер на черно поле c5 | черен цар на бяло поле c8 · бял цар на черно поле b6 · бял офицер на бяло поле c6 · бял офицер на черно поле c5 | 5 |
| 4 | черен цар на бяло поле c8 · бял цар на черно поле b6 · бял офицер на бяло поле c6 · бял офицер на черно поле c5 | черен цар на бяло поле c8 · бял цар на черно поле b6 · бял офицер на бяло поле c6 · бял офицер на черно поле c5 | черен цар на бяло поле c8 · бял цар на черно поле b6 · бял офицер на бяло поле c6 · бял офицер на черно поле c5 | черен цар на бяло поле c8 · бял цар на черно поле b6 · бял офицер на бяло поле c6 · бял офицер на черно поле c5 | черен цар на бяло поле c8 · бял цар на черно поле b6 · бял офицер на бяло поле c6 · бял офицер на черно поле c5 | черен цар на бяло поле c8 · бял цар на черно поле b6 · бял офицер на бяло поле c6 · бял офицер на черно поле c5 | черен цар на бяло поле c8 · бял цар на черно поле b6 · бял офицер на бяло поле c6 · бял офицер на черно поле c5 | черен цар на бяло поле c8 · бял цар на черно поле b6 · бял офицер на бяло поле c6 · бял офицер на черно поле c5 | 4 |
| 3 | черен цар на бяло поле c8 · бял цар на черно поле b6 · бял офицер на бяло поле c6 · бял офицер на черно поле c5 | черен цар на бяло поле c8 · бял цар на черно поле b6 · бял офицер на бяло поле c6 · бял офицер на черно поле c5 | черен цар на бяло поле c8 · бял цар на черно поле b6 · бял офицер на бяло поле c6 · бял офицер на черно поле c5 | черен цар на бяло поле c8 · бял цар на черно поле b6 · бял офицер на бяло поле c6 · бял офицер на черно поле c5 | черен цар на бяло поле c8 · бял цар на черно поле b6 · бял офицер на бяло поле c6 · бял офицер на черно поле c5 | черен цар на бяло поле c8 · бял цар на черно поле b6 · бял офицер на бяло поле c6 · бял офицер на черно поле c5 | черен цар на бяло поле c8 · бял цар на черно поле b6 · бял офицер на бяло поле c6 · бял офицер на черно поле c5 | черен цар на бяло поле c8 · бял цар на черно поле b6 · бял офицер на бяло поле c6 · бял офицер на черно поле c5 | 3 |
| 2 | черен цар на бяло поле c8 · бял цар на черно поле b6 · бял офицер на бяло поле c6 · бял офицер на черно поле c5 | черен цар на бяло поле c8 · бял цар на черно поле b6 · бял офицер на бяло поле c6 · бял офицер на черно поле c5 | черен цар на бяло поле c8 · бял цар на черно поле b6 · бял офицер на бяло поле c6 · бял офицер на черно поле c5 | черен цар на бяло поле c8 · бял цар на черно поле b6 · бял офицер на бяло поле c6 · бял офицер на черно поле c5 | черен цар на бяло поле c8 · бял цар на черно поле b6 · бял офицер на бяло поле c6 · бял офицер на черно поле c5 | черен цар на бяло поле c8 · бял цар на черно поле b6 · бял офицер на бяло поле c6 · бял офицер на черно поле c5 | черен цар на бяло поле c8 · бял цар на черно поле b6 · бял офицер на бяло поле c6 · бял офицер на черно поле c5 | черен цар на бяло поле c8 · бял цар на черно поле b6 · бял офицер на бяло поле c6 · бял офицер на черно поле c5 | 2 |
| 1 | черен цар на бяло поле c8 · бял цар на черно поле b6 · бял офицер на бяло поле c6 · бял офицер на черно поле c5 | черен цар на бяло поле c8 · бял цар на черно поле b6 · бял офицер на бяло поле c6 · бял офицер на черно поле c5 | черен цар на бяло поле c8 · бял цар на черно поле b6 · бял офицер на бяло поле c6 · бял офицер на черно поле c5 | черен цар на бяло поле c8 · бял цар на черно поле b6 · бял офицер на бяло поле c6 · бял офицер на черно поле c5 | черен цар на бяло поле c8 · бял цар на черно поле b6 · бял офицер на бяло поле c6 · бял офицер на черно поле c5 | черен цар на бяло поле c8 · бял цар на черно поле b6 · бял офицер на бяло поле c6 · бял офицер на черно поле c5 | черен цар на бяло поле c8 · бял цар на черно поле b6 · бял офицер на бяло поле c6 · бял офицер на черно поле c5 | черен цар на бяло поле c8 · бял цар на черно поле b6 · бял офицер на бяло поле c6 · бял офицер на черно поле c5 | 1 |
|   | a | b | c | d | e | f | g | h |   |

- 17. Oe7! (важен ход, който изтласква черния цар към ъгъла)
- 17... Цb8
- 18. Od7! (същият принцип като по-горе)
- 18... Ца8
- 19. Od8 (Белите трябва да направят празен ход, може също и Oc5, Of8, Oe6, или Ца6.)
- 19... Цb8
- 20. Oc7+ Ца8
- 21. Oc6 Х мат. (диаграма 3, горе вляво).

Това не е най-краткия мат от тази позиция, възможен е мат в 18 хода при най-силната игра на черните, но описаният тук е по-поучителен.

## Мат с офицер и кон
Мат с офицер и кон на сам цар се достига само в ъгъла на цвета на офицера не по-късно от 33-ия ход от всяка изходна позиция при най-добрата защита на по-слабата страна. Изисква прецизна игра, тъй като броят на ходовете, необходим за мата, е близо до максимално допустимия от правилото за 50 хода, след които играта е реми. На практика се случва веднъж на 6000 игри. 
Царят на по-слабата страна трябва да се изгони от центъра, да се стесни до ръба на дъската и да се изтласка в ъгъл с цвета на офицера. Той се матира в ъгловото поле с офицера или в съседните две с коня. Царят на по-силната страна трябва да бъде на разстояние от 1 ход на коня от ъгловия квадрат.

## Мат с коне
Мат с два коня не може да се принуди при правилна игра на сам цар, освен ако матова ситуация не се форсира от предходни вземания на фигури. Може да се получи в ъгъла или ръба на дъската. Мат с три коня е възможен в рамките на 20 хода (ако самият цар не може бързо да спечели кон).  Тези ситуации обикновено се наблюдават само в шахматни задачи, тъй като поне един от конете трябва да е произведен от пешка и рядко има причина пешката да бъде повишена във фигура, различна от дама (най-бърз начин за мат или печалба на фигури чрез вилка, опасност от пат, маневреност в закрита позиция или форсиране на реми).

## Разновидности на мата
Някои видове мат имат свое собствено име:
| - Глупав мат - Детски мат - Идеален мат - Чист мат - Икономичен мат - Моделиран мат - Еполетен мат - Арабски мат - Огледален мат - Линеен мат - Задушен мат (мат на Лусена) - Мат на крайния хоризонтал | - Неизбежен мат - Кооперативен мат - Обратен мат - Сериен мат - Мат на Анастасия - Мат на Андерсен - Мат на Боден - Мат Диларам - Мат на Легал - Мат на Троицки - Мат на Стамма - Мат на дел Рио |

## Често срещани матове

### Мат на крайния хоризонтал
Известен е още като коридорен мат: царят е зад 3 или повече свои фигури в линия (най-често пешки) в открит коридор встрани на краен хоризонтал, по който получава мат от дама или топ.

### Задушен мат
Царят е ограничен отвсякъде от свои фигури до него, най-често на ръба или в ъгъла и получава шах от кон, от който не може да избяга или да го вземе. Затварянето обикновено става целенасочено чрез шах с фигура, която се жертва на поле до царя, но не може да се вземе от него, а принудително трябва да бъде взета с друга фигура, която го затваря.
|   | a | b | c | d | e | f | g | h |   |
| 8 | черен топ на бяло поле a8 · черен кон на черно поле b8 · черен офицер на бяло поле c8 · черен цар на бяло поле e8 · черен офицер на черно поле f8 · черен кон на бяло поле g8 · черен топ на черно поле h8 · черна пешка на черно поле a7 · черна пешка на бяло поле b7 · черна пешка на черно поле c7 · черна пешка на бяло поле d7 · черна пешка на бяло поле f7 · черна пешка на черно поле g7 · черна пешка на бяло поле h7 · черна пешка на черно поле e5 · бяла пешка на бяло поле g4 · черна дама на черно поле h4 · бяла пешка на бяло поле f3 · бяла пешка на бяло поле a2 · бяла пешка на черно поле b2 · бяла пешка на бяло поле c2 · бяла пешка на черно поле d2 · бяла пешка на бяло поле e2 · бяла пешка на черно поле h2 · бял топ на черно поле a1 · бял кон на бяло поле b1 · бял офицер на черно поле c1 · бяла дама на бяло поле d1 · бял цар на черно поле e1 · бял офицер на бяло поле f1 · бял кон на черно поле g1 · бял топ на бяло поле h1 | черен топ на бяло поле a8 · черен кон на черно поле b8 · черен офицер на бяло поле c8 · черен цар на бяло поле e8 · черен офицер на черно поле f8 · черен кон на бяло поле g8 · черен топ на черно поле h8 · черна пешка на черно поле a7 · черна пешка на бяло поле b7 · черна пешка на черно поле c7 · черна пешка на бяло поле d7 · черна пешка на бяло поле f7 · черна пешка на черно поле g7 · черна пешка на бяло поле h7 · черна пешка на черно поле e5 · бяла пешка на бяло поле g4 · черна дама на черно поле h4 · бяла пешка на бяло поле f3 · бяла пешка на бяло поле a2 · бяла пешка на черно поле b2 · бяла пешка на бяло поле c2 · бяла пешка на черно поле d2 · бяла пешка на бяло поле e2 · бяла пешка на черно поле h2 · бял топ на черно поле a1 · бял кон на бяло поле b1 · бял офицер на черно поле c1 · бяла дама на бяло поле d1 · бял цар на черно поле e1 · бял офицер на бяло поле f1 · бял кон на черно поле g1 · бял топ на бяло поле h1 | черен топ на бяло поле a8 · черен кон на черно поле b8 · черен офицер на бяло поле c8 · черен цар на бяло поле e8 · черен офицер на черно поле f8 · черен кон на бяло поле g8 · черен топ на черно поле h8 · черна пешка на черно поле a7 · черна пешка на бяло поле b7 · черна пешка на черно поле c7 · черна пешка на бяло поле d7 · черна пешка на бяло поле f7 · черна пешка на черно поле g7 · черна пешка на бяло поле h7 · черна пешка на черно поле e5 · бяла пешка на бяло поле g4 · черна дама на черно поле h4 · бяла пешка на бяло поле f3 · бяла пешка на бяло поле a2 · бяла пешка на черно поле b2 · бяла пешка на бяло поле c2 · бяла пешка на черно поле d2 · бяла пешка на бяло поле e2 · бяла пешка на черно поле h2 · бял топ на черно поле a1 · бял кон на бяло поле b1 · бял офицер на черно поле c1 · бяла дама на бяло поле d1 · бял цар на черно поле e1 · бял офицер на бяло поле f1 · бял кон на черно поле g1 · бял топ на бяло поле h1 | черен топ на бяло поле a8 · черен кон на черно поле b8 · черен офицер на бяло поле c8 · черен цар на бяло поле e8 · черен офицер на черно поле f8 · черен кон на бяло поле g8 · черен топ на черно поле h8 · черна пешка на черно поле a7 · черна пешка на бяло поле b7 · черна пешка на черно поле c7 · черна пешка на бяло поле d7 · черна пешка на бяло поле f7 · черна пешка на черно поле g7 · черна пешка на бяло поле h7 · черна пешка на черно поле e5 · бяла пешка на бяло поле g4 · черна дама на черно поле h4 · бяла пешка на бяло поле f3 · бяла пешка на бяло поле a2 · бяла пешка на черно поле b2 · бяла пешка на бяло поле c2 · бяла пешка на черно поле d2 · бяла пешка на бяло поле e2 · бяла пешка на черно поле h2 · бял топ на черно поле a1 · бял кон на бяло поле b1 · бял офицер на черно поле c1 · бяла дама на бяло поле d1 · бял цар на черно поле e1 · бял офицер на бяло поле f1 · бял кон на черно поле g1 · бял топ на бяло поле h1 | черен топ на бяло поле a8 · черен кон на черно поле b8 · черен офицер на бяло поле c8 · черен цар на бяло поле e8 · черен офицер на черно поле f8 · черен кон на бяло поле g8 · черен топ на черно поле h8 · черна пешка на черно поле a7 · черна пешка на бяло поле b7 · черна пешка на черно поле c7 · черна пешка на бяло поле d7 · черна пешка на бяло поле f7 · черна пешка на черно поле g7 · черна пешка на бяло поле h7 · черна пешка на черно поле e5 · бяла пешка на бяло поле g4 · черна дама на черно поле h4 · бяла пешка на бяло поле f3 · бяла пешка на бяло поле a2 · бяла пешка на черно поле b2 · бяла пешка на бяло поле c2 · бяла пешка на черно поле d2 · бяла пешка на бяло поле e2 · бяла пешка на черно поле h2 · бял топ на черно поле a1 · бял кон на бяло поле b1 · бял офицер на черно поле c1 · бяла дама на бяло поле d1 · бял цар на черно поле e1 · бял офицер на бяло поле f1 · бял кон на черно поле g1 · бял топ на бяло поле h1 | черен топ на бяло поле a8 · черен кон на черно поле b8 · черен офицер на бяло поле c8 · черен цар на бяло поле e8 · черен офицер на черно поле f8 · черен кон на бяло поле g8 · черен топ на черно поле h8 · черна пешка на черно поле a7 · черна пешка на бяло поле b7 · черна пешка на черно поле c7 · черна пешка на бяло поле d7 · черна пешка на бяло поле f7 · черна пешка на черно поле g7 · черна пешка на бяло поле h7 · черна пешка на черно поле e5 · бяла пешка на бяло поле g4 · черна дама на черно поле h4 · бяла пешка на бяло поле f3 · бяла пешка на бяло поле a2 · бяла пешка на черно поле b2 · бяла пешка на бяло поле c2 · бяла пешка на черно поле d2 · бяла пешка на бяло поле e2 · бяла пешка на черно поле h2 · бял топ на черно поле a1 · бял кон на бяло поле b1 · бял офицер на черно поле c1 · бяла дама на бяло поле d1 · бял цар на черно поле e1 · бял офицер на бяло поле f1 · бял кон на черно поле g1 · бял топ на бяло поле h1 | черен топ на бяло поле a8 · черен кон на черно поле b8 · черен офицер на бяло поле c8 · черен цар на бяло поле e8 · черен офицер на черно поле f8 · черен кон на бяло поле g8 · черен топ на черно поле h8 · черна пешка на черно поле a7 · черна пешка на бяло поле b7 · черна пешка на черно поле c7 · черна пешка на бяло поле d7 · черна пешка на бяло поле f7 · черна пешка на черно поле g7 · черна пешка на бяло поле h7 · черна пешка на черно поле e5 · бяла пешка на бяло поле g4 · черна дама на черно поле h4 · бяла пешка на бяло поле f3 · бяла пешка на бяло поле a2 · бяла пешка на черно поле b2 · бяла пешка на бяло поле c2 · бяла пешка на черно поле d2 · бяла пешка на бяло поле e2 · бяла пешка на черно поле h2 · бял топ на черно поле a1 · бял кон на бяло поле b1 · бял офицер на черно поле c1 · бяла дама на бяло поле d1 · бял цар на черно поле e1 · бял офицер на бяло поле f1 · бял кон на черно поле g1 · бял топ на бяло поле h1 | черен топ на бяло поле a8 · черен кон на черно поле b8 · черен офицер на бяло поле c8 · черен цар на бяло поле e8 · черен офицер на черно поле f8 · черен кон на бяло поле g8 · черен топ на черно поле h8 · черна пешка на черно поле a7 · черна пешка на бяло поле b7 · черна пешка на черно поле c7 · черна пешка на бяло поле d7 · черна пешка на бяло поле f7 · черна пешка на черно поле g7 · черна пешка на бяло поле h7 · черна пешка на черно поле e5 · бяла пешка на бяло поле g4 · черна дама на черно поле h4 · бяла пешка на бяло поле f3 · бяла пешка на бяло поле a2 · бяла пешка на черно поле b2 · бяла пешка на бяло поле c2 · бяла пешка на черно поле d2 · бяла пешка на бяло поле e2 · бяла пешка на черно поле h2 · бял топ на черно поле a1 · бял кон на бяло поле b1 · бял офицер на черно поле c1 · бяла дама на бяло поле d1 · бял цар на черно поле e1 · бял офицер на бяло поле f1 · бял кон на черно поле g1 · бял топ на бяло поле h1 | 8 |
| 7 | черен топ на бяло поле a8 · черен кон на черно поле b8 · черен офицер на бяло поле c8 · черен цар на бяло поле e8 · черен офицер на черно поле f8 · черен кон на бяло поле g8 · черен топ на черно поле h8 · черна пешка на черно поле a7 · черна пешка на бяло поле b7 · черна пешка на черно поле c7 · черна пешка на бяло поле d7 · черна пешка на бяло поле f7 · черна пешка на черно поле g7 · черна пешка на бяло поле h7 · черна пешка на черно поле e5 · бяла пешка на бяло поле g4 · черна дама на черно поле h4 · бяла пешка на бяло поле f3 · бяла пешка на бяло поле a2 · бяла пешка на черно поле b2 · бяла пешка на бяло поле c2 · бяла пешка на черно поле d2 · бяла пешка на бяло поле e2 · бяла пешка на черно поле h2 · бял топ на черно поле a1 · бял кон на бяло поле b1 · бял офицер на черно поле c1 · бяла дама на бяло поле d1 · бял цар на черно поле e1 · бял офицер на бяло поле f1 · бял кон на черно поле g1 · бял топ на бяло поле h1 | черен топ на бяло поле a8 · черен кон на черно поле b8 · черен офицер на бяло поле c8 · черен цар на бяло поле e8 · черен офицер на черно поле f8 · черен кон на бяло поле g8 · черен топ на черно поле h8 · черна пешка на черно поле a7 · черна пешка на бяло поле b7 · черна пешка на черно поле c7 · черна пешка на бяло поле d7 · черна пешка на бяло поле f7 · черна пешка на черно поле g7 · черна пешка на бяло поле h7 · черна пешка на черно поле e5 · бяла пешка на бяло поле g4 · черна дама на черно поле h4 · бяла пешка на бяло поле f3 · бяла пешка на бяло поле a2 · бяла пешка на черно поле b2 · бяла пешка на бяло поле c2 · бяла пешка на черно поле d2 · бяла пешка на бяло поле e2 · бяла пешка на черно поле h2 · бял топ на черно поле a1 · бял кон на бяло поле b1 · бял офицер на черно поле c1 · бяла дама на бяло поле d1 · бял цар на черно поле e1 · бял офицер на бяло поле f1 · бял кон на черно поле g1 · бял топ на бяло поле h1 | черен топ на бяло поле a8 · черен кон на черно поле b8 · черен офицер на бяло поле c8 · черен цар на бяло поле e8 · черен офицер на черно поле f8 · черен кон на бяло поле g8 · черен топ на черно поле h8 · черна пешка на черно поле a7 · черна пешка на бяло поле b7 · черна пешка на черно поле c7 · черна пешка на бяло поле d7 · черна пешка на бяло поле f7 · черна пешка на черно поле g7 · черна пешка на бяло поле h7 · черна пешка на черно поле e5 · бяла пешка на бяло поле g4 · черна дама на черно поле h4 · бяла пешка на бяло поле f3 · бяла пешка на бяло поле a2 · бяла пешка на черно поле b2 · бяла пешка на бяло поле c2 · бяла пешка на черно поле d2 · бяла пешка на бяло поле e2 · бяла пешка на черно поле h2 · бял топ на черно поле a1 · бял кон на бяло поле b1 · бял офицер на черно поле c1 · бяла дама на бяло поле d1 · бял цар на черно поле e1 · бял офицер на бяло поле f1 · бял кон на черно поле g1 · бял топ на бяло поле h1 | черен топ на бяло поле a8 · черен кон на черно поле b8 · черен офицер на бяло поле c8 · черен цар на бяло поле e8 · черен офицер на черно поле f8 · черен кон на бяло поле g8 · черен топ на черно поле h8 · черна пешка на черно поле a7 · черна пешка на бяло поле b7 · черна пешка на черно поле c7 · черна пешка на бяло поле d7 · черна пешка на бяло поле f7 · черна пешка на черно поле g7 · черна пешка на бяло поле h7 · черна пешка на черно поле e5 · бяла пешка на бяло поле g4 · черна дама на черно поле h4 · бяла пешка на бяло поле f3 · бяла пешка на бяло поле a2 · бяла пешка на черно поле b2 · бяла пешка на бяло поле c2 · бяла пешка на черно поле d2 · бяла пешка на бяло поле e2 · бяла пешка на черно поле h2 · бял топ на черно поле a1 · бял кон на бяло поле b1 · бял офицер на черно поле c1 · бяла дама на бяло поле d1 · бял цар на черно поле e1 · бял офицер на бяло поле f1 · бял кон на черно поле g1 · бял топ на бяло поле h1 | черен топ на бяло поле a8 · черен кон на черно поле b8 · черен офицер на бяло поле c8 · черен цар на бяло поле e8 · черен офицер на черно поле f8 · черен кон на бяло поле g8 · черен топ на черно поле h8 · черна пешка на черно поле a7 · черна пешка на бяло поле b7 · черна пешка на черно поле c7 · черна пешка на бяло поле d7 · черна пешка на бяло поле f7 · черна пешка на черно поле g7 · черна пешка на бяло поле h7 · черна пешка на черно поле e5 · бяла пешка на бяло поле g4 · черна дама на черно поле h4 · бяла пешка на бяло поле f3 · бяла пешка на бяло поле a2 · бяла пешка на черно поле b2 · бяла пешка на бяло поле c2 · бяла пешка на черно поле d2 · бяла пешка на бяло поле e2 · бяла пешка на черно поле h2 · бял топ на черно поле a1 · бял кон на бяло поле b1 · бял офицер на черно поле c1 · бяла дама на бяло поле d1 · бял цар на черно поле e1 · бял офицер на бяло поле f1 · бял кон на черно поле g1 · бял топ на бяло поле h1 | черен топ на бяло поле a8 · черен кон на черно поле b8 · черен офицер на бяло поле c8 · черен цар на бяло поле e8 · черен офицер на черно поле f8 · черен кон на бяло поле g8 · черен топ на черно поле h8 · черна пешка на черно поле a7 · черна пешка на бяло поле b7 · черна пешка на черно поле c7 · черна пешка на бяло поле d7 · черна пешка на бяло поле f7 · черна пешка на черно поле g7 · черна пешка на бяло поле h7 · черна пешка на черно поле e5 · бяла пешка на бяло поле g4 · черна дама на черно поле h4 · бяла пешка на бяло поле f3 · бяла пешка на бяло поле a2 · бяла пешка на черно поле b2 · бяла пешка на бяло поле c2 · бяла пешка на черно поле d2 · бяла пешка на бяло поле e2 · бяла пешка на черно поле h2 · бял топ на черно поле a1 · бял кон на бяло поле b1 · бял офицер на черно поле c1 · бяла дама на бяло поле d1 · бял цар на черно поле e1 · бял офицер на бяло поле f1 · бял кон на черно поле g1 · бял топ на бяло поле h1 | черен топ на бяло поле a8 · черен кон на черно поле b8 · черен офицер на бяло поле c8 · черен цар на бяло поле e8 · черен офицер на черно поле f8 · черен кон на бяло поле g8 · черен топ на черно поле h8 · черна пешка на черно поле a7 · черна пешка на бяло поле b7 · черна пешка на черно поле c7 · черна пешка на бяло поле d7 · черна пешка на бяло поле f7 · черна пешка на черно поле g7 · черна пешка на бяло поле h7 · черна пешка на черно поле e5 · бяла пешка на бяло поле g4 · черна дама на черно поле h4 · бяла пешка на бяло поле f3 · бяла пешка на бяло поле a2 · бяла пешка на черно поле b2 · бяла пешка на бяло поле c2 · бяла пешка на черно поле d2 · бяла пешка на бяло поле e2 · бяла пешка на черно поле h2 · бял топ на черно поле a1 · бял кон на бяло поле b1 · бял офицер на черно поле c1 · бяла дама на бяло поле d1 · бял цар на черно поле e1 · бял офицер на бяло поле f1 · бял кон на черно поле g1 · бял топ на бяло поле h1 | черен топ на бяло поле a8 · черен кон на черно поле b8 · черен офицер на бяло поле c8 · черен цар на бяло поле e8 · черен офицер на черно поле f8 · черен кон на бяло поле g8 · черен топ на черно поле h8 · черна пешка на черно поле a7 · черна пешка на бяло поле b7 · черна пешка на черно поле c7 · черна пешка на бяло поле d7 · черна пешка на бяло поле f7 · черна пешка на черно поле g7 · черна пешка на бяло поле h7 · черна пешка на черно поле e5 · бяла пешка на бяло поле g4 · черна дама на черно поле h4 · бяла пешка на бяло поле f3 · бяла пешка на бяло поле a2 · бяла пешка на черно поле b2 · бяла пешка на бяло поле c2 · бяла пешка на черно поле d2 · бяла пешка на бяло поле e2 · бяла пешка на черно поле h2 · бял топ на черно поле a1 · бял кон на бяло поле b1 · бял офицер на черно поле c1 · бяла дама на бяло поле d1 · бял цар на черно поле e1 · бял офицер на бяло поле f1 · бял кон на черно поле g1 · бял топ на бяло поле h1 | 7 |
| 6 | черен топ на бяло поле a8 · черен кон на черно поле b8 · черен офицер на бяло поле c8 · черен цар на бяло поле e8 · черен офицер на черно поле f8 · черен кон на бяло поле g8 · черен топ на черно поле h8 · черна пешка на черно поле a7 · черна пешка на бяло поле b7 · черна пешка на черно поле c7 · черна пешка на бяло поле d7 · черна пешка на бяло поле f7 · черна пешка на черно поле g7 · черна пешка на бяло поле h7 · черна пешка на черно поле e5 · бяла пешка на бяло поле g4 · черна дама на черно поле h4 · бяла пешка на бяло поле f3 · бяла пешка на бяло поле a2 · бяла пешка на черно поле b2 · бяла пешка на бяло поле c2 · бяла пешка на черно поле d2 · бяла пешка на бяло поле e2 · бяла пешка на черно поле h2 · бял топ на черно поле a1 · бял кон на бяло поле b1 · бял офицер на черно поле c1 · бяла дама на бяло поле d1 · бял цар на черно поле e1 · бял офицер на бяло поле f1 · бял кон на черно поле g1 · бял топ на бяло поле h1 | черен топ на бяло поле a8 · черен кон на черно поле b8 · черен офицер на бяло поле c8 · черен цар на бяло поле e8 · черен офицер на черно поле f8 · черен кон на бяло поле g8 · черен топ на черно поле h8 · черна пешка на черно поле a7 · черна пешка на бяло поле b7 · черна пешка на черно поле c7 · черна пешка на бяло поле d7 · черна пешка на бяло поле f7 · черна пешка на черно поле g7 · черна пешка на бяло поле h7 · черна пешка на черно поле e5 · бяла пешка на бяло поле g4 · черна дама на черно поле h4 · бяла пешка на бяло поле f3 · бяла пешка на бяло поле a2 · бяла пешка на черно поле b2 · бяла пешка на бяло поле c2 · бяла пешка на черно поле d2 · бяла пешка на бяло поле e2 · бяла пешка на черно поле h2 · бял топ на черно поле a1 · бял кон на бяло поле b1 · бял офицер на черно поле c1 · бяла дама на бяло поле d1 · бял цар на черно поле e1 · бял офицер на бяло поле f1 · бял кон на черно поле g1 · бял топ на бяло поле h1 | черен топ на бяло поле a8 · черен кон на черно поле b8 · черен офицер на бяло поле c8 · черен цар на бяло поле e8 · черен офицер на черно поле f8 · черен кон на бяло поле g8 · черен топ на черно поле h8 · черна пешка на черно поле a7 · черна пешка на бяло поле b7 · черна пешка на черно поле c7 · черна пешка на бяло поле d7 · черна пешка на бяло поле f7 · черна пешка на черно поле g7 · черна пешка на бяло поле h7 · черна пешка на черно поле e5 · бяла пешка на бяло поле g4 · черна дама на черно поле h4 · бяла пешка на бяло поле f3 · бяла пешка на бяло поле a2 · бяла пешка на черно поле b2 · бяла пешка на бяло поле c2 · бяла пешка на черно поле d2 · бяла пешка на бяло поле e2 · бяла пешка на черно поле h2 · бял топ на черно поле a1 · бял кон на бяло поле b1 · бял офицер на черно поле c1 · бяла дама на бяло поле d1 · бял цар на черно поле e1 · бял офицер на бяло поле f1 · бял кон на черно поле g1 · бял топ на бяло поле h1 | черен топ на бяло поле a8 · черен кон на черно поле b8 · черен офицер на бяло поле c8 · черен цар на бяло поле e8 · черен офицер на черно поле f8 · черен кон на бяло поле g8 · черен топ на черно поле h8 · черна пешка на черно поле a7 · черна пешка на бяло поле b7 · черна пешка на черно поле c7 · черна пешка на бяло поле d7 · черна пешка на бяло поле f7 · черна пешка на черно поле g7 · черна пешка на бяло поле h7 · черна пешка на черно поле e5 · бяла пешка на бяло поле g4 · черна дама на черно поле h4 · бяла пешка на бяло поле f3 · бяла пешка на бяло поле a2 · бяла пешка на черно поле b2 · бяла пешка на бяло поле c2 · бяла пешка на черно поле d2 · бяла пешка на бяло поле e2 · бяла пешка на черно поле h2 · бял топ на черно поле a1 · бял кон на бяло поле b1 · бял офицер на черно поле c1 · бяла дама на бяло поле d1 · бял цар на черно поле e1 · бял офицер на бяло поле f1 · бял кон на черно поле g1 · бял топ на бяло поле h1 | черен топ на бяло поле a8 · черен кон на черно поле b8 · черен офицер на бяло поле c8 · черен цар на бяло поле e8 · черен офицер на черно поле f8 · черен кон на бяло поле g8 · черен топ на черно поле h8 · черна пешка на черно поле a7 · черна пешка на бяло поле b7 · черна пешка на черно поле c7 · черна пешка на бяло поле d7 · черна пешка на бяло поле f7 · черна пешка на черно поле g7 · черна пешка на бяло поле h7 · черна пешка на черно поле e5 · бяла пешка на бяло поле g4 · черна дама на черно поле h4 · бяла пешка на бяло поле f3 · бяла пешка на бяло поле a2 · бяла пешка на черно поле b2 · бяла пешка на бяло поле c2 · бяла пешка на черно поле d2 · бяла пешка на бяло поле e2 · бяла пешка на черно поле h2 · бял топ на черно поле a1 · бял кон на бяло поле b1 · бял офицер на черно поле c1 · бяла дама на бяло поле d1 · бял цар на черно поле e1 · бял офицер на бяло поле f1 · бял кон на черно поле g1 · бял топ на бяло поле h1 | черен топ на бяло поле a8 · черен кон на черно поле b8 · черен офицер на бяло поле c8 · черен цар на бяло поле e8 · черен офицер на черно поле f8 · черен кон на бяло поле g8 · черен топ на черно поле h8 · черна пешка на черно поле a7 · черна пешка на бяло поле b7 · черна пешка на черно поле c7 · черна пешка на бяло поле d7 · черна пешка на бяло поле f7 · черна пешка на черно поле g7 · черна пешка на бяло поле h7 · черна пешка на черно поле e5 · бяла пешка на бяло поле g4 · черна дама на черно поле h4 · бяла пешка на бяло поле f3 · бяла пешка на бяло поле a2 · бяла пешка на черно поле b2 · бяла пешка на бяло поле c2 · бяла пешка на черно поле d2 · бяла пешка на бяло поле e2 · бяла пешка на черно поле h2 · бял топ на черно поле a1 · бял кон на бяло поле b1 · бял офицер на черно поле c1 · бяла дама на бяло поле d1 · бял цар на черно поле e1 · бял офицер на бяло поле f1 · бял кон на черно поле g1 · бял топ на бяло поле h1 | черен топ на бяло поле a8 · черен кон на черно поле b8 · черен офицер на бяло поле c8 · черен цар на бяло поле e8 · черен офицер на черно поле f8 · черен кон на бяло поле g8 · черен топ на черно поле h8 · черна пешка на черно поле a7 · черна пешка на бяло поле b7 · черна пешка на черно поле c7 · черна пешка на бяло поле d7 · черна пешка на бяло поле f7 · черна пешка на черно поле g7 · черна пешка на бяло поле h7 · черна пешка на черно поле e5 · бяла пешка на бяло поле g4 · черна дама на черно поле h4 · бяла пешка на бяло поле f3 · бяла пешка на бяло поле a2 · бяла пешка на черно поле b2 · бяла пешка на бяло поле c2 · бяла пешка на черно поле d2 · бяла пешка на бяло поле e2 · бяла пешка на черно поле h2 · бял топ на черно поле a1 · бял кон на бяло поле b1 · бял офицер на черно поле c1 · бяла дама на бяло поле d1 · бял цар на черно поле e1 · бял офицер на бяло поле f1 · бял кон на черно поле g1 · бял топ на бяло поле h1 | черен топ на бяло поле a8 · черен кон на черно поле b8 · черен офицер на бяло поле c8 · черен цар на бяло поле e8 · черен офицер на черно поле f8 · черен кон на бяло поле g8 · черен топ на черно поле h8 · черна пешка на черно поле a7 · черна пешка на бяло поле b7 · черна пешка на черно поле c7 · черна пешка на бяло поле d7 · черна пешка на бяло поле f7 · черна пешка на черно поле g7 · черна пешка на бяло поле h7 · черна пешка на черно поле e5 · бяла пешка на бяло поле g4 · черна дама на черно поле h4 · бяла пешка на бяло поле f3 · бяла пешка на бяло поле a2 · бяла пешка на черно поле b2 · бяла пешка на бяло поле c2 · бяла пешка на черно поле d2 · бяла пешка на бяло поле e2 · бяла пешка на черно поле h2 · бял топ на черно поле a1 · бял кон на бяло поле b1 · бял офицер на черно поле c1 · бяла дама на бяло поле d1 · бял цар на черно поле e1 · бял офицер на бяло поле f1 · бял кон на черно поле g1 · бял топ на бяло поле h1 | 6 |
| 5 | черен топ на бяло поле a8 · черен кон на черно поле b8 · черен офицер на бяло поле c8 · черен цар на бяло поле e8 · черен офицер на черно поле f8 · черен кон на бяло поле g8 · черен топ на черно поле h8 · черна пешка на черно поле a7 · черна пешка на бяло поле b7 · черна пешка на черно поле c7 · черна пешка на бяло поле d7 · черна пешка на бяло поле f7 · черна пешка на черно поле g7 · черна пешка на бяло поле h7 · черна пешка на черно поле e5 · бяла пешка на бяло поле g4 · черна дама на черно поле h4 · бяла пешка на бяло поле f3 · бяла пешка на бяло поле a2 · бяла пешка на черно поле b2 · бяла пешка на бяло поле c2 · бяла пешка на черно поле d2 · бяла пешка на бяло поле e2 · бяла пешка на черно поле h2 · бял топ на черно поле a1 · бял кон на бяло поле b1 · бял офицер на черно поле c1 · бяла дама на бяло поле d1 · бял цар на черно поле e1 · бял офицер на бяло поле f1 · бял кон на черно поле g1 · бял топ на бяло поле h1 | черен топ на бяло поле a8 · черен кон на черно поле b8 · черен офицер на бяло поле c8 · черен цар на бяло поле e8 · черен офицер на черно поле f8 · черен кон на бяло поле g8 · черен топ на черно поле h8 · черна пешка на черно поле a7 · черна пешка на бяло поле b7 · черна пешка на черно поле c7 · черна пешка на бяло поле d7 · черна пешка на бяло поле f7 · черна пешка на черно поле g7 · черна пешка на бяло поле h7 · черна пешка на черно поле e5 · бяла пешка на бяло поле g4 · черна дама на черно поле h4 · бяла пешка на бяло поле f3 · бяла пешка на бяло поле a2 · бяла пешка на черно поле b2 · бяла пешка на бяло поле c2 · бяла пешка на черно поле d2 · бяла пешка на бяло поле e2 · бяла пешка на черно поле h2 · бял топ на черно поле a1 · бял кон на бяло поле b1 · бял офицер на черно поле c1 · бяла дама на бяло поле d1 · бял цар на черно поле e1 · бял офицер на бяло поле f1 · бял кон на черно поле g1 · бял топ на бяло поле h1 | черен топ на бяло поле a8 · черен кон на черно поле b8 · черен офицер на бяло поле c8 · черен цар на бяло поле e8 · черен офицер на черно поле f8 · черен кон на бяло поле g8 · черен топ на черно поле h8 · черна пешка на черно поле a7 · черна пешка на бяло поле b7 · черна пешка на черно поле c7 · черна пешка на бяло поле d7 · черна пешка на бяло поле f7 · черна пешка на черно поле g7 · черна пешка на бяло поле h7 · черна пешка на черно поле e5 · бяла пешка на бяло поле g4 · черна дама на черно поле h4 · бяла пешка на бяло поле f3 · бяла пешка на бяло поле a2 · бяла пешка на черно поле b2 · бяла пешка на бяло поле c2 · бяла пешка на черно поле d2 · бяла пешка на бяло поле e2 · бяла пешка на черно поле h2 · бял топ на черно поле a1 · бял кон на бяло поле b1 · бял офицер на черно поле c1 · бяла дама на бяло поле d1 · бял цар на черно поле e1 · бял офицер на бяло поле f1 · бял кон на черно поле g1 · бял топ на бяло поле h1 | черен топ на бяло поле a8 · черен кон на черно поле b8 · черен офицер на бяло поле c8 · черен цар на бяло поле e8 · черен офицер на черно поле f8 · черен кон на бяло поле g8 · черен топ на черно поле h8 · черна пешка на черно поле a7 · черна пешка на бяло поле b7 · черна пешка на черно поле c7 · черна пешка на бяло поле d7 · черна пешка на бяло поле f7 · черна пешка на черно поле g7 · черна пешка на бяло поле h7 · черна пешка на черно поле e5 · бяла пешка на бяло поле g4 · черна дама на черно поле h4 · бяла пешка на бяло поле f3 · бяла пешка на бяло поле a2 · бяла пешка на черно поле b2 · бяла пешка на бяло поле c2 · бяла пешка на черно поле d2 · бяла пешка на бяло поле e2 · бяла пешка на черно поле h2 · бял топ на черно поле a1 · бял кон на бяло поле b1 · бял офицер на черно поле c1 · бяла дама на бяло поле d1 · бял цар на черно поле e1 · бял офицер на бяло поле f1 · бял кон на черно поле g1 · бял топ на бяло поле h1 | черен топ на бяло поле a8 · черен кон на черно поле b8 · черен офицер на бяло поле c8 · черен цар на бяло поле e8 · черен офицер на черно поле f8 · черен кон на бяло поле g8 · черен топ на черно поле h8 · черна пешка на черно поле a7 · черна пешка на бяло поле b7 · черна пешка на черно поле c7 · черна пешка на бяло поле d7 · черна пешка на бяло поле f7 · черна пешка на черно поле g7 · черна пешка на бяло поле h7 · черна пешка на черно поле e5 · бяла пешка на бяло поле g4 · черна дама на черно поле h4 · бяла пешка на бяло поле f3 · бяла пешка на бяло поле a2 · бяла пешка на черно поле b2 · бяла пешка на бяло поле c2 · бяла пешка на черно поле d2 · бяла пешка на бяло поле e2 · бяла пешка на черно поле h2 · бял топ на черно поле a1 · бял кон на бяло поле b1 · бял офицер на черно поле c1 · бяла дама на бяло поле d1 · бял цар на черно поле e1 · бял офицер на бяло поле f1 · бял кон на черно поле g1 · бял топ на бяло поле h1 | черен топ на бяло поле a8 · черен кон на черно поле b8 · черен офицер на бяло поле c8 · черен цар на бяло поле e8 · черен офицер на черно поле f8 · черен кон на бяло поле g8 · черен топ на черно поле h8 · черна пешка на черно поле a7 · черна пешка на бяло поле b7 · черна пешка на черно поле c7 · черна пешка на бяло поле d7 · черна пешка на бяло поле f7 · черна пешка на черно поле g7 · черна пешка на бяло поле h7 · черна пешка на черно поле e5 · бяла пешка на бяло поле g4 · черна дама на черно поле h4 · бяла пешка на бяло поле f3 · бяла пешка на бяло поле a2 · бяла пешка на черно поле b2 · бяла пешка на бяло поле c2 · бяла пешка на черно поле d2 · бяла пешка на бяло поле e2 · бяла пешка на черно поле h2 · бял топ на черно поле a1 · бял кон на бяло поле b1 · бял офицер на черно поле c1 · бяла дама на бяло поле d1 · бял цар на черно поле e1 · бял офицер на бяло поле f1 · бял кон на черно поле g1 · бял топ на бяло поле h1 | черен топ на бяло поле a8 · черен кон на черно поле b8 · черен офицер на бяло поле c8 · черен цар на бяло поле e8 · черен офицер на черно поле f8 · черен кон на бяло поле g8 · черен топ на черно поле h8 · черна пешка на черно поле a7 · черна пешка на бяло поле b7 · черна пешка на черно поле c7 · черна пешка на бяло поле d7 · черна пешка на бяло поле f7 · черна пешка на черно поле g7 · черна пешка на бяло поле h7 · черна пешка на черно поле e5 · бяла пешка на бяло поле g4 · черна дама на черно поле h4 · бяла пешка на бяло поле f3 · бяла пешка на бяло поле a2 · бяла пешка на черно поле b2 · бяла пешка на бяло поле c2 · бяла пешка на черно поле d2 · бяла пешка на бяло поле e2 · бяла пешка на черно поле h2 · бял топ на черно поле a1 · бял кон на бяло поле b1 · бял офицер на черно поле c1 · бяла дама на бяло поле d1 · бял цар на черно поле e1 · бял офицер на бяло поле f1 · бял кон на черно поле g1 · бял топ на бяло поле h1 | черен топ на бяло поле a8 · черен кон на черно поле b8 · черен офицер на бяло поле c8 · черен цар на бяло поле e8 · черен офицер на черно поле f8 · черен кон на бяло поле g8 · черен топ на черно поле h8 · черна пешка на черно поле a7 · черна пешка на бяло поле b7 · черна пешка на черно поле c7 · черна пешка на бяло поле d7 · черна пешка на бяло поле f7 · черна пешка на черно поле g7 · черна пешка на бяло поле h7 · черна пешка на черно поле e5 · бяла пешка на бяло поле g4 · черна дама на черно поле h4 · бяла пешка на бяло поле f3 · бяла пешка на бяло поле a2 · бяла пешка на черно поле b2 · бяла пешка на бяло поле c2 · бяла пешка на черно поле d2 · бяла пешка на бяло поле e2 · бяла пешка на черно поле h2 · бял топ на черно поле a1 · бял кон на бяло поле b1 · бял офицер на черно поле c1 · бяла дама на бяло поле d1 · бял цар на черно поле e1 · бял офицер на бяло поле f1 · бял кон на черно поле g1 · бял топ на бяло поле h1 | 5 |
| 4 | черен топ на бяло поле a8 · черен кон на черно поле b8 · черен офицер на бяло поле c8 · черен цар на бяло поле e8 · черен офицер на черно поле f8 · черен кон на бяло поле g8 · черен топ на черно поле h8 · черна пешка на черно поле a7 · черна пешка на бяло поле b7 · черна пешка на черно поле c7 · черна пешка на бяло поле d7 · черна пешка на бяло поле f7 · черна пешка на черно поле g7 · черна пешка на бяло поле h7 · черна пешка на черно поле e5 · бяла пешка на бяло поле g4 · черна дама на черно поле h4 · бяла пешка на бяло поле f3 · бяла пешка на бяло поле a2 · бяла пешка на черно поле b2 · бяла пешка на бяло поле c2 · бяла пешка на черно поле d2 · бяла пешка на бяло поле e2 · бяла пешка на черно поле h2 · бял топ на черно поле a1 · бял кон на бяло поле b1 · бял офицер на черно поле c1 · бяла дама на бяло поле d1 · бял цар на черно поле e1 · бял офицер на бяло поле f1 · бял кон на черно поле g1 · бял топ на бяло поле h1 | черен топ на бяло поле a8 · черен кон на черно поле b8 · черен офицер на бяло поле c8 · черен цар на бяло поле e8 · черен офицер на черно поле f8 · черен кон на бяло поле g8 · черен топ на черно поле h8 · черна пешка на черно поле a7 · черна пешка на бяло поле b7 · черна пешка на черно поле c7 · черна пешка на бяло поле d7 · черна пешка на бяло поле f7 · черна пешка на черно поле g7 · черна пешка на бяло поле h7 · черна пешка на черно поле e5 · бяла пешка на бяло поле g4 · черна дама на черно поле h4 · бяла пешка на бяло поле f3 · бяла пешка на бяло поле a2 · бяла пешка на черно поле b2 · бяла пешка на бяло поле c2 · бяла пешка на черно поле d2 · бяла пешка на бяло поле e2 · бяла пешка на черно поле h2 · бял топ на черно поле a1 · бял кон на бяло поле b1 · бял офицер на черно поле c1 · бяла дама на бяло поле d1 · бял цар на черно поле e1 · бял офицер на бяло поле f1 · бял кон на черно поле g1 · бял топ на бяло поле h1 | черен топ на бяло поле a8 · черен кон на черно поле b8 · черен офицер на бяло поле c8 · черен цар на бяло поле e8 · черен офицер на черно поле f8 · черен кон на бяло поле g8 · черен топ на черно поле h8 · черна пешка на черно поле a7 · черна пешка на бяло поле b7 · черна пешка на черно поле c7 · черна пешка на бяло поле d7 · черна пешка на бяло поле f7 · черна пешка на черно поле g7 · черна пешка на бяло поле h7 · черна пешка на черно поле e5 · бяла пешка на бяло поле g4 · черна дама на черно поле h4 · бяла пешка на бяло поле f3 · бяла пешка на бяло поле a2 · бяла пешка на черно поле b2 · бяла пешка на бяло поле c2 · бяла пешка на черно поле d2 · бяла пешка на бяло поле e2 · бяла пешка на черно поле h2 · бял топ на черно поле a1 · бял кон на бяло поле b1 · бял офицер на черно поле c1 · бяла дама на бяло поле d1 · бял цар на черно поле e1 · бял офицер на бяло поле f1 · бял кон на черно поле g1 · бял топ на бяло поле h1 | черен топ на бяло поле a8 · черен кон на черно поле b8 · черен офицер на бяло поле c8 · черен цар на бяло поле e8 · черен офицер на черно поле f8 · черен кон на бяло поле g8 · черен топ на черно поле h8 · черна пешка на черно поле a7 · черна пешка на бяло поле b7 · черна пешка на черно поле c7 · черна пешка на бяло поле d7 · черна пешка на бяло поле f7 · черна пешка на черно поле g7 · черна пешка на бяло поле h7 · черна пешка на черно поле e5 · бяла пешка на бяло поле g4 · черна дама на черно поле h4 · бяла пешка на бяло поле f3 · бяла пешка на бяло поле a2 · бяла пешка на черно поле b2 · бяла пешка на бяло поле c2 · бяла пешка на черно поле d2 · бяла пешка на бяло поле e2 · бяла пешка на черно поле h2 · бял топ на черно поле a1 · бял кон на бяло поле b1 · бял офицер на черно поле c1 · бяла дама на бяло поле d1 · бял цар на черно поле e1 · бял офицер на бяло поле f1 · бял кон на черно поле g1 · бял топ на бяло поле h1 | черен топ на бяло поле a8 · черен кон на черно поле b8 · черен офицер на бяло поле c8 · черен цар на бяло поле e8 · черен офицер на черно поле f8 · черен кон на бяло поле g8 · черен топ на черно поле h8 · черна пешка на черно поле a7 · черна пешка на бяло поле b7 · черна пешка на черно поле c7 · черна пешка на бяло поле d7 · черна пешка на бяло поле f7 · черна пешка на черно поле g7 · черна пешка на бяло поле h7 · черна пешка на черно поле e5 · бяла пешка на бяло поле g4 · черна дама на черно поле h4 · бяла пешка на бяло поле f3 · бяла пешка на бяло поле a2 · бяла пешка на черно поле b2 · бяла пешка на бяло поле c2 · бяла пешка на черно поле d2 · бяла пешка на бяло поле e2 · бяла пешка на черно поле h2 · бял топ на черно поле a1 · бял кон на бяло поле b1 · бял офицер на черно поле c1 · бяла дама на бяло поле d1 · бял цар на черно поле e1 · бял офицер на бяло поле f1 · бял кон на черно поле g1 · бял топ на бяло поле h1 | черен топ на бяло поле a8 · черен кон на черно поле b8 · черен офицер на бяло поле c8 · черен цар на бяло поле e8 · черен офицер на черно поле f8 · черен кон на бяло поле g8 · черен топ на черно поле h8 · черна пешка на черно поле a7 · черна пешка на бяло поле b7 · черна пешка на черно поле c7 · черна пешка на бяло поле d7 · черна пешка на бяло поле f7 · черна пешка на черно поле g7 · черна пешка на бяло поле h7 · черна пешка на черно поле e5 · бяла пешка на бяло поле g4 · черна дама на черно поле h4 · бяла пешка на бяло поле f3 · бяла пешка на бяло поле a2 · бяла пешка на черно поле b2 · бяла пешка на бяло поле c2 · бяла пешка на черно поле d2 · бяла пешка на бяло поле e2 · бяла пешка на черно поле h2 · бял топ на черно поле a1 · бял кон на бяло поле b1 · бял офицер на черно поле c1 · бяла дама на бяло поле d1 · бял цар на черно поле e1 · бял офицер на бяло поле f1 · бял кон на черно поле g1 · бял топ на бяло поле h1 | черен топ на бяло поле a8 · черен кон на черно поле b8 · черен офицер на бяло поле c8 · черен цар на бяло поле e8 · черен офицер на черно поле f8 · черен кон на бяло поле g8 · черен топ на черно поле h8 · черна пешка на черно поле a7 · черна пешка на бяло поле b7 · черна пешка на черно поле c7 · черна пешка на бяло поле d7 · черна пешка на бяло поле f7 · черна пешка на черно поле g7 · черна пешка на бяло поле h7 · черна пешка на черно поле e5 · бяла пешка на бяло поле g4 · черна дама на черно поле h4 · бяла пешка на бяло поле f3 · бяла пешка на бяло поле a2 · бяла пешка на черно поле b2 · бяла пешка на бяло поле c2 · бяла пешка на черно поле d2 · бяла пешка на бяло поле e2 · бяла пешка на черно поле h2 · бял топ на черно поле a1 · бял кон на бяло поле b1 · бял офицер на черно поле c1 · бяла дама на бяло поле d1 · бял цар на черно поле e1 · бял офицер на бяло поле f1 · бял кон на черно поле g1 · бял топ на бяло поле h1 | черен топ на бяло поле a8 · черен кон на черно поле b8 · черен офицер на бяло поле c8 · черен цар на бяло поле e8 · черен офицер на черно поле f8 · черен кон на бяло поле g8 · черен топ на черно поле h8 · черна пешка на черно поле a7 · черна пешка на бяло поле b7 · черна пешка на черно поле c7 · черна пешка на бяло поле d7 · черна пешка на бяло поле f7 · черна пешка на черно поле g7 · черна пешка на бяло поле h7 · черна пешка на черно поле e5 · бяла пешка на бяло поле g4 · черна дама на черно поле h4 · бяла пешка на бяло поле f3 · бяла пешка на бяло поле a2 · бяла пешка на черно поле b2 · бяла пешка на бяло поле c2 · бяла пешка на черно поле d2 · бяла пешка на бяло поле e2 · бяла пешка на черно поле h2 · бял топ на черно поле a1 · бял кон на бяло поле b1 · бял офицер на черно поле c1 · бяла дама на бяло поле d1 · бял цар на черно поле e1 · бял офицер на бяло поле f1 · бял кон на черно поле g1 · бял топ на бяло поле h1 | 4 |
| 3 | черен топ на бяло поле a8 · черен кон на черно поле b8 · черен офицер на бяло поле c8 · черен цар на бяло поле e8 · черен офицер на черно поле f8 · черен кон на бяло поле g8 · черен топ на черно поле h8 · черна пешка на черно поле a7 · черна пешка на бяло поле b7 · черна пешка на черно поле c7 · черна пешка на бяло поле d7 · черна пешка на бяло поле f7 · черна пешка на черно поле g7 · черна пешка на бяло поле h7 · черна пешка на черно поле e5 · бяла пешка на бяло поле g4 · черна дама на черно поле h4 · бяла пешка на бяло поле f3 · бяла пешка на бяло поле a2 · бяла пешка на черно поле b2 · бяла пешка на бяло поле c2 · бяла пешка на черно поле d2 · бяла пешка на бяло поле e2 · бяла пешка на черно поле h2 · бял топ на черно поле a1 · бял кон на бяло поле b1 · бял офицер на черно поле c1 · бяла дама на бяло поле d1 · бял цар на черно поле e1 · бял офицер на бяло поле f1 · бял кон на черно поле g1 · бял топ на бяло поле h1 | черен топ на бяло поле a8 · черен кон на черно поле b8 · черен офицер на бяло поле c8 · черен цар на бяло поле e8 · черен офицер на черно поле f8 · черен кон на бяло поле g8 · черен топ на черно поле h8 · черна пешка на черно поле a7 · черна пешка на бяло поле b7 · черна пешка на черно поле c7 · черна пешка на бяло поле d7 · черна пешка на бяло поле f7 · черна пешка на черно поле g7 · черна пешка на бяло поле h7 · черна пешка на черно поле e5 · бяла пешка на бяло поле g4 · черна дама на черно поле h4 · бяла пешка на бяло поле f3 · бяла пешка на бяло поле a2 · бяла пешка на черно поле b2 · бяла пешка на бяло поле c2 · бяла пешка на черно поле d2 · бяла пешка на бяло поле e2 · бяла пешка на черно поле h2 · бял топ на черно поле a1 · бял кон на бяло поле b1 · бял офицер на черно поле c1 · бяла дама на бяло поле d1 · бял цар на черно поле e1 · бял офицер на бяло поле f1 · бял кон на черно поле g1 · бял топ на бяло поле h1 | черен топ на бяло поле a8 · черен кон на черно поле b8 · черен офицер на бяло поле c8 · черен цар на бяло поле e8 · черен офицер на черно поле f8 · черен кон на бяло поле g8 · черен топ на черно поле h8 · черна пешка на черно поле a7 · черна пешка на бяло поле b7 · черна пешка на черно поле c7 · черна пешка на бяло поле d7 · черна пешка на бяло поле f7 · черна пешка на черно поле g7 · черна пешка на бяло поле h7 · черна пешка на черно поле e5 · бяла пешка на бяло поле g4 · черна дама на черно поле h4 · бяла пешка на бяло поле f3 · бяла пешка на бяло поле a2 · бяла пешка на черно поле b2 · бяла пешка на бяло поле c2 · бяла пешка на черно поле d2 · бяла пешка на бяло поле e2 · бяла пешка на черно поле h2 · бял топ на черно поле a1 · бял кон на бяло поле b1 · бял офицер на черно поле c1 · бяла дама на бяло поле d1 · бял цар на черно поле e1 · бял офицер на бяло поле f1 · бял кон на черно поле g1 · бял топ на бяло поле h1 | черен топ на бяло поле a8 · черен кон на черно поле b8 · черен офицер на бяло поле c8 · черен цар на бяло поле e8 · черен офицер на черно поле f8 · черен кон на бяло поле g8 · черен топ на черно поле h8 · черна пешка на черно поле a7 · черна пешка на бяло поле b7 · черна пешка на черно поле c7 · черна пешка на бяло поле d7 · черна пешка на бяло поле f7 · черна пешка на черно поле g7 · черна пешка на бяло поле h7 · черна пешка на черно поле e5 · бяла пешка на бяло поле g4 · черна дама на черно поле h4 · бяла пешка на бяло поле f3 · бяла пешка на бяло поле a2 · бяла пешка на черно поле b2 · бяла пешка на бяло поле c2 · бяла пешка на черно поле d2 · бяла пешка на бяло поле e2 · бяла пешка на черно поле h2 · бял топ на черно поле a1 · бял кон на бяло поле b1 · бял офицер на черно поле c1 · бяла дама на бяло поле d1 · бял цар на черно поле e1 · бял офицер на бяло поле f1 · бял кон на черно поле g1 · бял топ на бяло поле h1 | черен топ на бяло поле a8 · черен кон на черно поле b8 · черен офицер на бяло поле c8 · черен цар на бяло поле e8 · черен офицер на черно поле f8 · черен кон на бяло поле g8 · черен топ на черно поле h8 · черна пешка на черно поле a7 · черна пешка на бяло поле b7 · черна пешка на черно поле c7 · черна пешка на бяло поле d7 · черна пешка на бяло поле f7 · черна пешка на черно поле g7 · черна пешка на бяло поле h7 · черна пешка на черно поле e5 · бяла пешка на бяло поле g4 · черна дама на черно поле h4 · бяла пешка на бяло поле f3 · бяла пешка на бяло поле a2 · бяла пешка на черно поле b2 · бяла пешка на бяло поле c2 · бяла пешка на черно поле d2 · бяла пешка на бяло поле e2 · бяла пешка на черно поле h2 · бял топ на черно поле a1 · бял кон на бяло поле b1 · бял офицер на черно поле c1 · бяла дама на бяло поле d1 · бял цар на черно поле e1 · бял офицер на бяло поле f1 · бял кон на черно поле g1 · бял топ на бяло поле h1 | черен топ на бяло поле a8 · черен кон на черно поле b8 · черен офицер на бяло поле c8 · черен цар на бяло поле e8 · черен офицер на черно поле f8 · черен кон на бяло поле g8 · черен топ на черно поле h8 · черна пешка на черно поле a7 · черна пешка на бяло поле b7 · черна пешка на черно поле c7 · черна пешка на бяло поле d7 · черна пешка на бяло поле f7 · черна пешка на черно поле g7 · черна пешка на бяло поле h7 · черна пешка на черно поле e5 · бяла пешка на бяло поле g4 · черна дама на черно поле h4 · бяла пешка на бяло поле f3 · бяла пешка на бяло поле a2 · бяла пешка на черно поле b2 · бяла пешка на бяло поле c2 · бяла пешка на черно поле d2 · бяла пешка на бяло поле e2 · бяла пешка на черно поле h2 · бял топ на черно поле a1 · бял кон на бяло поле b1 · бял офицер на черно поле c1 · бяла дама на бяло поле d1 · бял цар на черно поле e1 · бял офицер на бяло поле f1 · бял кон на черно поле g1 · бял топ на бяло поле h1 | черен топ на бяло поле a8 · черен кон на черно поле b8 · черен офицер на бяло поле c8 · черен цар на бяло поле e8 · черен офицер на черно поле f8 · черен кон на бяло поле g8 · черен топ на черно поле h8 · черна пешка на черно поле a7 · черна пешка на бяло поле b7 · черна пешка на черно поле c7 · черна пешка на бяло поле d7 · черна пешка на бяло поле f7 · черна пешка на черно поле g7 · черна пешка на бяло поле h7 · черна пешка на черно поле e5 · бяла пешка на бяло поле g4 · черна дама на черно поле h4 · бяла пешка на бяло поле f3 · бяла пешка на бяло поле a2 · бяла пешка на черно поле b2 · бяла пешка на бяло поле c2 · бяла пешка на черно поле d2 · бяла пешка на бяло поле e2 · бяла пешка на черно поле h2 · бял топ на черно поле a1 · бял кон на бяло поле b1 · бял офицер на черно поле c1 · бяла дама на бяло поле d1 · бял цар на черно поле e1 · бял офицер на бяло поле f1 · бял кон на черно поле g1 · бял топ на бяло поле h1 | черен топ на бяло поле a8 · черен кон на черно поле b8 · черен офицер на бяло поле c8 · черен цар на бяло поле e8 · черен офицер на черно поле f8 · черен кон на бяло поле g8 · черен топ на черно поле h8 · черна пешка на черно поле a7 · черна пешка на бяло поле b7 · черна пешка на черно поле c7 · черна пешка на бяло поле d7 · черна пешка на бяло поле f7 · черна пешка на черно поле g7 · черна пешка на бяло поле h7 · черна пешка на черно поле e5 · бяла пешка на бяло поле g4 · черна дама на черно поле h4 · бяла пешка на бяло поле f3 · бяла пешка на бяло поле a2 · бяла пешка на черно поле b2 · бяла пешка на бяло поле c2 · бяла пешка на черно поле d2 · бяла пешка на бяло поле e2 · бяла пешка на черно поле h2 · бял топ на черно поле a1 · бял кон на бяло поле b1 · бял офицер на черно поле c1 · бяла дама на бяло поле d1 · бял цар на черно поле e1 · бял офицер на бяло поле f1 · бял кон на черно поле g1 · бял топ на бяло поле h1 | 3 |
| 2 | черен топ на бяло поле a8 · черен кон на черно поле b8 · черен офицер на бяло поле c8 · черен цар на бяло поле e8 · черен офицер на черно поле f8 · черен кон на бяло поле g8 · черен топ на черно поле h8 · черна пешка на черно поле a7 · черна пешка на бяло поле b7 · черна пешка на черно поле c7 · черна пешка на бяло поле d7 · черна пешка на бяло поле f7 · черна пешка на черно поле g7 · черна пешка на бяло поле h7 · черна пешка на черно поле e5 · бяла пешка на бяло поле g4 · черна дама на черно поле h4 · бяла пешка на бяло поле f3 · бяла пешка на бяло поле a2 · бяла пешка на черно поле b2 · бяла пешка на бяло поле c2 · бяла пешка на черно поле d2 · бяла пешка на бяло поле e2 · бяла пешка на черно поле h2 · бял топ на черно поле a1 · бял кон на бяло поле b1 · бял офицер на черно поле c1 · бяла дама на бяло поле d1 · бял цар на черно поле e1 · бял офицер на бяло поле f1 · бял кон на черно поле g1 · бял топ на бяло поле h1 | черен топ на бяло поле a8 · черен кон на черно поле b8 · черен офицер на бяло поле c8 · черен цар на бяло поле e8 · черен офицер на черно поле f8 · черен кон на бяло поле g8 · черен топ на черно поле h8 · черна пешка на черно поле a7 · черна пешка на бяло поле b7 · черна пешка на черно поле c7 · черна пешка на бяло поле d7 · черна пешка на бяло поле f7 · черна пешка на черно поле g7 · черна пешка на бяло поле h7 · черна пешка на черно поле e5 · бяла пешка на бяло поле g4 · черна дама на черно поле h4 · бяла пешка на бяло поле f3 · бяла пешка на бяло поле a2 · бяла пешка на черно поле b2 · бяла пешка на бяло поле c2 · бяла пешка на черно поле d2 · бяла пешка на бяло поле e2 · бяла пешка на черно поле h2 · бял топ на черно поле a1 · бял кон на бяло поле b1 · бял офицер на черно поле c1 · бяла дама на бяло поле d1 · бял цар на черно поле e1 · бял офицер на бяло поле f1 · бял кон на черно поле g1 · бял топ на бяло поле h1 | черен топ на бяло поле a8 · черен кон на черно поле b8 · черен офицер на бяло поле c8 · черен цар на бяло поле e8 · черен офицер на черно поле f8 · черен кон на бяло поле g8 · черен топ на черно поле h8 · черна пешка на черно поле a7 · черна пешка на бяло поле b7 · черна пешка на черно поле c7 · черна пешка на бяло поле d7 · черна пешка на бяло поле f7 · черна пешка на черно поле g7 · черна пешка на бяло поле h7 · черна пешка на черно поле e5 · бяла пешка на бяло поле g4 · черна дама на черно поле h4 · бяла пешка на бяло поле f3 · бяла пешка на бяло поле a2 · бяла пешка на черно поле b2 · бяла пешка на бяло поле c2 · бяла пешка на черно поле d2 · бяла пешка на бяло поле e2 · бяла пешка на черно поле h2 · бял топ на черно поле a1 · бял кон на бяло поле b1 · бял офицер на черно поле c1 · бяла дама на бяло поле d1 · бял цар на черно поле e1 · бял офицер на бяло поле f1 · бял кон на черно поле g1 · бял топ на бяло поле h1 | черен топ на бяло поле a8 · черен кон на черно поле b8 · черен офицер на бяло поле c8 · черен цар на бяло поле e8 · черен офицер на черно поле f8 · черен кон на бяло поле g8 · черен топ на черно поле h8 · черна пешка на черно поле a7 · черна пешка на бяло поле b7 · черна пешка на черно поле c7 · черна пешка на бяло поле d7 · черна пешка на бяло поле f7 · черна пешка на черно поле g7 · черна пешка на бяло поле h7 · черна пешка на черно поле e5 · бяла пешка на бяло поле g4 · черна дама на черно поле h4 · бяла пешка на бяло поле f3 · бяла пешка на бяло поле a2 · бяла пешка на черно поле b2 · бяла пешка на бяло поле c2 · бяла пешка на черно поле d2 · бяла пешка на бяло поле e2 · бяла пешка на черно поле h2 · бял топ на черно поле a1 · бял кон на бяло поле b1 · бял офицер на черно поле c1 · бяла дама на бяло поле d1 · бял цар на черно поле e1 · бял офицер на бяло поле f1 · бял кон на черно поле g1 · бял топ на бяло поле h1 | черен топ на бяло поле a8 · черен кон на черно поле b8 · черен офицер на бяло поле c8 · черен цар на бяло поле e8 · черен офицер на черно поле f8 · черен кон на бяло поле g8 · черен топ на черно поле h8 · черна пешка на черно поле a7 · черна пешка на бяло поле b7 · черна пешка на черно поле c7 · черна пешка на бяло поле d7 · черна пешка на бяло поле f7 · черна пешка на черно поле g7 · черна пешка на бяло поле h7 · черна пешка на черно поле e5 · бяла пешка на бяло поле g4 · черна дама на черно поле h4 · бяла пешка на бяло поле f3 · бяла пешка на бяло поле a2 · бяла пешка на черно поле b2 · бяла пешка на бяло поле c2 · бяла пешка на черно поле d2 · бяла пешка на бяло поле e2 · бяла пешка на черно поле h2 · бял топ на черно поле a1 · бял кон на бяло поле b1 · бял офицер на черно поле c1 · бяла дама на бяло поле d1 · бял цар на черно поле e1 · бял офицер на бяло поле f1 · бял кон на черно поле g1 · бял топ на бяло поле h1 | черен топ на бяло поле a8 · черен кон на черно поле b8 · черен офицер на бяло поле c8 · черен цар на бяло поле e8 · черен офицер на черно поле f8 · черен кон на бяло поле g8 · черен топ на черно поле h8 · черна пешка на черно поле a7 · черна пешка на бяло поле b7 · черна пешка на черно поле c7 · черна пешка на бяло поле d7 · черна пешка на бяло поле f7 · черна пешка на черно поле g7 · черна пешка на бяло поле h7 · черна пешка на черно поле e5 · бяла пешка на бяло поле g4 · черна дама на черно поле h4 · бяла пешка на бяло поле f3 · бяла пешка на бяло поле a2 · бяла пешка на черно поле b2 · бяла пешка на бяло поле c2 · бяла пешка на черно поле d2 · бяла пешка на бяло поле e2 · бяла пешка на черно поле h2 · бял топ на черно поле a1 · бял кон на бяло поле b1 · бял офицер на черно поле c1 · бяла дама на бяло поле d1 · бял цар на черно поле e1 · бял офицер на бяло поле f1 · бял кон на черно поле g1 · бял топ на бяло поле h1 | черен топ на бяло поле a8 · черен кон на черно поле b8 · черен офицер на бяло поле c8 · черен цар на бяло поле e8 · черен офицер на черно поле f8 · черен кон на бяло поле g8 · черен топ на черно поле h8 · черна пешка на черно поле a7 · черна пешка на бяло поле b7 · черна пешка на черно поле c7 · черна пешка на бяло поле d7 · черна пешка на бяло поле f7 · черна пешка на черно поле g7 · черна пешка на бяло поле h7 · черна пешка на черно поле e5 · бяла пешка на бяло поле g4 · черна дама на черно поле h4 · бяла пешка на бяло поле f3 · бяла пешка на бяло поле a2 · бяла пешка на черно поле b2 · бяла пешка на бяло поле c2 · бяла пешка на черно поле d2 · бяла пешка на бяло поле e2 · бяла пешка на черно поле h2 · бял топ на черно поле a1 · бял кон на бяло поле b1 · бял офицер на черно поле c1 · бяла дама на бяло поле d1 · бял цар на черно поле e1 · бял офицер на бяло поле f1 · бял кон на черно поле g1 · бял топ на бяло поле h1 | черен топ на бяло поле a8 · черен кон на черно поле b8 · черен офицер на бяло поле c8 · черен цар на бяло поле e8 · черен офицер на черно поле f8 · черен кон на бяло поле g8 · черен топ на черно поле h8 · черна пешка на черно поле a7 · черна пешка на бяло поле b7 · черна пешка на черно поле c7 · черна пешка на бяло поле d7 · черна пешка на бяло поле f7 · черна пешка на черно поле g7 · черна пешка на бяло поле h7 · черна пешка на черно поле e5 · бяла пешка на бяло поле g4 · черна дама на черно поле h4 · бяла пешка на бяло поле f3 · бяла пешка на бяло поле a2 · бяла пешка на черно поле b2 · бяла пешка на бяло поле c2 · бяла пешка на черно поле d2 · бяла пешка на бяло поле e2 · бяла пешка на черно поле h2 · бял топ на черно поле a1 · бял кон на бяло поле b1 · бял офицер на черно поле c1 · бяла дама на бяло поле d1 · бял цар на черно поле e1 · бял офицер на бяло поле f1 · бял кон на черно поле g1 · бял топ на бяло поле h1 | 2 |
| 1 | черен топ на бяло поле a8 · черен кон на черно поле b8 · черен офицер на бяло поле c8 · черен цар на бяло поле e8 · черен офицер на черно поле f8 · черен кон на бяло поле g8 · черен топ на черно поле h8 · черна пешка на черно поле a7 · черна пешка на бяло поле b7 · черна пешка на черно поле c7 · черна пешка на бяло поле d7 · черна пешка на бяло поле f7 · черна пешка на черно поле g7 · черна пешка на бяло поле h7 · черна пешка на черно поле e5 · бяла пешка на бяло поле g4 · черна дама на черно поле h4 · бяла пешка на бяло поле f3 · бяла пешка на бяло поле a2 · бяла пешка на черно поле b2 · бяла пешка на бяло поле c2 · бяла пешка на черно поле d2 · бяла пешка на бяло поле e2 · бяла пешка на черно поле h2 · бял топ на черно поле a1 · бял кон на бяло поле b1 · бял офицер на черно поле c1 · бяла дама на бяло поле d1 · бял цар на черно поле e1 · бял офицер на бяло поле f1 · бял кон на черно поле g1 · бял топ на бяло поле h1 | черен топ на бяло поле a8 · черен кон на черно поле b8 · черен офицер на бяло поле c8 · черен цар на бяло поле e8 · черен офицер на черно поле f8 · черен кон на бяло поле g8 · черен топ на черно поле h8 · черна пешка на черно поле a7 · черна пешка на бяло поле b7 · черна пешка на черно поле c7 · черна пешка на бяло поле d7 · черна пешка на бяло поле f7 · черна пешка на черно поле g7 · черна пешка на бяло поле h7 · черна пешка на черно поле e5 · бяла пешка на бяло поле g4 · черна дама на черно поле h4 · бяла пешка на бяло поле f3 · бяла пешка на бяло поле a2 · бяла пешка на черно поле b2 · бяла пешка на бяло поле c2 · бяла пешка на черно поле d2 · бяла пешка на бяло поле e2 · бяла пешка на черно поле h2 · бял топ на черно поле a1 · бял кон на бяло поле b1 · бял офицер на черно поле c1 · бяла дама на бяло поле d1 · бял цар на черно поле e1 · бял офицер на бяло поле f1 · бял кон на черно поле g1 · бял топ на бяло поле h1 | черен топ на бяло поле a8 · черен кон на черно поле b8 · черен офицер на бяло поле c8 · черен цар на бяло поле e8 · черен офицер на черно поле f8 · черен кон на бяло поле g8 · черен топ на черно поле h8 · черна пешка на черно поле a7 · черна пешка на бяло поле b7 · черна пешка на черно поле c7 · черна пешка на бяло поле d7 · черна пешка на бяло поле f7 · черна пешка на черно поле g7 · черна пешка на бяло поле h7 · черна пешка на черно поле e5 · бяла пешка на бяло поле g4 · черна дама на черно поле h4 · бяла пешка на бяло поле f3 · бяла пешка на бяло поле a2 · бяла пешка на черно поле b2 · бяла пешка на бяло поле c2 · бяла пешка на черно поле d2 · бяла пешка на бяло поле e2 · бяла пешка на черно поле h2 · бял топ на черно поле a1 · бял кон на бяло поле b1 · бял офицер на черно поле c1 · бяла дама на бяло поле d1 · бял цар на черно поле e1 · бял офицер на бяло поле f1 · бял кон на черно поле g1 · бял топ на бяло поле h1 | черен топ на бяло поле a8 · черен кон на черно поле b8 · черен офицер на бяло поле c8 · черен цар на бяло поле e8 · черен офицер на черно поле f8 · черен кон на бяло поле g8 · черен топ на черно поле h8 · черна пешка на черно поле a7 · черна пешка на бяло поле b7 · черна пешка на черно поле c7 · черна пешка на бяло поле d7 · черна пешка на бяло поле f7 · черна пешка на черно поле g7 · черна пешка на бяло поле h7 · черна пешка на черно поле e5 · бяла пешка на бяло поле g4 · черна дама на черно поле h4 · бяла пешка на бяло поле f3 · бяла пешка на бяло поле a2 · бяла пешка на черно поле b2 · бяла пешка на бяло поле c2 · бяла пешка на черно поле d2 · бяла пешка на бяло поле e2 · бяла пешка на черно поле h2 · бял топ на черно поле a1 · бял кон на бяло поле b1 · бял офицер на черно поле c1 · бяла дама на бяло поле d1 · бял цар на черно поле e1 · бял офицер на бяло поле f1 · бял кон на черно поле g1 · бял топ на бяло поле h1 | черен топ на бяло поле a8 · черен кон на черно поле b8 · черен офицер на бяло поле c8 · черен цар на бяло поле e8 · черен офицер на черно поле f8 · черен кон на бяло поле g8 · черен топ на черно поле h8 · черна пешка на черно поле a7 · черна пешка на бяло поле b7 · черна пешка на черно поле c7 · черна пешка на бяло поле d7 · черна пешка на бяло поле f7 · черна пешка на черно поле g7 · черна пешка на бяло поле h7 · черна пешка на черно поле e5 · бяла пешка на бяло поле g4 · черна дама на черно поле h4 · бяла пешка на бяло поле f3 · бяла пешка на бяло поле a2 · бяла пешка на черно поле b2 · бяла пешка на бяло поле c2 · бяла пешка на черно поле d2 · бяла пешка на бяло поле e2 · бяла пешка на черно поле h2 · бял топ на черно поле a1 · бял кон на бяло поле b1 · бял офицер на черно поле c1 · бяла дама на бяло поле d1 · бял цар на черно поле e1 · бял офицер на бяло поле f1 · бял кон на черно поле g1 · бял топ на бяло поле h1 | черен топ на бяло поле a8 · черен кон на черно поле b8 · черен офицер на бяло поле c8 · черен цар на бяло поле e8 · черен офицер на черно поле f8 · черен кон на бяло поле g8 · черен топ на черно поле h8 · черна пешка на черно поле a7 · черна пешка на бяло поле b7 · черна пешка на черно поле c7 · черна пешка на бяло поле d7 · черна пешка на бяло поле f7 · черна пешка на черно поле g7 · черна пешка на бяло поле h7 · черна пешка на черно поле e5 · бяла пешка на бяло поле g4 · черна дама на черно поле h4 · бяла пешка на бяло поле f3 · бяла пешка на бяло поле a2 · бяла пешка на черно поле b2 · бяла пешка на бяло поле c2 · бяла пешка на черно поле d2 · бяла пешка на бяло поле e2 · бяла пешка на черно поле h2 · бял топ на черно поле a1 · бял кон на бяло поле b1 · бял офицер на черно поле c1 · бяла дама на бяло поле d1 · бял цар на черно поле e1 · бял офицер на бяло поле f1 · бял кон на черно поле g1 · бял топ на бяло поле h1 | черен топ на бяло поле a8 · черен кон на черно поле b8 · черен офицер на бяло поле c8 · черен цар на бяло поле e8 · черен офицер на черно поле f8 · черен кон на бяло поле g8 · черен топ на черно поле h8 · черна пешка на черно поле a7 · черна пешка на бяло поле b7 · черна пешка на черно поле c7 · черна пешка на бяло поле d7 · черна пешка на бяло поле f7 · черна пешка на черно поле g7 · черна пешка на бяло поле h7 · черна пешка на черно поле e5 · бяла пешка на бяло поле g4 · черна дама на черно поле h4 · бяла пешка на бяло поле f3 · бяла пешка на бяло поле a2 · бяла пешка на черно поле b2 · бяла пешка на бяло поле c2 · бяла пешка на черно поле d2 · бяла пешка на бяло поле e2 · бяла пешка на черно поле h2 · бял топ на черно поле a1 · бял кон на бяло поле b1 · бял офицер на черно поле c1 · бяла дама на бяло поле d1 · бял цар на черно поле e1 · бял офицер на бяло поле f1 · бял кон на черно поле g1 · бял топ на бяло поле h1 | черен топ на бяло поле a8 · черен кон на черно поле b8 · черен офицер на бяло поле c8 · черен цар на бяло поле e8 · черен офицер на черно поле f8 · черен кон на бяло поле g8 · черен топ на черно поле h8 · черна пешка на черно поле a7 · черна пешка на бяло поле b7 · черна пешка на черно поле c7 · черна пешка на бяло поле d7 · черна пешка на бяло поле f7 · черна пешка на черно поле g7 · черна пешка на бяло поле h7 · черна пешка на черно поле e5 · бяла пешка на бяло поле g4 · черна дама на черно поле h4 · бяла пешка на бяло поле f3 · бяла пешка на бяло поле a2 · бяла пешка на черно поле b2 · бяла пешка на бяло поле c2 · бяла пешка на черно поле d2 · бяла пешка на бяло поле e2 · бяла пешка на черно поле h2 · бял топ на черно поле a1 · бял кон на бяло поле b1 · бял офицер на черно поле c1 · бяла дама на бяло поле d1 · бял цар на черно поле e1 · бял офицер на бяло поле f1 · бял кон на черно поле g1 · бял топ на бяло поле h1 | 1 |
|   | a | b | c | d | e | f | g | h |   |

### Глупав мат
На диаграмата вдясно е илюстриран най-бързият възможен мат. Той се постига след два хода:

1. f3 (или f4, или g4) e5

2. g4 Дh4X.

Нарича се „глупав мат“, защото изгубилият играч играе възможно най-слабите ходове и оставя царя незащитен още от началото на играта при наличие на всички фигури. Така съдейства на противника да спечели по най-лесния начин, възможен само с неговото съдействие, затова глупавият мат е вид кооперативен мат.

### Детски мат
Постига се в 4 хода на полетата f8 или f2 с дама и офицер. Става след като не се отразява матовата заплаха чрез g6 или Де7, затова също е вид кооперативен мат.

## Редки матове

### Необичайни матове с лека фигура
Сам офицер или кон с царя могат да постигнат мат без други фигури, ако противниковият цар е в ъгъла и при шах е ограничен за бягство на безопасен квадрат от собствена фигура, различна от дама: топ, офицер или кон.
|   | a | b | c | d | e | f | g | h |   |
| 8 | черен офицер на бяло поле g8 · черен цар на черно поле h8 · бял цар на бяло поле g6 · бял офицер на черно поле e5 | черен офицер на бяло поле g8 · черен цар на черно поле h8 · бял цар на бяло поле g6 · бял офицер на черно поле e5 | черен офицер на бяло поле g8 · черен цар на черно поле h8 · бял цар на бяло поле g6 · бял офицер на черно поле e5 | черен офицер на бяло поле g8 · черен цар на черно поле h8 · бял цар на бяло поле g6 · бял офицер на черно поле e5 | черен офицер на бяло поле g8 · черен цар на черно поле h8 · бял цар на бяло поле g6 · бял офицер на черно поле e5 | черен офицер на бяло поле g8 · черен цар на черно поле h8 · бял цар на бяло поле g6 · бял офицер на черно поле e5 | черен офицер на бяло поле g8 · черен цар на черно поле h8 · бял цар на бяло поле g6 · бял офицер на черно поле e5 | черен офицер на бяло поле g8 · черен цар на черно поле h8 · бял цар на бяло поле g6 · бял офицер на черно поле e5 | 8 |
| 7 | черен офицер на бяло поле g8 · черен цар на черно поле h8 · бял цар на бяло поле g6 · бял офицер на черно поле e5 | черен офицер на бяло поле g8 · черен цар на черно поле h8 · бял цар на бяло поле g6 · бял офицер на черно поле e5 | черен офицер на бяло поле g8 · черен цар на черно поле h8 · бял цар на бяло поле g6 · бял офицер на черно поле e5 | черен офицер на бяло поле g8 · черен цар на черно поле h8 · бял цар на бяло поле g6 · бял офицер на черно поле e5 | черен офицер на бяло поле g8 · черен цар на черно поле h8 · бял цар на бяло поле g6 · бял офицер на черно поле e5 | черен офицер на бяло поле g8 · черен цар на черно поле h8 · бял цар на бяло поле g6 · бял офицер на черно поле e5 | черен офицер на бяло поле g8 · черен цар на черно поле h8 · бял цар на бяло поле g6 · бял офицер на черно поле e5 | черен офицер на бяло поле g8 · черен цар на черно поле h8 · бял цар на бяло поле g6 · бял офицер на черно поле e5 | 7 |
| 6 | черен офицер на бяло поле g8 · черен цар на черно поле h8 · бял цар на бяло поле g6 · бял офицер на черно поле e5 | черен офицер на бяло поле g8 · черен цар на черно поле h8 · бял цар на бяло поле g6 · бял офицер на черно поле e5 | черен офицер на бяло поле g8 · черен цар на черно поле h8 · бял цар на бяло поле g6 · бял офицер на черно поле e5 | черен офицер на бяло поле g8 · черен цар на черно поле h8 · бял цар на бяло поле g6 · бял офицер на черно поле e5 | черен офицер на бяло поле g8 · черен цар на черно поле h8 · бял цар на бяло поле g6 · бял офицер на черно поле e5 | черен офицер на бяло поле g8 · черен цар на черно поле h8 · бял цар на бяло поле g6 · бял офицер на черно поле e5 | черен офицер на бяло поле g8 · черен цар на черно поле h8 · бял цар на бяло поле g6 · бял офицер на черно поле e5 | черен офицер на бяло поле g8 · черен цар на черно поле h8 · бял цар на бяло поле g6 · бял офицер на черно поле e5 | 6 |
| 5 | черен офицер на бяло поле g8 · черен цар на черно поле h8 · бял цар на бяло поле g6 · бял офицер на черно поле e5 | черен офицер на бяло поле g8 · черен цар на черно поле h8 · бял цар на бяло поле g6 · бял офицер на черно поле e5 | черен офицер на бяло поле g8 · черен цар на черно поле h8 · бял цар на бяло поле g6 · бял офицер на черно поле e5 | черен офицер на бяло поле g8 · черен цар на черно поле h8 · бял цар на бяло поле g6 · бял офицер на черно поле e5 | черен офицер на бяло поле g8 · черен цар на черно поле h8 · бял цар на бяло поле g6 · бял офицер на черно поле e5 | черен офицер на бяло поле g8 · черен цар на черно поле h8 · бял цар на бяло поле g6 · бял офицер на черно поле e5 | черен офицер на бяло поле g8 · черен цар на черно поле h8 · бял цар на бяло поле g6 · бял офицер на черно поле e5 | черен офицер на бяло поле g8 · черен цар на черно поле h8 · бял цар на бяло поле g6 · бял офицер на черно поле e5 | 5 |
| 4 | черен офицер на бяло поле g8 · черен цар на черно поле h8 · бял цар на бяло поле g6 · бял офицер на черно поле e5 | черен офицер на бяло поле g8 · черен цар на черно поле h8 · бял цар на бяло поле g6 · бял офицер на черно поле e5 | черен офицер на бяло поле g8 · черен цар на черно поле h8 · бял цар на бяло поле g6 · бял офицер на черно поле e5 | черен офицер на бяло поле g8 · черен цар на черно поле h8 · бял цар на бяло поле g6 · бял офицер на черно поле e5 | черен офицер на бяло поле g8 · черен цар на черно поле h8 · бял цар на бяло поле g6 · бял офицер на черно поле e5 | черен офицер на бяло поле g8 · черен цар на черно поле h8 · бял цар на бяло поле g6 · бял офицер на черно поле e5 | черен офицер на бяло поле g8 · черен цар на черно поле h8 · бял цар на бяло поле g6 · бял офицер на черно поле e5 | черен офицер на бяло поле g8 · черен цар на черно поле h8 · бял цар на бяло поле g6 · бял офицер на черно поле e5 | 4 |
| 3 | черен офицер на бяло поле g8 · черен цар на черно поле h8 · бял цар на бяло поле g6 · бял офицер на черно поле e5 | черен офицер на бяло поле g8 · черен цар на черно поле h8 · бял цар на бяло поле g6 · бял офицер на черно поле e5 | черен офицер на бяло поле g8 · черен цар на черно поле h8 · бял цар на бяло поле g6 · бял офицер на черно поле e5 | черен офицер на бяло поле g8 · черен цар на черно поле h8 · бял цар на бяло поле g6 · бял офицер на черно поле e5 | черен офицер на бяло поле g8 · черен цар на черно поле h8 · бял цар на бяло поле g6 · бял офицер на черно поле e5 | черен офицер на бяло поле g8 · черен цар на черно поле h8 · бял цар на бяло поле g6 · бял офицер на черно поле e5 | черен офицер на бяло поле g8 · черен цар на черно поле h8 · бял цар на бяло поле g6 · бял офицер на черно поле e5 | черен офицер на бяло поле g8 · черен цар на черно поле h8 · бял цар на бяло поле g6 · бял офицер на черно поле e5 | 3 |
| 2 | черен офицер на бяло поле g8 · черен цар на черно поле h8 · бял цар на бяло поле g6 · бял офицер на черно поле e5 | черен офицер на бяло поле g8 · черен цар на черно поле h8 · бял цар на бяло поле g6 · бял офицер на черно поле e5 | черен офицер на бяло поле g8 · черен цар на черно поле h8 · бял цар на бяло поле g6 · бял офицер на черно поле e5 | черен офицер на бяло поле g8 · черен цар на черно поле h8 · бял цар на бяло поле g6 · бял офицер на черно поле e5 | черен офицер на бяло поле g8 · черен цар на черно поле h8 · бял цар на бяло поле g6 · бял офицер на черно поле e5 | черен офицер на бяло поле g8 · черен цар на черно поле h8 · бял цар на бяло поле g6 · бял офицер на черно поле e5 | черен офицер на бяло поле g8 · черен цар на черно поле h8 · бял цар на бяло поле g6 · бял офицер на черно поле e5 | черен офицер на бяло поле g8 · черен цар на черно поле h8 · бял цар на бяло поле g6 · бял офицер на черно поле e5 | 2 |
| 1 | черен офицер на бяло поле g8 · черен цар на черно поле h8 · бял цар на бяло поле g6 · бял офицер на черно поле e5 | черен офицер на бяло поле g8 · черен цар на черно поле h8 · бял цар на бяло поле g6 · бял офицер на черно поле e5 | черен офицер на бяло поле g8 · черен цар на черно поле h8 · бял цар на бяло поле g6 · бял офицер на черно поле e5 | черен офицер на бяло поле g8 · черен цар на черно поле h8 · бял цар на бяло поле g6 · бял офицер на черно поле e5 | черен офицер на бяло поле g8 · черен цар на черно поле h8 · бял цар на бяло поле g6 · бял офицер на черно поле e5 | черен офицер на бяло поле g8 · черен цар на черно поле h8 · бял цар на бяло поле g6 · бял офицер на черно поле e5 | черен офицер на бяло поле g8 · черен цар на черно поле h8 · бял цар на бяло поле g6 · бял офицер на черно поле e5 | черен офицер на бяло поле g8 · черен цар на черно поле h8 · бял цар на бяло поле g6 · бял офицер на черно поле e5 | 1 |
|   | a | b | c | d | e | f | g | h |   |

|   | a | b | c | d | e | f | g | h |   |
| 8 | черен цар на черно поле h8 · бял цар на бяло поле f7 · бял офицер на черно поле g7 · черен кон на бяло поле h7 | черен цар на черно поле h8 · бял цар на бяло поле f7 · бял офицер на черно поле g7 · черен кон на бяло поле h7 | черен цар на черно поле h8 · бял цар на бяло поле f7 · бял офицер на черно поле g7 · черен кон на бяло поле h7 | черен цар на черно поле h8 · бял цар на бяло поле f7 · бял офицер на черно поле g7 · черен кон на бяло поле h7 | черен цар на черно поле h8 · бял цар на бяло поле f7 · бял офицер на черно поле g7 · черен кон на бяло поле h7 | черен цар на черно поле h8 · бял цар на бяло поле f7 · бял офицер на черно поле g7 · черен кон на бяло поле h7 | черен цар на черно поле h8 · бял цар на бяло поле f7 · бял офицер на черно поле g7 · черен кон на бяло поле h7 | черен цар на черно поле h8 · бял цар на бяло поле f7 · бял офицер на черно поле g7 · черен кон на бяло поле h7 | 8 |
| 7 | черен цар на черно поле h8 · бял цар на бяло поле f7 · бял офицер на черно поле g7 · черен кон на бяло поле h7 | черен цар на черно поле h8 · бял цар на бяло поле f7 · бял офицер на черно поле g7 · черен кон на бяло поле h7 | черен цар на черно поле h8 · бял цар на бяло поле f7 · бял офицер на черно поле g7 · черен кон на бяло поле h7 | черен цар на черно поле h8 · бял цар на бяло поле f7 · бял офицер на черно поле g7 · черен кон на бяло поле h7 | черен цар на черно поле h8 · бял цар на бяло поле f7 · бял офицер на черно поле g7 · черен кон на бяло поле h7 | черен цар на черно поле h8 · бял цар на бяло поле f7 · бял офицер на черно поле g7 · черен кон на бяло поле h7 | черен цар на черно поле h8 · бял цар на бяло поле f7 · бял офицер на черно поле g7 · черен кон на бяло поле h7 | черен цар на черно поле h8 · бял цар на бяло поле f7 · бял офицер на черно поле g7 · черен кон на бяло поле h7 | 7 |
| 6 | черен цар на черно поле h8 · бял цар на бяло поле f7 · бял офицер на черно поле g7 · черен кон на бяло поле h7 | черен цар на черно поле h8 · бял цар на бяло поле f7 · бял офицер на черно поле g7 · черен кон на бяло поле h7 | черен цар на черно поле h8 · бял цар на бяло поле f7 · бял офицер на черно поле g7 · черен кон на бяло поле h7 | черен цар на черно поле h8 · бял цар на бяло поле f7 · бял офицер на черно поле g7 · черен кон на бяло поле h7 | черен цар на черно поле h8 · бял цар на бяло поле f7 · бял офицер на черно поле g7 · черен кон на бяло поле h7 | черен цар на черно поле h8 · бял цар на бяло поле f7 · бял офицер на черно поле g7 · черен кон на бяло поле h7 | черен цар на черно поле h8 · бял цар на бяло поле f7 · бял офицер на черно поле g7 · черен кон на бяло поле h7 | черен цар на черно поле h8 · бял цар на бяло поле f7 · бял офицер на черно поле g7 · черен кон на бяло поле h7 | 6 |
| 5 | черен цар на черно поле h8 · бял цар на бяло поле f7 · бял офицер на черно поле g7 · черен кон на бяло поле h7 | черен цар на черно поле h8 · бял цар на бяло поле f7 · бял офицер на черно поле g7 · черен кон на бяло поле h7 | черен цар на черно поле h8 · бял цар на бяло поле f7 · бял офицер на черно поле g7 · черен кон на бяло поле h7 | черен цар на черно поле h8 · бял цар на бяло поле f7 · бял офицер на черно поле g7 · черен кон на бяло поле h7 | черен цар на черно поле h8 · бял цар на бяло поле f7 · бял офицер на черно поле g7 · черен кон на бяло поле h7 | черен цар на черно поле h8 · бял цар на бяло поле f7 · бял офицер на черно поле g7 · черен кон на бяло поле h7 | черен цар на черно поле h8 · бял цар на бяло поле f7 · бял офицер на черно поле g7 · черен кон на бяло поле h7 | черен цар на черно поле h8 · бял цар на бяло поле f7 · бял офицер на черно поле g7 · черен кон на бяло поле h7 | 5 |
| 4 | черен цар на черно поле h8 · бял цар на бяло поле f7 · бял офицер на черно поле g7 · черен кон на бяло поле h7 | черен цар на черно поле h8 · бял цар на бяло поле f7 · бял офицер на черно поле g7 · черен кон на бяло поле h7 | черен цар на черно поле h8 · бял цар на бяло поле f7 · бял офицер на черно поле g7 · черен кон на бяло поле h7 | черен цар на черно поле h8 · бял цар на бяло поле f7 · бял офицер на черно поле g7 · черен кон на бяло поле h7 | черен цар на черно поле h8 · бял цар на бяло поле f7 · бял офицер на черно поле g7 · черен кон на бяло поле h7 | черен цар на черно поле h8 · бял цар на бяло поле f7 · бял офицер на черно поле g7 · черен кон на бяло поле h7 | черен цар на черно поле h8 · бял цар на бяло поле f7 · бял офицер на черно поле g7 · черен кон на бяло поле h7 | черен цар на черно поле h8 · бял цар на бяло поле f7 · бял офицер на черно поле g7 · черен кон на бяло поле h7 | 4 |
| 3 | черен цар на черно поле h8 · бял цар на бяло поле f7 · бял офицер на черно поле g7 · черен кон на бяло поле h7 | черен цар на черно поле h8 · бял цар на бяло поле f7 · бял офицер на черно поле g7 · черен кон на бяло поле h7 | черен цар на черно поле h8 · бял цар на бяло поле f7 · бял офицер на черно поле g7 · черен кон на бяло поле h7 | черен цар на черно поле h8 · бял цар на бяло поле f7 · бял офицер на черно поле g7 · черен кон на бяло поле h7 | черен цар на черно поле h8 · бял цар на бяло поле f7 · бял офицер на черно поле g7 · черен кон на бяло поле h7 | черен цар на черно поле h8 · бял цар на бяло поле f7 · бял офицер на черно поле g7 · черен кон на бяло поле h7 | черен цар на черно поле h8 · бял цар на бяло поле f7 · бял офицер на черно поле g7 · черен кон на бяло поле h7 | черен цар на черно поле h8 · бял цар на бяло поле f7 · бял офицер на черно поле g7 · черен кон на бяло поле h7 | 3 |
| 2 | черен цар на черно поле h8 · бял цар на бяло поле f7 · бял офицер на черно поле g7 · черен кон на бяло поле h7 | черен цар на черно поле h8 · бял цар на бяло поле f7 · бял офицер на черно поле g7 · черен кон на бяло поле h7 | черен цар на черно поле h8 · бял цар на бяло поле f7 · бял офицер на черно поле g7 · черен кон на бяло поле h7 | черен цар на черно поле h8 · бял цар на бяло поле f7 · бял офицер на черно поле g7 · черен кон на бяло поле h7 | черен цар на черно поле h8 · бял цар на бяло поле f7 · бял офицер на черно поле g7 · черен кон на бяло поле h7 | черен цар на черно поле h8 · бял цар на бяло поле f7 · бял офицер на черно поле g7 · черен кон на бяло поле h7 | черен цар на черно поле h8 · бял цар на бяло поле f7 · бял офицер на черно поле g7 · черен кон на бяло поле h7 | черен цар на черно поле h8 · бял цар на бяло поле f7 · бял офицер на черно поле g7 · черен кон на бяло поле h7 | 2 |
| 1 | черен цар на черно поле h8 · бял цар на бяло поле f7 · бял офицер на черно поле g7 · черен кон на бяло поле h7 | черен цар на черно поле h8 · бял цар на бяло поле f7 · бял офицер на черно поле g7 · черен кон на бяло поле h7 | черен цар на черно поле h8 · бял цар на бяло поле f7 · бял офицер на черно поле g7 · черен кон на бяло поле h7 | черен цар на черно поле h8 · бял цар на бяло поле f7 · бял офицер на черно поле g7 · черен кон на бяло поле h7 | черен цар на черно поле h8 · бял цар на бяло поле f7 · бял офицер на черно поле g7 · черен кон на бяло поле h7 | черен цар на черно поле h8 · бял цар на бяло поле f7 · бял офицер на черно поле g7 · черен кон на бяло поле h7 | черен цар на черно поле h8 · бял цар на бяло поле f7 · бял офицер на черно поле g7 · черен кон на бяло поле h7 | черен цар на черно поле h8 · бял цар на бяло поле f7 · бял офицер на черно поле g7 · черен кон на бяло поле h7 | 1 |
|   | a | b | c | d | e | f | g | h |   |

|   | a | b | c | d | e | f | g | h |   |
| 8 | бял цар на черно поле a3 · бял кон на бяло поле b3 · черен цар на черно поле a1 · черен офицер на бяло поле b1 | бял цар на черно поле a3 · бял кон на бяло поле b3 · черен цар на черно поле a1 · черен офицер на бяло поле b1 | бял цар на черно поле a3 · бял кон на бяло поле b3 · черен цар на черно поле a1 · черен офицер на бяло поле b1 | бял цар на черно поле a3 · бял кон на бяло поле b3 · черен цар на черно поле a1 · черен офицер на бяло поле b1 | бял цар на черно поле a3 · бял кон на бяло поле b3 · черен цар на черно поле a1 · черен офицер на бяло поле b1 | бял цар на черно поле a3 · бял кон на бяло поле b3 · черен цар на черно поле a1 · черен офицер на бяло поле b1 | бял цар на черно поле a3 · бял кон на бяло поле b3 · черен цар на черно поле a1 · черен офицер на бяло поле b1 | бял цар на черно поле a3 · бял кон на бяло поле b3 · черен цар на черно поле a1 · черен офицер на бяло поле b1 | 8 |
| 7 | бял цар на черно поле a3 · бял кон на бяло поле b3 · черен цар на черно поле a1 · черен офицер на бяло поле b1 | бял цар на черно поле a3 · бял кон на бяло поле b3 · черен цар на черно поле a1 · черен офицер на бяло поле b1 | бял цар на черно поле a3 · бял кон на бяло поле b3 · черен цар на черно поле a1 · черен офицер на бяло поле b1 | бял цар на черно поле a3 · бял кон на бяло поле b3 · черен цар на черно поле a1 · черен офицер на бяло поле b1 | бял цар на черно поле a3 · бял кон на бяло поле b3 · черен цар на черно поле a1 · черен офицер на бяло поле b1 | бял цар на черно поле a3 · бял кон на бяло поле b3 · черен цар на черно поле a1 · черен офицер на бяло поле b1 | бял цар на черно поле a3 · бял кон на бяло поле b3 · черен цар на черно поле a1 · черен офицер на бяло поле b1 | бял цар на черно поле a3 · бял кон на бяло поле b3 · черен цар на черно поле a1 · черен офицер на бяло поле b1 | 7 |
| 6 | бял цар на черно поле a3 · бял кон на бяло поле b3 · черен цар на черно поле a1 · черен офицер на бяло поле b1 | бял цар на черно поле a3 · бял кон на бяло поле b3 · черен цар на черно поле a1 · черен офицер на бяло поле b1 | бял цар на черно поле a3 · бял кон на бяло поле b3 · черен цар на черно поле a1 · черен офицер на бяло поле b1 | бял цар на черно поле a3 · бял кон на бяло поле b3 · черен цар на черно поле a1 · черен офицер на бяло поле b1 | бял цар на черно поле a3 · бял кон на бяло поле b3 · черен цар на черно поле a1 · черен офицер на бяло поле b1 | бял цар на черно поле a3 · бял кон на бяло поле b3 · черен цар на черно поле a1 · черен офицер на бяло поле b1 | бял цар на черно поле a3 · бял кон на бяло поле b3 · черен цар на черно поле a1 · черен офицер на бяло поле b1 | бял цар на черно поле a3 · бял кон на бяло поле b3 · черен цар на черно поле a1 · черен офицер на бяло поле b1 | 6 |
| 5 | бял цар на черно поле a3 · бял кон на бяло поле b3 · черен цар на черно поле a1 · черен офицер на бяло поле b1 | бял цар на черно поле a3 · бял кон на бяло поле b3 · черен цар на черно поле a1 · черен офицер на бяло поле b1 | бял цар на черно поле a3 · бял кон на бяло поле b3 · черен цар на черно поле a1 · черен офицер на бяло поле b1 | бял цар на черно поле a3 · бял кон на бяло поле b3 · черен цар на черно поле a1 · черен офицер на бяло поле b1 | бял цар на черно поле a3 · бял кон на бяло поле b3 · черен цар на черно поле a1 · черен офицер на бяло поле b1 | бял цар на черно поле a3 · бял кон на бяло поле b3 · черен цар на черно поле a1 · черен офицер на бяло поле b1 | бял цар на черно поле a3 · бял кон на бяло поле b3 · черен цар на черно поле a1 · черен офицер на бяло поле b1 | бял цар на черно поле a3 · бял кон на бяло поле b3 · черен цар на черно поле a1 · черен офицер на бяло поле b1 | 5 |
| 4 | бял цар на черно поле a3 · бял кон на бяло поле b3 · черен цар на черно поле a1 · черен офицер на бяло поле b1 | бял цар на черно поле a3 · бял кон на бяло поле b3 · черен цар на черно поле a1 · черен офицер на бяло поле b1 | бял цар на черно поле a3 · бял кон на бяло поле b3 · черен цар на черно поле a1 · черен офицер на бяло поле b1 | бял цар на черно поле a3 · бял кон на бяло поле b3 · черен цар на черно поле a1 · черен офицер на бяло поле b1 | бял цар на черно поле a3 · бял кон на бяло поле b3 · черен цар на черно поле a1 · черен офицер на бяло поле b1 | бял цар на черно поле a3 · бял кон на бяло поле b3 · черен цар на черно поле a1 · черен офицер на бяло поле b1 | бял цар на черно поле a3 · бял кон на бяло поле b3 · черен цар на черно поле a1 · черен офицер на бяло поле b1 | бял цар на черно поле a3 · бял кон на бяло поле b3 · черен цар на черно поле a1 · черен офицер на бяло поле b1 | 4 |
| 3 | бял цар на черно поле a3 · бял кон на бяло поле b3 · черен цар на черно поле a1 · черен офицер на бяло поле b1 | бял цар на черно поле a3 · бял кон на бяло поле b3 · черен цар на черно поле a1 · черен офицер на бяло поле b1 | бял цар на черно поле a3 · бял кон на бяло поле b3 · черен цар на черно поле a1 · черен офицер на бяло поле b1 | бял цар на черно поле a3 · бял кон на бяло поле b3 · черен цар на черно поле a1 · черен офицер на бяло поле b1 | бял цар на черно поле a3 · бял кон на бяло поле b3 · черен цар на черно поле a1 · черен офицер на бяло поле b1 | бял цар на черно поле a3 · бял кон на бяло поле b3 · черен цар на черно поле a1 · черен офицер на бяло поле b1 | бял цар на черно поле a3 · бял кон на бяло поле b3 · черен цар на черно поле a1 · черен офицер на бяло поле b1 | бял цар на черно поле a3 · бял кон на бяло поле b3 · черен цар на черно поле a1 · черен офицер на бяло поле b1 | 3 |
| 2 | бял цар на черно поле a3 · бял кон на бяло поле b3 · черен цар на черно поле a1 · черен офицер на бяло поле b1 | бял цар на черно поле a3 · бял кон на бяло поле b3 · черен цар на черно поле a1 · черен офицер на бяло поле b1 | бял цар на черно поле a3 · бял кон на бяло поле b3 · черен цар на черно поле a1 · черен офицер на бяло поле b1 | бял цар на черно поле a3 · бял кон на бяло поле b3 · черен цар на черно поле a1 · черен офицер на бяло поле b1 | бял цар на черно поле a3 · бял кон на бяло поле b3 · черен цар на черно поле a1 · черен офицер на бяло поле b1 | бял цар на черно поле a3 · бял кон на бяло поле b3 · черен цар на черно поле a1 · черен офицер на бяло поле b1 | бял цар на черно поле a3 · бял кон на бяло поле b3 · черен цар на черно поле a1 · черен офицер на бяло поле b1 | бял цар на черно поле a3 · бял кон на бяло поле b3 · черен цар на черно поле a1 · черен офицер на бяло поле b1 | 2 |
| 1 | бял цар на черно поле a3 · бял кон на бяло поле b3 · черен цар на черно поле a1 · черен офицер на бяло поле b1 | бял цар на черно поле a3 · бял кон на бяло поле b3 · черен цар на черно поле a1 · черен офицер на бяло поле b1 | бял цар на черно поле a3 · бял кон на бяло поле b3 · черен цар на черно поле a1 · черен офицер на бяло поле b1 | бял цар на черно поле a3 · бял кон на бяло поле b3 · черен цар на черно поле a1 · черен офицер на бяло поле b1 | бял цар на черно поле a3 · бял кон на бяло поле b3 · черен цар на черно поле a1 · черен офицер на бяло поле b1 | бял цар на черно поле a3 · бял кон на бяло поле b3 · черен цар на черно поле a1 · черен офицер на бяло поле b1 | бял цар на черно поле a3 · бял кон на бяло поле b3 · черен цар на черно поле a1 · черен офицер на бяло поле b1 | бял цар на черно поле a3 · бял кон на бяло поле b3 · черен цар на черно поле a1 · черен офицер на бяло поле b1 | 1 |
|   | a | b | c | d | e | f | g | h |   |

|   | a | b | c | d | e | f | g | h |   |
| 8 | бял кон на черно поле g3 · бял цар на черно поле f2 · черен кон на черно поле h2 · черен цар на бяло поле h1 | бял кон на черно поле g3 · бял цар на черно поле f2 · черен кон на черно поле h2 · черен цар на бяло поле h1 | бял кон на черно поле g3 · бял цар на черно поле f2 · черен кон на черно поле h2 · черен цар на бяло поле h1 | бял кон на черно поле g3 · бял цар на черно поле f2 · черен кон на черно поле h2 · черен цар на бяло поле h1 | бял кон на черно поле g3 · бял цар на черно поле f2 · черен кон на черно поле h2 · черен цар на бяло поле h1 | бял кон на черно поле g3 · бял цар на черно поле f2 · черен кон на черно поле h2 · черен цар на бяло поле h1 | бял кон на черно поле g3 · бял цар на черно поле f2 · черен кон на черно поле h2 · черен цар на бяло поле h1 | бял кон на черно поле g3 · бял цар на черно поле f2 · черен кон на черно поле h2 · черен цар на бяло поле h1 | 8 |
| 7 | бял кон на черно поле g3 · бял цар на черно поле f2 · черен кон на черно поле h2 · черен цар на бяло поле h1 | бял кон на черно поле g3 · бял цар на черно поле f2 · черен кон на черно поле h2 · черен цар на бяло поле h1 | бял кон на черно поле g3 · бял цар на черно поле f2 · черен кон на черно поле h2 · черен цар на бяло поле h1 | бял кон на черно поле g3 · бял цар на черно поле f2 · черен кон на черно поле h2 · черен цар на бяло поле h1 | бял кон на черно поле g3 · бял цар на черно поле f2 · черен кон на черно поле h2 · черен цар на бяло поле h1 | бял кон на черно поле g3 · бял цар на черно поле f2 · черен кон на черно поле h2 · черен цар на бяло поле h1 | бял кон на черно поле g3 · бял цар на черно поле f2 · черен кон на черно поле h2 · черен цар на бяло поле h1 | бял кон на черно поле g3 · бял цар на черно поле f2 · черен кон на черно поле h2 · черен цар на бяло поле h1 | 7 |
| 6 | бял кон на черно поле g3 · бял цар на черно поле f2 · черен кон на черно поле h2 · черен цар на бяло поле h1 | бял кон на черно поле g3 · бял цар на черно поле f2 · черен кон на черно поле h2 · черен цар на бяло поле h1 | бял кон на черно поле g3 · бял цар на черно поле f2 · черен кон на черно поле h2 · черен цар на бяло поле h1 | бял кон на черно поле g3 · бял цар на черно поле f2 · черен кон на черно поле h2 · черен цар на бяло поле h1 | бял кон на черно поле g3 · бял цар на черно поле f2 · черен кон на черно поле h2 · черен цар на бяло поле h1 | бял кон на черно поле g3 · бял цар на черно поле f2 · черен кон на черно поле h2 · черен цар на бяло поле h1 | бял кон на черно поле g3 · бял цар на черно поле f2 · черен кон на черно поле h2 · черен цар на бяло поле h1 | бял кон на черно поле g3 · бял цар на черно поле f2 · черен кон на черно поле h2 · черен цар на бяло поле h1 | 6 |
| 5 | бял кон на черно поле g3 · бял цар на черно поле f2 · черен кон на черно поле h2 · черен цар на бяло поле h1 | бял кон на черно поле g3 · бял цар на черно поле f2 · черен кон на черно поле h2 · черен цар на бяло поле h1 | бял кон на черно поле g3 · бял цар на черно поле f2 · черен кон на черно поле h2 · черен цар на бяло поле h1 | бял кон на черно поле g3 · бял цар на черно поле f2 · черен кон на черно поле h2 · черен цар на бяло поле h1 | бял кон на черно поле g3 · бял цар на черно поле f2 · черен кон на черно поле h2 · черен цар на бяло поле h1 | бял кон на черно поле g3 · бял цар на черно поле f2 · черен кон на черно поле h2 · черен цар на бяло поле h1 | бял кон на черно поле g3 · бял цар на черно поле f2 · черен кон на черно поле h2 · черен цар на бяло поле h1 | бял кон на черно поле g3 · бял цар на черно поле f2 · черен кон на черно поле h2 · черен цар на бяло поле h1 | 5 |
| 4 | бял кон на черно поле g3 · бял цар на черно поле f2 · черен кон на черно поле h2 · черен цар на бяло поле h1 | бял кон на черно поле g3 · бял цар на черно поле f2 · черен кон на черно поле h2 · черен цар на бяло поле h1 | бял кон на черно поле g3 · бял цар на черно поле f2 · черен кон на черно поле h2 · черен цар на бяло поле h1 | бял кон на черно поле g3 · бял цар на черно поле f2 · черен кон на черно поле h2 · черен цар на бяло поле h1 | бял кон на черно поле g3 · бял цар на черно поле f2 · черен кон на черно поле h2 · черен цар на бяло поле h1 | бял кон на черно поле g3 · бял цар на черно поле f2 · черен кон на черно поле h2 · черен цар на бяло поле h1 | бял кон на черно поле g3 · бял цар на черно поле f2 · черен кон на черно поле h2 · черен цар на бяло поле h1 | бял кон на черно поле g3 · бял цар на черно поле f2 · черен кон на черно поле h2 · черен цар на бяло поле h1 | 4 |
| 3 | бял кон на черно поле g3 · бял цар на черно поле f2 · черен кон на черно поле h2 · черен цар на бяло поле h1 | бял кон на черно поле g3 · бял цар на черно поле f2 · черен кон на черно поле h2 · черен цар на бяло поле h1 | бял кон на черно поле g3 · бял цар на черно поле f2 · черен кон на черно поле h2 · черен цар на бяло поле h1 | бял кон на черно поле g3 · бял цар на черно поле f2 · черен кон на черно поле h2 · черен цар на бяло поле h1 | бял кон на черно поле g3 · бял цар на черно поле f2 · черен кон на черно поле h2 · черен цар на бяло поле h1 | бял кон на черно поле g3 · бял цар на черно поле f2 · черен кон на черно поле h2 · черен цар на бяло поле h1 | бял кон на черно поле g3 · бял цар на черно поле f2 · черен кон на черно поле h2 · черен цар на бяло поле h1 | бял кон на черно поле g3 · бял цар на черно поле f2 · черен кон на черно поле h2 · черен цар на бяло поле h1 | 3 |
| 2 | бял кон на черно поле g3 · бял цар на черно поле f2 · черен кон на черно поле h2 · черен цар на бяло поле h1 | бял кон на черно поле g3 · бял цар на черно поле f2 · черен кон на черно поле h2 · черен цар на бяло поле h1 | бял кон на черно поле g3 · бял цар на черно поле f2 · черен кон на черно поле h2 · черен цар на бяло поле h1 | бял кон на черно поле g3 · бял цар на черно поле f2 · черен кон на черно поле h2 · черен цар на бяло поле h1 | бял кон на черно поле g3 · бял цар на черно поле f2 · черен кон на черно поле h2 · черен цар на бяло поле h1 | бял кон на черно поле g3 · бял цар на черно поле f2 · черен кон на черно поле h2 · черен цар на бяло поле h1 | бял кон на черно поле g3 · бял цар на черно поле f2 · черен кон на черно поле h2 · черен цар на бяло поле h1 | бял кон на черно поле g3 · бял цар на черно поле f2 · черен кон на черно поле h2 · черен цар на бяло поле h1 | 2 |
| 1 | бял кон на черно поле g3 · бял цар на черно поле f2 · черен кон на черно поле h2 · черен цар на бяло поле h1 | бял кон на черно поле g3 · бял цар на черно поле f2 · черен кон на черно поле h2 · черен цар на бяло поле h1 | бял кон на черно поле g3 · бял цар на черно поле f2 · черен кон на черно поле h2 · черен цар на бяло поле h1 | бял кон на черно поле g3 · бял цар на черно поле f2 · черен кон на черно поле h2 · черен цар на бяло поле h1 | бял кон на черно поле g3 · бял цар на черно поле f2 · черен кон на черно поле h2 · черен цар на бяло поле h1 | бял кон на черно поле g3 · бял цар на черно поле f2 · черен кон на черно поле h2 · черен цар на бяло поле h1 | бял кон на черно поле g3 · бял цар на черно поле f2 · черен кон на черно поле h2 · черен цар на бяло поле h1 | бял кон на черно поле g3 · бял цар на черно поле f2 · черен кон на черно поле h2 · черен цар на бяло поле h1 | 1 |
|   | a | b | c | d | e | f | g | h |   |

|   | a | b | c | d | e | f | g | h |   |
| 8 | бял кон на бяло поле b3 · черен топ на бяло поле a2 · черен цар на черно поле a1 · бял цар на черно поле c1 | бял кон на бяло поле b3 · черен топ на бяло поле a2 · черен цар на черно поле a1 · бял цар на черно поле c1 | бял кон на бяло поле b3 · черен топ на бяло поле a2 · черен цар на черно поле a1 · бял цар на черно поле c1 | бял кон на бяло поле b3 · черен топ на бяло поле a2 · черен цар на черно поле a1 · бял цар на черно поле c1 | бял кон на бяло поле b3 · черен топ на бяло поле a2 · черен цар на черно поле a1 · бял цар на черно поле c1 | бял кон на бяло поле b3 · черен топ на бяло поле a2 · черен цар на черно поле a1 · бял цар на черно поле c1 | бял кон на бяло поле b3 · черен топ на бяло поле a2 · черен цар на черно поле a1 · бял цар на черно поле c1 | бял кон на бяло поле b3 · черен топ на бяло поле a2 · черен цар на черно поле a1 · бял цар на черно поле c1 | 8 |
| 7 | бял кон на бяло поле b3 · черен топ на бяло поле a2 · черен цар на черно поле a1 · бял цар на черно поле c1 | бял кон на бяло поле b3 · черен топ на бяло поле a2 · черен цар на черно поле a1 · бял цар на черно поле c1 | бял кон на бяло поле b3 · черен топ на бяло поле a2 · черен цар на черно поле a1 · бял цар на черно поле c1 | бял кон на бяло поле b3 · черен топ на бяло поле a2 · черен цар на черно поле a1 · бял цар на черно поле c1 | бял кон на бяло поле b3 · черен топ на бяло поле a2 · черен цар на черно поле a1 · бял цар на черно поле c1 | бял кон на бяло поле b3 · черен топ на бяло поле a2 · черен цар на черно поле a1 · бял цар на черно поле c1 | бял кон на бяло поле b3 · черен топ на бяло поле a2 · черен цар на черно поле a1 · бял цар на черно поле c1 | бял кон на бяло поле b3 · черен топ на бяло поле a2 · черен цар на черно поле a1 · бял цар на черно поле c1 | 7 |
| 6 | бял кон на бяло поле b3 · черен топ на бяло поле a2 · черен цар на черно поле a1 · бял цар на черно поле c1 | бял кон на бяло поле b3 · черен топ на бяло поле a2 · черен цар на черно поле a1 · бял цар на черно поле c1 | бял кон на бяло поле b3 · черен топ на бяло поле a2 · черен цар на черно поле a1 · бял цар на черно поле c1 | бял кон на бяло поле b3 · черен топ на бяло поле a2 · черен цар на черно поле a1 · бял цар на черно поле c1 | бял кон на бяло поле b3 · черен топ на бяло поле a2 · черен цар на черно поле a1 · бял цар на черно поле c1 | бял кон на бяло поле b3 · черен топ на бяло поле a2 · черен цар на черно поле a1 · бял цар на черно поле c1 | бял кон на бяло поле b3 · черен топ на бяло поле a2 · черен цар на черно поле a1 · бял цар на черно поле c1 | бял кон на бяло поле b3 · черен топ на бяло поле a2 · черен цар на черно поле a1 · бял цар на черно поле c1 | 6 |
| 5 | бял кон на бяло поле b3 · черен топ на бяло поле a2 · черен цар на черно поле a1 · бял цар на черно поле c1 | бял кон на бяло поле b3 · черен топ на бяло поле a2 · черен цар на черно поле a1 · бял цар на черно поле c1 | бял кон на бяло поле b3 · черен топ на бяло поле a2 · черен цар на черно поле a1 · бял цар на черно поле c1 | бял кон на бяло поле b3 · черен топ на бяло поле a2 · черен цар на черно поле a1 · бял цар на черно поле c1 | бял кон на бяло поле b3 · черен топ на бяло поле a2 · черен цар на черно поле a1 · бял цар на черно поле c1 | бял кон на бяло поле b3 · черен топ на бяло поле a2 · черен цар на черно поле a1 · бял цар на черно поле c1 | бял кон на бяло поле b3 · черен топ на бяло поле a2 · черен цар на черно поле a1 · бял цар на черно поле c1 | бял кон на бяло поле b3 · черен топ на бяло поле a2 · черен цар на черно поле a1 · бял цар на черно поле c1 | 5 |
| 4 | бял кон на бяло поле b3 · черен топ на бяло поле a2 · черен цар на черно поле a1 · бял цар на черно поле c1 | бял кон на бяло поле b3 · черен топ на бяло поле a2 · черен цар на черно поле a1 · бял цар на черно поле c1 | бял кон на бяло поле b3 · черен топ на бяло поле a2 · черен цар на черно поле a1 · бял цар на черно поле c1 | бял кон на бяло поле b3 · черен топ на бяло поле a2 · черен цар на черно поле a1 · бял цар на черно поле c1 | бял кон на бяло поле b3 · черен топ на бяло поле a2 · черен цар на черно поле a1 · бял цар на черно поле c1 | бял кон на бяло поле b3 · черен топ на бяло поле a2 · черен цар на черно поле a1 · бял цар на черно поле c1 | бял кон на бяло поле b3 · черен топ на бяло поле a2 · черен цар на черно поле a1 · бял цар на черно поле c1 | бял кон на бяло поле b3 · черен топ на бяло поле a2 · черен цар на черно поле a1 · бял цар на черно поле c1 | 4 |
| 3 | бял кон на бяло поле b3 · черен топ на бяло поле a2 · черен цар на черно поле a1 · бял цар на черно поле c1 | бял кон на бяло поле b3 · черен топ на бяло поле a2 · черен цар на черно поле a1 · бял цар на черно поле c1 | бял кон на бяло поле b3 · черен топ на бяло поле a2 · черен цар на черно поле a1 · бял цар на черно поле c1 | бял кон на бяло поле b3 · черен топ на бяло поле a2 · черен цар на черно поле a1 · бял цар на черно поле c1 | бял кон на бяло поле b3 · черен топ на бяло поле a2 · черен цар на черно поле a1 · бял цар на черно поле c1 | бял кон на бяло поле b3 · черен топ на бяло поле a2 · черен цар на черно поле a1 · бял цар на черно поле c1 | бял кон на бяло поле b3 · черен топ на бяло поле a2 · черен цар на черно поле a1 · бял цар на черно поле c1 | бял кон на бяло поле b3 · черен топ на бяло поле a2 · черен цар на черно поле a1 · бял цар на черно поле c1 | 3 |
| 2 | бял кон на бяло поле b3 · черен топ на бяло поле a2 · черен цар на черно поле a1 · бял цар на черно поле c1 | бял кон на бяло поле b3 · черен топ на бяло поле a2 · черен цар на черно поле a1 · бял цар на черно поле c1 | бял кон на бяло поле b3 · черен топ на бяло поле a2 · черен цар на черно поле a1 · бял цар на черно поле c1 | бял кон на бяло поле b3 · черен топ на бяло поле a2 · черен цар на черно поле a1 · бял цар на черно поле c1 | бял кон на бяло поле b3 · черен топ на бяло поле a2 · черен цар на черно поле a1 · бял цар на черно поле c1 | бял кон на бяло поле b3 · черен топ на бяло поле a2 · черен цар на черно поле a1 · бял цар на черно поле c1 | бял кон на бяло поле b3 · черен топ на бяло поле a2 · черен цар на черно поле a1 · бял цар на черно поле c1 | бял кон на бяло поле b3 · черен топ на бяло поле a2 · черен цар на черно поле a1 · бял цар на черно поле c1 | 2 |
| 1 | бял кон на бяло поле b3 · черен топ на бяло поле a2 · черен цар на черно поле a1 · бял цар на черно поле c1 | бял кон на бяло поле b3 · черен топ на бяло поле a2 · черен цар на черно поле a1 · бял цар на черно поле c1 | бял кон на бяло поле b3 · черен топ на бяло поле a2 · черен цар на черно поле a1 · бял цар на черно поле c1 | бял кон на бяло поле b3 · черен топ на бяло поле a2 · черен цар на черно поле a1 · бял цар на черно поле c1 | бял кон на бяло поле b3 · черен топ на бяло поле a2 · черен цар на черно поле a1 · бял цар на черно поле c1 | бял кон на бяло поле b3 · черен топ на бяло поле a2 · черен цар на черно поле a1 · бял цар на черно поле c1 | бял кон на бяло поле b3 · черен топ на бяло поле a2 · черен цар на черно поле a1 · бял цар на черно поле c1 | бял кон на бяло поле b3 · черен топ на бяло поле a2 · черен цар на черно поле a1 · бял цар на черно поле c1 | 1 |
|   | a | b | c | d | e | f | g | h |   |

|   | a | b | c | d | e | f | g | h |   |
| 8 | черен цар на черно поле h8 · бял цар на бяло поле f7 · бял кон на черно поле f6 · бял кон на бяло поле g6 | черен цар на черно поле h8 · бял цар на бяло поле f7 · бял кон на черно поле f6 · бял кон на бяло поле g6 | черен цар на черно поле h8 · бял цар на бяло поле f7 · бял кон на черно поле f6 · бял кон на бяло поле g6 | черен цар на черно поле h8 · бял цар на бяло поле f7 · бял кон на черно поле f6 · бял кон на бяло поле g6 | черен цар на черно поле h8 · бял цар на бяло поле f7 · бял кон на черно поле f6 · бял кон на бяло поле g6 | черен цар на черно поле h8 · бял цар на бяло поле f7 · бял кон на черно поле f6 · бял кон на бяло поле g6 | черен цар на черно поле h8 · бял цар на бяло поле f7 · бял кон на черно поле f6 · бял кон на бяло поле g6 | черен цар на черно поле h8 · бял цар на бяло поле f7 · бял кон на черно поле f6 · бял кон на бяло поле g6 | 8 |
| 7 | черен цар на черно поле h8 · бял цар на бяло поле f7 · бял кон на черно поле f6 · бял кон на бяло поле g6 | черен цар на черно поле h8 · бял цар на бяло поле f7 · бял кон на черно поле f6 · бял кон на бяло поле g6 | черен цар на черно поле h8 · бял цар на бяло поле f7 · бял кон на черно поле f6 · бял кон на бяло поле g6 | черен цар на черно поле h8 · бял цар на бяло поле f7 · бял кон на черно поле f6 · бял кон на бяло поле g6 | черен цар на черно поле h8 · бял цар на бяло поле f7 · бял кон на черно поле f6 · бял кон на бяло поле g6 | черен цар на черно поле h8 · бял цар на бяло поле f7 · бял кон на черно поле f6 · бял кон на бяло поле g6 | черен цар на черно поле h8 · бял цар на бяло поле f7 · бял кон на черно поле f6 · бял кон на бяло поле g6 | черен цар на черно поле h8 · бял цар на бяло поле f7 · бял кон на черно поле f6 · бял кон на бяло поле g6 | 7 |
| 6 | черен цар на черно поле h8 · бял цар на бяло поле f7 · бял кон на черно поле f6 · бял кон на бяло поле g6 | черен цар на черно поле h8 · бял цар на бяло поле f7 · бял кон на черно поле f6 · бял кон на бяло поле g6 | черен цар на черно поле h8 · бял цар на бяло поле f7 · бял кон на черно поле f6 · бял кон на бяло поле g6 | черен цар на черно поле h8 · бял цар на бяло поле f7 · бял кон на черно поле f6 · бял кон на бяло поле g6 | черен цар на черно поле h8 · бял цар на бяло поле f7 · бял кон на черно поле f6 · бял кон на бяло поле g6 | черен цар на черно поле h8 · бял цар на бяло поле f7 · бял кон на черно поле f6 · бял кон на бяло поле g6 | черен цар на черно поле h8 · бял цар на бяло поле f7 · бял кон на черно поле f6 · бял кон на бяло поле g6 | черен цар на черно поле h8 · бял цар на бяло поле f7 · бял кон на черно поле f6 · бял кон на бяло поле g6 | 6 |
| 5 | черен цар на черно поле h8 · бял цар на бяло поле f7 · бял кон на черно поле f6 · бял кон на бяло поле g6 | черен цар на черно поле h8 · бял цар на бяло поле f7 · бял кон на черно поле f6 · бял кон на бяло поле g6 | черен цар на черно поле h8 · бял цар на бяло поле f7 · бял кон на черно поле f6 · бял кон на бяло поле g6 | черен цар на черно поле h8 · бял цар на бяло поле f7 · бял кон на черно поле f6 · бял кон на бяло поле g6 | черен цар на черно поле h8 · бял цар на бяло поле f7 · бял кон на черно поле f6 · бял кон на бяло поле g6 | черен цар на черно поле h8 · бял цар на бяло поле f7 · бял кон на черно поле f6 · бял кон на бяло поле g6 | черен цар на черно поле h8 · бял цар на бяло поле f7 · бял кон на черно поле f6 · бял кон на бяло поле g6 | черен цар на черно поле h8 · бял цар на бяло поле f7 · бял кон на черно поле f6 · бял кон на бяло поле g6 | 5 |
| 4 | черен цар на черно поле h8 · бял цар на бяло поле f7 · бял кон на черно поле f6 · бял кон на бяло поле g6 | черен цар на черно поле h8 · бял цар на бяло поле f7 · бял кон на черно поле f6 · бял кон на бяло поле g6 | черен цар на черно поле h8 · бял цар на бяло поле f7 · бял кон на черно поле f6 · бял кон на бяло поле g6 | черен цар на черно поле h8 · бял цар на бяло поле f7 · бял кон на черно поле f6 · бял кон на бяло поле g6 | черен цар на черно поле h8 · бял цар на бяло поле f7 · бял кон на черно поле f6 · бял кон на бяло поле g6 | черен цар на черно поле h8 · бял цар на бяло поле f7 · бял кон на черно поле f6 · бял кон на бяло поле g6 | черен цар на черно поле h8 · бял цар на бяло поле f7 · бял кон на черно поле f6 · бял кон на бяло поле g6 | черен цар на черно поле h8 · бял цар на бяло поле f7 · бял кон на черно поле f6 · бял кон на бяло поле g6 | 4 |
| 3 | черен цар на черно поле h8 · бял цар на бяло поле f7 · бял кон на черно поле f6 · бял кон на бяло поле g6 | черен цар на черно поле h8 · бял цар на бяло поле f7 · бял кон на черно поле f6 · бял кон на бяло поле g6 | черен цар на черно поле h8 · бял цар на бяло поле f7 · бял кон на черно поле f6 · бял кон на бяло поле g6 | черен цар на черно поле h8 · бял цар на бяло поле f7 · бял кон на черно поле f6 · бял кон на бяло поле g6 | черен цар на черно поле h8 · бял цар на бяло поле f7 · бял кон на черно поле f6 · бял кон на бяло поле g6 | черен цар на черно поле h8 · бял цар на бяло поле f7 · бял кон на черно поле f6 · бял кон на бяло поле g6 | черен цар на черно поле h8 · бял цар на бяло поле f7 · бял кон на черно поле f6 · бял кон на бяло поле g6 | черен цар на черно поле h8 · бял цар на бяло поле f7 · бял кон на черно поле f6 · бял кон на бяло поле g6 | 3 |
| 2 | черен цар на черно поле h8 · бял цар на бяло поле f7 · бял кон на черно поле f6 · бял кон на бяло поле g6 | черен цар на черно поле h8 · бял цар на бяло поле f7 · бял кон на черно поле f6 · бял кон на бяло поле g6 | черен цар на черно поле h8 · бял цар на бяло поле f7 · бял кон на черно поле f6 · бял кон на бяло поле g6 | черен цар на черно поле h8 · бял цар на бяло поле f7 · бял кон на черно поле f6 · бял кон на бяло поле g6 | черен цар на черно поле h8 · бял цар на бяло поле f7 · бял кон на черно поле f6 · бял кон на бяло поле g6 | черен цар на черно поле h8 · бял цар на бяло поле f7 · бял кон на черно поле f6 · бял кон на бяло поле g6 | черен цар на черно поле h8 · бял цар на бяло поле f7 · бял кон на черно поле f6 · бял кон на бяло поле g6 | черен цар на черно поле h8 · бял цар на бяло поле f7 · бял кон на черно поле f6 · бял кон на бяло поле g6 | 2 |
| 1 | черен цар на черно поле h8 · бял цар на бяло поле f7 · бял кон на черно поле f6 · бял кон на бяло поле g6 | черен цар на черно поле h8 · бял цар на бяло поле f7 · бял кон на черно поле f6 · бял кон на бяло поле g6 | черен цар на черно поле h8 · бял цар на бяло поле f7 · бял кон на черно поле f6 · бял кон на бяло поле g6 | черен цар на черно поле h8 · бял цар на бяло поле f7 · бял кон на черно поле f6 · бял кон на бяло поле g6 | черен цар на черно поле h8 · бял цар на бяло поле f7 · бял кон на черно поле f6 · бял кон на бяло поле g6 | черен цар на черно поле h8 · бял цар на бяло поле f7 · бял кон на черно поле f6 · бял кон на бяло поле g6 | черен цар на черно поле h8 · бял цар на бяло поле f7 · бял кон на черно поле f6 · бял кон на бяло поле g6 | черен цар на черно поле h8 · бял цар на бяло поле f7 · бял кон на черно поле f6 · бял кон на бяло поле g6 | 1 |
|   | a | b | c | d | e | f | g | h |   |

### Мат на Стамма
Матът на Стамма е частен случай на горните необичайни матове с лека фигура кон, когато противниковият цар е в ъгъла и е ограничен от собствена крайна пешка. Наречен е на асирийския шахмайстор Филип Стамма (1705 – 1755), пионер на съвременния шах.
|   | a | b | c | d | e | f | g | h |   |
| 8 | черна пешка на черно поле a3 · бял кон на бяло поле d3 · черен цар на бяло поле a2 · бял цар на бяло поле c2 | черна пешка на черно поле a3 · бял кон на бяло поле d3 · черен цар на бяло поле a2 · бял цар на бяло поле c2 | черна пешка на черно поле a3 · бял кон на бяло поле d3 · черен цар на бяло поле a2 · бял цар на бяло поле c2 | черна пешка на черно поле a3 · бял кон на бяло поле d3 · черен цар на бяло поле a2 · бял цар на бяло поле c2 | черна пешка на черно поле a3 · бял кон на бяло поле d3 · черен цар на бяло поле a2 · бял цар на бяло поле c2 | черна пешка на черно поле a3 · бял кон на бяло поле d3 · черен цар на бяло поле a2 · бял цар на бяло поле c2 | черна пешка на черно поле a3 · бял кон на бяло поле d3 · черен цар на бяло поле a2 · бял цар на бяло поле c2 | черна пешка на черно поле a3 · бял кон на бяло поле d3 · черен цар на бяло поле a2 · бял цар на бяло поле c2 | 8 |
| 7 | черна пешка на черно поле a3 · бял кон на бяло поле d3 · черен цар на бяло поле a2 · бял цар на бяло поле c2 | черна пешка на черно поле a3 · бял кон на бяло поле d3 · черен цар на бяло поле a2 · бял цар на бяло поле c2 | черна пешка на черно поле a3 · бял кон на бяло поле d3 · черен цар на бяло поле a2 · бял цар на бяло поле c2 | черна пешка на черно поле a3 · бял кон на бяло поле d3 · черен цар на бяло поле a2 · бял цар на бяло поле c2 | черна пешка на черно поле a3 · бял кон на бяло поле d3 · черен цар на бяло поле a2 · бял цар на бяло поле c2 | черна пешка на черно поле a3 · бял кон на бяло поле d3 · черен цар на бяло поле a2 · бял цар на бяло поле c2 | черна пешка на черно поле a3 · бял кон на бяло поле d3 · черен цар на бяло поле a2 · бял цар на бяло поле c2 | черна пешка на черно поле a3 · бял кон на бяло поле d3 · черен цар на бяло поле a2 · бял цар на бяло поле c2 | 7 |
| 6 | черна пешка на черно поле a3 · бял кон на бяло поле d3 · черен цар на бяло поле a2 · бял цар на бяло поле c2 | черна пешка на черно поле a3 · бял кон на бяло поле d3 · черен цар на бяло поле a2 · бял цар на бяло поле c2 | черна пешка на черно поле a3 · бял кон на бяло поле d3 · черен цар на бяло поле a2 · бял цар на бяло поле c2 | черна пешка на черно поле a3 · бял кон на бяло поле d3 · черен цар на бяло поле a2 · бял цар на бяло поле c2 | черна пешка на черно поле a3 · бял кон на бяло поле d3 · черен цар на бяло поле a2 · бял цар на бяло поле c2 | черна пешка на черно поле a3 · бял кон на бяло поле d3 · черен цар на бяло поле a2 · бял цар на бяло поле c2 | черна пешка на черно поле a3 · бял кон на бяло поле d3 · черен цар на бяло поле a2 · бял цар на бяло поле c2 | черна пешка на черно поле a3 · бял кон на бяло поле d3 · черен цар на бяло поле a2 · бял цар на бяло поле c2 | 6 |
| 5 | черна пешка на черно поле a3 · бял кон на бяло поле d3 · черен цар на бяло поле a2 · бял цар на бяло поле c2 | черна пешка на черно поле a3 · бял кон на бяло поле d3 · черен цар на бяло поле a2 · бял цар на бяло поле c2 | черна пешка на черно поле a3 · бял кон на бяло поле d3 · черен цар на бяло поле a2 · бял цар на бяло поле c2 | черна пешка на черно поле a3 · бял кон на бяло поле d3 · черен цар на бяло поле a2 · бял цар на бяло поле c2 | черна пешка на черно поле a3 · бял кон на бяло поле d3 · черен цар на бяло поле a2 · бял цар на бяло поле c2 | черна пешка на черно поле a3 · бял кон на бяло поле d3 · черен цар на бяло поле a2 · бял цар на бяло поле c2 | черна пешка на черно поле a3 · бял кон на бяло поле d3 · черен цар на бяло поле a2 · бял цар на бяло поле c2 | черна пешка на черно поле a3 · бял кон на бяло поле d3 · черен цар на бяло поле a2 · бял цар на бяло поле c2 | 5 |
| 4 | черна пешка на черно поле a3 · бял кон на бяло поле d3 · черен цар на бяло поле a2 · бял цар на бяло поле c2 | черна пешка на черно поле a3 · бял кон на бяло поле d3 · черен цар на бяло поле a2 · бял цар на бяло поле c2 | черна пешка на черно поле a3 · бял кон на бяло поле d3 · черен цар на бяло поле a2 · бял цар на бяло поле c2 | черна пешка на черно поле a3 · бял кон на бяло поле d3 · черен цар на бяло поле a2 · бял цар на бяло поле c2 | черна пешка на черно поле a3 · бял кон на бяло поле d3 · черен цар на бяло поле a2 · бял цар на бяло поле c2 | черна пешка на черно поле a3 · бял кон на бяло поле d3 · черен цар на бяло поле a2 · бял цар на бяло поле c2 | черна пешка на черно поле a3 · бял кон на бяло поле d3 · черен цар на бяло поле a2 · бял цар на бяло поле c2 | черна пешка на черно поле a3 · бял кон на бяло поле d3 · черен цар на бяло поле a2 · бял цар на бяло поле c2 | 4 |
| 3 | черна пешка на черно поле a3 · бял кон на бяло поле d3 · черен цар на бяло поле a2 · бял цар на бяло поле c2 | черна пешка на черно поле a3 · бял кон на бяло поле d3 · черен цар на бяло поле a2 · бял цар на бяло поле c2 | черна пешка на черно поле a3 · бял кон на бяло поле d3 · черен цар на бяло поле a2 · бял цар на бяло поле c2 | черна пешка на черно поле a3 · бял кон на бяло поле d3 · черен цар на бяло поле a2 · бял цар на бяло поле c2 | черна пешка на черно поле a3 · бял кон на бяло поле d3 · черен цар на бяло поле a2 · бял цар на бяло поле c2 | черна пешка на черно поле a3 · бял кон на бяло поле d3 · черен цар на бяло поле a2 · бял цар на бяло поле c2 | черна пешка на черно поле a3 · бял кон на бяло поле d3 · черен цар на бяло поле a2 · бял цар на бяло поле c2 | черна пешка на черно поле a3 · бял кон на бяло поле d3 · черен цар на бяло поле a2 · бял цар на бяло поле c2 | 3 |
| 2 | черна пешка на черно поле a3 · бял кон на бяло поле d3 · черен цар на бяло поле a2 · бял цар на бяло поле c2 | черна пешка на черно поле a3 · бял кон на бяло поле d3 · черен цар на бяло поле a2 · бял цар на бяло поле c2 | черна пешка на черно поле a3 · бял кон на бяло поле d3 · черен цар на бяло поле a2 · бял цар на бяло поле c2 | черна пешка на черно поле a3 · бял кон на бяло поле d3 · черен цар на бяло поле a2 · бял цар на бяло поле c2 | черна пешка на черно поле a3 · бял кон на бяло поле d3 · черен цар на бяло поле a2 · бял цар на бяло поле c2 | черна пешка на черно поле a3 · бял кон на бяло поле d3 · черен цар на бяло поле a2 · бял цар на бяло поле c2 | черна пешка на черно поле a3 · бял кон на бяло поле d3 · черен цар на бяло поле a2 · бял цар на бяло поле c2 | черна пешка на черно поле a3 · бял кон на бяло поле d3 · черен цар на бяло поле a2 · бял цар на бяло поле c2 | 2 |
| 1 | черна пешка на черно поле a3 · бял кон на бяло поле d3 · черен цар на бяло поле a2 · бял цар на бяло поле c2 | черна пешка на черно поле a3 · бял кон на бяло поле d3 · черен цар на бяло поле a2 · бял цар на бяло поле c2 | черна пешка на черно поле a3 · бял кон на бяло поле d3 · черен цар на бяло поле a2 · бял цар на бяло поле c2 | черна пешка на черно поле a3 · бял кон на бяло поле d3 · черен цар на бяло поле a2 · бял цар на бяло поле c2 | черна пешка на черно поле a3 · бял кон на бяло поле d3 · черен цар на бяло поле a2 · бял цар на бяло поле c2 | черна пешка на черно поле a3 · бял кон на бяло поле d3 · черен цар на бяло поле a2 · бял цар на бяло поле c2 | черна пешка на черно поле a3 · бял кон на бяло поле d3 · черен цар на бяло поле a2 · бял цар на бяло поле c2 | черна пешка на черно поле a3 · бял кон на бяло поле d3 · черен цар на бяло поле a2 · бял цар на бяло поле c2 | 1 |
|   | a | b | c | d | e | f | g | h |   |

В диаграмата, показваща този мат, белите са на ход и печелят с мат в три хода: 
1. Kb4+ Цa1
2. Цc1 a2
3. Кc2#.
Ако черните са на ход, белите побеждават с мат на втория си ход:
1... Цa1
2. Кc1 a2
3. Кb3#.

## Други матове
|   | a | b | c | d | e | f | g | h |   |
| 8 | черен топ на черно поле d8 · черен цар на бяло поле e8 · черен топ на черно поле f8 · бяла дама на бяло поле e6 · бял цар на черно поле g1 | черен топ на черно поле d8 · черен цар на бяло поле e8 · черен топ на черно поле f8 · бяла дама на бяло поле e6 · бял цар на черно поле g1 | черен топ на черно поле d8 · черен цар на бяло поле e8 · черен топ на черно поле f8 · бяла дама на бяло поле e6 · бял цар на черно поле g1 | черен топ на черно поле d8 · черен цар на бяло поле e8 · черен топ на черно поле f8 · бяла дама на бяло поле e6 · бял цар на черно поле g1 | черен топ на черно поле d8 · черен цар на бяло поле e8 · черен топ на черно поле f8 · бяла дама на бяло поле e6 · бял цар на черно поле g1 | черен топ на черно поле d8 · черен цар на бяло поле e8 · черен топ на черно поле f8 · бяла дама на бяло поле e6 · бял цар на черно поле g1 | черен топ на черно поле d8 · черен цар на бяло поле e8 · черен топ на черно поле f8 · бяла дама на бяло поле e6 · бял цар на черно поле g1 | черен топ на черно поле d8 · черен цар на бяло поле e8 · черен топ на черно поле f8 · бяла дама на бяло поле e6 · бял цар на черно поле g1 | 8 |
| 7 | черен топ на черно поле d8 · черен цар на бяло поле e8 · черен топ на черно поле f8 · бяла дама на бяло поле e6 · бял цар на черно поле g1 | черен топ на черно поле d8 · черен цар на бяло поле e8 · черен топ на черно поле f8 · бяла дама на бяло поле e6 · бял цар на черно поле g1 | черен топ на черно поле d8 · черен цар на бяло поле e8 · черен топ на черно поле f8 · бяла дама на бяло поле e6 · бял цар на черно поле g1 | черен топ на черно поле d8 · черен цар на бяло поле e8 · черен топ на черно поле f8 · бяла дама на бяло поле e6 · бял цар на черно поле g1 | черен топ на черно поле d8 · черен цар на бяло поле e8 · черен топ на черно поле f8 · бяла дама на бяло поле e6 · бял цар на черно поле g1 | черен топ на черно поле d8 · черен цар на бяло поле e8 · черен топ на черно поле f8 · бяла дама на бяло поле e6 · бял цар на черно поле g1 | черен топ на черно поле d8 · черен цар на бяло поле e8 · черен топ на черно поле f8 · бяла дама на бяло поле e6 · бял цар на черно поле g1 | черен топ на черно поле d8 · черен цар на бяло поле e8 · черен топ на черно поле f8 · бяла дама на бяло поле e6 · бял цар на черно поле g1 | 7 |
| 6 | черен топ на черно поле d8 · черен цар на бяло поле e8 · черен топ на черно поле f8 · бяла дама на бяло поле e6 · бял цар на черно поле g1 | черен топ на черно поле d8 · черен цар на бяло поле e8 · черен топ на черно поле f8 · бяла дама на бяло поле e6 · бял цар на черно поле g1 | черен топ на черно поле d8 · черен цар на бяло поле e8 · черен топ на черно поле f8 · бяла дама на бяло поле e6 · бял цар на черно поле g1 | черен топ на черно поле d8 · черен цар на бяло поле e8 · черен топ на черно поле f8 · бяла дама на бяло поле e6 · бял цар на черно поле g1 | черен топ на черно поле d8 · черен цар на бяло поле e8 · черен топ на черно поле f8 · бяла дама на бяло поле e6 · бял цар на черно поле g1 | черен топ на черно поле d8 · черен цар на бяло поле e8 · черен топ на черно поле f8 · бяла дама на бяло поле e6 · бял цар на черно поле g1 | черен топ на черно поле d8 · черен цар на бяло поле e8 · черен топ на черно поле f8 · бяла дама на бяло поле e6 · бял цар на черно поле g1 | черен топ на черно поле d8 · черен цар на бяло поле e8 · черен топ на черно поле f8 · бяла дама на бяло поле e6 · бял цар на черно поле g1 | 6 |
| 5 | черен топ на черно поле d8 · черен цар на бяло поле e8 · черен топ на черно поле f8 · бяла дама на бяло поле e6 · бял цар на черно поле g1 | черен топ на черно поле d8 · черен цар на бяло поле e8 · черен топ на черно поле f8 · бяла дама на бяло поле e6 · бял цар на черно поле g1 | черен топ на черно поле d8 · черен цар на бяло поле e8 · черен топ на черно поле f8 · бяла дама на бяло поле e6 · бял цар на черно поле g1 | черен топ на черно поле d8 · черен цар на бяло поле e8 · черен топ на черно поле f8 · бяла дама на бяло поле e6 · бял цар на черно поле g1 | черен топ на черно поле d8 · черен цар на бяло поле e8 · черен топ на черно поле f8 · бяла дама на бяло поле e6 · бял цар на черно поле g1 | черен топ на черно поле d8 · черен цар на бяло поле e8 · черен топ на черно поле f8 · бяла дама на бяло поле e6 · бял цар на черно поле g1 | черен топ на черно поле d8 · черен цар на бяло поле e8 · черен топ на черно поле f8 · бяла дама на бяло поле e6 · бял цар на черно поле g1 | черен топ на черно поле d8 · черен цар на бяло поле e8 · черен топ на черно поле f8 · бяла дама на бяло поле e6 · бял цар на черно поле g1 | 5 |
| 4 | черен топ на черно поле d8 · черен цар на бяло поле e8 · черен топ на черно поле f8 · бяла дама на бяло поле e6 · бял цар на черно поле g1 | черен топ на черно поле d8 · черен цар на бяло поле e8 · черен топ на черно поле f8 · бяла дама на бяло поле e6 · бял цар на черно поле g1 | черен топ на черно поле d8 · черен цар на бяло поле e8 · черен топ на черно поле f8 · бяла дама на бяло поле e6 · бял цар на черно поле g1 | черен топ на черно поле d8 · черен цар на бяло поле e8 · черен топ на черно поле f8 · бяла дама на бяло поле e6 · бял цар на черно поле g1 | черен топ на черно поле d8 · черен цар на бяло поле e8 · черен топ на черно поле f8 · бяла дама на бяло поле e6 · бял цар на черно поле g1 | черен топ на черно поле d8 · черен цар на бяло поле e8 · черен топ на черно поле f8 · бяла дама на бяло поле e6 · бял цар на черно поле g1 | черен топ на черно поле d8 · черен цар на бяло поле e8 · черен топ на черно поле f8 · бяла дама на бяло поле e6 · бял цар на черно поле g1 | черен топ на черно поле d8 · черен цар на бяло поле e8 · черен топ на черно поле f8 · бяла дама на бяло поле e6 · бял цар на черно поле g1 | 4 |
| 3 | черен топ на черно поле d8 · черен цар на бяло поле e8 · черен топ на черно поле f8 · бяла дама на бяло поле e6 · бял цар на черно поле g1 | черен топ на черно поле d8 · черен цар на бяло поле e8 · черен топ на черно поле f8 · бяла дама на бяло поле e6 · бял цар на черно поле g1 | черен топ на черно поле d8 · черен цар на бяло поле e8 · черен топ на черно поле f8 · бяла дама на бяло поле e6 · бял цар на черно поле g1 | черен топ на черно поле d8 · черен цар на бяло поле e8 · черен топ на черно поле f8 · бяла дама на бяло поле e6 · бял цар на черно поле g1 | черен топ на черно поле d8 · черен цар на бяло поле e8 · черен топ на черно поле f8 · бяла дама на бяло поле e6 · бял цар на черно поле g1 | черен топ на черно поле d8 · черен цар на бяло поле e8 · черен топ на черно поле f8 · бяла дама на бяло поле e6 · бял цар на черно поле g1 | черен топ на черно поле d8 · черен цар на бяло поле e8 · черен топ на черно поле f8 · бяла дама на бяло поле e6 · бял цар на черно поле g1 | черен топ на черно поле d8 · черен цар на бяло поле e8 · черен топ на черно поле f8 · бяла дама на бяло поле e6 · бял цар на черно поле g1 | 3 |
| 2 | черен топ на черно поле d8 · черен цар на бяло поле e8 · черен топ на черно поле f8 · бяла дама на бяло поле e6 · бял цар на черно поле g1 | черен топ на черно поле d8 · черен цар на бяло поле e8 · черен топ на черно поле f8 · бяла дама на бяло поле e6 · бял цар на черно поле g1 | черен топ на черно поле d8 · черен цар на бяло поле e8 · черен топ на черно поле f8 · бяла дама на бяло поле e6 · бял цар на черно поле g1 | черен топ на черно поле d8 · черен цар на бяло поле e8 · черен топ на черно поле f8 · бяла дама на бяло поле e6 · бял цар на черно поле g1 | черен топ на черно поле d8 · черен цар на бяло поле e8 · черен топ на черно поле f8 · бяла дама на бяло поле e6 · бял цар на черно поле g1 | черен топ на черно поле d8 · черен цар на бяло поле e8 · черен топ на черно поле f8 · бяла дама на бяло поле e6 · бял цар на черно поле g1 | черен топ на черно поле d8 · черен цар на бяло поле e8 · черен топ на черно поле f8 · бяла дама на бяло поле e6 · бял цар на черно поле g1 | черен топ на черно поле d8 · черен цар на бяло поле e8 · черен топ на черно поле f8 · бяла дама на бяло поле e6 · бял цар на черно поле g1 | 2 |
| 1 | черен топ на черно поле d8 · черен цар на бяло поле e8 · черен топ на черно поле f8 · бяла дама на бяло поле e6 · бял цар на черно поле g1 | черен топ на черно поле d8 · черен цар на бяло поле e8 · черен топ на черно поле f8 · бяла дама на бяло поле e6 · бял цар на черно поле g1 | черен топ на черно поле d8 · черен цар на бяло поле e8 · черен топ на черно поле f8 · бяла дама на бяло поле e6 · бял цар на черно поле g1 | черен топ на черно поле d8 · черен цар на бяло поле e8 · черен топ на черно поле f8 · бяла дама на бяло поле e6 · бял цар на черно поле g1 | черен топ на черно поле d8 · черен цар на бяло поле e8 · черен топ на черно поле f8 · бяла дама на бяло поле e6 · бял цар на черно поле g1 | черен топ на черно поле d8 · черен цар на бяло поле e8 · черен топ на черно поле f8 · бяла дама на бяло поле e6 · бял цар на черно поле g1 | черен топ на черно поле d8 · черен цар на бяло поле e8 · черен топ на черно поле f8 · бяла дама на бяло поле e6 · бял цар на черно поле g1 | черен топ на черно поле d8 · черен цар на бяло поле e8 · черен топ на черно поле f8 · бяла дама на бяло поле e6 · бял цар на черно поле g1 | 1 |
|   | a | b | c | d | e | f | g | h |   |

### Еполетен мат
Царят е заграден встрани симетрично от свои еднакви фигури, най-често топове, които му пречат да избяга на свободно поле от шах.

### Мат на Легал
|   | a | b | c | d | e | f | g | h |   |
| 8 | черен топ на бяло поле a8 · черна дама на черно поле d8 · черен офицер на черно поле f8 · черен кон на бяло поле g8 · черен топ на черно поле h8 · черна пешка на черно поле a7 · черна пешка на бяло поле b7 · черна пешка на черно поле c7 · черен цар на черно поле e7 · бял офицер на бяло поле f7 · черна пешка на черно поле g7 · черна пешка на бяло поле h7 · черен кон на бяло поле c6 · черна пешка на черно поле d6 · бял кон на бяло поле d5 · бял кон на черно поле e5 · бяла пешка на бяло поле e4 · бяла пешка на бяло поле a2 · бяла пешка на черно поле b2 · бяла пешка на бяло поле c2 · бяла пешка на черно поле d2 · бяла пешка на черно поле f2 · бяла пешка на бяло поле g2 · бяла пешка на черно поле h2 · бял офицер на черно поле c1 · черен офицер на бяло поле d1 · бял цар на черно поле e1 · бял топ на бяло поле h1 | черен топ на бяло поле a8 · черна дама на черно поле d8 · черен офицер на черно поле f8 · черен кон на бяло поле g8 · черен топ на черно поле h8 · черна пешка на черно поле a7 · черна пешка на бяло поле b7 · черна пешка на черно поле c7 · черен цар на черно поле e7 · бял офицер на бяло поле f7 · черна пешка на черно поле g7 · черна пешка на бяло поле h7 · черен кон на бяло поле c6 · черна пешка на черно поле d6 · бял кон на бяло поле d5 · бял кон на черно поле e5 · бяла пешка на бяло поле e4 · бяла пешка на бяло поле a2 · бяла пешка на черно поле b2 · бяла пешка на бяло поле c2 · бяла пешка на черно поле d2 · бяла пешка на черно поле f2 · бяла пешка на бяло поле g2 · бяла пешка на черно поле h2 · бял офицер на черно поле c1 · черен офицер на бяло поле d1 · бял цар на черно поле e1 · бял топ на бяло поле h1 | черен топ на бяло поле a8 · черна дама на черно поле d8 · черен офицер на черно поле f8 · черен кон на бяло поле g8 · черен топ на черно поле h8 · черна пешка на черно поле a7 · черна пешка на бяло поле b7 · черна пешка на черно поле c7 · черен цар на черно поле e7 · бял офицер на бяло поле f7 · черна пешка на черно поле g7 · черна пешка на бяло поле h7 · черен кон на бяло поле c6 · черна пешка на черно поле d6 · бял кон на бяло поле d5 · бял кон на черно поле e5 · бяла пешка на бяло поле e4 · бяла пешка на бяло поле a2 · бяла пешка на черно поле b2 · бяла пешка на бяло поле c2 · бяла пешка на черно поле d2 · бяла пешка на черно поле f2 · бяла пешка на бяло поле g2 · бяла пешка на черно поле h2 · бял офицер на черно поле c1 · черен офицер на бяло поле d1 · бял цар на черно поле e1 · бял топ на бяло поле h1 | черен топ на бяло поле a8 · черна дама на черно поле d8 · черен офицер на черно поле f8 · черен кон на бяло поле g8 · черен топ на черно поле h8 · черна пешка на черно поле a7 · черна пешка на бяло поле b7 · черна пешка на черно поле c7 · черен цар на черно поле e7 · бял офицер на бяло поле f7 · черна пешка на черно поле g7 · черна пешка на бяло поле h7 · черен кон на бяло поле c6 · черна пешка на черно поле d6 · бял кон на бяло поле d5 · бял кон на черно поле e5 · бяла пешка на бяло поле e4 · бяла пешка на бяло поле a2 · бяла пешка на черно поле b2 · бяла пешка на бяло поле c2 · бяла пешка на черно поле d2 · бяла пешка на черно поле f2 · бяла пешка на бяло поле g2 · бяла пешка на черно поле h2 · бял офицер на черно поле c1 · черен офицер на бяло поле d1 · бял цар на черно поле e1 · бял топ на бяло поле h1 | черен топ на бяло поле a8 · черна дама на черно поле d8 · черен офицер на черно поле f8 · черен кон на бяло поле g8 · черен топ на черно поле h8 · черна пешка на черно поле a7 · черна пешка на бяло поле b7 · черна пешка на черно поле c7 · черен цар на черно поле e7 · бял офицер на бяло поле f7 · черна пешка на черно поле g7 · черна пешка на бяло поле h7 · черен кон на бяло поле c6 · черна пешка на черно поле d6 · бял кон на бяло поле d5 · бял кон на черно поле e5 · бяла пешка на бяло поле e4 · бяла пешка на бяло поле a2 · бяла пешка на черно поле b2 · бяла пешка на бяло поле c2 · бяла пешка на черно поле d2 · бяла пешка на черно поле f2 · бяла пешка на бяло поле g2 · бяла пешка на черно поле h2 · бял офицер на черно поле c1 · черен офицер на бяло поле d1 · бял цар на черно поле e1 · бял топ на бяло поле h1 | черен топ на бяло поле a8 · черна дама на черно поле d8 · черен офицер на черно поле f8 · черен кон на бяло поле g8 · черен топ на черно поле h8 · черна пешка на черно поле a7 · черна пешка на бяло поле b7 · черна пешка на черно поле c7 · черен цар на черно поле e7 · бял офицер на бяло поле f7 · черна пешка на черно поле g7 · черна пешка на бяло поле h7 · черен кон на бяло поле c6 · черна пешка на черно поле d6 · бял кон на бяло поле d5 · бял кон на черно поле e5 · бяла пешка на бяло поле e4 · бяла пешка на бяло поле a2 · бяла пешка на черно поле b2 · бяла пешка на бяло поле c2 · бяла пешка на черно поле d2 · бяла пешка на черно поле f2 · бяла пешка на бяло поле g2 · бяла пешка на черно поле h2 · бял офицер на черно поле c1 · черен офицер на бяло поле d1 · бял цар на черно поле e1 · бял топ на бяло поле h1 | черен топ на бяло поле a8 · черна дама на черно поле d8 · черен офицер на черно поле f8 · черен кон на бяло поле g8 · черен топ на черно поле h8 · черна пешка на черно поле a7 · черна пешка на бяло поле b7 · черна пешка на черно поле c7 · черен цар на черно поле e7 · бял офицер на бяло поле f7 · черна пешка на черно поле g7 · черна пешка на бяло поле h7 · черен кон на бяло поле c6 · черна пешка на черно поле d6 · бял кон на бяло поле d5 · бял кон на черно поле e5 · бяла пешка на бяло поле e4 · бяла пешка на бяло поле a2 · бяла пешка на черно поле b2 · бяла пешка на бяло поле c2 · бяла пешка на черно поле d2 · бяла пешка на черно поле f2 · бяла пешка на бяло поле g2 · бяла пешка на черно поле h2 · бял офицер на черно поле c1 · черен офицер на бяло поле d1 · бял цар на черно поле e1 · бял топ на бяло поле h1 | черен топ на бяло поле a8 · черна дама на черно поле d8 · черен офицер на черно поле f8 · черен кон на бяло поле g8 · черен топ на черно поле h8 · черна пешка на черно поле a7 · черна пешка на бяло поле b7 · черна пешка на черно поле c7 · черен цар на черно поле e7 · бял офицер на бяло поле f7 · черна пешка на черно поле g7 · черна пешка на бяло поле h7 · черен кон на бяло поле c6 · черна пешка на черно поле d6 · бял кон на бяло поле d5 · бял кон на черно поле e5 · бяла пешка на бяло поле e4 · бяла пешка на бяло поле a2 · бяла пешка на черно поле b2 · бяла пешка на бяло поле c2 · бяла пешка на черно поле d2 · бяла пешка на черно поле f2 · бяла пешка на бяло поле g2 · бяла пешка на черно поле h2 · бял офицер на черно поле c1 · черен офицер на бяло поле d1 · бял цар на черно поле e1 · бял топ на бяло поле h1 | 8 |
| 7 | черен топ на бяло поле a8 · черна дама на черно поле d8 · черен офицер на черно поле f8 · черен кон на бяло поле g8 · черен топ на черно поле h8 · черна пешка на черно поле a7 · черна пешка на бяло поле b7 · черна пешка на черно поле c7 · черен цар на черно поле e7 · бял офицер на бяло поле f7 · черна пешка на черно поле g7 · черна пешка на бяло поле h7 · черен кон на бяло поле c6 · черна пешка на черно поле d6 · бял кон на бяло поле d5 · бял кон на черно поле e5 · бяла пешка на бяло поле e4 · бяла пешка на бяло поле a2 · бяла пешка на черно поле b2 · бяла пешка на бяло поле c2 · бяла пешка на черно поле d2 · бяла пешка на черно поле f2 · бяла пешка на бяло поле g2 · бяла пешка на черно поле h2 · бял офицер на черно поле c1 · черен офицер на бяло поле d1 · бял цар на черно поле e1 · бял топ на бяло поле h1 | черен топ на бяло поле a8 · черна дама на черно поле d8 · черен офицер на черно поле f8 · черен кон на бяло поле g8 · черен топ на черно поле h8 · черна пешка на черно поле a7 · черна пешка на бяло поле b7 · черна пешка на черно поле c7 · черен цар на черно поле e7 · бял офицер на бяло поле f7 · черна пешка на черно поле g7 · черна пешка на бяло поле h7 · черен кон на бяло поле c6 · черна пешка на черно поле d6 · бял кон на бяло поле d5 · бял кон на черно поле e5 · бяла пешка на бяло поле e4 · бяла пешка на бяло поле a2 · бяла пешка на черно поле b2 · бяла пешка на бяло поле c2 · бяла пешка на черно поле d2 · бяла пешка на черно поле f2 · бяла пешка на бяло поле g2 · бяла пешка на черно поле h2 · бял офицер на черно поле c1 · черен офицер на бяло поле d1 · бял цар на черно поле e1 · бял топ на бяло поле h1 | черен топ на бяло поле a8 · черна дама на черно поле d8 · черен офицер на черно поле f8 · черен кон на бяло поле g8 · черен топ на черно поле h8 · черна пешка на черно поле a7 · черна пешка на бяло поле b7 · черна пешка на черно поле c7 · черен цар на черно поле e7 · бял офицер на бяло поле f7 · черна пешка на черно поле g7 · черна пешка на бяло поле h7 · черен кон на бяло поле c6 · черна пешка на черно поле d6 · бял кон на бяло поле d5 · бял кон на черно поле e5 · бяла пешка на бяло поле e4 · бяла пешка на бяло поле a2 · бяла пешка на черно поле b2 · бяла пешка на бяло поле c2 · бяла пешка на черно поле d2 · бяла пешка на черно поле f2 · бяла пешка на бяло поле g2 · бяла пешка на черно поле h2 · бял офицер на черно поле c1 · черен офицер на бяло поле d1 · бял цар на черно поле e1 · бял топ на бяло поле h1 | черен топ на бяло поле a8 · черна дама на черно поле d8 · черен офицер на черно поле f8 · черен кон на бяло поле g8 · черен топ на черно поле h8 · черна пешка на черно поле a7 · черна пешка на бяло поле b7 · черна пешка на черно поле c7 · черен цар на черно поле e7 · бял офицер на бяло поле f7 · черна пешка на черно поле g7 · черна пешка на бяло поле h7 · черен кон на бяло поле c6 · черна пешка на черно поле d6 · бял кон на бяло поле d5 · бял кон на черно поле e5 · бяла пешка на бяло поле e4 · бяла пешка на бяло поле a2 · бяла пешка на черно поле b2 · бяла пешка на бяло поле c2 · бяла пешка на черно поле d2 · бяла пешка на черно поле f2 · бяла пешка на бяло поле g2 · бяла пешка на черно поле h2 · бял офицер на черно поле c1 · черен офицер на бяло поле d1 · бял цар на черно поле e1 · бял топ на бяло поле h1 | черен топ на бяло поле a8 · черна дама на черно поле d8 · черен офицер на черно поле f8 · черен кон на бяло поле g8 · черен топ на черно поле h8 · черна пешка на черно поле a7 · черна пешка на бяло поле b7 · черна пешка на черно поле c7 · черен цар на черно поле e7 · бял офицер на бяло поле f7 · черна пешка на черно поле g7 · черна пешка на бяло поле h7 · черен кон на бяло поле c6 · черна пешка на черно поле d6 · бял кон на бяло поле d5 · бял кон на черно поле e5 · бяла пешка на бяло поле e4 · бяла пешка на бяло поле a2 · бяла пешка на черно поле b2 · бяла пешка на бяло поле c2 · бяла пешка на черно поле d2 · бяла пешка на черно поле f2 · бяла пешка на бяло поле g2 · бяла пешка на черно поле h2 · бял офицер на черно поле c1 · черен офицер на бяло поле d1 · бял цар на черно поле e1 · бял топ на бяло поле h1 | черен топ на бяло поле a8 · черна дама на черно поле d8 · черен офицер на черно поле f8 · черен кон на бяло поле g8 · черен топ на черно поле h8 · черна пешка на черно поле a7 · черна пешка на бяло поле b7 · черна пешка на черно поле c7 · черен цар на черно поле e7 · бял офицер на бяло поле f7 · черна пешка на черно поле g7 · черна пешка на бяло поле h7 · черен кон на бяло поле c6 · черна пешка на черно поле d6 · бял кон на бяло поле d5 · бял кон на черно поле e5 · бяла пешка на бяло поле e4 · бяла пешка на бяло поле a2 · бяла пешка на черно поле b2 · бяла пешка на бяло поле c2 · бяла пешка на черно поле d2 · бяла пешка на черно поле f2 · бяла пешка на бяло поле g2 · бяла пешка на черно поле h2 · бял офицер на черно поле c1 · черен офицер на бяло поле d1 · бял цар на черно поле e1 · бял топ на бяло поле h1 | черен топ на бяло поле a8 · черна дама на черно поле d8 · черен офицер на черно поле f8 · черен кон на бяло поле g8 · черен топ на черно поле h8 · черна пешка на черно поле a7 · черна пешка на бяло поле b7 · черна пешка на черно поле c7 · черен цар на черно поле e7 · бял офицер на бяло поле f7 · черна пешка на черно поле g7 · черна пешка на бяло поле h7 · черен кон на бяло поле c6 · черна пешка на черно поле d6 · бял кон на бяло поле d5 · бял кон на черно поле e5 · бяла пешка на бяло поле e4 · бяла пешка на бяло поле a2 · бяла пешка на черно поле b2 · бяла пешка на бяло поле c2 · бяла пешка на черно поле d2 · бяла пешка на черно поле f2 · бяла пешка на бяло поле g2 · бяла пешка на черно поле h2 · бял офицер на черно поле c1 · черен офицер на бяло поле d1 · бял цар на черно поле e1 · бял топ на бяло поле h1 | черен топ на бяло поле a8 · черна дама на черно поле d8 · черен офицер на черно поле f8 · черен кон на бяло поле g8 · черен топ на черно поле h8 · черна пешка на черно поле a7 · черна пешка на бяло поле b7 · черна пешка на черно поле c7 · черен цар на черно поле e7 · бял офицер на бяло поле f7 · черна пешка на черно поле g7 · черна пешка на бяло поле h7 · черен кон на бяло поле c6 · черна пешка на черно поле d6 · бял кон на бяло поле d5 · бял кон на черно поле e5 · бяла пешка на бяло поле e4 · бяла пешка на бяло поле a2 · бяла пешка на черно поле b2 · бяла пешка на бяло поле c2 · бяла пешка на черно поле d2 · бяла пешка на черно поле f2 · бяла пешка на бяло поле g2 · бяла пешка на черно поле h2 · бял офицер на черно поле c1 · черен офицер на бяло поле d1 · бял цар на черно поле e1 · бял топ на бяло поле h1 | 7 |
| 6 | черен топ на бяло поле a8 · черна дама на черно поле d8 · черен офицер на черно поле f8 · черен кон на бяло поле g8 · черен топ на черно поле h8 · черна пешка на черно поле a7 · черна пешка на бяло поле b7 · черна пешка на черно поле c7 · черен цар на черно поле e7 · бял офицер на бяло поле f7 · черна пешка на черно поле g7 · черна пешка на бяло поле h7 · черен кон на бяло поле c6 · черна пешка на черно поле d6 · бял кон на бяло поле d5 · бял кон на черно поле e5 · бяла пешка на бяло поле e4 · бяла пешка на бяло поле a2 · бяла пешка на черно поле b2 · бяла пешка на бяло поле c2 · бяла пешка на черно поле d2 · бяла пешка на черно поле f2 · бяла пешка на бяло поле g2 · бяла пешка на черно поле h2 · бял офицер на черно поле c1 · черен офицер на бяло поле d1 · бял цар на черно поле e1 · бял топ на бяло поле h1 | черен топ на бяло поле a8 · черна дама на черно поле d8 · черен офицер на черно поле f8 · черен кон на бяло поле g8 · черен топ на черно поле h8 · черна пешка на черно поле a7 · черна пешка на бяло поле b7 · черна пешка на черно поле c7 · черен цар на черно поле e7 · бял офицер на бяло поле f7 · черна пешка на черно поле g7 · черна пешка на бяло поле h7 · черен кон на бяло поле c6 · черна пешка на черно поле d6 · бял кон на бяло поле d5 · бял кон на черно поле e5 · бяла пешка на бяло поле e4 · бяла пешка на бяло поле a2 · бяла пешка на черно поле b2 · бяла пешка на бяло поле c2 · бяла пешка на черно поле d2 · бяла пешка на черно поле f2 · бяла пешка на бяло поле g2 · бяла пешка на черно поле h2 · бял офицер на черно поле c1 · черен офицер на бяло поле d1 · бял цар на черно поле e1 · бял топ на бяло поле h1 | черен топ на бяло поле a8 · черна дама на черно поле d8 · черен офицер на черно поле f8 · черен кон на бяло поле g8 · черен топ на черно поле h8 · черна пешка на черно поле a7 · черна пешка на бяло поле b7 · черна пешка на черно поле c7 · черен цар на черно поле e7 · бял офицер на бяло поле f7 · черна пешка на черно поле g7 · черна пешка на бяло поле h7 · черен кон на бяло поле c6 · черна пешка на черно поле d6 · бял кон на бяло поле d5 · бял кон на черно поле e5 · бяла пешка на бяло поле e4 · бяла пешка на бяло поле a2 · бяла пешка на черно поле b2 · бяла пешка на бяло поле c2 · бяла пешка на черно поле d2 · бяла пешка на черно поле f2 · бяла пешка на бяло поле g2 · бяла пешка на черно поле h2 · бял офицер на черно поле c1 · черен офицер на бяло поле d1 · бял цар на черно поле e1 · бял топ на бяло поле h1 | черен топ на бяло поле a8 · черна дама на черно поле d8 · черен офицер на черно поле f8 · черен кон на бяло поле g8 · черен топ на черно поле h8 · черна пешка на черно поле a7 · черна пешка на бяло поле b7 · черна пешка на черно поле c7 · черен цар на черно поле e7 · бял офицер на бяло поле f7 · черна пешка на черно поле g7 · черна пешка на бяло поле h7 · черен кон на бяло поле c6 · черна пешка на черно поле d6 · бял кон на бяло поле d5 · бял кон на черно поле e5 · бяла пешка на бяло поле e4 · бяла пешка на бяло поле a2 · бяла пешка на черно поле b2 · бяла пешка на бяло поле c2 · бяла пешка на черно поле d2 · бяла пешка на черно поле f2 · бяла пешка на бяло поле g2 · бяла пешка на черно поле h2 · бял офицер на черно поле c1 · черен офицер на бяло поле d1 · бял цар на черно поле e1 · бял топ на бяло поле h1 | черен топ на бяло поле a8 · черна дама на черно поле d8 · черен офицер на черно поле f8 · черен кон на бяло поле g8 · черен топ на черно поле h8 · черна пешка на черно поле a7 · черна пешка на бяло поле b7 · черна пешка на черно поле c7 · черен цар на черно поле e7 · бял офицер на бяло поле f7 · черна пешка на черно поле g7 · черна пешка на бяло поле h7 · черен кон на бяло поле c6 · черна пешка на черно поле d6 · бял кон на бяло поле d5 · бял кон на черно поле e5 · бяла пешка на бяло поле e4 · бяла пешка на бяло поле a2 · бяла пешка на черно поле b2 · бяла пешка на бяло поле c2 · бяла пешка на черно поле d2 · бяла пешка на черно поле f2 · бяла пешка на бяло поле g2 · бяла пешка на черно поле h2 · бял офицер на черно поле c1 · черен офицер на бяло поле d1 · бял цар на черно поле e1 · бял топ на бяло поле h1 | черен топ на бяло поле a8 · черна дама на черно поле d8 · черен офицер на черно поле f8 · черен кон на бяло поле g8 · черен топ на черно поле h8 · черна пешка на черно поле a7 · черна пешка на бяло поле b7 · черна пешка на черно поле c7 · черен цар на черно поле e7 · бял офицер на бяло поле f7 · черна пешка на черно поле g7 · черна пешка на бяло поле h7 · черен кон на бяло поле c6 · черна пешка на черно поле d6 · бял кон на бяло поле d5 · бял кон на черно поле e5 · бяла пешка на бяло поле e4 · бяла пешка на бяло поле a2 · бяла пешка на черно поле b2 · бяла пешка на бяло поле c2 · бяла пешка на черно поле d2 · бяла пешка на черно поле f2 · бяла пешка на бяло поле g2 · бяла пешка на черно поле h2 · бял офицер на черно поле c1 · черен офицер на бяло поле d1 · бял цар на черно поле e1 · бял топ на бяло поле h1 | черен топ на бяло поле a8 · черна дама на черно поле d8 · черен офицер на черно поле f8 · черен кон на бяло поле g8 · черен топ на черно поле h8 · черна пешка на черно поле a7 · черна пешка на бяло поле b7 · черна пешка на черно поле c7 · черен цар на черно поле e7 · бял офицер на бяло поле f7 · черна пешка на черно поле g7 · черна пешка на бяло поле h7 · черен кон на бяло поле c6 · черна пешка на черно поле d6 · бял кон на бяло поле d5 · бял кон на черно поле e5 · бяла пешка на бяло поле e4 · бяла пешка на бяло поле a2 · бяла пешка на черно поле b2 · бяла пешка на бяло поле c2 · бяла пешка на черно поле d2 · бяла пешка на черно поле f2 · бяла пешка на бяло поле g2 · бяла пешка на черно поле h2 · бял офицер на черно поле c1 · черен офицер на бяло поле d1 · бял цар на черно поле e1 · бял топ на бяло поле h1 | черен топ на бяло поле a8 · черна дама на черно поле d8 · черен офицер на черно поле f8 · черен кон на бяло поле g8 · черен топ на черно поле h8 · черна пешка на черно поле a7 · черна пешка на бяло поле b7 · черна пешка на черно поле c7 · черен цар на черно поле e7 · бял офицер на бяло поле f7 · черна пешка на черно поле g7 · черна пешка на бяло поле h7 · черен кон на бяло поле c6 · черна пешка на черно поле d6 · бял кон на бяло поле d5 · бял кон на черно поле e5 · бяла пешка на бяло поле e4 · бяла пешка на бяло поле a2 · бяла пешка на черно поле b2 · бяла пешка на бяло поле c2 · бяла пешка на черно поле d2 · бяла пешка на черно поле f2 · бяла пешка на бяло поле g2 · бяла пешка на черно поле h2 · бял офицер на черно поле c1 · черен офицер на бяло поле d1 · бял цар на черно поле e1 · бял топ на бяло поле h1 | 6 |
| 5 | черен топ на бяло поле a8 · черна дама на черно поле d8 · черен офицер на черно поле f8 · черен кон на бяло поле g8 · черен топ на черно поле h8 · черна пешка на черно поле a7 · черна пешка на бяло поле b7 · черна пешка на черно поле c7 · черен цар на черно поле e7 · бял офицер на бяло поле f7 · черна пешка на черно поле g7 · черна пешка на бяло поле h7 · черен кон на бяло поле c6 · черна пешка на черно поле d6 · бял кон на бяло поле d5 · бял кон на черно поле e5 · бяла пешка на бяло поле e4 · бяла пешка на бяло поле a2 · бяла пешка на черно поле b2 · бяла пешка на бяло поле c2 · бяла пешка на черно поле d2 · бяла пешка на черно поле f2 · бяла пешка на бяло поле g2 · бяла пешка на черно поле h2 · бял офицер на черно поле c1 · черен офицер на бяло поле d1 · бял цар на черно поле e1 · бял топ на бяло поле h1 | черен топ на бяло поле a8 · черна дама на черно поле d8 · черен офицер на черно поле f8 · черен кон на бяло поле g8 · черен топ на черно поле h8 · черна пешка на черно поле a7 · черна пешка на бяло поле b7 · черна пешка на черно поле c7 · черен цар на черно поле e7 · бял офицер на бяло поле f7 · черна пешка на черно поле g7 · черна пешка на бяло поле h7 · черен кон на бяло поле c6 · черна пешка на черно поле d6 · бял кон на бяло поле d5 · бял кон на черно поле e5 · бяла пешка на бяло поле e4 · бяла пешка на бяло поле a2 · бяла пешка на черно поле b2 · бяла пешка на бяло поле c2 · бяла пешка на черно поле d2 · бяла пешка на черно поле f2 · бяла пешка на бяло поле g2 · бяла пешка на черно поле h2 · бял офицер на черно поле c1 · черен офицер на бяло поле d1 · бял цар на черно поле e1 · бял топ на бяло поле h1 | черен топ на бяло поле a8 · черна дама на черно поле d8 · черен офицер на черно поле f8 · черен кон на бяло поле g8 · черен топ на черно поле h8 · черна пешка на черно поле a7 · черна пешка на бяло поле b7 · черна пешка на черно поле c7 · черен цар на черно поле e7 · бял офицер на бяло поле f7 · черна пешка на черно поле g7 · черна пешка на бяло поле h7 · черен кон на бяло поле c6 · черна пешка на черно поле d6 · бял кон на бяло поле d5 · бял кон на черно поле e5 · бяла пешка на бяло поле e4 · бяла пешка на бяло поле a2 · бяла пешка на черно поле b2 · бяла пешка на бяло поле c2 · бяла пешка на черно поле d2 · бяла пешка на черно поле f2 · бяла пешка на бяло поле g2 · бяла пешка на черно поле h2 · бял офицер на черно поле c1 · черен офицер на бяло поле d1 · бял цар на черно поле e1 · бял топ на бяло поле h1 | черен топ на бяло поле a8 · черна дама на черно поле d8 · черен офицер на черно поле f8 · черен кон на бяло поле g8 · черен топ на черно поле h8 · черна пешка на черно поле a7 · черна пешка на бяло поле b7 · черна пешка на черно поле c7 · черен цар на черно поле e7 · бял офицер на бяло поле f7 · черна пешка на черно поле g7 · черна пешка на бяло поле h7 · черен кон на бяло поле c6 · черна пешка на черно поле d6 · бял кон на бяло поле d5 · бял кон на черно поле e5 · бяла пешка на бяло поле e4 · бяла пешка на бяло поле a2 · бяла пешка на черно поле b2 · бяла пешка на бяло поле c2 · бяла пешка на черно поле d2 · бяла пешка на черно поле f2 · бяла пешка на бяло поле g2 · бяла пешка на черно поле h2 · бял офицер на черно поле c1 · черен офицер на бяло поле d1 · бял цар на черно поле e1 · бял топ на бяло поле h1 | черен топ на бяло поле a8 · черна дама на черно поле d8 · черен офицер на черно поле f8 · черен кон на бяло поле g8 · черен топ на черно поле h8 · черна пешка на черно поле a7 · черна пешка на бяло поле b7 · черна пешка на черно поле c7 · черен цар на черно поле e7 · бял офицер на бяло поле f7 · черна пешка на черно поле g7 · черна пешка на бяло поле h7 · черен кон на бяло поле c6 · черна пешка на черно поле d6 · бял кон на бяло поле d5 · бял кон на черно поле e5 · бяла пешка на бяло поле e4 · бяла пешка на бяло поле a2 · бяла пешка на черно поле b2 · бяла пешка на бяло поле c2 · бяла пешка на черно поле d2 · бяла пешка на черно поле f2 · бяла пешка на бяло поле g2 · бяла пешка на черно поле h2 · бял офицер на черно поле c1 · черен офицер на бяло поле d1 · бял цар на черно поле e1 · бял топ на бяло поле h1 | черен топ на бяло поле a8 · черна дама на черно поле d8 · черен офицер на черно поле f8 · черен кон на бяло поле g8 · черен топ на черно поле h8 · черна пешка на черно поле a7 · черна пешка на бяло поле b7 · черна пешка на черно поле c7 · черен цар на черно поле e7 · бял офицер на бяло поле f7 · черна пешка на черно поле g7 · черна пешка на бяло поле h7 · черен кон на бяло поле c6 · черна пешка на черно поле d6 · бял кон на бяло поле d5 · бял кон на черно поле e5 · бяла пешка на бяло поле e4 · бяла пешка на бяло поле a2 · бяла пешка на черно поле b2 · бяла пешка на бяло поле c2 · бяла пешка на черно поле d2 · бяла пешка на черно поле f2 · бяла пешка на бяло поле g2 · бяла пешка на черно поле h2 · бял офицер на черно поле c1 · черен офицер на бяло поле d1 · бял цар на черно поле e1 · бял топ на бяло поле h1 | черен топ на бяло поле a8 · черна дама на черно поле d8 · черен офицер на черно поле f8 · черен кон на бяло поле g8 · черен топ на черно поле h8 · черна пешка на черно поле a7 · черна пешка на бяло поле b7 · черна пешка на черно поле c7 · черен цар на черно поле e7 · бял офицер на бяло поле f7 · черна пешка на черно поле g7 · черна пешка на бяло поле h7 · черен кон на бяло поле c6 · черна пешка на черно поле d6 · бял кон на бяло поле d5 · бял кон на черно поле e5 · бяла пешка на бяло поле e4 · бяла пешка на бяло поле a2 · бяла пешка на черно поле b2 · бяла пешка на бяло поле c2 · бяла пешка на черно поле d2 · бяла пешка на черно поле f2 · бяла пешка на бяло поле g2 · бяла пешка на черно поле h2 · бял офицер на черно поле c1 · черен офицер на бяло поле d1 · бял цар на черно поле e1 · бял топ на бяло поле h1 | черен топ на бяло поле a8 · черна дама на черно поле d8 · черен офицер на черно поле f8 · черен кон на бяло поле g8 · черен топ на черно поле h8 · черна пешка на черно поле a7 · черна пешка на бяло поле b7 · черна пешка на черно поле c7 · черен цар на черно поле e7 · бял офицер на бяло поле f7 · черна пешка на черно поле g7 · черна пешка на бяло поле h7 · черен кон на бяло поле c6 · черна пешка на черно поле d6 · бял кон на бяло поле d5 · бял кон на черно поле e5 · бяла пешка на бяло поле e4 · бяла пешка на бяло поле a2 · бяла пешка на черно поле b2 · бяла пешка на бяло поле c2 · бяла пешка на черно поле d2 · бяла пешка на черно поле f2 · бяла пешка на бяло поле g2 · бяла пешка на черно поле h2 · бял офицер на черно поле c1 · черен офицер на бяло поле d1 · бял цар на черно поле e1 · бял топ на бяло поле h1 | 5 |
| 4 | черен топ на бяло поле a8 · черна дама на черно поле d8 · черен офицер на черно поле f8 · черен кон на бяло поле g8 · черен топ на черно поле h8 · черна пешка на черно поле a7 · черна пешка на бяло поле b7 · черна пешка на черно поле c7 · черен цар на черно поле e7 · бял офицер на бяло поле f7 · черна пешка на черно поле g7 · черна пешка на бяло поле h7 · черен кон на бяло поле c6 · черна пешка на черно поле d6 · бял кон на бяло поле d5 · бял кон на черно поле e5 · бяла пешка на бяло поле e4 · бяла пешка на бяло поле a2 · бяла пешка на черно поле b2 · бяла пешка на бяло поле c2 · бяла пешка на черно поле d2 · бяла пешка на черно поле f2 · бяла пешка на бяло поле g2 · бяла пешка на черно поле h2 · бял офицер на черно поле c1 · черен офицер на бяло поле d1 · бял цар на черно поле e1 · бял топ на бяло поле h1 | черен топ на бяло поле a8 · черна дама на черно поле d8 · черен офицер на черно поле f8 · черен кон на бяло поле g8 · черен топ на черно поле h8 · черна пешка на черно поле a7 · черна пешка на бяло поле b7 · черна пешка на черно поле c7 · черен цар на черно поле e7 · бял офицер на бяло поле f7 · черна пешка на черно поле g7 · черна пешка на бяло поле h7 · черен кон на бяло поле c6 · черна пешка на черно поле d6 · бял кон на бяло поле d5 · бял кон на черно поле e5 · бяла пешка на бяло поле e4 · бяла пешка на бяло поле a2 · бяла пешка на черно поле b2 · бяла пешка на бяло поле c2 · бяла пешка на черно поле d2 · бяла пешка на черно поле f2 · бяла пешка на бяло поле g2 · бяла пешка на черно поле h2 · бял офицер на черно поле c1 · черен офицер на бяло поле d1 · бял цар на черно поле e1 · бял топ на бяло поле h1 | черен топ на бяло поле a8 · черна дама на черно поле d8 · черен офицер на черно поле f8 · черен кон на бяло поле g8 · черен топ на черно поле h8 · черна пешка на черно поле a7 · черна пешка на бяло поле b7 · черна пешка на черно поле c7 · черен цар на черно поле e7 · бял офицер на бяло поле f7 · черна пешка на черно поле g7 · черна пешка на бяло поле h7 · черен кон на бяло поле c6 · черна пешка на черно поле d6 · бял кон на бяло поле d5 · бял кон на черно поле e5 · бяла пешка на бяло поле e4 · бяла пешка на бяло поле a2 · бяла пешка на черно поле b2 · бяла пешка на бяло поле c2 · бяла пешка на черно поле d2 · бяла пешка на черно поле f2 · бяла пешка на бяло поле g2 · бяла пешка на черно поле h2 · бял офицер на черно поле c1 · черен офицер на бяло поле d1 · бял цар на черно поле e1 · бял топ на бяло поле h1 | черен топ на бяло поле a8 · черна дама на черно поле d8 · черен офицер на черно поле f8 · черен кон на бяло поле g8 · черен топ на черно поле h8 · черна пешка на черно поле a7 · черна пешка на бяло поле b7 · черна пешка на черно поле c7 · черен цар на черно поле e7 · бял офицер на бяло поле f7 · черна пешка на черно поле g7 · черна пешка на бяло поле h7 · черен кон на бяло поле c6 · черна пешка на черно поле d6 · бял кон на бяло поле d5 · бял кон на черно поле e5 · бяла пешка на бяло поле e4 · бяла пешка на бяло поле a2 · бяла пешка на черно поле b2 · бяла пешка на бяло поле c2 · бяла пешка на черно поле d2 · бяла пешка на черно поле f2 · бяла пешка на бяло поле g2 · бяла пешка на черно поле h2 · бял офицер на черно поле c1 · черен офицер на бяло поле d1 · бял цар на черно поле e1 · бял топ на бяло поле h1 | черен топ на бяло поле a8 · черна дама на черно поле d8 · черен офицер на черно поле f8 · черен кон на бяло поле g8 · черен топ на черно поле h8 · черна пешка на черно поле a7 · черна пешка на бяло поле b7 · черна пешка на черно поле c7 · черен цар на черно поле e7 · бял офицер на бяло поле f7 · черна пешка на черно поле g7 · черна пешка на бяло поле h7 · черен кон на бяло поле c6 · черна пешка на черно поле d6 · бял кон на бяло поле d5 · бял кон на черно поле e5 · бяла пешка на бяло поле e4 · бяла пешка на бяло поле a2 · бяла пешка на черно поле b2 · бяла пешка на бяло поле c2 · бяла пешка на черно поле d2 · бяла пешка на черно поле f2 · бяла пешка на бяло поле g2 · бяла пешка на черно поле h2 · бял офицер на черно поле c1 · черен офицер на бяло поле d1 · бял цар на черно поле e1 · бял топ на бяло поле h1 | черен топ на бяло поле a8 · черна дама на черно поле d8 · черен офицер на черно поле f8 · черен кон на бяло поле g8 · черен топ на черно поле h8 · черна пешка на черно поле a7 · черна пешка на бяло поле b7 · черна пешка на черно поле c7 · черен цар на черно поле e7 · бял офицер на бяло поле f7 · черна пешка на черно поле g7 · черна пешка на бяло поле h7 · черен кон на бяло поле c6 · черна пешка на черно поле d6 · бял кон на бяло поле d5 · бял кон на черно поле e5 · бяла пешка на бяло поле e4 · бяла пешка на бяло поле a2 · бяла пешка на черно поле b2 · бяла пешка на бяло поле c2 · бяла пешка на черно поле d2 · бяла пешка на черно поле f2 · бяла пешка на бяло поле g2 · бяла пешка на черно поле h2 · бял офицер на черно поле c1 · черен офицер на бяло поле d1 · бял цар на черно поле e1 · бял топ на бяло поле h1 | черен топ на бяло поле a8 · черна дама на черно поле d8 · черен офицер на черно поле f8 · черен кон на бяло поле g8 · черен топ на черно поле h8 · черна пешка на черно поле a7 · черна пешка на бяло поле b7 · черна пешка на черно поле c7 · черен цар на черно поле e7 · бял офицер на бяло поле f7 · черна пешка на черно поле g7 · черна пешка на бяло поле h7 · черен кон на бяло поле c6 · черна пешка на черно поле d6 · бял кон на бяло поле d5 · бял кон на черно поле e5 · бяла пешка на бяло поле e4 · бяла пешка на бяло поле a2 · бяла пешка на черно поле b2 · бяла пешка на бяло поле c2 · бяла пешка на черно поле d2 · бяла пешка на черно поле f2 · бяла пешка на бяло поле g2 · бяла пешка на черно поле h2 · бял офицер на черно поле c1 · черен офицер на бяло поле d1 · бял цар на черно поле e1 · бял топ на бяло поле h1 | черен топ на бяло поле a8 · черна дама на черно поле d8 · черен офицер на черно поле f8 · черен кон на бяло поле g8 · черен топ на черно поле h8 · черна пешка на черно поле a7 · черна пешка на бяло поле b7 · черна пешка на черно поле c7 · черен цар на черно поле e7 · бял офицер на бяло поле f7 · черна пешка на черно поле g7 · черна пешка на бяло поле h7 · черен кон на бяло поле c6 · черна пешка на черно поле d6 · бял кон на бяло поле d5 · бял кон на черно поле e5 · бяла пешка на бяло поле e4 · бяла пешка на бяло поле a2 · бяла пешка на черно поле b2 · бяла пешка на бяло поле c2 · бяла пешка на черно поле d2 · бяла пешка на черно поле f2 · бяла пешка на бяло поле g2 · бяла пешка на черно поле h2 · бял офицер на черно поле c1 · черен офицер на бяло поле d1 · бял цар на черно поле e1 · бял топ на бяло поле h1 | 4 |
| 3 | черен топ на бяло поле a8 · черна дама на черно поле d8 · черен офицер на черно поле f8 · черен кон на бяло поле g8 · черен топ на черно поле h8 · черна пешка на черно поле a7 · черна пешка на бяло поле b7 · черна пешка на черно поле c7 · черен цар на черно поле e7 · бял офицер на бяло поле f7 · черна пешка на черно поле g7 · черна пешка на бяло поле h7 · черен кон на бяло поле c6 · черна пешка на черно поле d6 · бял кон на бяло поле d5 · бял кон на черно поле e5 · бяла пешка на бяло поле e4 · бяла пешка на бяло поле a2 · бяла пешка на черно поле b2 · бяла пешка на бяло поле c2 · бяла пешка на черно поле d2 · бяла пешка на черно поле f2 · бяла пешка на бяло поле g2 · бяла пешка на черно поле h2 · бял офицер на черно поле c1 · черен офицер на бяло поле d1 · бял цар на черно поле e1 · бял топ на бяло поле h1 | черен топ на бяло поле a8 · черна дама на черно поле d8 · черен офицер на черно поле f8 · черен кон на бяло поле g8 · черен топ на черно поле h8 · черна пешка на черно поле a7 · черна пешка на бяло поле b7 · черна пешка на черно поле c7 · черен цар на черно поле e7 · бял офицер на бяло поле f7 · черна пешка на черно поле g7 · черна пешка на бяло поле h7 · черен кон на бяло поле c6 · черна пешка на черно поле d6 · бял кон на бяло поле d5 · бял кон на черно поле e5 · бяла пешка на бяло поле e4 · бяла пешка на бяло поле a2 · бяла пешка на черно поле b2 · бяла пешка на бяло поле c2 · бяла пешка на черно поле d2 · бяла пешка на черно поле f2 · бяла пешка на бяло поле g2 · бяла пешка на черно поле h2 · бял офицер на черно поле c1 · черен офицер на бяло поле d1 · бял цар на черно поле e1 · бял топ на бяло поле h1 | черен топ на бяло поле a8 · черна дама на черно поле d8 · черен офицер на черно поле f8 · черен кон на бяло поле g8 · черен топ на черно поле h8 · черна пешка на черно поле a7 · черна пешка на бяло поле b7 · черна пешка на черно поле c7 · черен цар на черно поле e7 · бял офицер на бяло поле f7 · черна пешка на черно поле g7 · черна пешка на бяло поле h7 · черен кон на бяло поле c6 · черна пешка на черно поле d6 · бял кон на бяло поле d5 · бял кон на черно поле e5 · бяла пешка на бяло поле e4 · бяла пешка на бяло поле a2 · бяла пешка на черно поле b2 · бяла пешка на бяло поле c2 · бяла пешка на черно поле d2 · бяла пешка на черно поле f2 · бяла пешка на бяло поле g2 · бяла пешка на черно поле h2 · бял офицер на черно поле c1 · черен офицер на бяло поле d1 · бял цар на черно поле e1 · бял топ на бяло поле h1 | черен топ на бяло поле a8 · черна дама на черно поле d8 · черен офицер на черно поле f8 · черен кон на бяло поле g8 · черен топ на черно поле h8 · черна пешка на черно поле a7 · черна пешка на бяло поле b7 · черна пешка на черно поле c7 · черен цар на черно поле e7 · бял офицер на бяло поле f7 · черна пешка на черно поле g7 · черна пешка на бяло поле h7 · черен кон на бяло поле c6 · черна пешка на черно поле d6 · бял кон на бяло поле d5 · бял кон на черно поле e5 · бяла пешка на бяло поле e4 · бяла пешка на бяло поле a2 · бяла пешка на черно поле b2 · бяла пешка на бяло поле c2 · бяла пешка на черно поле d2 · бяла пешка на черно поле f2 · бяла пешка на бяло поле g2 · бяла пешка на черно поле h2 · бял офицер на черно поле c1 · черен офицер на бяло поле d1 · бял цар на черно поле e1 · бял топ на бяло поле h1 | черен топ на бяло поле a8 · черна дама на черно поле d8 · черен офицер на черно поле f8 · черен кон на бяло поле g8 · черен топ на черно поле h8 · черна пешка на черно поле a7 · черна пешка на бяло поле b7 · черна пешка на черно поле c7 · черен цар на черно поле e7 · бял офицер на бяло поле f7 · черна пешка на черно поле g7 · черна пешка на бяло поле h7 · черен кон на бяло поле c6 · черна пешка на черно поле d6 · бял кон на бяло поле d5 · бял кон на черно поле e5 · бяла пешка на бяло поле e4 · бяла пешка на бяло поле a2 · бяла пешка на черно поле b2 · бяла пешка на бяло поле c2 · бяла пешка на черно поле d2 · бяла пешка на черно поле f2 · бяла пешка на бяло поле g2 · бяла пешка на черно поле h2 · бял офицер на черно поле c1 · черен офицер на бяло поле d1 · бял цар на черно поле e1 · бял топ на бяло поле h1 | черен топ на бяло поле a8 · черна дама на черно поле d8 · черен офицер на черно поле f8 · черен кон на бяло поле g8 · черен топ на черно поле h8 · черна пешка на черно поле a7 · черна пешка на бяло поле b7 · черна пешка на черно поле c7 · черен цар на черно поле e7 · бял офицер на бяло поле f7 · черна пешка на черно поле g7 · черна пешка на бяло поле h7 · черен кон на бяло поле c6 · черна пешка на черно поле d6 · бял кон на бяло поле d5 · бял кон на черно поле e5 · бяла пешка на бяло поле e4 · бяла пешка на бяло поле a2 · бяла пешка на черно поле b2 · бяла пешка на бяло поле c2 · бяла пешка на черно поле d2 · бяла пешка на черно поле f2 · бяла пешка на бяло поле g2 · бяла пешка на черно поле h2 · бял офицер на черно поле c1 · черен офицер на бяло поле d1 · бял цар на черно поле e1 · бял топ на бяло поле h1 | черен топ на бяло поле a8 · черна дама на черно поле d8 · черен офицер на черно поле f8 · черен кон на бяло поле g8 · черен топ на черно поле h8 · черна пешка на черно поле a7 · черна пешка на бяло поле b7 · черна пешка на черно поле c7 · черен цар на черно поле e7 · бял офицер на бяло поле f7 · черна пешка на черно поле g7 · черна пешка на бяло поле h7 · черен кон на бяло поле c6 · черна пешка на черно поле d6 · бял кон на бяло поле d5 · бял кон на черно поле e5 · бяла пешка на бяло поле e4 · бяла пешка на бяло поле a2 · бяла пешка на черно поле b2 · бяла пешка на бяло поле c2 · бяла пешка на черно поле d2 · бяла пешка на черно поле f2 · бяла пешка на бяло поле g2 · бяла пешка на черно поле h2 · бял офицер на черно поле c1 · черен офицер на бяло поле d1 · бял цар на черно поле e1 · бял топ на бяло поле h1 | черен топ на бяло поле a8 · черна дама на черно поле d8 · черен офицер на черно поле f8 · черен кон на бяло поле g8 · черен топ на черно поле h8 · черна пешка на черно поле a7 · черна пешка на бяло поле b7 · черна пешка на черно поле c7 · черен цар на черно поле e7 · бял офицер на бяло поле f7 · черна пешка на черно поле g7 · черна пешка на бяло поле h7 · черен кон на бяло поле c6 · черна пешка на черно поле d6 · бял кон на бяло поле d5 · бял кон на черно поле e5 · бяла пешка на бяло поле e4 · бяла пешка на бяло поле a2 · бяла пешка на черно поле b2 · бяла пешка на бяло поле c2 · бяла пешка на черно поле d2 · бяла пешка на черно поле f2 · бяла пешка на бяло поле g2 · бяла пешка на черно поле h2 · бял офицер на черно поле c1 · черен офицер на бяло поле d1 · бял цар на черно поле e1 · бял топ на бяло поле h1 | 3 |
| 2 | черен топ на бяло поле a8 · черна дама на черно поле d8 · черен офицер на черно поле f8 · черен кон на бяло поле g8 · черен топ на черно поле h8 · черна пешка на черно поле a7 · черна пешка на бяло поле b7 · черна пешка на черно поле c7 · черен цар на черно поле e7 · бял офицер на бяло поле f7 · черна пешка на черно поле g7 · черна пешка на бяло поле h7 · черен кон на бяло поле c6 · черна пешка на черно поле d6 · бял кон на бяло поле d5 · бял кон на черно поле e5 · бяла пешка на бяло поле e4 · бяла пешка на бяло поле a2 · бяла пешка на черно поле b2 · бяла пешка на бяло поле c2 · бяла пешка на черно поле d2 · бяла пешка на черно поле f2 · бяла пешка на бяло поле g2 · бяла пешка на черно поле h2 · бял офицер на черно поле c1 · черен офицер на бяло поле d1 · бял цар на черно поле e1 · бял топ на бяло поле h1 | черен топ на бяло поле a8 · черна дама на черно поле d8 · черен офицер на черно поле f8 · черен кон на бяло поле g8 · черен топ на черно поле h8 · черна пешка на черно поле a7 · черна пешка на бяло поле b7 · черна пешка на черно поле c7 · черен цар на черно поле e7 · бял офицер на бяло поле f7 · черна пешка на черно поле g7 · черна пешка на бяло поле h7 · черен кон на бяло поле c6 · черна пешка на черно поле d6 · бял кон на бяло поле d5 · бял кон на черно поле e5 · бяла пешка на бяло поле e4 · бяла пешка на бяло поле a2 · бяла пешка на черно поле b2 · бяла пешка на бяло поле c2 · бяла пешка на черно поле d2 · бяла пешка на черно поле f2 · бяла пешка на бяло поле g2 · бяла пешка на черно поле h2 · бял офицер на черно поле c1 · черен офицер на бяло поле d1 · бял цар на черно поле e1 · бял топ на бяло поле h1 | черен топ на бяло поле a8 · черна дама на черно поле d8 · черен офицер на черно поле f8 · черен кон на бяло поле g8 · черен топ на черно поле h8 · черна пешка на черно поле a7 · черна пешка на бяло поле b7 · черна пешка на черно поле c7 · черен цар на черно поле e7 · бял офицер на бяло поле f7 · черна пешка на черно поле g7 · черна пешка на бяло поле h7 · черен кон на бяло поле c6 · черна пешка на черно поле d6 · бял кон на бяло поле d5 · бял кон на черно поле e5 · бяла пешка на бяло поле e4 · бяла пешка на бяло поле a2 · бяла пешка на черно поле b2 · бяла пешка на бяло поле c2 · бяла пешка на черно поле d2 · бяла пешка на черно поле f2 · бяла пешка на бяло поле g2 · бяла пешка на черно поле h2 · бял офицер на черно поле c1 · черен офицер на бяло поле d1 · бял цар на черно поле e1 · бял топ на бяло поле h1 | черен топ на бяло поле a8 · черна дама на черно поле d8 · черен офицер на черно поле f8 · черен кон на бяло поле g8 · черен топ на черно поле h8 · черна пешка на черно поле a7 · черна пешка на бяло поле b7 · черна пешка на черно поле c7 · черен цар на черно поле e7 · бял офицер на бяло поле f7 · черна пешка на черно поле g7 · черна пешка на бяло поле h7 · черен кон на бяло поле c6 · черна пешка на черно поле d6 · бял кон на бяло поле d5 · бял кон на черно поле e5 · бяла пешка на бяло поле e4 · бяла пешка на бяло поле a2 · бяла пешка на черно поле b2 · бяла пешка на бяло поле c2 · бяла пешка на черно поле d2 · бяла пешка на черно поле f2 · бяла пешка на бяло поле g2 · бяла пешка на черно поле h2 · бял офицер на черно поле c1 · черен офицер на бяло поле d1 · бял цар на черно поле e1 · бял топ на бяло поле h1 | черен топ на бяло поле a8 · черна дама на черно поле d8 · черен офицер на черно поле f8 · черен кон на бяло поле g8 · черен топ на черно поле h8 · черна пешка на черно поле a7 · черна пешка на бяло поле b7 · черна пешка на черно поле c7 · черен цар на черно поле e7 · бял офицер на бяло поле f7 · черна пешка на черно поле g7 · черна пешка на бяло поле h7 · черен кон на бяло поле c6 · черна пешка на черно поле d6 · бял кон на бяло поле d5 · бял кон на черно поле e5 · бяла пешка на бяло поле e4 · бяла пешка на бяло поле a2 · бяла пешка на черно поле b2 · бяла пешка на бяло поле c2 · бяла пешка на черно поле d2 · бяла пешка на черно поле f2 · бяла пешка на бяло поле g2 · бяла пешка на черно поле h2 · бял офицер на черно поле c1 · черен офицер на бяло поле d1 · бял цар на черно поле e1 · бял топ на бяло поле h1 | черен топ на бяло поле a8 · черна дама на черно поле d8 · черен офицер на черно поле f8 · черен кон на бяло поле g8 · черен топ на черно поле h8 · черна пешка на черно поле a7 · черна пешка на бяло поле b7 · черна пешка на черно поле c7 · черен цар на черно поле e7 · бял офицер на бяло поле f7 · черна пешка на черно поле g7 · черна пешка на бяло поле h7 · черен кон на бяло поле c6 · черна пешка на черно поле d6 · бял кон на бяло поле d5 · бял кон на черно поле e5 · бяла пешка на бяло поле e4 · бяла пешка на бяло поле a2 · бяла пешка на черно поле b2 · бяла пешка на бяло поле c2 · бяла пешка на черно поле d2 · бяла пешка на черно поле f2 · бяла пешка на бяло поле g2 · бяла пешка на черно поле h2 · бял офицер на черно поле c1 · черен офицер на бяло поле d1 · бял цар на черно поле e1 · бял топ на бяло поле h1 | черен топ на бяло поле a8 · черна дама на черно поле d8 · черен офицер на черно поле f8 · черен кон на бяло поле g8 · черен топ на черно поле h8 · черна пешка на черно поле a7 · черна пешка на бяло поле b7 · черна пешка на черно поле c7 · черен цар на черно поле e7 · бял офицер на бяло поле f7 · черна пешка на черно поле g7 · черна пешка на бяло поле h7 · черен кон на бяло поле c6 · черна пешка на черно поле d6 · бял кон на бяло поле d5 · бял кон на черно поле e5 · бяла пешка на бяло поле e4 · бяла пешка на бяло поле a2 · бяла пешка на черно поле b2 · бяла пешка на бяло поле c2 · бяла пешка на черно поле d2 · бяла пешка на черно поле f2 · бяла пешка на бяло поле g2 · бяла пешка на черно поле h2 · бял офицер на черно поле c1 · черен офицер на бяло поле d1 · бял цар на черно поле e1 · бял топ на бяло поле h1 | черен топ на бяло поле a8 · черна дама на черно поле d8 · черен офицер на черно поле f8 · черен кон на бяло поле g8 · черен топ на черно поле h8 · черна пешка на черно поле a7 · черна пешка на бяло поле b7 · черна пешка на черно поле c7 · черен цар на черно поле e7 · бял офицер на бяло поле f7 · черна пешка на черно поле g7 · черна пешка на бяло поле h7 · черен кон на бяло поле c6 · черна пешка на черно поле d6 · бял кон на бяло поле d5 · бял кон на черно поле e5 · бяла пешка на бяло поле e4 · бяла пешка на бяло поле a2 · бяла пешка на черно поле b2 · бяла пешка на бяло поле c2 · бяла пешка на черно поле d2 · бяла пешка на черно поле f2 · бяла пешка на бяло поле g2 · бяла пешка на черно поле h2 · бял офицер на черно поле c1 · черен офицер на бяло поле d1 · бял цар на черно поле e1 · бял топ на бяло поле h1 | 2 |
| 1 | черен топ на бяло поле a8 · черна дама на черно поле d8 · черен офицер на черно поле f8 · черен кон на бяло поле g8 · черен топ на черно поле h8 · черна пешка на черно поле a7 · черна пешка на бяло поле b7 · черна пешка на черно поле c7 · черен цар на черно поле e7 · бял офицер на бяло поле f7 · черна пешка на черно поле g7 · черна пешка на бяло поле h7 · черен кон на бяло поле c6 · черна пешка на черно поле d6 · бял кон на бяло поле d5 · бял кон на черно поле e5 · бяла пешка на бяло поле e4 · бяла пешка на бяло поле a2 · бяла пешка на черно поле b2 · бяла пешка на бяло поле c2 · бяла пешка на черно поле d2 · бяла пешка на черно поле f2 · бяла пешка на бяло поле g2 · бяла пешка на черно поле h2 · бял офицер на черно поле c1 · черен офицер на бяло поле d1 · бял цар на черно поле e1 · бял топ на бяло поле h1 | черен топ на бяло поле a8 · черна дама на черно поле d8 · черен офицер на черно поле f8 · черен кон на бяло поле g8 · черен топ на черно поле h8 · черна пешка на черно поле a7 · черна пешка на бяло поле b7 · черна пешка на черно поле c7 · черен цар на черно поле e7 · бял офицер на бяло поле f7 · черна пешка на черно поле g7 · черна пешка на бяло поле h7 · черен кон на бяло поле c6 · черна пешка на черно поле d6 · бял кон на бяло поле d5 · бял кон на черно поле e5 · бяла пешка на бяло поле e4 · бяла пешка на бяло поле a2 · бяла пешка на черно поле b2 · бяла пешка на бяло поле c2 · бяла пешка на черно поле d2 · бяла пешка на черно поле f2 · бяла пешка на бяло поле g2 · бяла пешка на черно поле h2 · бял офицер на черно поле c1 · черен офицер на бяло поле d1 · бял цар на черно поле e1 · бял топ на бяло поле h1 | черен топ на бяло поле a8 · черна дама на черно поле d8 · черен офицер на черно поле f8 · черен кон на бяло поле g8 · черен топ на черно поле h8 · черна пешка на черно поле a7 · черна пешка на бяло поле b7 · черна пешка на черно поле c7 · черен цар на черно поле e7 · бял офицер на бяло поле f7 · черна пешка на черно поле g7 · черна пешка на бяло поле h7 · черен кон на бяло поле c6 · черна пешка на черно поле d6 · бял кон на бяло поле d5 · бял кон на черно поле e5 · бяла пешка на бяло поле e4 · бяла пешка на бяло поле a2 · бяла пешка на черно поле b2 · бяла пешка на бяло поле c2 · бяла пешка на черно поле d2 · бяла пешка на черно поле f2 · бяла пешка на бяло поле g2 · бяла пешка на черно поле h2 · бял офицер на черно поле c1 · черен офицер на бяло поле d1 · бял цар на черно поле e1 · бял топ на бяло поле h1 | черен топ на бяло поле a8 · черна дама на черно поле d8 · черен офицер на черно поле f8 · черен кон на бяло поле g8 · черен топ на черно поле h8 · черна пешка на черно поле a7 · черна пешка на бяло поле b7 · черна пешка на черно поле c7 · черен цар на черно поле e7 · бял офицер на бяло поле f7 · черна пешка на черно поле g7 · черна пешка на бяло поле h7 · черен кон на бяло поле c6 · черна пешка на черно поле d6 · бял кон на бяло поле d5 · бял кон на черно поле e5 · бяла пешка на бяло поле e4 · бяла пешка на бяло поле a2 · бяла пешка на черно поле b2 · бяла пешка на бяло поле c2 · бяла пешка на черно поле d2 · бяла пешка на черно поле f2 · бяла пешка на бяло поле g2 · бяла пешка на черно поле h2 · бял офицер на черно поле c1 · черен офицер на бяло поле d1 · бял цар на черно поле e1 · бял топ на бяло поле h1 | черен топ на бяло поле a8 · черна дама на черно поле d8 · черен офицер на черно поле f8 · черен кон на бяло поле g8 · черен топ на черно поле h8 · черна пешка на черно поле a7 · черна пешка на бяло поле b7 · черна пешка на черно поле c7 · черен цар на черно поле e7 · бял офицер на бяло поле f7 · черна пешка на черно поле g7 · черна пешка на бяло поле h7 · черен кон на бяло поле c6 · черна пешка на черно поле d6 · бял кон на бяло поле d5 · бял кон на черно поле e5 · бяла пешка на бяло поле e4 · бяла пешка на бяло поле a2 · бяла пешка на черно поле b2 · бяла пешка на бяло поле c2 · бяла пешка на черно поле d2 · бяла пешка на черно поле f2 · бяла пешка на бяло поле g2 · бяла пешка на черно поле h2 · бял офицер на черно поле c1 · черен офицер на бяло поле d1 · бял цар на черно поле e1 · бял топ на бяло поле h1 | черен топ на бяло поле a8 · черна дама на черно поле d8 · черен офицер на черно поле f8 · черен кон на бяло поле g8 · черен топ на черно поле h8 · черна пешка на черно поле a7 · черна пешка на бяло поле b7 · черна пешка на черно поле c7 · черен цар на черно поле e7 · бял офицер на бяло поле f7 · черна пешка на черно поле g7 · черна пешка на бяло поле h7 · черен кон на бяло поле c6 · черна пешка на черно поле d6 · бял кон на бяло поле d5 · бял кон на черно поле e5 · бяла пешка на бяло поле e4 · бяла пешка на бяло поле a2 · бяла пешка на черно поле b2 · бяла пешка на бяло поле c2 · бяла пешка на черно поле d2 · бяла пешка на черно поле f2 · бяла пешка на бяло поле g2 · бяла пешка на черно поле h2 · бял офицер на черно поле c1 · черен офицер на бяло поле d1 · бял цар на черно поле e1 · бял топ на бяло поле h1 | черен топ на бяло поле a8 · черна дама на черно поле d8 · черен офицер на черно поле f8 · черен кон на бяло поле g8 · черен топ на черно поле h8 · черна пешка на черно поле a7 · черна пешка на бяло поле b7 · черна пешка на черно поле c7 · черен цар на черно поле e7 · бял офицер на бяло поле f7 · черна пешка на черно поле g7 · черна пешка на бяло поле h7 · черен кон на бяло поле c6 · черна пешка на черно поле d6 · бял кон на бяло поле d5 · бял кон на черно поле e5 · бяла пешка на бяло поле e4 · бяла пешка на бяло поле a2 · бяла пешка на черно поле b2 · бяла пешка на бяло поле c2 · бяла пешка на черно поле d2 · бяла пешка на черно поле f2 · бяла пешка на бяло поле g2 · бяла пешка на черно поле h2 · бял офицер на черно поле c1 · черен офицер на бяло поле d1 · бял цар на черно поле e1 · бял топ на бяло поле h1 | черен топ на бяло поле a8 · черна дама на черно поле d8 · черен офицер на черно поле f8 · черен кон на бяло поле g8 · черен топ на черно поле h8 · черна пешка на черно поле a7 · черна пешка на бяло поле b7 · черна пешка на черно поле c7 · черен цар на черно поле e7 · бял офицер на бяло поле f7 · черна пешка на черно поле g7 · черна пешка на бяло поле h7 · черен кон на бяло поле c6 · черна пешка на черно поле d6 · бял кон на бяло поле d5 · бял кон на черно поле e5 · бяла пешка на бяло поле e4 · бяла пешка на бяло поле a2 · бяла пешка на черно поле b2 · бяла пешка на бяло поле c2 · бяла пешка на черно поле d2 · бяла пешка на черно поле f2 · бяла пешка на бяло поле g2 · бяла пешка на черно поле h2 · бял офицер на черно поле c1 · черен офицер на бяло поле d1 · бял цар на черно поле e1 · бял топ на бяло поле h1 | 1 |
|   | a | b | c | d | e | f | g | h |   |

Кермюр де Легал започва играта без Та1 срещу по-слабия противник Сен Бри за изравняване на силите.
1. e4 e5. 2. Оc4 d6. 3. Кf3 Кc6. 4. Кc3 Оg4. 5. К:e5? О:d1?? 6. О:f7+ Цe7. 7. Кd5# (диаграма)  
Друга версия с белите фигури: 

1. e4 e5 2. Кf3 d6 3. Оc4 Оg4?! 4. Кc3 g6? 5. К:e5 О:d1?? 6. О:f7+ Цe7 7. Кd5#.
Възможен е и вариант на мат на Легал с черните фигури.

### Най-дългите матове досега
Изследователите Борзацки и инженерът Яков Конвал са установили, използвайки написана от него програма и използвайки метода на дълбочина за трансформиране, че най-дългият мат от седем фигури (4+3) без пешки, изисква 517 хода, след което през 2009 г. откриват подобна ситуация, изискваща 545 хода (диаграма 10).  Същите изследователи по-късно потвърждават, че съществува и по-дълъг мат: при седем фигури с пешка има позиция, която изисква 549 хода (диаграма 11), тоест с четири хода повече. 
|   | a | b | c | d | e | f | g | h |   |
| 8 | черен топ на бяло поле b7 · черен кон на черно поле g7 · черен цар на черно поле f4 · черен офицер на бяло поле b3 · бял цар на черно поле d2 · бял кон на черно поле h2 · бяла дама на бяло поле h1 | черен топ на бяло поле b7 · черен кон на черно поле g7 · черен цар на черно поле f4 · черен офицер на бяло поле b3 · бял цар на черно поле d2 · бял кон на черно поле h2 · бяла дама на бяло поле h1 | черен топ на бяло поле b7 · черен кон на черно поле g7 · черен цар на черно поле f4 · черен офицер на бяло поле b3 · бял цар на черно поле d2 · бял кон на черно поле h2 · бяла дама на бяло поле h1 | черен топ на бяло поле b7 · черен кон на черно поле g7 · черен цар на черно поле f4 · черен офицер на бяло поле b3 · бял цар на черно поле d2 · бял кон на черно поле h2 · бяла дама на бяло поле h1 | черен топ на бяло поле b7 · черен кон на черно поле g7 · черен цар на черно поле f4 · черен офицер на бяло поле b3 · бял цар на черно поле d2 · бял кон на черно поле h2 · бяла дама на бяло поле h1 | черен топ на бяло поле b7 · черен кон на черно поле g7 · черен цар на черно поле f4 · черен офицер на бяло поле b3 · бял цар на черно поле d2 · бял кон на черно поле h2 · бяла дама на бяло поле h1 | черен топ на бяло поле b7 · черен кон на черно поле g7 · черен цар на черно поле f4 · черен офицер на бяло поле b3 · бял цар на черно поле d2 · бял кон на черно поле h2 · бяла дама на бяло поле h1 | черен топ на бяло поле b7 · черен кон на черно поле g7 · черен цар на черно поле f4 · черен офицер на бяло поле b3 · бял цар на черно поле d2 · бял кон на черно поле h2 · бяла дама на бяло поле h1 | 8 |
| 7 | черен топ на бяло поле b7 · черен кон на черно поле g7 · черен цар на черно поле f4 · черен офицер на бяло поле b3 · бял цар на черно поле d2 · бял кон на черно поле h2 · бяла дама на бяло поле h1 | черен топ на бяло поле b7 · черен кон на черно поле g7 · черен цар на черно поле f4 · черен офицер на бяло поле b3 · бял цар на черно поле d2 · бял кон на черно поле h2 · бяла дама на бяло поле h1 | черен топ на бяло поле b7 · черен кон на черно поле g7 · черен цар на черно поле f4 · черен офицер на бяло поле b3 · бял цар на черно поле d2 · бял кон на черно поле h2 · бяла дама на бяло поле h1 | черен топ на бяло поле b7 · черен кон на черно поле g7 · черен цар на черно поле f4 · черен офицер на бяло поле b3 · бял цар на черно поле d2 · бял кон на черно поле h2 · бяла дама на бяло поле h1 | черен топ на бяло поле b7 · черен кон на черно поле g7 · черен цар на черно поле f4 · черен офицер на бяло поле b3 · бял цар на черно поле d2 · бял кон на черно поле h2 · бяла дама на бяло поле h1 | черен топ на бяло поле b7 · черен кон на черно поле g7 · черен цар на черно поле f4 · черен офицер на бяло поле b3 · бял цар на черно поле d2 · бял кон на черно поле h2 · бяла дама на бяло поле h1 | черен топ на бяло поле b7 · черен кон на черно поле g7 · черен цар на черно поле f4 · черен офицер на бяло поле b3 · бял цар на черно поле d2 · бял кон на черно поле h2 · бяла дама на бяло поле h1 | черен топ на бяло поле b7 · черен кон на черно поле g7 · черен цар на черно поле f4 · черен офицер на бяло поле b3 · бял цар на черно поле d2 · бял кон на черно поле h2 · бяла дама на бяло поле h1 | 7 |
| 6 | черен топ на бяло поле b7 · черен кон на черно поле g7 · черен цар на черно поле f4 · черен офицер на бяло поле b3 · бял цар на черно поле d2 · бял кон на черно поле h2 · бяла дама на бяло поле h1 | черен топ на бяло поле b7 · черен кон на черно поле g7 · черен цар на черно поле f4 · черен офицер на бяло поле b3 · бял цар на черно поле d2 · бял кон на черно поле h2 · бяла дама на бяло поле h1 | черен топ на бяло поле b7 · черен кон на черно поле g7 · черен цар на черно поле f4 · черен офицер на бяло поле b3 · бял цар на черно поле d2 · бял кон на черно поле h2 · бяла дама на бяло поле h1 | черен топ на бяло поле b7 · черен кон на черно поле g7 · черен цар на черно поле f4 · черен офицер на бяло поле b3 · бял цар на черно поле d2 · бял кон на черно поле h2 · бяла дама на бяло поле h1 | черен топ на бяло поле b7 · черен кон на черно поле g7 · черен цар на черно поле f4 · черен офицер на бяло поле b3 · бял цар на черно поле d2 · бял кон на черно поле h2 · бяла дама на бяло поле h1 | черен топ на бяло поле b7 · черен кон на черно поле g7 · черен цар на черно поле f4 · черен офицер на бяло поле b3 · бял цар на черно поле d2 · бял кон на черно поле h2 · бяла дама на бяло поле h1 | черен топ на бяло поле b7 · черен кон на черно поле g7 · черен цар на черно поле f4 · черен офицер на бяло поле b3 · бял цар на черно поле d2 · бял кон на черно поле h2 · бяла дама на бяло поле h1 | черен топ на бяло поле b7 · черен кон на черно поле g7 · черен цар на черно поле f4 · черен офицер на бяло поле b3 · бял цар на черно поле d2 · бял кон на черно поле h2 · бяла дама на бяло поле h1 | 6 |
| 5 | черен топ на бяло поле b7 · черен кон на черно поле g7 · черен цар на черно поле f4 · черен офицер на бяло поле b3 · бял цар на черно поле d2 · бял кон на черно поле h2 · бяла дама на бяло поле h1 | черен топ на бяло поле b7 · черен кон на черно поле g7 · черен цар на черно поле f4 · черен офицер на бяло поле b3 · бял цар на черно поле d2 · бял кон на черно поле h2 · бяла дама на бяло поле h1 | черен топ на бяло поле b7 · черен кон на черно поле g7 · черен цар на черно поле f4 · черен офицер на бяло поле b3 · бял цар на черно поле d2 · бял кон на черно поле h2 · бяла дама на бяло поле h1 | черен топ на бяло поле b7 · черен кон на черно поле g7 · черен цар на черно поле f4 · черен офицер на бяло поле b3 · бял цар на черно поле d2 · бял кон на черно поле h2 · бяла дама на бяло поле h1 | черен топ на бяло поле b7 · черен кон на черно поле g7 · черен цар на черно поле f4 · черен офицер на бяло поле b3 · бял цар на черно поле d2 · бял кон на черно поле h2 · бяла дама на бяло поле h1 | черен топ на бяло поле b7 · черен кон на черно поле g7 · черен цар на черно поле f4 · черен офицер на бяло поле b3 · бял цар на черно поле d2 · бял кон на черно поле h2 · бяла дама на бяло поле h1 | черен топ на бяло поле b7 · черен кон на черно поле g7 · черен цар на черно поле f4 · черен офицер на бяло поле b3 · бял цар на черно поле d2 · бял кон на черно поле h2 · бяла дама на бяло поле h1 | черен топ на бяло поле b7 · черен кон на черно поле g7 · черен цар на черно поле f4 · черен офицер на бяло поле b3 · бял цар на черно поле d2 · бял кон на черно поле h2 · бяла дама на бяло поле h1 | 5 |
| 4 | черен топ на бяло поле b7 · черен кон на черно поле g7 · черен цар на черно поле f4 · черен офицер на бяло поле b3 · бял цар на черно поле d2 · бял кон на черно поле h2 · бяла дама на бяло поле h1 | черен топ на бяло поле b7 · черен кон на черно поле g7 · черен цар на черно поле f4 · черен офицер на бяло поле b3 · бял цар на черно поле d2 · бял кон на черно поле h2 · бяла дама на бяло поле h1 | черен топ на бяло поле b7 · черен кон на черно поле g7 · черен цар на черно поле f4 · черен офицер на бяло поле b3 · бял цар на черно поле d2 · бял кон на черно поле h2 · бяла дама на бяло поле h1 | черен топ на бяло поле b7 · черен кон на черно поле g7 · черен цар на черно поле f4 · черен офицер на бяло поле b3 · бял цар на черно поле d2 · бял кон на черно поле h2 · бяла дама на бяло поле h1 | черен топ на бяло поле b7 · черен кон на черно поле g7 · черен цар на черно поле f4 · черен офицер на бяло поле b3 · бял цар на черно поле d2 · бял кон на черно поле h2 · бяла дама на бяло поле h1 | черен топ на бяло поле b7 · черен кон на черно поле g7 · черен цар на черно поле f4 · черен офицер на бяло поле b3 · бял цар на черно поле d2 · бял кон на черно поле h2 · бяла дама на бяло поле h1 | черен топ на бяло поле b7 · черен кон на черно поле g7 · черен цар на черно поле f4 · черен офицер на бяло поле b3 · бял цар на черно поле d2 · бял кон на черно поле h2 · бяла дама на бяло поле h1 | черен топ на бяло поле b7 · черен кон на черно поле g7 · черен цар на черно поле f4 · черен офицер на бяло поле b3 · бял цар на черно поле d2 · бял кон на черно поле h2 · бяла дама на бяло поле h1 | 4 |
| 3 | черен топ на бяло поле b7 · черен кон на черно поле g7 · черен цар на черно поле f4 · черен офицер на бяло поле b3 · бял цар на черно поле d2 · бял кон на черно поле h2 · бяла дама на бяло поле h1 | черен топ на бяло поле b7 · черен кон на черно поле g7 · черен цар на черно поле f4 · черен офицер на бяло поле b3 · бял цар на черно поле d2 · бял кон на черно поле h2 · бяла дама на бяло поле h1 | черен топ на бяло поле b7 · черен кон на черно поле g7 · черен цар на черно поле f4 · черен офицер на бяло поле b3 · бял цар на черно поле d2 · бял кон на черно поле h2 · бяла дама на бяло поле h1 | черен топ на бяло поле b7 · черен кон на черно поле g7 · черен цар на черно поле f4 · черен офицер на бяло поле b3 · бял цар на черно поле d2 · бял кон на черно поле h2 · бяла дама на бяло поле h1 | черен топ на бяло поле b7 · черен кон на черно поле g7 · черен цар на черно поле f4 · черен офицер на бяло поле b3 · бял цар на черно поле d2 · бял кон на черно поле h2 · бяла дама на бяло поле h1 | черен топ на бяло поле b7 · черен кон на черно поле g7 · черен цар на черно поле f4 · черен офицер на бяло поле b3 · бял цар на черно поле d2 · бял кон на черно поле h2 · бяла дама на бяло поле h1 | черен топ на бяло поле b7 · черен кон на черно поле g7 · черен цар на черно поле f4 · черен офицер на бяло поле b3 · бял цар на черно поле d2 · бял кон на черно поле h2 · бяла дама на бяло поле h1 | черен топ на бяло поле b7 · черен кон на черно поле g7 · черен цар на черно поле f4 · черен офицер на бяло поле b3 · бял цар на черно поле d2 · бял кон на черно поле h2 · бяла дама на бяло поле h1 | 3 |
| 2 | черен топ на бяло поле b7 · черен кон на черно поле g7 · черен цар на черно поле f4 · черен офицер на бяло поле b3 · бял цар на черно поле d2 · бял кон на черно поле h2 · бяла дама на бяло поле h1 | черен топ на бяло поле b7 · черен кон на черно поле g7 · черен цар на черно поле f4 · черен офицер на бяло поле b3 · бял цар на черно поле d2 · бял кон на черно поле h2 · бяла дама на бяло поле h1 | черен топ на бяло поле b7 · черен кон на черно поле g7 · черен цар на черно поле f4 · черен офицер на бяло поле b3 · бял цар на черно поле d2 · бял кон на черно поле h2 · бяла дама на бяло поле h1 | черен топ на бяло поле b7 · черен кон на черно поле g7 · черен цар на черно поле f4 · черен офицер на бяло поле b3 · бял цар на черно поле d2 · бял кон на черно поле h2 · бяла дама на бяло поле h1 | черен топ на бяло поле b7 · черен кон на черно поле g7 · черен цар на черно поле f4 · черен офицер на бяло поле b3 · бял цар на черно поле d2 · бял кон на черно поле h2 · бяла дама на бяло поле h1 | черен топ на бяло поле b7 · черен кон на черно поле g7 · черен цар на черно поле f4 · черен офицер на бяло поле b3 · бял цар на черно поле d2 · бял кон на черно поле h2 · бяла дама на бяло поле h1 | черен топ на бяло поле b7 · черен кон на черно поле g7 · черен цар на черно поле f4 · черен офицер на бяло поле b3 · бял цар на черно поле d2 · бял кон на черно поле h2 · бяла дама на бяло поле h1 | черен топ на бяло поле b7 · черен кон на черно поле g7 · черен цар на черно поле f4 · черен офицер на бяло поле b3 · бял цар на черно поле d2 · бял кон на черно поле h2 · бяла дама на бяло поле h1 | 2 |
| 1 | черен топ на бяло поле b7 · черен кон на черно поле g7 · черен цар на черно поле f4 · черен офицер на бяло поле b3 · бял цар на черно поле d2 · бял кон на черно поле h2 · бяла дама на бяло поле h1 | черен топ на бяло поле b7 · черен кон на черно поле g7 · черен цар на черно поле f4 · черен офицер на бяло поле b3 · бял цар на черно поле d2 · бял кон на черно поле h2 · бяла дама на бяло поле h1 | черен топ на бяло поле b7 · черен кон на черно поле g7 · черен цар на черно поле f4 · черен офицер на бяло поле b3 · бял цар на черно поле d2 · бял кон на черно поле h2 · бяла дама на бяло поле h1 | черен топ на бяло поле b7 · черен кон на черно поле g7 · черен цар на черно поле f4 · черен офицер на бяло поле b3 · бял цар на черно поле d2 · бял кон на черно поле h2 · бяла дама на бяло поле h1 | черен топ на бяло поле b7 · черен кон на черно поле g7 · черен цар на черно поле f4 · черен офицер на бяло поле b3 · бял цар на черно поле d2 · бял кон на черно поле h2 · бяла дама на бяло поле h1 | черен топ на бяло поле b7 · черен кон на черно поле g7 · черен цар на черно поле f4 · черен офицер на бяло поле b3 · бял цар на черно поле d2 · бял кон на черно поле h2 · бяла дама на бяло поле h1 | черен топ на бяло поле b7 · черен кон на черно поле g7 · черен цар на черно поле f4 · черен офицер на бяло поле b3 · бял цар на черно поле d2 · бял кон на черно поле h2 · бяла дама на бяло поле h1 | черен топ на бяло поле b7 · черен кон на черно поле g7 · черен цар на черно поле f4 · черен офицер на бяло поле b3 · бял цар на черно поле d2 · бял кон на черно поле h2 · бяла дама на бяло поле h1 | 1 |
|   | a | b | c | d | e | f | g | h |   |

|   | a | b | c | d | e | f | g | h |   |
| 8 | черен кон на черно поле b8 · черен цар на черно поле d8 · бяла дама на черно поле g7 · бял цар на черно поле f6 · бяла пешка на бяло поле g6 · черен офицер на черно поле h4 · черен топ на бяло поле b3 | черен кон на черно поле b8 · черен цар на черно поле d8 · бяла дама на черно поле g7 · бял цар на черно поле f6 · бяла пешка на бяло поле g6 · черен офицер на черно поле h4 · черен топ на бяло поле b3 | черен кон на черно поле b8 · черен цар на черно поле d8 · бяла дама на черно поле g7 · бял цар на черно поле f6 · бяла пешка на бяло поле g6 · черен офицер на черно поле h4 · черен топ на бяло поле b3 | черен кон на черно поле b8 · черен цар на черно поле d8 · бяла дама на черно поле g7 · бял цар на черно поле f6 · бяла пешка на бяло поле g6 · черен офицер на черно поле h4 · черен топ на бяло поле b3 | черен кон на черно поле b8 · черен цар на черно поле d8 · бяла дама на черно поле g7 · бял цар на черно поле f6 · бяла пешка на бяло поле g6 · черен офицер на черно поле h4 · черен топ на бяло поле b3 | черен кон на черно поле b8 · черен цар на черно поле d8 · бяла дама на черно поле g7 · бял цар на черно поле f6 · бяла пешка на бяло поле g6 · черен офицер на черно поле h4 · черен топ на бяло поле b3 | черен кон на черно поле b8 · черен цар на черно поле d8 · бяла дама на черно поле g7 · бял цар на черно поле f6 · бяла пешка на бяло поле g6 · черен офицер на черно поле h4 · черен топ на бяло поле b3 | черен кон на черно поле b8 · черен цар на черно поле d8 · бяла дама на черно поле g7 · бял цар на черно поле f6 · бяла пешка на бяло поле g6 · черен офицер на черно поле h4 · черен топ на бяло поле b3 | 8 |
| 7 | черен кон на черно поле b8 · черен цар на черно поле d8 · бяла дама на черно поле g7 · бял цар на черно поле f6 · бяла пешка на бяло поле g6 · черен офицер на черно поле h4 · черен топ на бяло поле b3 | черен кон на черно поле b8 · черен цар на черно поле d8 · бяла дама на черно поле g7 · бял цар на черно поле f6 · бяла пешка на бяло поле g6 · черен офицер на черно поле h4 · черен топ на бяло поле b3 | черен кон на черно поле b8 · черен цар на черно поле d8 · бяла дама на черно поле g7 · бял цар на черно поле f6 · бяла пешка на бяло поле g6 · черен офицер на черно поле h4 · черен топ на бяло поле b3 | черен кон на черно поле b8 · черен цар на черно поле d8 · бяла дама на черно поле g7 · бял цар на черно поле f6 · бяла пешка на бяло поле g6 · черен офицер на черно поле h4 · черен топ на бяло поле b3 | черен кон на черно поле b8 · черен цар на черно поле d8 · бяла дама на черно поле g7 · бял цар на черно поле f6 · бяла пешка на бяло поле g6 · черен офицер на черно поле h4 · черен топ на бяло поле b3 | черен кон на черно поле b8 · черен цар на черно поле d8 · бяла дама на черно поле g7 · бял цар на черно поле f6 · бяла пешка на бяло поле g6 · черен офицер на черно поле h4 · черен топ на бяло поле b3 | черен кон на черно поле b8 · черен цар на черно поле d8 · бяла дама на черно поле g7 · бял цар на черно поле f6 · бяла пешка на бяло поле g6 · черен офицер на черно поле h4 · черен топ на бяло поле b3 | черен кон на черно поле b8 · черен цар на черно поле d8 · бяла дама на черно поле g7 · бял цар на черно поле f6 · бяла пешка на бяло поле g6 · черен офицер на черно поле h4 · черен топ на бяло поле b3 | 7 |
| 6 | черен кон на черно поле b8 · черен цар на черно поле d8 · бяла дама на черно поле g7 · бял цар на черно поле f6 · бяла пешка на бяло поле g6 · черен офицер на черно поле h4 · черен топ на бяло поле b3 | черен кон на черно поле b8 · черен цар на черно поле d8 · бяла дама на черно поле g7 · бял цар на черно поле f6 · бяла пешка на бяло поле g6 · черен офицер на черно поле h4 · черен топ на бяло поле b3 | черен кон на черно поле b8 · черен цар на черно поле d8 · бяла дама на черно поле g7 · бял цар на черно поле f6 · бяла пешка на бяло поле g6 · черен офицер на черно поле h4 · черен топ на бяло поле b3 | черен кон на черно поле b8 · черен цар на черно поле d8 · бяла дама на черно поле g7 · бял цар на черно поле f6 · бяла пешка на бяло поле g6 · черен офицер на черно поле h4 · черен топ на бяло поле b3 | черен кон на черно поле b8 · черен цар на черно поле d8 · бяла дама на черно поле g7 · бял цар на черно поле f6 · бяла пешка на бяло поле g6 · черен офицер на черно поле h4 · черен топ на бяло поле b3 | черен кон на черно поле b8 · черен цар на черно поле d8 · бяла дама на черно поле g7 · бял цар на черно поле f6 · бяла пешка на бяло поле g6 · черен офицер на черно поле h4 · черен топ на бяло поле b3 | черен кон на черно поле b8 · черен цар на черно поле d8 · бяла дама на черно поле g7 · бял цар на черно поле f6 · бяла пешка на бяло поле g6 · черен офицер на черно поле h4 · черен топ на бяло поле b3 | черен кон на черно поле b8 · черен цар на черно поле d8 · бяла дама на черно поле g7 · бял цар на черно поле f6 · бяла пешка на бяло поле g6 · черен офицер на черно поле h4 · черен топ на бяло поле b3 | 6 |
| 5 | черен кон на черно поле b8 · черен цар на черно поле d8 · бяла дама на черно поле g7 · бял цар на черно поле f6 · бяла пешка на бяло поле g6 · черен офицер на черно поле h4 · черен топ на бяло поле b3 | черен кон на черно поле b8 · черен цар на черно поле d8 · бяла дама на черно поле g7 · бял цар на черно поле f6 · бяла пешка на бяло поле g6 · черен офицер на черно поле h4 · черен топ на бяло поле b3 | черен кон на черно поле b8 · черен цар на черно поле d8 · бяла дама на черно поле g7 · бял цар на черно поле f6 · бяла пешка на бяло поле g6 · черен офицер на черно поле h4 · черен топ на бяло поле b3 | черен кон на черно поле b8 · черен цар на черно поле d8 · бяла дама на черно поле g7 · бял цар на черно поле f6 · бяла пешка на бяло поле g6 · черен офицер на черно поле h4 · черен топ на бяло поле b3 | черен кон на черно поле b8 · черен цар на черно поле d8 · бяла дама на черно поле g7 · бял цар на черно поле f6 · бяла пешка на бяло поле g6 · черен офицер на черно поле h4 · черен топ на бяло поле b3 | черен кон на черно поле b8 · черен цар на черно поле d8 · бяла дама на черно поле g7 · бял цар на черно поле f6 · бяла пешка на бяло поле g6 · черен офицер на черно поле h4 · черен топ на бяло поле b3 | черен кон на черно поле b8 · черен цар на черно поле d8 · бяла дама на черно поле g7 · бял цар на черно поле f6 · бяла пешка на бяло поле g6 · черен офицер на черно поле h4 · черен топ на бяло поле b3 | черен кон на черно поле b8 · черен цар на черно поле d8 · бяла дама на черно поле g7 · бял цар на черно поле f6 · бяла пешка на бяло поле g6 · черен офицер на черно поле h4 · черен топ на бяло поле b3 | 5 |
| 4 | черен кон на черно поле b8 · черен цар на черно поле d8 · бяла дама на черно поле g7 · бял цар на черно поле f6 · бяла пешка на бяло поле g6 · черен офицер на черно поле h4 · черен топ на бяло поле b3 | черен кон на черно поле b8 · черен цар на черно поле d8 · бяла дама на черно поле g7 · бял цар на черно поле f6 · бяла пешка на бяло поле g6 · черен офицер на черно поле h4 · черен топ на бяло поле b3 | черен кон на черно поле b8 · черен цар на черно поле d8 · бяла дама на черно поле g7 · бял цар на черно поле f6 · бяла пешка на бяло поле g6 · черен офицер на черно поле h4 · черен топ на бяло поле b3 | черен кон на черно поле b8 · черен цар на черно поле d8 · бяла дама на черно поле g7 · бял цар на черно поле f6 · бяла пешка на бяло поле g6 · черен офицер на черно поле h4 · черен топ на бяло поле b3 | черен кон на черно поле b8 · черен цар на черно поле d8 · бяла дама на черно поле g7 · бял цар на черно поле f6 · бяла пешка на бяло поле g6 · черен офицер на черно поле h4 · черен топ на бяло поле b3 | черен кон на черно поле b8 · черен цар на черно поле d8 · бяла дама на черно поле g7 · бял цар на черно поле f6 · бяла пешка на бяло поле g6 · черен офицер на черно поле h4 · черен топ на бяло поле b3 | черен кон на черно поле b8 · черен цар на черно поле d8 · бяла дама на черно поле g7 · бял цар на черно поле f6 · бяла пешка на бяло поле g6 · черен офицер на черно поле h4 · черен топ на бяло поле b3 | черен кон на черно поле b8 · черен цар на черно поле d8 · бяла дама на черно поле g7 · бял цар на черно поле f6 · бяла пешка на бяло поле g6 · черен офицер на черно поле h4 · черен топ на бяло поле b3 | 4 |
| 3 | черен кон на черно поле b8 · черен цар на черно поле d8 · бяла дама на черно поле g7 · бял цар на черно поле f6 · бяла пешка на бяло поле g6 · черен офицер на черно поле h4 · черен топ на бяло поле b3 | черен кон на черно поле b8 · черен цар на черно поле d8 · бяла дама на черно поле g7 · бял цар на черно поле f6 · бяла пешка на бяло поле g6 · черен офицер на черно поле h4 · черен топ на бяло поле b3 | черен кон на черно поле b8 · черен цар на черно поле d8 · бяла дама на черно поле g7 · бял цар на черно поле f6 · бяла пешка на бяло поле g6 · черен офицер на черно поле h4 · черен топ на бяло поле b3 | черен кон на черно поле b8 · черен цар на черно поле d8 · бяла дама на черно поле g7 · бял цар на черно поле f6 · бяла пешка на бяло поле g6 · черен офицер на черно поле h4 · черен топ на бяло поле b3 | черен кон на черно поле b8 · черен цар на черно поле d8 · бяла дама на черно поле g7 · бял цар на черно поле f6 · бяла пешка на бяло поле g6 · черен офицер на черно поле h4 · черен топ на бяло поле b3 | черен кон на черно поле b8 · черен цар на черно поле d8 · бяла дама на черно поле g7 · бял цар на черно поле f6 · бяла пешка на бяло поле g6 · черен офицер на черно поле h4 · черен топ на бяло поле b3 | черен кон на черно поле b8 · черен цар на черно поле d8 · бяла дама на черно поле g7 · бял цар на черно поле f6 · бяла пешка на бяло поле g6 · черен офицер на черно поле h4 · черен топ на бяло поле b3 | черен кон на черно поле b8 · черен цар на черно поле d8 · бяла дама на черно поле g7 · бял цар на черно поле f6 · бяла пешка на бяло поле g6 · черен офицер на черно поле h4 · черен топ на бяло поле b3 | 3 |
| 2 | черен кон на черно поле b8 · черен цар на черно поле d8 · бяла дама на черно поле g7 · бял цар на черно поле f6 · бяла пешка на бяло поле g6 · черен офицер на черно поле h4 · черен топ на бяло поле b3 | черен кон на черно поле b8 · черен цар на черно поле d8 · бяла дама на черно поле g7 · бял цар на черно поле f6 · бяла пешка на бяло поле g6 · черен офицер на черно поле h4 · черен топ на бяло поле b3 | черен кон на черно поле b8 · черен цар на черно поле d8 · бяла дама на черно поле g7 · бял цар на черно поле f6 · бяла пешка на бяло поле g6 · черен офицер на черно поле h4 · черен топ на бяло поле b3 | черен кон на черно поле b8 · черен цар на черно поле d8 · бяла дама на черно поле g7 · бял цар на черно поле f6 · бяла пешка на бяло поле g6 · черен офицер на черно поле h4 · черен топ на бяло поле b3 | черен кон на черно поле b8 · черен цар на черно поле d8 · бяла дама на черно поле g7 · бял цар на черно поле f6 · бяла пешка на бяло поле g6 · черен офицер на черно поле h4 · черен топ на бяло поле b3 | черен кон на черно поле b8 · черен цар на черно поле d8 · бяла дама на черно поле g7 · бял цар на черно поле f6 · бяла пешка на бяло поле g6 · черен офицер на черно поле h4 · черен топ на бяло поле b3 | черен кон на черно поле b8 · черен цар на черно поле d8 · бяла дама на черно поле g7 · бял цар на черно поле f6 · бяла пешка на бяло поле g6 · черен офицер на черно поле h4 · черен топ на бяло поле b3 | черен кон на черно поле b8 · черен цар на черно поле d8 · бяла дама на черно поле g7 · бял цар на черно поле f6 · бяла пешка на бяло поле g6 · черен офицер на черно поле h4 · черен топ на бяло поле b3 | 2 |
| 1 | черен кон на черно поле b8 · черен цар на черно поле d8 · бяла дама на черно поле g7 · бял цар на черно поле f6 · бяла пешка на бяло поле g6 · черен офицер на черно поле h4 · черен топ на бяло поле b3 | черен кон на черно поле b8 · черен цар на черно поле d8 · бяла дама на черно поле g7 · бял цар на черно поле f6 · бяла пешка на бяло поле g6 · черен офицер на черно поле h4 · черен топ на бяло поле b3 | черен кон на черно поле b8 · черен цар на черно поле d8 · бяла дама на черно поле g7 · бял цар на черно поле f6 · бяла пешка на бяло поле g6 · черен офицер на черно поле h4 · черен топ на бяло поле b3 | черен кон на черно поле b8 · черен цар на черно поле d8 · бяла дама на черно поле g7 · бял цар на черно поле f6 · бяла пешка на бяло поле g6 · черен офицер на черно поле h4 · черен топ на бяло поле b3 | черен кон на черно поле b8 · черен цар на черно поле d8 · бяла дама на черно поле g7 · бял цар на черно поле f6 · бяла пешка на бяло поле g6 · черен офицер на черно поле h4 · черен топ на бяло поле b3 | черен кон на черно поле b8 · черен цар на черно поле d8 · бяла дама на черно поле g7 · бял цар на черно поле f6 · бяла пешка на бяло поле g6 · черен офицер на черно поле h4 · черен топ на бяло поле b3 | черен кон на черно поле b8 · черен цар на черно поле d8 · бяла дама на черно поле g7 · бял цар на черно поле f6 · бяла пешка на бяло поле g6 · черен офицер на черно поле h4 · черен топ на бяло поле b3 | черен кон на черно поле b8 · черен цар на черно поле d8 · бяла дама на черно поле g7 · бял цар на черно поле f6 · бяла пешка на бяло поле g6 · черен офицер на черно поле h4 · черен топ на бяло поле b3 | 1 |
|   | a | b | c | d | e | f | g | h |   |

|   | a | b | c | d | e | f | g | h |   |
| 8 | черен кон на бяло поле g8 · черна пешка на черно поле a7 · бял офицер на черно поле c7 · бял кон на бяло поле d7 · черен офицер на бяло поле h7 · черна пешка на бяло поле a6 · черна пешка на бяло поле c6 · черен кон на бяло поле g6 · черна пешка на черно поле h6 · черна пешка на черно поле a5 · черна пешка на черно поле c5 · черен топ на бяло поле f5 · черна пешка на черно поле g5 · черна дама на бяло поле h5 · черен цар на бяло поле g4 · черен топ на черно поле h4 · бял цар на черно поле a3 · бяла пешка на черно поле c3 · черна пешка на бяло поле h3 · бяла пешка на черно поле b2 · бяла пешка на бяло поле c2 · бяла дама на бяло поле h1 | черен кон на бяло поле g8 · черна пешка на черно поле a7 · бял офицер на черно поле c7 · бял кон на бяло поле d7 · черен офицер на бяло поле h7 · черна пешка на бяло поле a6 · черна пешка на бяло поле c6 · черен кон на бяло поле g6 · черна пешка на черно поле h6 · черна пешка на черно поле a5 · черна пешка на черно поле c5 · черен топ на бяло поле f5 · черна пешка на черно поле g5 · черна дама на бяло поле h5 · черен цар на бяло поле g4 · черен топ на черно поле h4 · бял цар на черно поле a3 · бяла пешка на черно поле c3 · черна пешка на бяло поле h3 · бяла пешка на черно поле b2 · бяла пешка на бяло поле c2 · бяла дама на бяло поле h1 | черен кон на бяло поле g8 · черна пешка на черно поле a7 · бял офицер на черно поле c7 · бял кон на бяло поле d7 · черен офицер на бяло поле h7 · черна пешка на бяло поле a6 · черна пешка на бяло поле c6 · черен кон на бяло поле g6 · черна пешка на черно поле h6 · черна пешка на черно поле a5 · черна пешка на черно поле c5 · черен топ на бяло поле f5 · черна пешка на черно поле g5 · черна дама на бяло поле h5 · черен цар на бяло поле g4 · черен топ на черно поле h4 · бял цар на черно поле a3 · бяла пешка на черно поле c3 · черна пешка на бяло поле h3 · бяла пешка на черно поле b2 · бяла пешка на бяло поле c2 · бяла дама на бяло поле h1 | черен кон на бяло поле g8 · черна пешка на черно поле a7 · бял офицер на черно поле c7 · бял кон на бяло поле d7 · черен офицер на бяло поле h7 · черна пешка на бяло поле a6 · черна пешка на бяло поле c6 · черен кон на бяло поле g6 · черна пешка на черно поле h6 · черна пешка на черно поле a5 · черна пешка на черно поле c5 · черен топ на бяло поле f5 · черна пешка на черно поле g5 · черна дама на бяло поле h5 · черен цар на бяло поле g4 · черен топ на черно поле h4 · бял цар на черно поле a3 · бяла пешка на черно поле c3 · черна пешка на бяло поле h3 · бяла пешка на черно поле b2 · бяла пешка на бяло поле c2 · бяла дама на бяло поле h1 | черен кон на бяло поле g8 · черна пешка на черно поле a7 · бял офицер на черно поле c7 · бял кон на бяло поле d7 · черен офицер на бяло поле h7 · черна пешка на бяло поле a6 · черна пешка на бяло поле c6 · черен кон на бяло поле g6 · черна пешка на черно поле h6 · черна пешка на черно поле a5 · черна пешка на черно поле c5 · черен топ на бяло поле f5 · черна пешка на черно поле g5 · черна дама на бяло поле h5 · черен цар на бяло поле g4 · черен топ на черно поле h4 · бял цар на черно поле a3 · бяла пешка на черно поле c3 · черна пешка на бяло поле h3 · бяла пешка на черно поле b2 · бяла пешка на бяло поле c2 · бяла дама на бяло поле h1 | черен кон на бяло поле g8 · черна пешка на черно поле a7 · бял офицер на черно поле c7 · бял кон на бяло поле d7 · черен офицер на бяло поле h7 · черна пешка на бяло поле a6 · черна пешка на бяло поле c6 · черен кон на бяло поле g6 · черна пешка на черно поле h6 · черна пешка на черно поле a5 · черна пешка на черно поле c5 · черен топ на бяло поле f5 · черна пешка на черно поле g5 · черна дама на бяло поле h5 · черен цар на бяло поле g4 · черен топ на черно поле h4 · бял цар на черно поле a3 · бяла пешка на черно поле c3 · черна пешка на бяло поле h3 · бяла пешка на черно поле b2 · бяла пешка на бяло поле c2 · бяла дама на бяло поле h1 | черен кон на бяло поле g8 · черна пешка на черно поле a7 · бял офицер на черно поле c7 · бял кон на бяло поле d7 · черен офицер на бяло поле h7 · черна пешка на бяло поле a6 · черна пешка на бяло поле c6 · черен кон на бяло поле g6 · черна пешка на черно поле h6 · черна пешка на черно поле a5 · черна пешка на черно поле c5 · черен топ на бяло поле f5 · черна пешка на черно поле g5 · черна дама на бяло поле h5 · черен цар на бяло поле g4 · черен топ на черно поле h4 · бял цар на черно поле a3 · бяла пешка на черно поле c3 · черна пешка на бяло поле h3 · бяла пешка на черно поле b2 · бяла пешка на бяло поле c2 · бяла дама на бяло поле h1 | черен кон на бяло поле g8 · черна пешка на черно поле a7 · бял офицер на черно поле c7 · бял кон на бяло поле d7 · черен офицер на бяло поле h7 · черна пешка на бяло поле a6 · черна пешка на бяло поле c6 · черен кон на бяло поле g6 · черна пешка на черно поле h6 · черна пешка на черно поле a5 · черна пешка на черно поле c5 · черен топ на бяло поле f5 · черна пешка на черно поле g5 · черна дама на бяло поле h5 · черен цар на бяло поле g4 · черен топ на черно поле h4 · бял цар на черно поле a3 · бяла пешка на черно поле c3 · черна пешка на бяло поле h3 · бяла пешка на черно поле b2 · бяла пешка на бяло поле c2 · бяла дама на бяло поле h1 | 8 |
| 7 | черен кон на бяло поле g8 · черна пешка на черно поле a7 · бял офицер на черно поле c7 · бял кон на бяло поле d7 · черен офицер на бяло поле h7 · черна пешка на бяло поле a6 · черна пешка на бяло поле c6 · черен кон на бяло поле g6 · черна пешка на черно поле h6 · черна пешка на черно поле a5 · черна пешка на черно поле c5 · черен топ на бяло поле f5 · черна пешка на черно поле g5 · черна дама на бяло поле h5 · черен цар на бяло поле g4 · черен топ на черно поле h4 · бял цар на черно поле a3 · бяла пешка на черно поле c3 · черна пешка на бяло поле h3 · бяла пешка на черно поле b2 · бяла пешка на бяло поле c2 · бяла дама на бяло поле h1 | черен кон на бяло поле g8 · черна пешка на черно поле a7 · бял офицер на черно поле c7 · бял кон на бяло поле d7 · черен офицер на бяло поле h7 · черна пешка на бяло поле a6 · черна пешка на бяло поле c6 · черен кон на бяло поле g6 · черна пешка на черно поле h6 · черна пешка на черно поле a5 · черна пешка на черно поле c5 · черен топ на бяло поле f5 · черна пешка на черно поле g5 · черна дама на бяло поле h5 · черен цар на бяло поле g4 · черен топ на черно поле h4 · бял цар на черно поле a3 · бяла пешка на черно поле c3 · черна пешка на бяло поле h3 · бяла пешка на черно поле b2 · бяла пешка на бяло поле c2 · бяла дама на бяло поле h1 | черен кон на бяло поле g8 · черна пешка на черно поле a7 · бял офицер на черно поле c7 · бял кон на бяло поле d7 · черен офицер на бяло поле h7 · черна пешка на бяло поле a6 · черна пешка на бяло поле c6 · черен кон на бяло поле g6 · черна пешка на черно поле h6 · черна пешка на черно поле a5 · черна пешка на черно поле c5 · черен топ на бяло поле f5 · черна пешка на черно поле g5 · черна дама на бяло поле h5 · черен цар на бяло поле g4 · черен топ на черно поле h4 · бял цар на черно поле a3 · бяла пешка на черно поле c3 · черна пешка на бяло поле h3 · бяла пешка на черно поле b2 · бяла пешка на бяло поле c2 · бяла дама на бяло поле h1 | черен кон на бяло поле g8 · черна пешка на черно поле a7 · бял офицер на черно поле c7 · бял кон на бяло поле d7 · черен офицер на бяло поле h7 · черна пешка на бяло поле a6 · черна пешка на бяло поле c6 · черен кон на бяло поле g6 · черна пешка на черно поле h6 · черна пешка на черно поле a5 · черна пешка на черно поле c5 · черен топ на бяло поле f5 · черна пешка на черно поле g5 · черна дама на бяло поле h5 · черен цар на бяло поле g4 · черен топ на черно поле h4 · бял цар на черно поле a3 · бяла пешка на черно поле c3 · черна пешка на бяло поле h3 · бяла пешка на черно поле b2 · бяла пешка на бяло поле c2 · бяла дама на бяло поле h1 | черен кон на бяло поле g8 · черна пешка на черно поле a7 · бял офицер на черно поле c7 · бял кон на бяло поле d7 · черен офицер на бяло поле h7 · черна пешка на бяло поле a6 · черна пешка на бяло поле c6 · черен кон на бяло поле g6 · черна пешка на черно поле h6 · черна пешка на черно поле a5 · черна пешка на черно поле c5 · черен топ на бяло поле f5 · черна пешка на черно поле g5 · черна дама на бяло поле h5 · черен цар на бяло поле g4 · черен топ на черно поле h4 · бял цар на черно поле a3 · бяла пешка на черно поле c3 · черна пешка на бяло поле h3 · бяла пешка на черно поле b2 · бяла пешка на бяло поле c2 · бяла дама на бяло поле h1 | черен кон на бяло поле g8 · черна пешка на черно поле a7 · бял офицер на черно поле c7 · бял кон на бяло поле d7 · черен офицер на бяло поле h7 · черна пешка на бяло поле a6 · черна пешка на бяло поле c6 · черен кон на бяло поле g6 · черна пешка на черно поле h6 · черна пешка на черно поле a5 · черна пешка на черно поле c5 · черен топ на бяло поле f5 · черна пешка на черно поле g5 · черна дама на бяло поле h5 · черен цар на бяло поле g4 · черен топ на черно поле h4 · бял цар на черно поле a3 · бяла пешка на черно поле c3 · черна пешка на бяло поле h3 · бяла пешка на черно поле b2 · бяла пешка на бяло поле c2 · бяла дама на бяло поле h1 | черен кон на бяло поле g8 · черна пешка на черно поле a7 · бял офицер на черно поле c7 · бял кон на бяло поле d7 · черен офицер на бяло поле h7 · черна пешка на бяло поле a6 · черна пешка на бяло поле c6 · черен кон на бяло поле g6 · черна пешка на черно поле h6 · черна пешка на черно поле a5 · черна пешка на черно поле c5 · черен топ на бяло поле f5 · черна пешка на черно поле g5 · черна дама на бяло поле h5 · черен цар на бяло поле g4 · черен топ на черно поле h4 · бял цар на черно поле a3 · бяла пешка на черно поле c3 · черна пешка на бяло поле h3 · бяла пешка на черно поле b2 · бяла пешка на бяло поле c2 · бяла дама на бяло поле h1 | черен кон на бяло поле g8 · черна пешка на черно поле a7 · бял офицер на черно поле c7 · бял кон на бяло поле d7 · черен офицер на бяло поле h7 · черна пешка на бяло поле a6 · черна пешка на бяло поле c6 · черен кон на бяло поле g6 · черна пешка на черно поле h6 · черна пешка на черно поле a5 · черна пешка на черно поле c5 · черен топ на бяло поле f5 · черна пешка на черно поле g5 · черна дама на бяло поле h5 · черен цар на бяло поле g4 · черен топ на черно поле h4 · бял цар на черно поле a3 · бяла пешка на черно поле c3 · черна пешка на бяло поле h3 · бяла пешка на черно поле b2 · бяла пешка на бяло поле c2 · бяла дама на бяло поле h1 | 7 |
| 6 | черен кон на бяло поле g8 · черна пешка на черно поле a7 · бял офицер на черно поле c7 · бял кон на бяло поле d7 · черен офицер на бяло поле h7 · черна пешка на бяло поле a6 · черна пешка на бяло поле c6 · черен кон на бяло поле g6 · черна пешка на черно поле h6 · черна пешка на черно поле a5 · черна пешка на черно поле c5 · черен топ на бяло поле f5 · черна пешка на черно поле g5 · черна дама на бяло поле h5 · черен цар на бяло поле g4 · черен топ на черно поле h4 · бял цар на черно поле a3 · бяла пешка на черно поле c3 · черна пешка на бяло поле h3 · бяла пешка на черно поле b2 · бяла пешка на бяло поле c2 · бяла дама на бяло поле h1 | черен кон на бяло поле g8 · черна пешка на черно поле a7 · бял офицер на черно поле c7 · бял кон на бяло поле d7 · черен офицер на бяло поле h7 · черна пешка на бяло поле a6 · черна пешка на бяло поле c6 · черен кон на бяло поле g6 · черна пешка на черно поле h6 · черна пешка на черно поле a5 · черна пешка на черно поле c5 · черен топ на бяло поле f5 · черна пешка на черно поле g5 · черна дама на бяло поле h5 · черен цар на бяло поле g4 · черен топ на черно поле h4 · бял цар на черно поле a3 · бяла пешка на черно поле c3 · черна пешка на бяло поле h3 · бяла пешка на черно поле b2 · бяла пешка на бяло поле c2 · бяла дама на бяло поле h1 | черен кон на бяло поле g8 · черна пешка на черно поле a7 · бял офицер на черно поле c7 · бял кон на бяло поле d7 · черен офицер на бяло поле h7 · черна пешка на бяло поле a6 · черна пешка на бяло поле c6 · черен кон на бяло поле g6 · черна пешка на черно поле h6 · черна пешка на черно поле a5 · черна пешка на черно поле c5 · черен топ на бяло поле f5 · черна пешка на черно поле g5 · черна дама на бяло поле h5 · черен цар на бяло поле g4 · черен топ на черно поле h4 · бял цар на черно поле a3 · бяла пешка на черно поле c3 · черна пешка на бяло поле h3 · бяла пешка на черно поле b2 · бяла пешка на бяло поле c2 · бяла дама на бяло поле h1 | черен кон на бяло поле g8 · черна пешка на черно поле a7 · бял офицер на черно поле c7 · бял кон на бяло поле d7 · черен офицер на бяло поле h7 · черна пешка на бяло поле a6 · черна пешка на бяло поле c6 · черен кон на бяло поле g6 · черна пешка на черно поле h6 · черна пешка на черно поле a5 · черна пешка на черно поле c5 · черен топ на бяло поле f5 · черна пешка на черно поле g5 · черна дама на бяло поле h5 · черен цар на бяло поле g4 · черен топ на черно поле h4 · бял цар на черно поле a3 · бяла пешка на черно поле c3 · черна пешка на бяло поле h3 · бяла пешка на черно поле b2 · бяла пешка на бяло поле c2 · бяла дама на бяло поле h1 | черен кон на бяло поле g8 · черна пешка на черно поле a7 · бял офицер на черно поле c7 · бял кон на бяло поле d7 · черен офицер на бяло поле h7 · черна пешка на бяло поле a6 · черна пешка на бяло поле c6 · черен кон на бяло поле g6 · черна пешка на черно поле h6 · черна пешка на черно поле a5 · черна пешка на черно поле c5 · черен топ на бяло поле f5 · черна пешка на черно поле g5 · черна дама на бяло поле h5 · черен цар на бяло поле g4 · черен топ на черно поле h4 · бял цар на черно поле a3 · бяла пешка на черно поле c3 · черна пешка на бяло поле h3 · бяла пешка на черно поле b2 · бяла пешка на бяло поле c2 · бяла дама на бяло поле h1 | черен кон на бяло поле g8 · черна пешка на черно поле a7 · бял офицер на черно поле c7 · бял кон на бяло поле d7 · черен офицер на бяло поле h7 · черна пешка на бяло поле a6 · черна пешка на бяло поле c6 · черен кон на бяло поле g6 · черна пешка на черно поле h6 · черна пешка на черно поле a5 · черна пешка на черно поле c5 · черен топ на бяло поле f5 · черна пешка на черно поле g5 · черна дама на бяло поле h5 · черен цар на бяло поле g4 · черен топ на черно поле h4 · бял цар на черно поле a3 · бяла пешка на черно поле c3 · черна пешка на бяло поле h3 · бяла пешка на черно поле b2 · бяла пешка на бяло поле c2 · бяла дама на бяло поле h1 | черен кон на бяло поле g8 · черна пешка на черно поле a7 · бял офицер на черно поле c7 · бял кон на бяло поле d7 · черен офицер на бяло поле h7 · черна пешка на бяло поле a6 · черна пешка на бяло поле c6 · черен кон на бяло поле g6 · черна пешка на черно поле h6 · черна пешка на черно поле a5 · черна пешка на черно поле c5 · черен топ на бяло поле f5 · черна пешка на черно поле g5 · черна дама на бяло поле h5 · черен цар на бяло поле g4 · черен топ на черно поле h4 · бял цар на черно поле a3 · бяла пешка на черно поле c3 · черна пешка на бяло поле h3 · бяла пешка на черно поле b2 · бяла пешка на бяло поле c2 · бяла дама на бяло поле h1 | черен кон на бяло поле g8 · черна пешка на черно поле a7 · бял офицер на черно поле c7 · бял кон на бяло поле d7 · черен офицер на бяло поле h7 · черна пешка на бяло поле a6 · черна пешка на бяло поле c6 · черен кон на бяло поле g6 · черна пешка на черно поле h6 · черна пешка на черно поле a5 · черна пешка на черно поле c5 · черен топ на бяло поле f5 · черна пешка на черно поле g5 · черна дама на бяло поле h5 · черен цар на бяло поле g4 · черен топ на черно поле h4 · бял цар на черно поле a3 · бяла пешка на черно поле c3 · черна пешка на бяло поле h3 · бяла пешка на черно поле b2 · бяла пешка на бяло поле c2 · бяла дама на бяло поле h1 | 6 |
| 5 | черен кон на бяло поле g8 · черна пешка на черно поле a7 · бял офицер на черно поле c7 · бял кон на бяло поле d7 · черен офицер на бяло поле h7 · черна пешка на бяло поле a6 · черна пешка на бяло поле c6 · черен кон на бяло поле g6 · черна пешка на черно поле h6 · черна пешка на черно поле a5 · черна пешка на черно поле c5 · черен топ на бяло поле f5 · черна пешка на черно поле g5 · черна дама на бяло поле h5 · черен цар на бяло поле g4 · черен топ на черно поле h4 · бял цар на черно поле a3 · бяла пешка на черно поле c3 · черна пешка на бяло поле h3 · бяла пешка на черно поле b2 · бяла пешка на бяло поле c2 · бяла дама на бяло поле h1 | черен кон на бяло поле g8 · черна пешка на черно поле a7 · бял офицер на черно поле c7 · бял кон на бяло поле d7 · черен офицер на бяло поле h7 · черна пешка на бяло поле a6 · черна пешка на бяло поле c6 · черен кон на бяло поле g6 · черна пешка на черно поле h6 · черна пешка на черно поле a5 · черна пешка на черно поле c5 · черен топ на бяло поле f5 · черна пешка на черно поле g5 · черна дама на бяло поле h5 · черен цар на бяло поле g4 · черен топ на черно поле h4 · бял цар на черно поле a3 · бяла пешка на черно поле c3 · черна пешка на бяло поле h3 · бяла пешка на черно поле b2 · бяла пешка на бяло поле c2 · бяла дама на бяло поле h1 | черен кон на бяло поле g8 · черна пешка на черно поле a7 · бял офицер на черно поле c7 · бял кон на бяло поле d7 · черен офицер на бяло поле h7 · черна пешка на бяло поле a6 · черна пешка на бяло поле c6 · черен кон на бяло поле g6 · черна пешка на черно поле h6 · черна пешка на черно поле a5 · черна пешка на черно поле c5 · черен топ на бяло поле f5 · черна пешка на черно поле g5 · черна дама на бяло поле h5 · черен цар на бяло поле g4 · черен топ на черно поле h4 · бял цар на черно поле a3 · бяла пешка на черно поле c3 · черна пешка на бяло поле h3 · бяла пешка на черно поле b2 · бяла пешка на бяло поле c2 · бяла дама на бяло поле h1 | черен кон на бяло поле g8 · черна пешка на черно поле a7 · бял офицер на черно поле c7 · бял кон на бяло поле d7 · черен офицер на бяло поле h7 · черна пешка на бяло поле a6 · черна пешка на бяло поле c6 · черен кон на бяло поле g6 · черна пешка на черно поле h6 · черна пешка на черно поле a5 · черна пешка на черно поле c5 · черен топ на бяло поле f5 · черна пешка на черно поле g5 · черна дама на бяло поле h5 · черен цар на бяло поле g4 · черен топ на черно поле h4 · бял цар на черно поле a3 · бяла пешка на черно поле c3 · черна пешка на бяло поле h3 · бяла пешка на черно поле b2 · бяла пешка на бяло поле c2 · бяла дама на бяло поле h1 | черен кон на бяло поле g8 · черна пешка на черно поле a7 · бял офицер на черно поле c7 · бял кон на бяло поле d7 · черен офицер на бяло поле h7 · черна пешка на бяло поле a6 · черна пешка на бяло поле c6 · черен кон на бяло поле g6 · черна пешка на черно поле h6 · черна пешка на черно поле a5 · черна пешка на черно поле c5 · черен топ на бяло поле f5 · черна пешка на черно поле g5 · черна дама на бяло поле h5 · черен цар на бяло поле g4 · черен топ на черно поле h4 · бял цар на черно поле a3 · бяла пешка на черно поле c3 · черна пешка на бяло поле h3 · бяла пешка на черно поле b2 · бяла пешка на бяло поле c2 · бяла дама на бяло поле h1 | черен кон на бяло поле g8 · черна пешка на черно поле a7 · бял офицер на черно поле c7 · бял кон на бяло поле d7 · черен офицер на бяло поле h7 · черна пешка на бяло поле a6 · черна пешка на бяло поле c6 · черен кон на бяло поле g6 · черна пешка на черно поле h6 · черна пешка на черно поле a5 · черна пешка на черно поле c5 · черен топ на бяло поле f5 · черна пешка на черно поле g5 · черна дама на бяло поле h5 · черен цар на бяло поле g4 · черен топ на черно поле h4 · бял цар на черно поле a3 · бяла пешка на черно поле c3 · черна пешка на бяло поле h3 · бяла пешка на черно поле b2 · бяла пешка на бяло поле c2 · бяла дама на бяло поле h1 | черен кон на бяло поле g8 · черна пешка на черно поле a7 · бял офицер на черно поле c7 · бял кон на бяло поле d7 · черен офицер на бяло поле h7 · черна пешка на бяло поле a6 · черна пешка на бяло поле c6 · черен кон на бяло поле g6 · черна пешка на черно поле h6 · черна пешка на черно поле a5 · черна пешка на черно поле c5 · черен топ на бяло поле f5 · черна пешка на черно поле g5 · черна дама на бяло поле h5 · черен цар на бяло поле g4 · черен топ на черно поле h4 · бял цар на черно поле a3 · бяла пешка на черно поле c3 · черна пешка на бяло поле h3 · бяла пешка на черно поле b2 · бяла пешка на бяло поле c2 · бяла дама на бяло поле h1 | черен кон на бяло поле g8 · черна пешка на черно поле a7 · бял офицер на черно поле c7 · бял кон на бяло поле d7 · черен офицер на бяло поле h7 · черна пешка на бяло поле a6 · черна пешка на бяло поле c6 · черен кон на бяло поле g6 · черна пешка на черно поле h6 · черна пешка на черно поле a5 · черна пешка на черно поле c5 · черен топ на бяло поле f5 · черна пешка на черно поле g5 · черна дама на бяло поле h5 · черен цар на бяло поле g4 · черен топ на черно поле h4 · бял цар на черно поле a3 · бяла пешка на черно поле c3 · черна пешка на бяло поле h3 · бяла пешка на черно поле b2 · бяла пешка на бяло поле c2 · бяла дама на бяло поле h1 | 5 |
| 4 | черен кон на бяло поле g8 · черна пешка на черно поле a7 · бял офицер на черно поле c7 · бял кон на бяло поле d7 · черен офицер на бяло поле h7 · черна пешка на бяло поле a6 · черна пешка на бяло поле c6 · черен кон на бяло поле g6 · черна пешка на черно поле h6 · черна пешка на черно поле a5 · черна пешка на черно поле c5 · черен топ на бяло поле f5 · черна пешка на черно поле g5 · черна дама на бяло поле h5 · черен цар на бяло поле g4 · черен топ на черно поле h4 · бял цар на черно поле a3 · бяла пешка на черно поле c3 · черна пешка на бяло поле h3 · бяла пешка на черно поле b2 · бяла пешка на бяло поле c2 · бяла дама на бяло поле h1 | черен кон на бяло поле g8 · черна пешка на черно поле a7 · бял офицер на черно поле c7 · бял кон на бяло поле d7 · черен офицер на бяло поле h7 · черна пешка на бяло поле a6 · черна пешка на бяло поле c6 · черен кон на бяло поле g6 · черна пешка на черно поле h6 · черна пешка на черно поле a5 · черна пешка на черно поле c5 · черен топ на бяло поле f5 · черна пешка на черно поле g5 · черна дама на бяло поле h5 · черен цар на бяло поле g4 · черен топ на черно поле h4 · бял цар на черно поле a3 · бяла пешка на черно поле c3 · черна пешка на бяло поле h3 · бяла пешка на черно поле b2 · бяла пешка на бяло поле c2 · бяла дама на бяло поле h1 | черен кон на бяло поле g8 · черна пешка на черно поле a7 · бял офицер на черно поле c7 · бял кон на бяло поле d7 · черен офицер на бяло поле h7 · черна пешка на бяло поле a6 · черна пешка на бяло поле c6 · черен кон на бяло поле g6 · черна пешка на черно поле h6 · черна пешка на черно поле a5 · черна пешка на черно поле c5 · черен топ на бяло поле f5 · черна пешка на черно поле g5 · черна дама на бяло поле h5 · черен цар на бяло поле g4 · черен топ на черно поле h4 · бял цар на черно поле a3 · бяла пешка на черно поле c3 · черна пешка на бяло поле h3 · бяла пешка на черно поле b2 · бяла пешка на бяло поле c2 · бяла дама на бяло поле h1 | черен кон на бяло поле g8 · черна пешка на черно поле a7 · бял офицер на черно поле c7 · бял кон на бяло поле d7 · черен офицер на бяло поле h7 · черна пешка на бяло поле a6 · черна пешка на бяло поле c6 · черен кон на бяло поле g6 · черна пешка на черно поле h6 · черна пешка на черно поле a5 · черна пешка на черно поле c5 · черен топ на бяло поле f5 · черна пешка на черно поле g5 · черна дама на бяло поле h5 · черен цар на бяло поле g4 · черен топ на черно поле h4 · бял цар на черно поле a3 · бяла пешка на черно поле c3 · черна пешка на бяло поле h3 · бяла пешка на черно поле b2 · бяла пешка на бяло поле c2 · бяла дама на бяло поле h1 | черен кон на бяло поле g8 · черна пешка на черно поле a7 · бял офицер на черно поле c7 · бял кон на бяло поле d7 · черен офицер на бяло поле h7 · черна пешка на бяло поле a6 · черна пешка на бяло поле c6 · черен кон на бяло поле g6 · черна пешка на черно поле h6 · черна пешка на черно поле a5 · черна пешка на черно поле c5 · черен топ на бяло поле f5 · черна пешка на черно поле g5 · черна дама на бяло поле h5 · черен цар на бяло поле g4 · черен топ на черно поле h4 · бял цар на черно поле a3 · бяла пешка на черно поле c3 · черна пешка на бяло поле h3 · бяла пешка на черно поле b2 · бяла пешка на бяло поле c2 · бяла дама на бяло поле h1 | черен кон на бяло поле g8 · черна пешка на черно поле a7 · бял офицер на черно поле c7 · бял кон на бяло поле d7 · черен офицер на бяло поле h7 · черна пешка на бяло поле a6 · черна пешка на бяло поле c6 · черен кон на бяло поле g6 · черна пешка на черно поле h6 · черна пешка на черно поле a5 · черна пешка на черно поле c5 · черен топ на бяло поле f5 · черна пешка на черно поле g5 · черна дама на бяло поле h5 · черен цар на бяло поле g4 · черен топ на черно поле h4 · бял цар на черно поле a3 · бяла пешка на черно поле c3 · черна пешка на бяло поле h3 · бяла пешка на черно поле b2 · бяла пешка на бяло поле c2 · бяла дама на бяло поле h1 | черен кон на бяло поле g8 · черна пешка на черно поле a7 · бял офицер на черно поле c7 · бял кон на бяло поле d7 · черен офицер на бяло поле h7 · черна пешка на бяло поле a6 · черна пешка на бяло поле c6 · черен кон на бяло поле g6 · черна пешка на черно поле h6 · черна пешка на черно поле a5 · черна пешка на черно поле c5 · черен топ на бяло поле f5 · черна пешка на черно поле g5 · черна дама на бяло поле h5 · черен цар на бяло поле g4 · черен топ на черно поле h4 · бял цар на черно поле a3 · бяла пешка на черно поле c3 · черна пешка на бяло поле h3 · бяла пешка на черно поле b2 · бяла пешка на бяло поле c2 · бяла дама на бяло поле h1 | черен кон на бяло поле g8 · черна пешка на черно поле a7 · бял офицер на черно поле c7 · бял кон на бяло поле d7 · черен офицер на бяло поле h7 · черна пешка на бяло поле a6 · черна пешка на бяло поле c6 · черен кон на бяло поле g6 · черна пешка на черно поле h6 · черна пешка на черно поле a5 · черна пешка на черно поле c5 · черен топ на бяло поле f5 · черна пешка на черно поле g5 · черна дама на бяло поле h5 · черен цар на бяло поле g4 · черен топ на черно поле h4 · бял цар на черно поле a3 · бяла пешка на черно поле c3 · черна пешка на бяло поле h3 · бяла пешка на черно поле b2 · бяла пешка на бяло поле c2 · бяла дама на бяло поле h1 | 4 |
| 3 | черен кон на бяло поле g8 · черна пешка на черно поле a7 · бял офицер на черно поле c7 · бял кон на бяло поле d7 · черен офицер на бяло поле h7 · черна пешка на бяло поле a6 · черна пешка на бяло поле c6 · черен кон на бяло поле g6 · черна пешка на черно поле h6 · черна пешка на черно поле a5 · черна пешка на черно поле c5 · черен топ на бяло поле f5 · черна пешка на черно поле g5 · черна дама на бяло поле h5 · черен цар на бяло поле g4 · черен топ на черно поле h4 · бял цар на черно поле a3 · бяла пешка на черно поле c3 · черна пешка на бяло поле h3 · бяла пешка на черно поле b2 · бяла пешка на бяло поле c2 · бяла дама на бяло поле h1 | черен кон на бяло поле g8 · черна пешка на черно поле a7 · бял офицер на черно поле c7 · бял кон на бяло поле d7 · черен офицер на бяло поле h7 · черна пешка на бяло поле a6 · черна пешка на бяло поле c6 · черен кон на бяло поле g6 · черна пешка на черно поле h6 · черна пешка на черно поле a5 · черна пешка на черно поле c5 · черен топ на бяло поле f5 · черна пешка на черно поле g5 · черна дама на бяло поле h5 · черен цар на бяло поле g4 · черен топ на черно поле h4 · бял цар на черно поле a3 · бяла пешка на черно поле c3 · черна пешка на бяло поле h3 · бяла пешка на черно поле b2 · бяла пешка на бяло поле c2 · бяла дама на бяло поле h1 | черен кон на бяло поле g8 · черна пешка на черно поле a7 · бял офицер на черно поле c7 · бял кон на бяло поле d7 · черен офицер на бяло поле h7 · черна пешка на бяло поле a6 · черна пешка на бяло поле c6 · черен кон на бяло поле g6 · черна пешка на черно поле h6 · черна пешка на черно поле a5 · черна пешка на черно поле c5 · черен топ на бяло поле f5 · черна пешка на черно поле g5 · черна дама на бяло поле h5 · черен цар на бяло поле g4 · черен топ на черно поле h4 · бял цар на черно поле a3 · бяла пешка на черно поле c3 · черна пешка на бяло поле h3 · бяла пешка на черно поле b2 · бяла пешка на бяло поле c2 · бяла дама на бяло поле h1 | черен кон на бяло поле g8 · черна пешка на черно поле a7 · бял офицер на черно поле c7 · бял кон на бяло поле d7 · черен офицер на бяло поле h7 · черна пешка на бяло поле a6 · черна пешка на бяло поле c6 · черен кон на бяло поле g6 · черна пешка на черно поле h6 · черна пешка на черно поле a5 · черна пешка на черно поле c5 · черен топ на бяло поле f5 · черна пешка на черно поле g5 · черна дама на бяло поле h5 · черен цар на бяло поле g4 · черен топ на черно поле h4 · бял цар на черно поле a3 · бяла пешка на черно поле c3 · черна пешка на бяло поле h3 · бяла пешка на черно поле b2 · бяла пешка на бяло поле c2 · бяла дама на бяло поле h1 | черен кон на бяло поле g8 · черна пешка на черно поле a7 · бял офицер на черно поле c7 · бял кон на бяло поле d7 · черен офицер на бяло поле h7 · черна пешка на бяло поле a6 · черна пешка на бяло поле c6 · черен кон на бяло поле g6 · черна пешка на черно поле h6 · черна пешка на черно поле a5 · черна пешка на черно поле c5 · черен топ на бяло поле f5 · черна пешка на черно поле g5 · черна дама на бяло поле h5 · черен цар на бяло поле g4 · черен топ на черно поле h4 · бял цар на черно поле a3 · бяла пешка на черно поле c3 · черна пешка на бяло поле h3 · бяла пешка на черно поле b2 · бяла пешка на бяло поле c2 · бяла дама на бяло поле h1 | черен кон на бяло поле g8 · черна пешка на черно поле a7 · бял офицер на черно поле c7 · бял кон на бяло поле d7 · черен офицер на бяло поле h7 · черна пешка на бяло поле a6 · черна пешка на бяло поле c6 · черен кон на бяло поле g6 · черна пешка на черно поле h6 · черна пешка на черно поле a5 · черна пешка на черно поле c5 · черен топ на бяло поле f5 · черна пешка на черно поле g5 · черна дама на бяло поле h5 · черен цар на бяло поле g4 · черен топ на черно поле h4 · бял цар на черно поле a3 · бяла пешка на черно поле c3 · черна пешка на бяло поле h3 · бяла пешка на черно поле b2 · бяла пешка на бяло поле c2 · бяла дама на бяло поле h1 | черен кон на бяло поле g8 · черна пешка на черно поле a7 · бял офицер на черно поле c7 · бял кон на бяло поле d7 · черен офицер на бяло поле h7 · черна пешка на бяло поле a6 · черна пешка на бяло поле c6 · черен кон на бяло поле g6 · черна пешка на черно поле h6 · черна пешка на черно поле a5 · черна пешка на черно поле c5 · черен топ на бяло поле f5 · черна пешка на черно поле g5 · черна дама на бяло поле h5 · черен цар на бяло поле g4 · черен топ на черно поле h4 · бял цар на черно поле a3 · бяла пешка на черно поле c3 · черна пешка на бяло поле h3 · бяла пешка на черно поле b2 · бяла пешка на бяло поле c2 · бяла дама на бяло поле h1 | черен кон на бяло поле g8 · черна пешка на черно поле a7 · бял офицер на черно поле c7 · бял кон на бяло поле d7 · черен офицер на бяло поле h7 · черна пешка на бяло поле a6 · черна пешка на бяло поле c6 · черен кон на бяло поле g6 · черна пешка на черно поле h6 · черна пешка на черно поле a5 · черна пешка на черно поле c5 · черен топ на бяло поле f5 · черна пешка на черно поле g5 · черна дама на бяло поле h5 · черен цар на бяло поле g4 · черен топ на черно поле h4 · бял цар на черно поле a3 · бяла пешка на черно поле c3 · черна пешка на бяло поле h3 · бяла пешка на черно поле b2 · бяла пешка на бяло поле c2 · бяла дама на бяло поле h1 | 3 |
| 2 | черен кон на бяло поле g8 · черна пешка на черно поле a7 · бял офицер на черно поле c7 · бял кон на бяло поле d7 · черен офицер на бяло поле h7 · черна пешка на бяло поле a6 · черна пешка на бяло поле c6 · черен кон на бяло поле g6 · черна пешка на черно поле h6 · черна пешка на черно поле a5 · черна пешка на черно поле c5 · черен топ на бяло поле f5 · черна пешка на черно поле g5 · черна дама на бяло поле h5 · черен цар на бяло поле g4 · черен топ на черно поле h4 · бял цар на черно поле a3 · бяла пешка на черно поле c3 · черна пешка на бяло поле h3 · бяла пешка на черно поле b2 · бяла пешка на бяло поле c2 · бяла дама на бяло поле h1 | черен кон на бяло поле g8 · черна пешка на черно поле a7 · бял офицер на черно поле c7 · бял кон на бяло поле d7 · черен офицер на бяло поле h7 · черна пешка на бяло поле a6 · черна пешка на бяло поле c6 · черен кон на бяло поле g6 · черна пешка на черно поле h6 · черна пешка на черно поле a5 · черна пешка на черно поле c5 · черен топ на бяло поле f5 · черна пешка на черно поле g5 · черна дама на бяло поле h5 · черен цар на бяло поле g4 · черен топ на черно поле h4 · бял цар на черно поле a3 · бяла пешка на черно поле c3 · черна пешка на бяло поле h3 · бяла пешка на черно поле b2 · бяла пешка на бяло поле c2 · бяла дама на бяло поле h1 | черен кон на бяло поле g8 · черна пешка на черно поле a7 · бял офицер на черно поле c7 · бял кон на бяло поле d7 · черен офицер на бяло поле h7 · черна пешка на бяло поле a6 · черна пешка на бяло поле c6 · черен кон на бяло поле g6 · черна пешка на черно поле h6 · черна пешка на черно поле a5 · черна пешка на черно поле c5 · черен топ на бяло поле f5 · черна пешка на черно поле g5 · черна дама на бяло поле h5 · черен цар на бяло поле g4 · черен топ на черно поле h4 · бял цар на черно поле a3 · бяла пешка на черно поле c3 · черна пешка на бяло поле h3 · бяла пешка на черно поле b2 · бяла пешка на бяло поле c2 · бяла дама на бяло поле h1 | черен кон на бяло поле g8 · черна пешка на черно поле a7 · бял офицер на черно поле c7 · бял кон на бяло поле d7 · черен офицер на бяло поле h7 · черна пешка на бяло поле a6 · черна пешка на бяло поле c6 · черен кон на бяло поле g6 · черна пешка на черно поле h6 · черна пешка на черно поле a5 · черна пешка на черно поле c5 · черен топ на бяло поле f5 · черна пешка на черно поле g5 · черна дама на бяло поле h5 · черен цар на бяло поле g4 · черен топ на черно поле h4 · бял цар на черно поле a3 · бяла пешка на черно поле c3 · черна пешка на бяло поле h3 · бяла пешка на черно поле b2 · бяла пешка на бяло поле c2 · бяла дама на бяло поле h1 | черен кон на бяло поле g8 · черна пешка на черно поле a7 · бял офицер на черно поле c7 · бял кон на бяло поле d7 · черен офицер на бяло поле h7 · черна пешка на бяло поле a6 · черна пешка на бяло поле c6 · черен кон на бяло поле g6 · черна пешка на черно поле h6 · черна пешка на черно поле a5 · черна пешка на черно поле c5 · черен топ на бяло поле f5 · черна пешка на черно поле g5 · черна дама на бяло поле h5 · черен цар на бяло поле g4 · черен топ на черно поле h4 · бял цар на черно поле a3 · бяла пешка на черно поле c3 · черна пешка на бяло поле h3 · бяла пешка на черно поле b2 · бяла пешка на бяло поле c2 · бяла дама на бяло поле h1 | черен кон на бяло поле g8 · черна пешка на черно поле a7 · бял офицер на черно поле c7 · бял кон на бяло поле d7 · черен офицер на бяло поле h7 · черна пешка на бяло поле a6 · черна пешка на бяло поле c6 · черен кон на бяло поле g6 · черна пешка на черно поле h6 · черна пешка на черно поле a5 · черна пешка на черно поле c5 · черен топ на бяло поле f5 · черна пешка на черно поле g5 · черна дама на бяло поле h5 · черен цар на бяло поле g4 · черен топ на черно поле h4 · бял цар на черно поле a3 · бяла пешка на черно поле c3 · черна пешка на бяло поле h3 · бяла пешка на черно поле b2 · бяла пешка на бяло поле c2 · бяла дама на бяло поле h1 | черен кон на бяло поле g8 · черна пешка на черно поле a7 · бял офицер на черно поле c7 · бял кон на бяло поле d7 · черен офицер на бяло поле h7 · черна пешка на бяло поле a6 · черна пешка на бяло поле c6 · черен кон на бяло поле g6 · черна пешка на черно поле h6 · черна пешка на черно поле a5 · черна пешка на черно поле c5 · черен топ на бяло поле f5 · черна пешка на черно поле g5 · черна дама на бяло поле h5 · черен цар на бяло поле g4 · черен топ на черно поле h4 · бял цар на черно поле a3 · бяла пешка на черно поле c3 · черна пешка на бяло поле h3 · бяла пешка на черно поле b2 · бяла пешка на бяло поле c2 · бяла дама на бяло поле h1 | черен кон на бяло поле g8 · черна пешка на черно поле a7 · бял офицер на черно поле c7 · бял кон на бяло поле d7 · черен офицер на бяло поле h7 · черна пешка на бяло поле a6 · черна пешка на бяло поле c6 · черен кон на бяло поле g6 · черна пешка на черно поле h6 · черна пешка на черно поле a5 · черна пешка на черно поле c5 · черен топ на бяло поле f5 · черна пешка на черно поле g5 · черна дама на бяло поле h5 · черен цар на бяло поле g4 · черен топ на черно поле h4 · бял цар на черно поле a3 · бяла пешка на черно поле c3 · черна пешка на бяло поле h3 · бяла пешка на черно поле b2 · бяла пешка на бяло поле c2 · бяла дама на бяло поле h1 | 2 |
| 1 | черен кон на бяло поле g8 · черна пешка на черно поле a7 · бял офицер на черно поле c7 · бял кон на бяло поле d7 · черен офицер на бяло поле h7 · черна пешка на бяло поле a6 · черна пешка на бяло поле c6 · черен кон на бяло поле g6 · черна пешка на черно поле h6 · черна пешка на черно поле a5 · черна пешка на черно поле c5 · черен топ на бяло поле f5 · черна пешка на черно поле g5 · черна дама на бяло поле h5 · черен цар на бяло поле g4 · черен топ на черно поле h4 · бял цар на черно поле a3 · бяла пешка на черно поле c3 · черна пешка на бяло поле h3 · бяла пешка на черно поле b2 · бяла пешка на бяло поле c2 · бяла дама на бяло поле h1 | черен кон на бяло поле g8 · черна пешка на черно поле a7 · бял офицер на черно поле c7 · бял кон на бяло поле d7 · черен офицер на бяло поле h7 · черна пешка на бяло поле a6 · черна пешка на бяло поле c6 · черен кон на бяло поле g6 · черна пешка на черно поле h6 · черна пешка на черно поле a5 · черна пешка на черно поле c5 · черен топ на бяло поле f5 · черна пешка на черно поле g5 · черна дама на бяло поле h5 · черен цар на бяло поле g4 · черен топ на черно поле h4 · бял цар на черно поле a3 · бяла пешка на черно поле c3 · черна пешка на бяло поле h3 · бяла пешка на черно поле b2 · бяла пешка на бяло поле c2 · бяла дама на бяло поле h1 | черен кон на бяло поле g8 · черна пешка на черно поле a7 · бял офицер на черно поле c7 · бял кон на бяло поле d7 · черен офицер на бяло поле h7 · черна пешка на бяло поле a6 · черна пешка на бяло поле c6 · черен кон на бяло поле g6 · черна пешка на черно поле h6 · черна пешка на черно поле a5 · черна пешка на черно поле c5 · черен топ на бяло поле f5 · черна пешка на черно поле g5 · черна дама на бяло поле h5 · черен цар на бяло поле g4 · черен топ на черно поле h4 · бял цар на черно поле a3 · бяла пешка на черно поле c3 · черна пешка на бяло поле h3 · бяла пешка на черно поле b2 · бяла пешка на бяло поле c2 · бяла дама на бяло поле h1 | черен кон на бяло поле g8 · черна пешка на черно поле a7 · бял офицер на черно поле c7 · бял кон на бяло поле d7 · черен офицер на бяло поле h7 · черна пешка на бяло поле a6 · черна пешка на бяло поле c6 · черен кон на бяло поле g6 · черна пешка на черно поле h6 · черна пешка на черно поле a5 · черна пешка на черно поле c5 · черен топ на бяло поле f5 · черна пешка на черно поле g5 · черна дама на бяло поле h5 · черен цар на бяло поле g4 · черен топ на черно поле h4 · бял цар на черно поле a3 · бяла пешка на черно поле c3 · черна пешка на бяло поле h3 · бяла пешка на черно поле b2 · бяла пешка на бяло поле c2 · бяла дама на бяло поле h1 | черен кон на бяло поле g8 · черна пешка на черно поле a7 · бял офицер на черно поле c7 · бял кон на бяло поле d7 · черен офицер на бяло поле h7 · черна пешка на бяло поле a6 · черна пешка на бяло поле c6 · черен кон на бяло поле g6 · черна пешка на черно поле h6 · черна пешка на черно поле a5 · черна пешка на черно поле c5 · черен топ на бяло поле f5 · черна пешка на черно поле g5 · черна дама на бяло поле h5 · черен цар на бяло поле g4 · черен топ на черно поле h4 · бял цар на черно поле a3 · бяла пешка на черно поле c3 · черна пешка на бяло поле h3 · бяла пешка на черно поле b2 · бяла пешка на бяло поле c2 · бяла дама на бяло поле h1 | черен кон на бяло поле g8 · черна пешка на черно поле a7 · бял офицер на черно поле c7 · бял кон на бяло поле d7 · черен офицер на бяло поле h7 · черна пешка на бяло поле a6 · черна пешка на бяло поле c6 · черен кон на бяло поле g6 · черна пешка на черно поле h6 · черна пешка на черно поле a5 · черна пешка на черно поле c5 · черен топ на бяло поле f5 · черна пешка на черно поле g5 · черна дама на бяло поле h5 · черен цар на бяло поле g4 · черен топ на черно поле h4 · бял цар на черно поле a3 · бяла пешка на черно поле c3 · черна пешка на бяло поле h3 · бяла пешка на черно поле b2 · бяла пешка на бяло поле c2 · бяла дама на бяло поле h1 | черен кон на бяло поле g8 · черна пешка на черно поле a7 · бял офицер на черно поле c7 · бял кон на бяло поле d7 · черен офицер на бяло поле h7 · черна пешка на бяло поле a6 · черна пешка на бяло поле c6 · черен кон на бяло поле g6 · черна пешка на черно поле h6 · черна пешка на черно поле a5 · черна пешка на черно поле c5 · черен топ на бяло поле f5 · черна пешка на черно поле g5 · черна дама на бяло поле h5 · черен цар на бяло поле g4 · черен топ на черно поле h4 · бял цар на черно поле a3 · бяла пешка на черно поле c3 · черна пешка на бяло поле h3 · бяла пешка на черно поле b2 · бяла пешка на бяло поле c2 · бяла дама на бяло поле h1 | черен кон на бяло поле g8 · черна пешка на черно поле a7 · бял офицер на черно поле c7 · бял кон на бяло поле d7 · черен офицер на бяло поле h7 · черна пешка на бяло поле a6 · черна пешка на бяло поле c6 · черен кон на бяло поле g6 · черна пешка на черно поле h6 · черна пешка на черно поле a5 · черна пешка на черно поле c5 · черен топ на бяло поле f5 · черна пешка на черно поле g5 · черна дама на бяло поле h5 · черен цар на бяло поле g4 · черен топ на черно поле h4 · бял цар на черно поле a3 · бяла пешка на черно поле c3 · черна пешка на бяло поле h3 · бяла пешка на черно поле b2 · бяла пешка на бяло поле c2 · бяла дама на бяло поле h1 | 1 |
|   | a | b | c | d | e | f | g | h |   |

Диаграма 12 показва шахматна задача, която не пренебрегва правилото за трикратно повторение на позицията и всички нейни ходове са задължителни както за черната, така и за бялата страна. Задачата е от датчанина Валтер Йоргенсен през 1976 г. и изисква 200 хода. През същата година Андре Червин открива лека промяна, която повишава броя на ходовете до 203. 